# Kalendarium historii Łodzi (od 1989)
Kalendarium historii Łodzi (od roku 1989) – chronologiczne zestawienie wydarzeń z historii miasta w okresie III Rzeczypospolitej, m.in. politycznych, gospodarczych, społecznych, administracyjnych, urbanistycznych, kulturalnych i sportowych, ukazujących przemiany, które dokonały się w Łodzi od roku 1989, w którym przypadł początek transformacji ustrojowej i gospodarczej Polski, do współczesności.

## Legenda

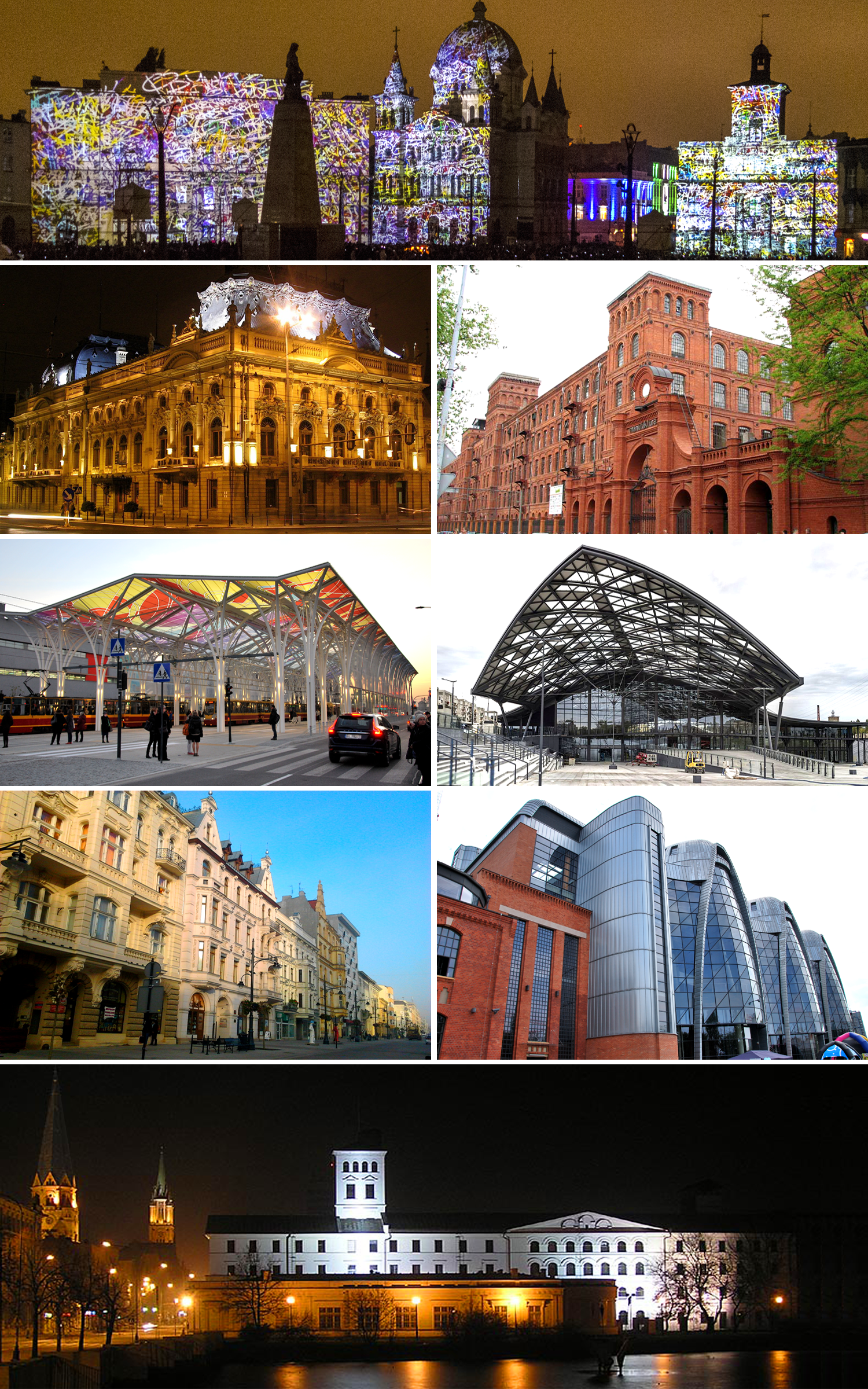
Niezwykłe piękno Łodzi

Kategorie wydarzeń: (więcej)

 (A)  administracyjne

 (D)  dramatyczne (m.in. katastrofy, kataklizmy, zbrodnie, zgony)

 (E)  związane z edukacją i oświatą

 (G)  gospodarcze

 (H)  związane z handlem i gastronomią

 (I)  związane z infrastrukturą miejską

 (K)  kulturalne

 (L)  związane ze społecznością lokalną (np. spisy ludności, zloty, uroczystości, manifestacje)

 (M)  związane z medycyną i higieną

 (N)  związane z nauką

 (O)  organizacje w Łodzi (fundacje, stowarzyszenia, towarzystwa itp.)

 (P)  polityczne

 (R)  religijne

 (S)  sportowe

 (Ś)  związane ze środkami masowego przekazu

 (T)  transportowe

 (U)  urbanistyczne

 (V)  wizyty światowych osobistości (oficjalne i nieoficjalne)

 (W)  wyróżnienia, nagrody (Honorowi Obywatele, Łodzianie Roku itp.)

 (Z)  związane z zielenią miejską (parki, lasy, ogrody, cmentarze)

## Łódź w III Rzeczypospolitej (od roku 1989)
Kalendarium obejmuje wydarzenia od 4 czerwca 1989 roku – dnia, w którym odbyła się I tura pierwszych w Polsce po II wojnie światowej częściowo wolnych wyborów do Sejmu i całkowicie wolnych do Senatu.
| 1989 • 1990 • 1991 • 1992 • 1993 • 1994 • 1995 • 1996 • 1997 • 1998 • 1999 • 2000 • 2001 • 2002 • 2003 • 2004 • 2005 • 2006 • 2007 • 2008 • 2009 • 2010 • 2011 • 2012 • 2013 • 2014 • 2015 • 2016 • 2017 • 2018 • 2019 • 2020 • 2021 • 2022 • 2023 |

### 1989
- (P)  w wyniku pierwszych częściowo wolnych wyborów do Sejmu (4 czerwca) posłami łódzkiej „Solidarności” zostali: Jerzy Dłużniewski, Maria Dmochowska, Andrzej Kern, Wiesław Kowalski i Stefan Niesiołowski; łódzkimi senatorami w przywróconym Senacie RP zostali dwaj profesorowie: Jerzy Dietl i Cezary Józefiak;
- (E)  otwarcie (1 września) w Bałuckim Domu Kultury „Lutnia” przy ul. Łanowej 14 pierwszej w Łodzi prywatnej szkoły podstawowej;
- (O)  powstanie (7 listopada) Fundacji Ulicy Piotrkowskiej; jej statut został zatwierdzony 22 stycznia 1990;
- (D)   (H)  wielki pożar piętrowego pawilonu handlowego przy ul. Traugutta 19 (1 grudnia), należącego do Przedsiębiorstwa Handlu Chemikaliami „Chemia”. Pawilon został podpalony ok. godz. 2:15; akcję gaśniczą zakończono po ponad dobie; w czasie jej trwania ewakuowano mieszkańców 7 okolicznych kamienic oraz zawieszono z powodu dużego zadymienia zatrzymywanie się tramwajów na odległym o 120 m przystanku w ul. Kilińskiego przed dworcem Łódź Fabryczna; pawilon spłonął doszczętnie wraz z towarem i nie został odbudowany; wartość samego towaru wynosiła 420 mln złotych i 180 tys. DEM; ujęty w pobliżu mężczyzna okazał się świadkiem podpalenia; sprawca bądź sprawcy pozostali nieznani[1][2][3];
- (A)  pierwszym prezydentem Łodzi w III RP i wojewodą (od 29 grudnia) został Waldemar Bohdanowicz; obie funkcje pełnił do 27 maja 1990;
- (H)   (O)  zarejestrowanie (w grudniu) spółki Międzynarodowe Targi Łódzkie.

### 1990–2000
- (G)   (L)  stopniowy upadek większości łódzkich zakładów przemysłowych, zwłaszcza włókienniczych, wynikający ze zmiany realiów ekonomicznych i politycznych (m.in. zerwanie kontaktów z rynkiem rosyjskim); gwałtowny wzrost bezrobocia w latach 1990–1993 (pracę w Łodzi w krótkim czasie straciło ok. 100 tys. ludzi[4]) i głębokie zmiany w strukturze zatrudnienia mieszkańców Łodzi; w ciągu dekady zlikwidowano całkowicie 38 dużych przedsiębiorstw, z których tylko 14 sprzedano.

### 1990

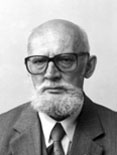
Andrzej Ostoja-Owsiany, pierwszy niekomunistyczny przewodniczący Rady Miejskiej
w Łodzi

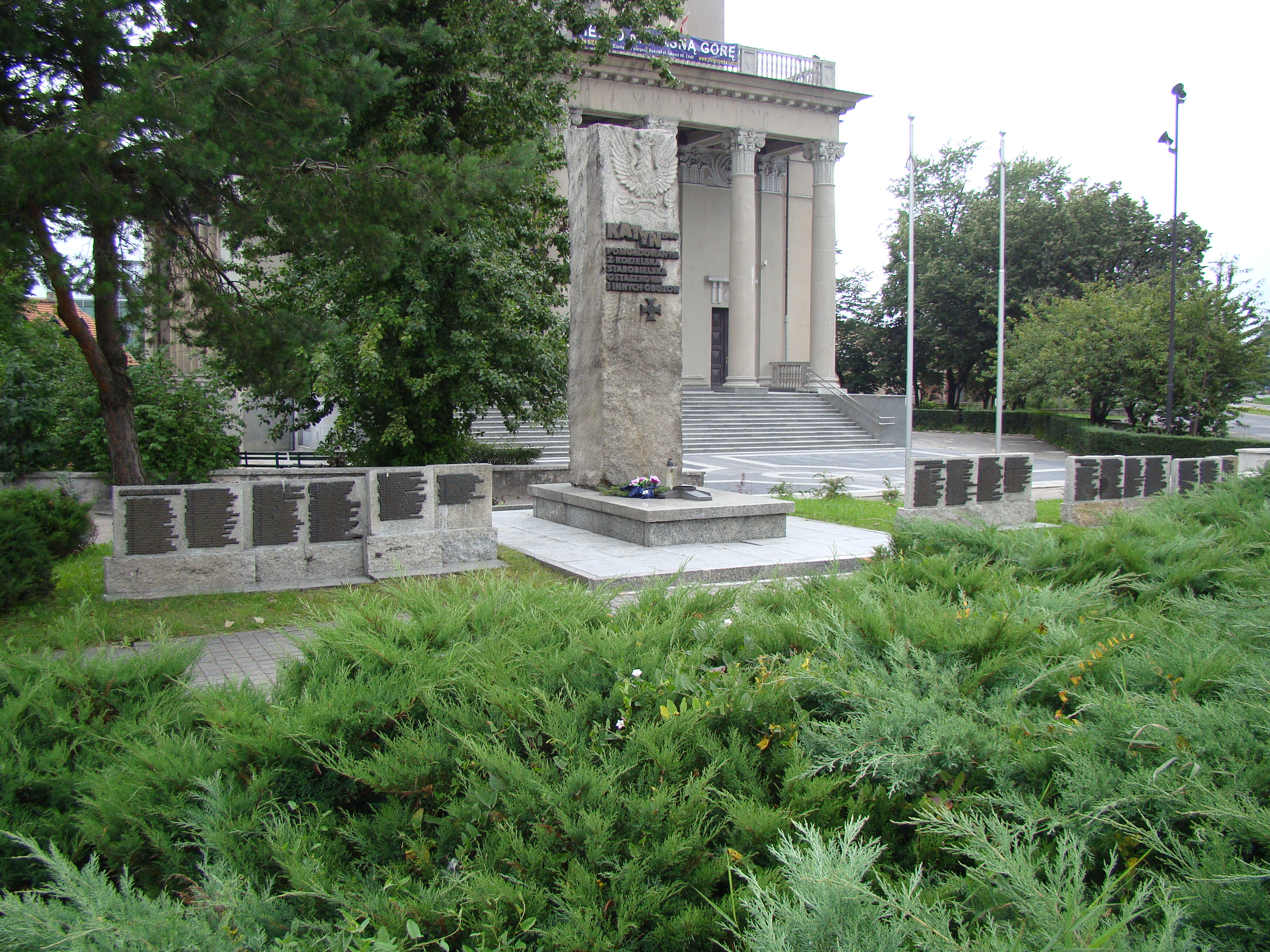
Pomnik Katyński
(lipiec 2011)

- (K)  nadanie (1 stycznia) łódzkiemu Muzeum Sztuki statusu muzeum narodowego;
- (Ś)  ukazanie się (16 lutego) pierwszego, 4-stronicowego wydania „Gazety Łódzkiej” – lokalnej edycji „Gazety Wyborczej”, redagowanej przez czterech dziennikarzy;
- (K)  otwarcie (20 marca) przy ul. Piotrkowskiej 181 czwartej w Polsce księgarni Zakładu Narodowego im. Ossolińskich;
- (S)  mecz towarzyski (28 marca) piłkarskiej reprezentacji Polski z Jugosławią na stadionie Widzewa; spotkanie zakończyło się wynikiem nierozstrzygniętym 0:0; był to pierwszy w historii występ piłkarskiej reprezentacji narodowej seniorów na stadionie przy al. Piłsudskiego, a jedenasty w Łodzi;
- (O)   (R)  reaktywowanie (2 kwietnia) w diecezji łódzkiej charytatywnej organizacji „Caritas” przez bp. Władysława Ziółka;
- (P)  pierwsze po II wojnie światowej wolne wybory samorządowe (27 maja) – w Łodzi 50 mandatów radnych zdobyli przedstawiciele Łódzkiego Porozumienia Obywatelskiego, 24 mandaty przypadły członkom Wojewódzkiego Komitetu Obywatelskiego, a 6 mandatów – Socjaldemokracji Rzeczypospolitej Polskiej; przewodniczącym Rady Miejskiej w Łodzi został Andrzej Ostoja-Owsiany;
- (E)   (K)  przywrócenie (30 maja) Wojewódzkiej i Miejskiej Bibliotece Publicznej imienia Marszałka Józefa Piłsudskiego (od końca 1949 r. nosiła imię Ludwika Waryńskiego);
- (K)   (W)  nadanie (w maju) przez Uniwersytet Łódzki Karlowi Dedeciusowi tytułu doktora honoris causa;
- (K)  ukazanie się (w maju) zbioru opowiadań Wiedźmin łodzianina Andrzeja Sapkowskiego; ów debiut książkowy przyniósł autorowi wielką popularność;
- (A)  prezydentem Łodzi został (od 6 czerwca) Grzegorz Palka; funkcję pełnił do czerwca 1994;
- (A)  pierwsza po transformacji ustrojowej uchwała Rady Miejskiej w Łodzi w sprawie nazewnictwa miejskiego (12 czerwca) – zmieniono wówczas nazwę ulicy Armii Czerwonej i wschodniego odcinka alei Mickiewicza na aleję marszałka Józefa Piłsudskiego; uchwała ta zainicjowała wprowadzanie licznych zmian w nazewnictwie miejskim, które trwało do uchwalenia w 2008 r. przez radę miejską moratorium w tej sprawie;
- odsłonięcie (16 września) Pomnika Katyńskiego przed kościołem Matki Boskiej Zwycięskiej przy ul. Łąkowej 40/42;
- (H)  pierwsze Międzynarodowe Targi Łączności „Intertelecom ’90” (2–5 października);
- (K)   (V)  wizyta królowej Hiszpanii Zofii (2 października), małżonki Jana Karola I, na otwarciu wystawy malarstwa hiszpańskiego w Muzeum Sztuki; podczas pobytu w Łodzi, trwającego zaledwie 57 minut, królowa zwiedziła także Galerię Muzyki im. Artura Rubinsteina w Muzeum Historii Miasta Łodzi;
- (K)  otwarcie (23 października) Widzewskiej Galerii Ekslibrisu w Domu Kultury „502” przy ul. Maksyma Gorkiego 16, jedynej w Łodzi stałej galerii ekslibrisów;
- (H)  otwarcie (w grudniu) przy ul. Piotrkowskiej 126 pierwszego w Łodzi i województwie łódzkim baru typu fast food, wzorowanego na barach amerykańskiej sieci McDonald’s; lokal został otwarty w pomieszczeniach dawnej kawiarni „Akademickiej” przez Powszechną Spółdzielnię Gastronomiczną „Społem” i amerykańską firmę Boreas International Inc.[5];
- (T)  wprowadzenie do eksploatacji 10 nowych tramwajów Konstal 805NS oraz pierwszych sprowadzonych z Bielefeld używanych tramwajów Düwag GT6;
- (L)  Łódź liczyła 848 258 mieszkańców.

### 1991
- (W)  ustanowienie (13 lutego) przez Radę Miejską w Łodzi Odznaki „Za Zasługi dla Miasta Łodzi”;
- (H)   (U)  oddanie do użytku (14 marca) I piętra Domu Handlowego „Central II” przy al. Piłsudskiego 6;
- otwarcie (w marcu) pierwszego w powojennej Łodzi kasyna gier w hotelu „Centrum” przy ul. Kilińskiego 59/63 (hotel wyburzono na przełomie lat 2014–2015);
- zdemontowanie (18 kwietnia) pomnika Juliana Marchlewskiego na Starym Rynku;
- (H)  pierwsze Międzynarodowe Targi Szkła i Ceramiki „Interglass ’91” (8–11 maja);
- (R)  beatyfikowanie (9 czerwca) o. Rafała Chylińskiego, kapłana zakonu franciszkanów konwentualnych w Łagiewnikach, przez papieża Jana Pawła II;
- (H)  pierwsze Targi Dewocjonaliów „Inter Christiana ’91” (4–7 września);
- (P)   (V)  wizyta Margaret Thatcher (2 października); premier Wielkiej Brytanii (w latach 1979–1990) odwiedziła zakłady Wólczanki oraz Fundację Rozwoju Przedsiębiorczości przy ul. Piotrkowskiej 86[6] (6 czerwca 2014 r. odsłonięto w tym miejscu specjalną tablicę upamiętniającą wizytę Lady Margaret Thatcher w Łodzi[7]); 15 października 2009 r. otrzymała tytuł doktora honoris causa Uniwersytetu Łódzkiego;
- (H)  pierwsze Międzynarodowe Targi Kwiatów „Interflower ’91” (14–17 listopada) w Hali Giełdy Kwiatowej przy ul. św. Teresy od Dzieciątka Jezus 56/58;
- (E)   (Ś)  ukazanie się pierwszej „Kroniki Miasta Łodzi” – czasopisma kwartalnika wydawanego przez Zarząd Miasta początkowo jako rocznik, a od 2003 r. jako kwartalnik; wydawane są także numery specjalne, tematyczne.

### 1992
- (T)  zlikwidowanie (1 stycznia) podmiejskiej linii tramwajowej nr „44” do Aleksandrowa Łódzkiego; torowiska i infrastrukturę rozebrano w 1995 r.
- (W)  nadanie (w styczniu) przez Uniwersytet Łódzki Leszkowi Kołakowskiemu tytułu doktora honoris causa;
- (R)  wyniesienie (25 marca) diecezji łódzkiej do rangi archidiecezji, bezpośrednio podległej Stolicy Świętej (na mocy bulli papieża Jana Pawła II Totus Tuus Poloniae Populus);
- (N)  uruchomienie (21 kwietnia) miejskiej stacji meteorologicznej przy skrzyżowaniu ulic Kilińskiego i Składowej; w stacji mierzono temperaturę i wilgotność powietrza, temperaturę gruntu, prędkość i kierunek wiatru; została zlikwidowana w 2012 r. w związku z zajęciem terenu pod budowę nowego dworca Łódź Fabryczna;
- (W)  wznowienie (10 czerwca) przez Radę Miejską w Łodzi, po 73 latach, przyznawania honorowego obywatelstwa miasta Łodzi; 2 września otrzymali je: Artur Brauner, Karl Dedecius, o. Stefan Miecznikowski SJ i abp Władysław Ziółek;
- (S)  zdobycie przez piłkarzy wodnych „Anilany” Łódź pierwszego mistrzostwa Polski w piłce wodnej mężczyzn (kolejne w roku 1993); sukces powtórzyli piłkarze Łódzkiego Sportowego Towarzystwa Waterpolowego (sukcesor „Anilany”), w latach: 1999, 2000, 2002, 2003, 2004, 2005, 2006, 2007, 2009, 2010, 2011, 2013, 2014 i 2015;
- (L)  pierwsze Światowe Spotkanie Łodzian (15–19 września); uczestniczyło w nim 350 osób z siedemnastu krajów, m.in. Artur Brauner i Karl Dedecius;
- (I)  zainstalowanie (we wrześniu) pierwszych w Łodzi 16 automatów telefonicznych na kartę magnetyczną (w urzędach pocztowych i hotelu „Grand”);
- (I)  zainstalowanie (we wrześniu) pierwszego bankomatu w I Oddziale PKO BP przy al. Kościuszki 15;
- (T)  powołanie (26 października) spółki Miejskie Przedsiębiorstwo Komunikacyjne – Łódź Sp. z o.o. (działalność rozpoczęła 1 stycznia 1993);
- (K)   (O)  powstanie (4 grudnia) spółki Centrum Filmowe „Helios 2000” Sp. z o.o. (później Centrum Filmowe „Helios” S.A., obecnie Helios S.A.);
- (K)  utworzenie oddzielnego Muzeum Sztuki w pałacu Edwarda Herbsta na Księżym Młynie;
- (Ś)   (W)  po raz pierwszy Radio Łódź zorganizowało plebiscyt na Łodzianina Roku; tytuł przyznano Jaromirowi Jedlińskiemu, Andrzejowi Ostoja-Owsianemu i Andrzejowi Pawelcowi.

### 1993

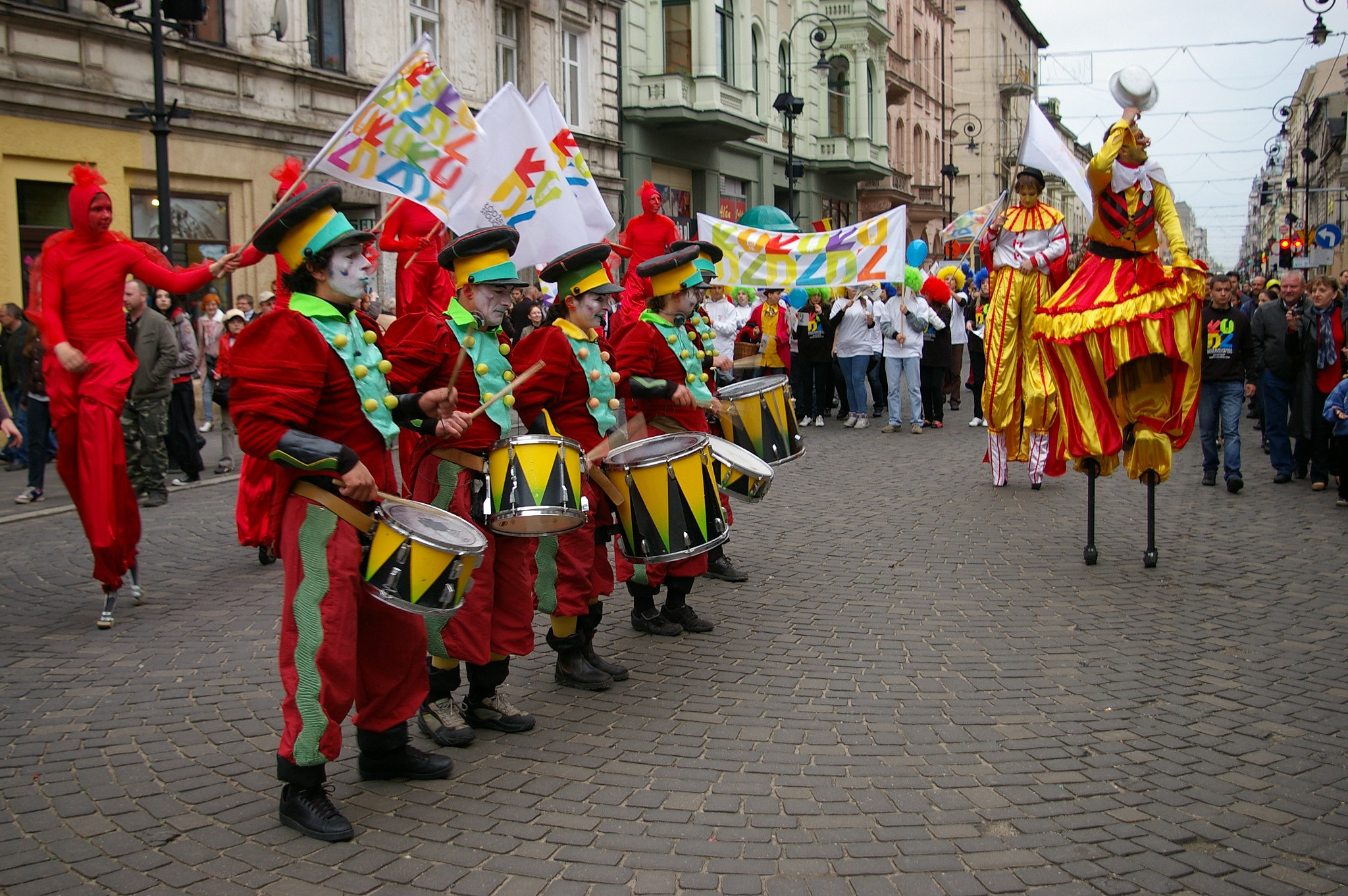
Święto Łodzi (maj 2010)

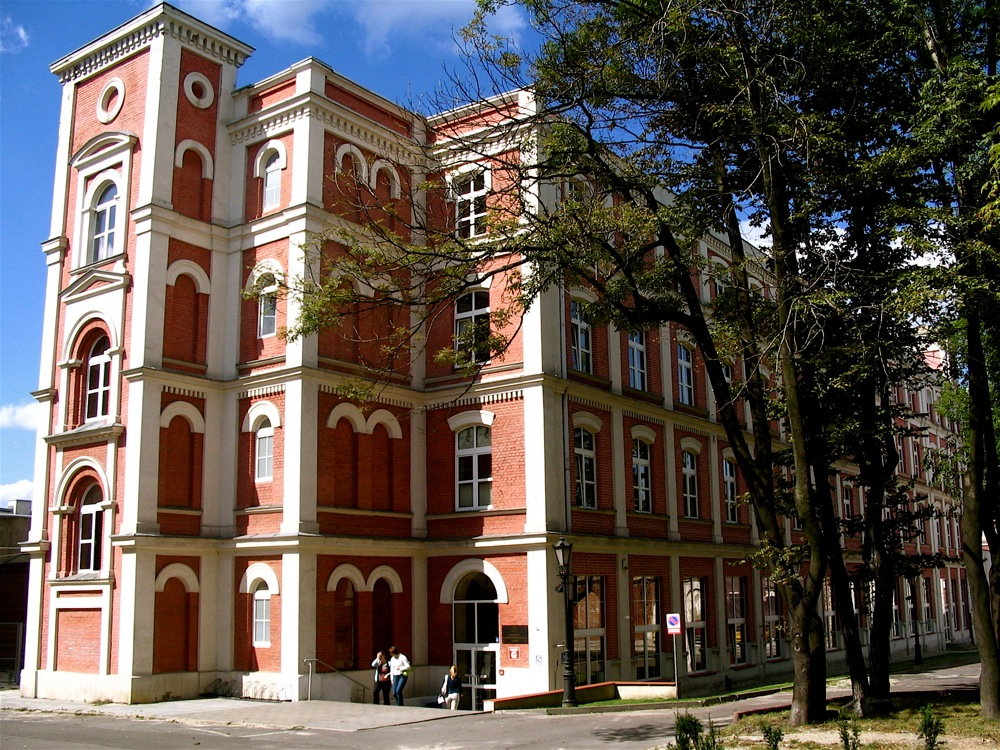
Fabryka Ferdynanda Goldnera, obecnie AHE (sierpień 2007)

- (S)  mecz eliminacyjny do mistrzostw świata (28 kwietnia) piłkarskiej reprezentacji Polski z San Marino na stadionie Widzewa; Polacy wygrali 1:0 (0:0); bramkę dla Polski w 75 min. zdobył Jan Furtok; był to drugi w historii występ piłkarskiej reprezentacji narodowej seniorów na stadionie przy al. Piłsudskiego, a dwunasty w Łodzi;
- (L)  zainicjowanie (w dniach 14–16 maja) Święta Łodzi; miało ono upamiętniać rocznicę nadania przywileju lokacyjnego przez kapitułę włocławską (15 maja 1414); podczas święta odbywają się koncerty, pokazy, wystawy, happeningi; od 2012 r. obchody święta przeniesiono na lipiec, wiążąc je z rocznicą nadania Łodzi praw miejskich przypadającą 29 lipca;
- (T)  zlikwidowanie (1 czerwca) podmiejskiej linii tramwajowej nr „42” do Rzgowa; torowiska i infrastrukturę rozebrano częściowo w 1996 r., ostatecznie w latach 2011–2012 podczas przebudowy ul. Rudzkiej;
- (S)  zdobycie przez piłkarzy wodnych „Anilany” Łódź drugiego mistrzostwa Polski w piłce wodnej mężczyzn;
- odsłonięcie (29 sierpnia) przy kościele Podwyższenia Świętego Krzyża u zbiegu ulic Sienkiewicza i Tuwima pomnika – Krzyża Pamięci Ofiar Stanu Wojennego i Walki o Godność Człowieka (autorem i wykonawcą był architekt Bogusław Solski);
- (U)  rozpoczęcie (9 września) prac nad pierwszą rewitalizacją ulicy Piotrkowskiej; jako pierwszy został ukończony odcinek między ul. Tuwima a al. Piłsudskiego; całość prac na odcinku od pl. Wolności do al. Piłsudskiego ukończono w 1997 r.;
- (T)   (U)  otwarcie (3 października) nowego gmachu dworca Łódź Kaliska (stacja kolejowa), wybudowanego według projektu Rudolfa Lacherta; całości nowej infrastruktury we wschodniej części dworca nie ukończono do dziś;
- (E)  utworzenie (5 października) Wyższej Szkoły Humanistyczno-Ekonomicznej (od 1 kwietnia 2009 r. Akademia Humanistyczno-Ekonomiczna), największej w Łodzi i jednej z największych w Polsce uczelni niepaństwowych (w 2005 studiowało w niej około 23 tys. osób); AHE jest współtwórcą Polskiego Uniwersytetu Wirtualnego;
- (Ś)  powstanie pierwszej komercyjnej stacji radiowej w Łodzi – Radia „Manhattan”; w 2000 r. wchłonięta przez sieć Radia „Eska”;
- (Ś)   (W)  Łodzianinem Roku 1993 został Marek Markiewicz;
- (L)  liczba bezrobotnych w Łodzi sięgnęła 86 309 osób (stopa bezrobocia: 21,3%).

### 1994
- (H)  pierwsze Targi Budownictwa „Interbud ’94” (3–5 marca) w Hali Sportowej MOSiR przy ul. ks. Skorupki 21;
- (T)  uruchomienie (30 marca) komunikacji dla osób niepełnosprawnych przez Zakład Przewozu Osób Niepełnosprawnych działający przy spółce MPK – Łódź, dysponujący 11 specjalnie przystosowanymi mikrobusami marki Volkswagen;
- (G)  uruchomienie (11 maja) łódzkiej rozlewni Coca-Coli przy ul. Traktorowej 139/141;

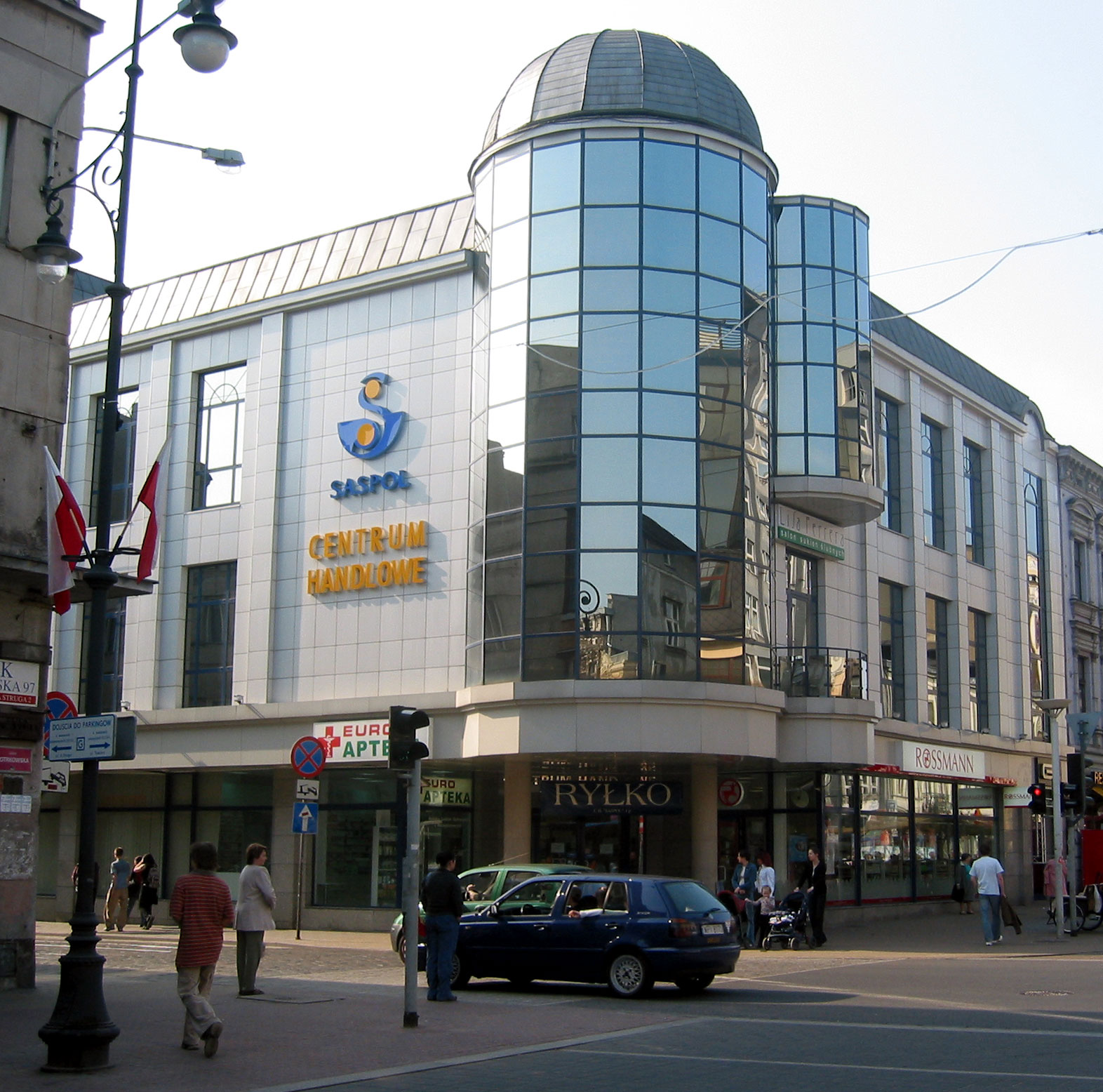
Centrum Handlowe „Saspol” (maj 2005)

- (H)  pierwsze w Polsce Międzynarodowe Targi Autostradowe „Autostrada ’94” (16–18 czerwca) w Hali Sportowej MOSiR przy ul. ks. Skorupki 21;
- (A)  prezydentem Łodzi został (od 13 lipca) Marek Czekalski; funkcję pełnił do listopada 1998;
- (H)   (U)  otwarcie (3 września) Centrum Handlowego „Saspol” u zbiegu ulic Piotrkowskiej i Struga, wybudowanego według projektu Heleny Kurmanowicz i Iwony Gortel, o łącznej powierzchni ponad 4000 m²;
- (K)  pierwszy w świecie Międzynarodowy Festiwal Szkół Filmowych i Telewizyjnych „Mediaschool” ’94 (19–22 października) z udziałem 13 uczelni, m.in. z Czech, Francji, Izraela, Kanady, Niemiec i Stanów Zjednoczonych; nagrodę główną przyznano studentowi łódzkiej PWSFTviT Mariuszowi Frontowi za film pt. Sposób na życie;
- (T)  zlikwidowanie (1 listopada) ostatnich pięciu pospiesznych linii autobusowych („A”, „B”, „C”, „F”, „K”);
- (U)  oddanie do użytku (9 listopada) nowego pawilonu więziennego dla 157 osadzonych w Zakładzie Karnym nr 1 przy ul. Beskidzkiej 54;
- (H)  otwarcie (16 listopada) przy ul. Kasprzaka 8 Centrum Handlowego „Metro Cash & Carry” o powierzchni 13 000 m², z parkingiem na 800 pojazdów;
- (K)  koncert inauguracyjny (2 grudnia) Łódzkiej Piwnicy Artystycznej „Przechowalnia”, którą w październiku otworzyli przy ul. 6 Sierpnia 5 małżonkowie Elżbieta Adamiak i Andrzej Poniedzielski;
- (G)  uruchomienie (15 grudnia) montowni pralek automatycznych niemieckiego koncernu Bosch-Siemens-Hausgeräte GmbH w obiekcie po dawnych Zakładach Przemysłu Pończoszniczego „Feniks” przy ul. Brzezińskiej 5/15;
- (T)  wprowadzenie do eksploatacji pierwszych nowych niemieckich autobusów niskopodłogowych Mercedes-Benz O405N; łącznie zakupiono 20 pojazdów, ostatnie wycofano w 2000 r.;
- (Ś)   (W)  Łodzianinem Roku 1994 został Jerzy Kropiwnicki.

### 1995

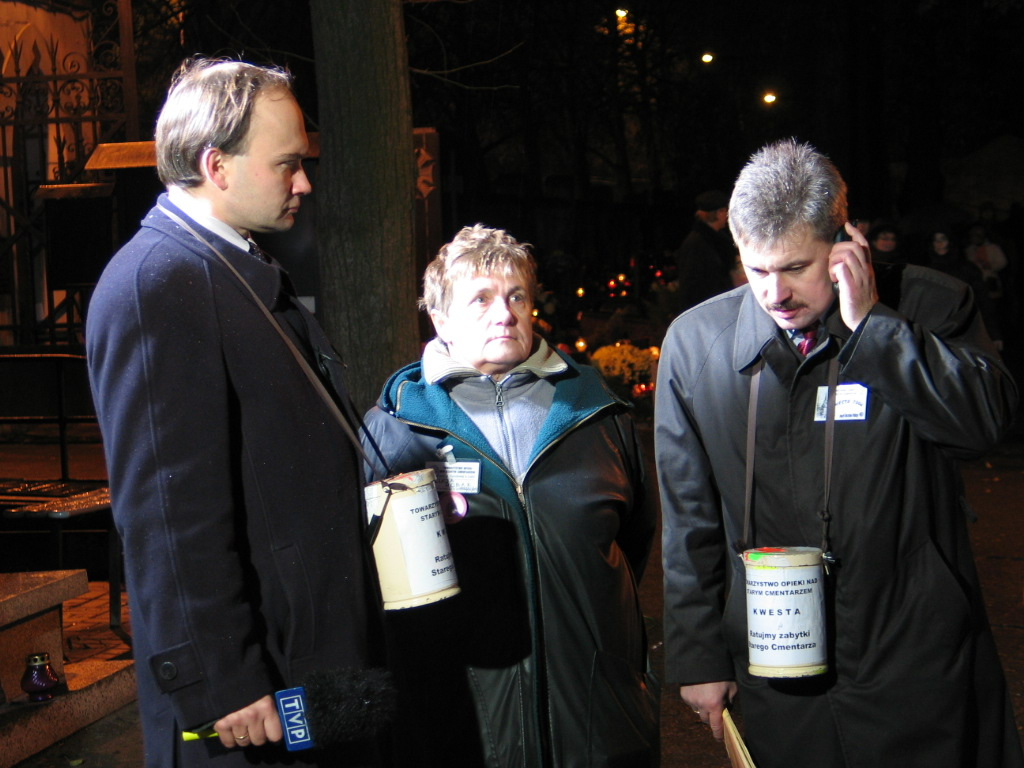
Kwesta na Starym Cmentarzu (listopad 2006)

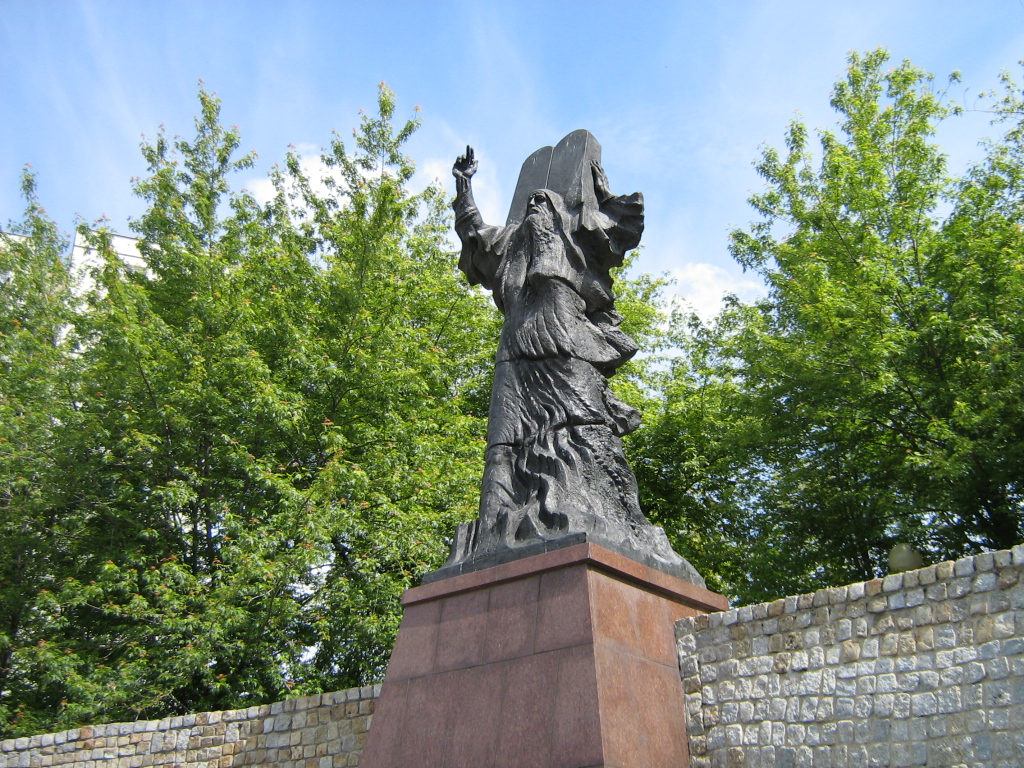
Pomnik Dekalogu
(czerwiec 2006)

- (W)  nadanie (w styczniu) przez Uniwersytet Łódzki ks. Józefowi Tischnerowi tytułu doktora honoris causa;
- prezentacja (14 marca) nowego logo Łodzi, projektu Anny Maj – czarno-niebieski napis „ŁÓDŹ” w kształcie stylizowanej łódki;
- (H)  oddanie do użytku (28 marca) nowej Hali Targowej „Expo” przy ul. Stefanowskiego 30;
- wprowadzenie (11 maja) pierwszych rowerowych patroli strażników miejskich w parku im. Józefa Piłsudskiego na Zdrowiu;
- (H)  otwarcie (wiosną) w Domu Handlowym „Magda” przy ul. Piotrkowskiej 30/32 pierwszego w Łodzi baru amerykańskiej sieci McDonald’s; po ponad 20-letniej działalności został zamknięty w końcu listopada 2015 r.[8];
- (S)  zdobycie przez koszykarki ŁKS Łódź (po raz ósmy) mistrzostwa Polski w koszykówce kobiet;
- (O)  powstanie Bractwa Piwnego z siedzibą w Łodzi, ogólnopolskiej organizacji konsumentów piwa (rejestracja statutu i stowarzyszenia przez Sąd Wojewódzki w Łodzi 26 lipca); pierwszym Wielkim Mistrzem Bractwa Piwnego został wybrany Lech Pietrzak; w 1997 r. Bractwo przystąpiło do Europejskiej Unii Konsumentów Piwa; od 1999 r. Bractwo przyznaje osobom lub instytucjom promującym kulturę piwną medal Złoty Chmiel; a od 2001 r. najlepszemu piwu tytuł Piwa Roku;
- (S)  prolog (2 września) na 18-kilometrowej pętli ulicami Łodzi 52. Tour de Pologne; liderem został Zbigniew Spruch;
- (K)  powstanie (13 października) łódzkiego Wydawnictwa „Piątek Trzynastego”, założonego przez Michała Kolińskiego i Michała Wierciocha;
- (O)   (P)  ogólnopolska konwencja założycielska partii Ruch Stu (21–22 października); partia istniała do 2001 r.
- (L)  pierwsza kwesta (1 listopada) na rzecz ratowania zabytków Starego Cmentarza; jej inicjatorami byli Stanisław Łukawski (przewodnik po Łodzi) i Wojciech Słodkowski (dziennikarz łódzkiej telewizji); zebrane środki z prowadzonej cyklicznie każdego roku zbiórki przeznaczane są na renowację zabytkowych nagrobków (dzięki temu do 2014 r. udało się odnowić 130 spośród z nich[9]);
- odsłonięcie (6 listopada) pomnika Dekalogu – autorstwa Gustawa Zemły – na skarpie parku Staromiejskiego przy ul. Wolborskiej w obrębie dawnego Ghetto Litzmannstadt (niedaleko miejsca zniszczonej w 1939 r. przez nazistów synagogi Alte Szil – jednej z najbardziej okazałych, zbudowanej w egzotycznym, mauretańskim stylu); w dolnej części posągu Mojżesza, trzymającego tablice z przykazaniami, przedstawiono płomienie symbolizujące piece krematoryjne; w podstawę pomnika została wmurowana urna z ziemią z Jerozolimy;
- (K)   (O)  powołanie (6 listopada) Fundacji „Monumentum Iudaicum Lodzense” z inicjatywy Arnolda Mostowicza w celu ochrony i ratowania zabytków kultury żydowskiej w Łodzi (zarejestrowana w 1997 r.);
- otwarcie (2 grudnia) Schroniska dla Bezdomnych Mężczyzn Towarzystwa Pomocy im. św. Brata Alberta przy ul. Szczytowej 11 (5 sal, łącznie 48 miejsc);
- (Ś)   (W)  Łodzianinem Roku 1995 został prof. Wacław Dec;
- (L)  Łódź liczyła 823 215 mieszkańców.

### 1996

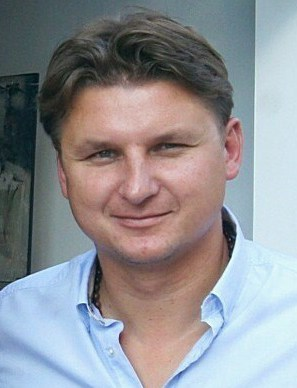
Marek Citko, strzelec pierwszej bramki dla Widzewa w fazie grupowej Ligi Mistrzów (fot. z września 2012)

- (S)  mecz towarzyski (27 marca) piłkarskiej reprezentacji Polski ze Słowenią na stadionie Widzewa; spotkanie zakończyło się wynikiem nierozstrzygniętym 0:0; był to trzeci w historii występ piłkarskiej reprezentacji narodowej seniorów na stadionie przy al. Piłsudskiego, a trzynasty w Łodzi;
- (R)  otwarcie (25 maja) przez abp. Józefa Kowalczyka w archikatedrze łódzkiej III Synodu Archidiecezji Łódzkiej; synod trwał do 22 listopada 1998;
- (S)  zdobycie (5 czerwca) przez piłkarzy RTS Widzew Łódź po raz trzeci mistrzostwa Polski w piłce nożnej (kolejne w 1997); łódzcy piłkarze w ciągu sezonu nie przegrali żadnego meczu – wygrali 27 spotkań, 7 razy zremisowali (to jedyny taki przypadek w całej historii polskiej ekstraklasy[10]); w sezonie 1996/97 klub awansował do fazy grupowej Ligi Mistrzów, w której w Łodzi przegrał (25 września) 1:4 z Atlético Madryt, wygrał (30 października) 2:0 z FC Steaua Bukareszt i zremisował 2:2 (20 listopada) z triumfatorem tych rozgrywek – Borussią Dortmund. W spotkaniach na boiskach rywali przegrał w Dortmundzie (11 września) 1:2, w Bukareszcie (16 października) 0:1 oraz w Madrycie (4 grudnia) 0:1.
- (W)  nadanie (w czerwcu) przez Uniwersytet Łódzki Janowi Karskiemu tytułu doktora honoris causa; J. Karski przyjechał wówczas do Łodzi – swojego rodzinnego miasta – po raz pierwszy od czerwca 1931 r., kiedy to zdał maturę w Miejskim Gimnazjum Męskim im. Józefa Piłsudskiego (obecnie III Liceum Ogólnokształcące im. Tadeusza Kościuszki);
- (D)  śmierć Grzegorza Palki (12 lipca), byłego prezydenta miasta – zginął tragicznie w wypadku drogowym w Złotnikach k. Poddębic; 17 lipca wzdłuż trasy konduktu żałobnego na cmentarz komunalny na Dołach żegnało go około 20 000 łodzian[11];
- (S)  zdobycie (20 lipca) przez piłkarzy RTS Widzew Łódź Superpucharu Polski w piłce nożnej; w decydującym meczu na stadionie w Wodzisławiu Śląskim łodzianie pokonali Ruch Chorzów po rzutach karnych 5:4 (0:0, 0:0); było to pierwsze takie trofeum zdobyte przez łódzką drużynę;
- (R)  Kongres międzynarodowy Świadków Jehowy p.h. „Posłańcy pokoju Bożego” na stadionie KS Start w Łodzi (9-11 sierpnia);
- (H)  otwarcie (17 października) pierwszego w Łodzi salonu firmowego spółki Polska Telefonia Komórkowa „Centertel” przy ul. Piotrkowskiej 232;
- (T)  nadanie lotnisku Lublinek statusu międzynarodowego portu lotniczego;
- (Z)  utworzenie (12 listopada) rezerwatu przyrody „Las Łagiewnicki”, jako wydzielonego fragmentu z miejskiego Lasu Łagiewnickiego oraz Parku Krajobrazowego Wzniesień Łódzkich; jego powierzchnia wynosi 69,85 ha; to drugi rezerwat leśny na terenie miasta obok „Polesia Konstantynowskiego” (obydwa stanowią pozostałość dawnej Puszczy Łódzkiej);
- (Z)  utworzenie (31 grudnia) Parku Krajobrazowego Wzniesień Łódzkich; celem istnienia PKWŁ, położonego pomiędzy Łodzią, Brzezinami i Strykowem, jest ochrona unikalnych na terenie Polski Środkowej wyżynnych krajobrazów, występujących w strefie krawędziowej Wzniesień Łódzkich; najwyższy punkt na terenie PKWŁ leży na wysokości 284,1 m n.p.m. (tzw.  wzgórze „Radary”, koło miejscowości Dąbrowa).

### 1997

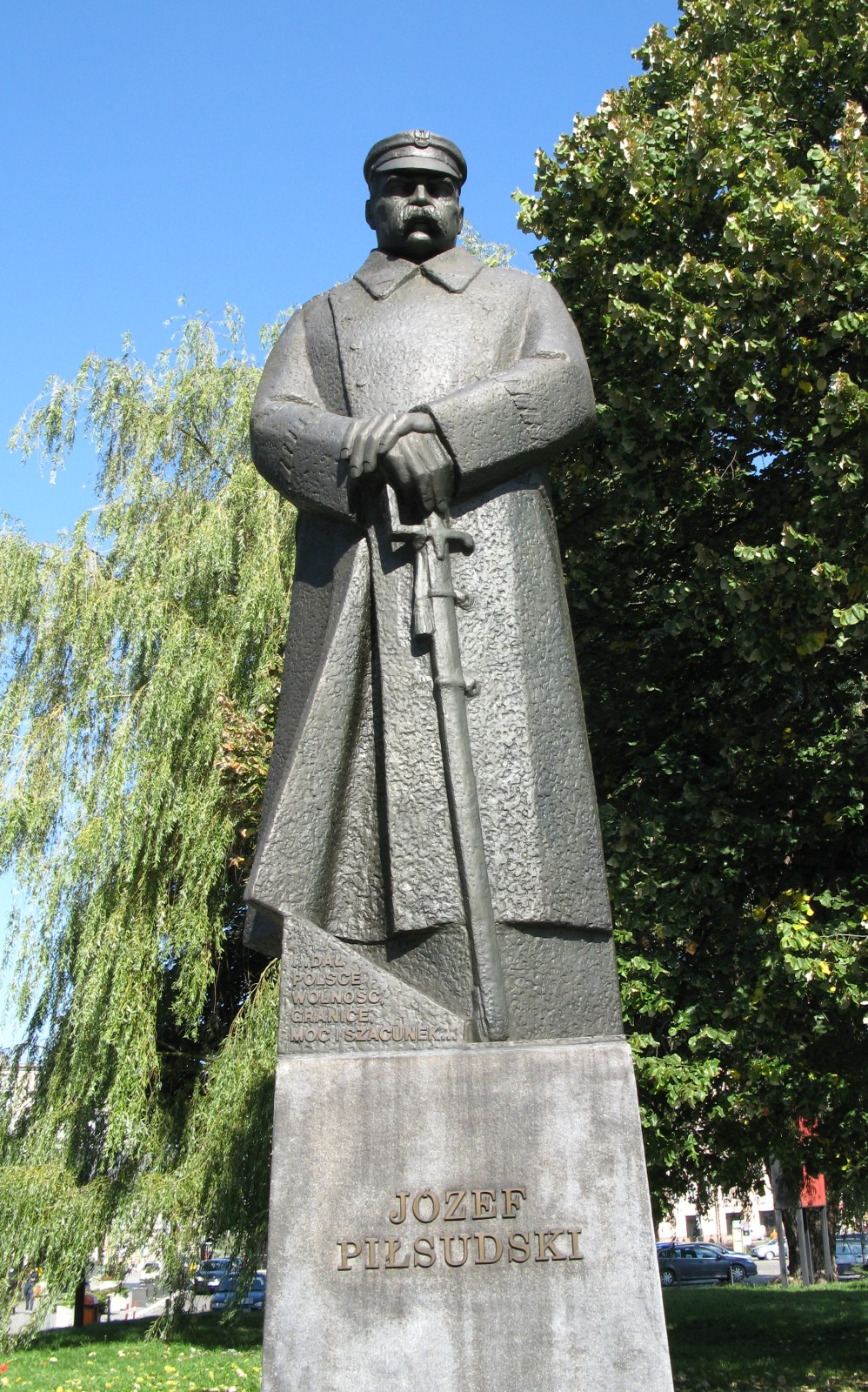
Pomnik Marszałka Józefa Piłsudskiego (październik 2010)

- (Ś)  uruchomienie (1 marca) telewizji kablowej Toya;
- (G)  utworzenie (15 kwietnia) Łódzkiej Specjalnej Strefy Ekonomicznej o łącznej powierzchni 209 ha, w tym w Łodzi 77 ha;
- odsłonięcie (3 maja) na placu przy Łódzkim Domu Kultury największego w Polsce pomnika Marszałka Józefa Piłsudskiego; w uroczystości uczestniczył Ryszard Kaczorowski – ostatni prezydent Rzeczypospolitej Polskiej na Uchodźstwie;
- (K)  otwarcie (14 czerwca) pierwszej w Polsce księgarni firmowej „Świata Książki” przy ul. Piotrkowskiej 51;
- (S)  zdobycie (18 czerwca) przez piłkarzy RTS Widzew Łódź po raz czwarty mistrzostwa Polski w piłce nożnej (po zwycięstwie w przedostatniej kolejce nad Legią Warszawa 3:2)[a];
- (S)  zdobycie przez koszykarki ŁKS Łódź (po raz dziewiąty) mistrzostwa Polski w koszykówce kobiet;
- pierwsze, próbne odegranie w południe (7 sierpnia) hejnału Łodzi – Prząśniczki Stanisława Moniuszki – przez Stanisława Trojanowskiego, trębacza z orkiestry MPK – Łódź; pierwsza próba odbyła się na balkonie nad wejściem głównym do pałacu Heinzla – siedziby Urzędu Miasta Łodzi przy ul. Piotrkowskiej 104, druga – na wieży zegarowej;
- (K)  otwarcie (19 września) pierwszego w Polsce Festiwalu Muzyki Techno „DJ Mix Techno Festival” w Hali Sportowej MOSiR przy ul. ks. Skorupki 21, połączonego z paradą uliczną uczestników na ulicy Piotrkowskiej wzorowaną na berlińskiej Love Parade, w Łodzi nazwaną Paradą Wolności;
- (H)  otwarcie (19 listopada) pierwszego w Łodzi hipermarketu – był nim obiekt o powierzchni 8600 m² przy ul. Kolumny 36, należący do francuskiej sieci „Carrefour”, pierwszy tej sieci w Polsce i w Europie Wschodniej;
- (R)  wystawienie (20 grudnia) po raz pierwszy szopki bożonarodzeniowej z żywymi zwierzętami przed archikatedrą łódzką[12]; szopkę obejrzało wówczas około 350 000 osób[13]; z umieszczania w niej żywych zwierząt kuria zrezygnowała od 2015 r.[14]

### 1998

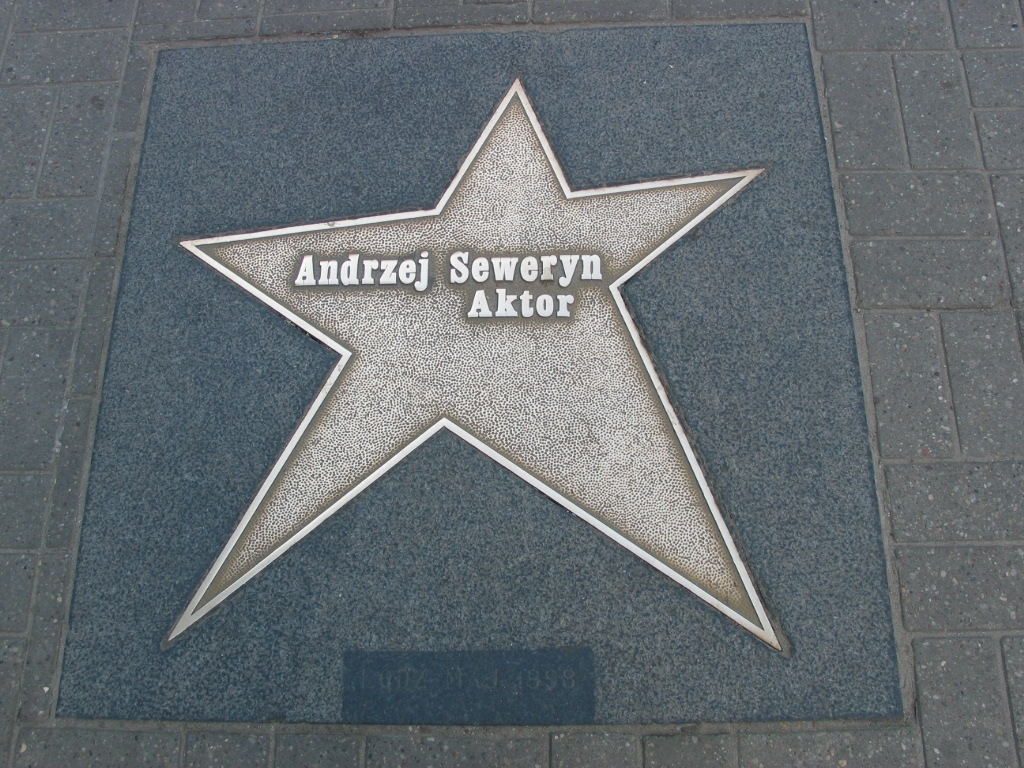
Gwiazda Andrzeja Seweryna – pierwsza w łódzkiej Alei Gwiazd (czerwiec 2006)

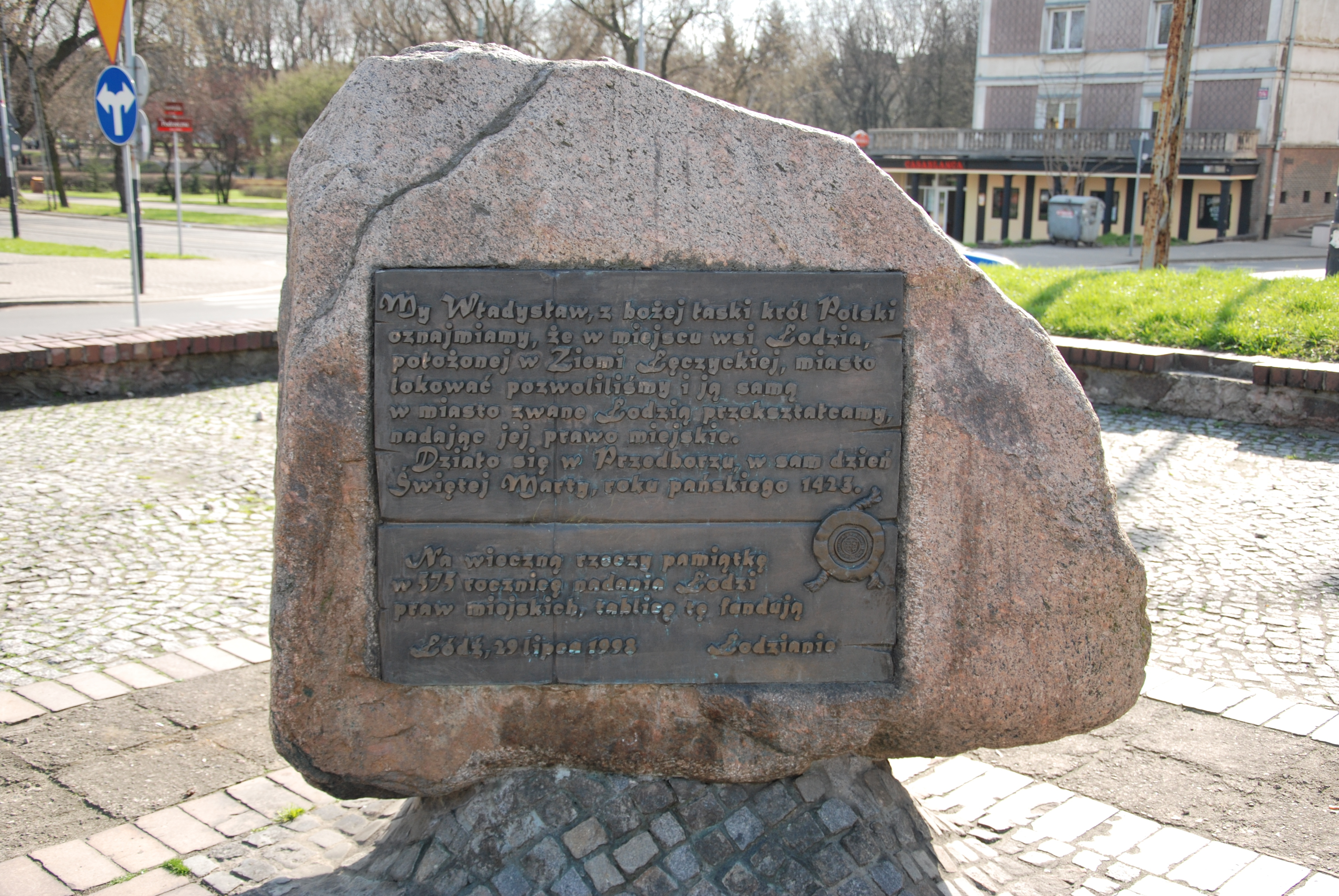
Głaz na Starym Rynku upamiętniający nadanie Łodzi praw miejskich (kwiecień 2011)

- (E)   (H)  pierwsze Łódzkie Targi Edukacyjne (18–20 lutego) w Hali Targowej „Expo” przy ul. Stefanowskiego 30;
- (I)  uruchomienie (w kwietniu) na ścianie Domu Handlowego „Central II” elektronicznej tablicy wyświetlającej dane o stopniu zanieczyszczenia powietrza;
- uchwalenie (6 maja) przez Radę Miejską w Łodzi przyjęcia Prząśniczki S. Moniuszki za hejnał miasta[15];
- nieoficjalna premiera (13 maja) hejnału Łodzi – Prząśniczki S. Moniuszki;
- (K)   (W)  inauguracja (28 maja) łódzkiej Alei Gwiazd na ulicy Piotrkowskiej, której pomysłodawcą był Jan Machulski – wmurowanie gwiazdy Andrzeja Seweryna;
- (S)  zdobycie (9 czerwca) przez piłkarzy ŁKS po raz drugi mistrzostwa Polski w piłce nożnej;
- (T)  pojawienie się (11 czerwca) pierwszych pięciu riksz na ulicy Piotrkowskiej; pierwsza zadaszona riksza pojawiła się 1 kwietnia 2000;
- (L)  obchody (29 lipca) 575. rocznicy nadania Łodzi praw miejskich; w południe Stanisław Trojanowski po raz pierwszy oficjalnie odegrał hejnał miasta; na Starym Rynku odsłonięto głaz z tablicą upamiętniającą nadanie praw miejskich;
- (R)  przekształcenie (15 sierpnia) kościoła Matki Boskiej Zwycięskiej przy ul. Łąkowej 40/42 w sanktuarium maryjne;
- (K)  druga Parada Wolności „Mini Disc Techno Festival” (4 września);
- (K)   (W)  odsłonięcie (16 października) 18 gwiazd w Alei Gwiazd na ulicy Piotrkowskiej, m.in. gwiazdy Jana Machulskiego – pomysłodawcy Alei;
- (H)  otwarcie (21 października) hipermarketu francuskiej sieci „E.Leclerc” przy ul. Gibalskiego 2/4;
- (A)  prezydentem Łodzi został (od 3 listopada) Tadeusz Matusiak; funkcję pełnił do 7 marca 2001;
- (T)  wprowadzenie do eksploatacji pierwszych szwedzkich autobusów Volvo B10L; łącznie w latach 1998–1999 do Łodzi sprowadzono 35 pojazdów;
- (Ś)   (W)  Łodzianinem Roku 1998 został Jan Machulski.

### 1999

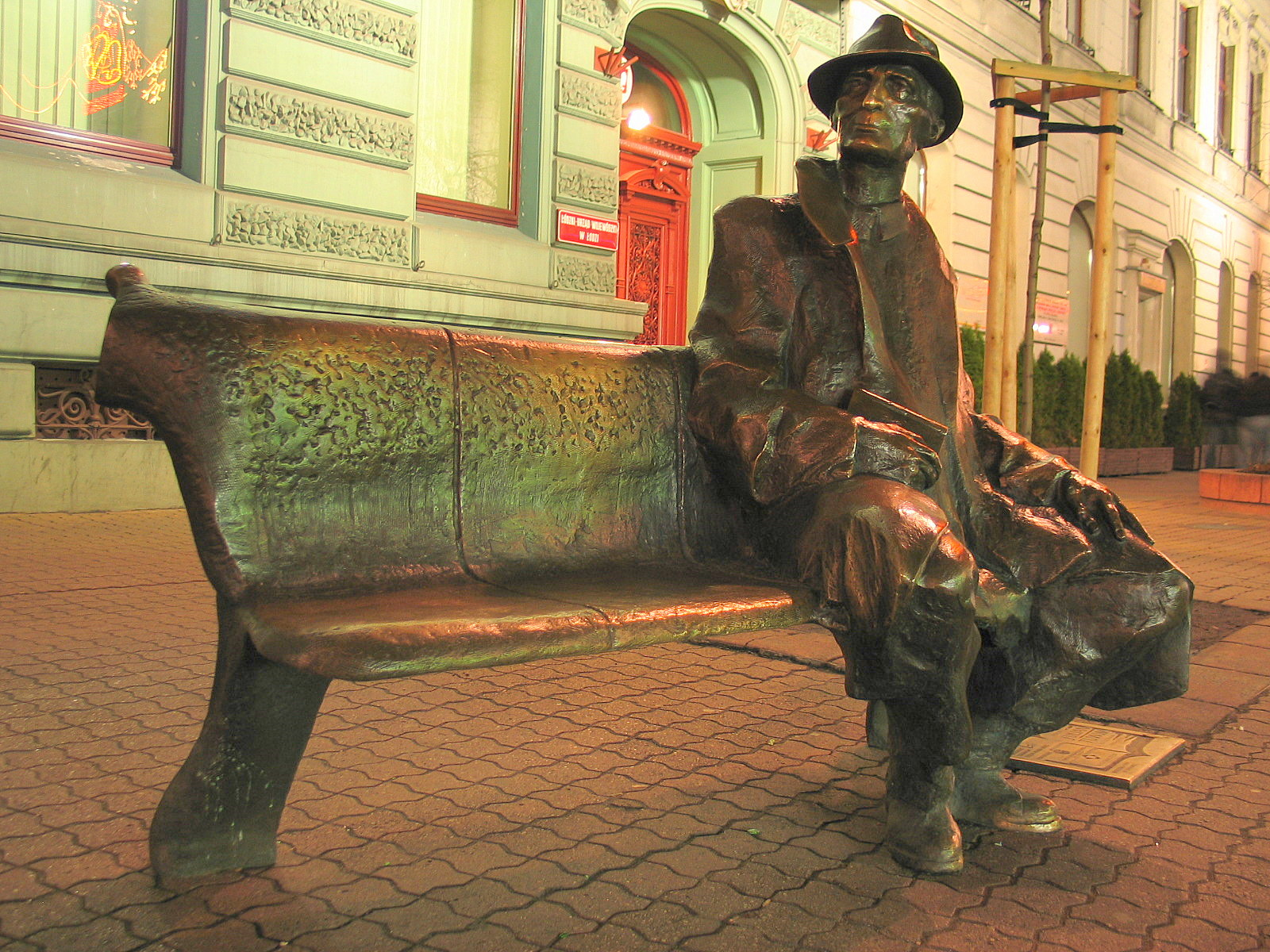
Galeria Wielkich Łodzian – Ławeczka Tuwima
(styczeń 2007)

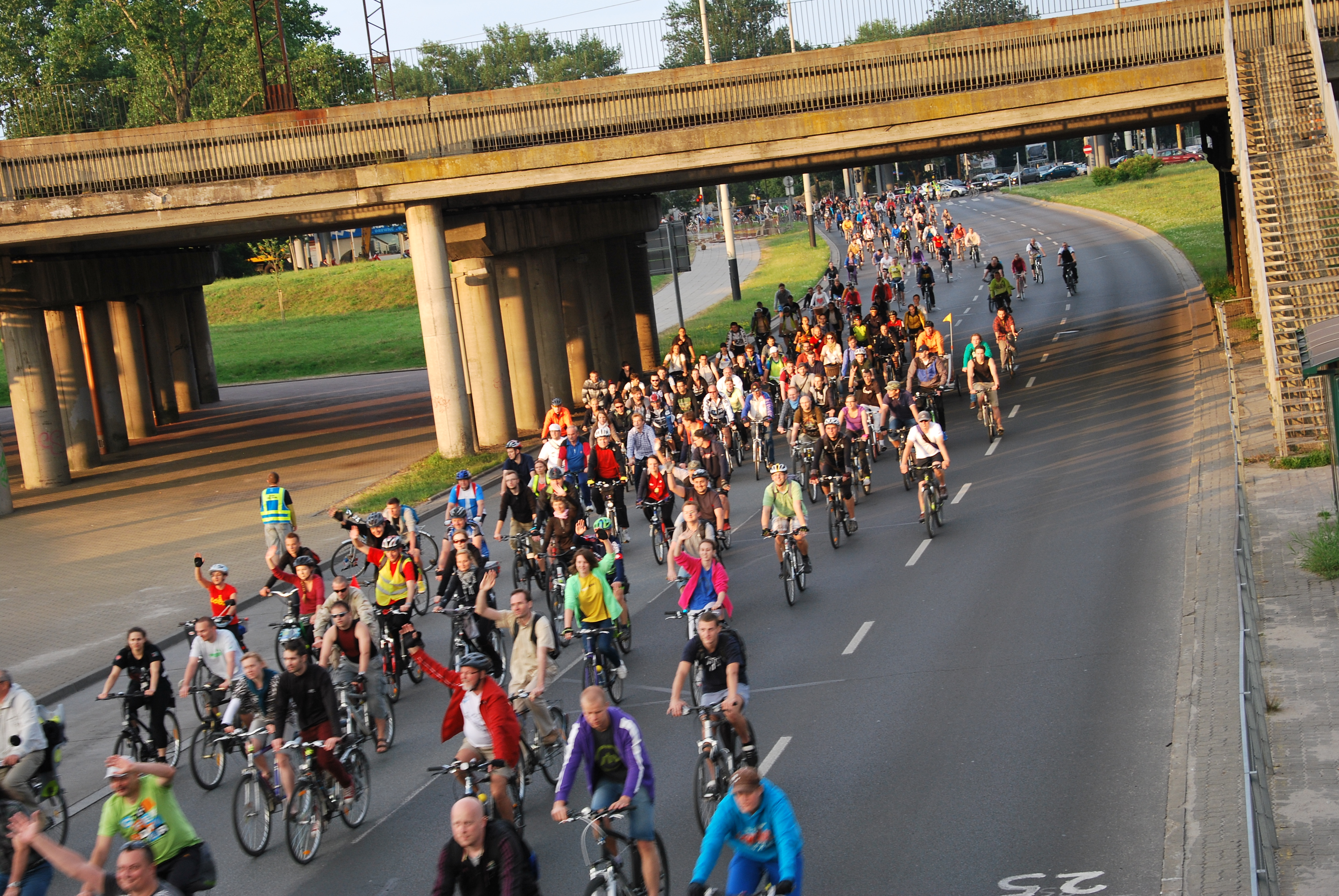
Łódzka Masa Krytyczna (czerwiec 2013)

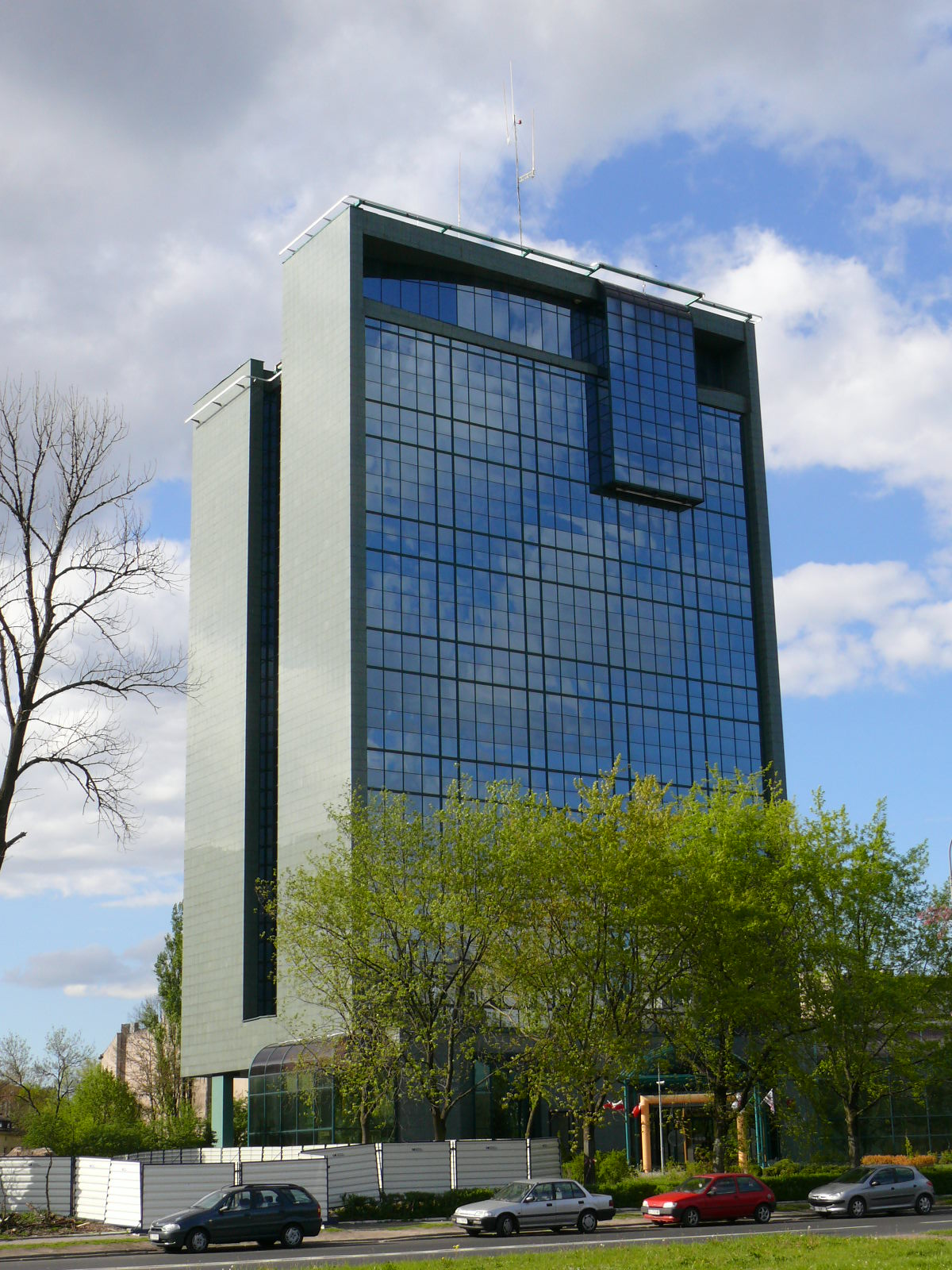
Wieżowiec Gazowni Łódzkiej (kwiecień 2007)

- (A)  powiększenie (1 stycznia) województwa łódzkiego do 18 219 km² wskutek reformy administracyjnej kraju (podział na 16 województw); odtąd Łódź nadzorowała – jako stolica regionu – teren powiększony (w zróżnicowanym zakresie) o byłe województwa: konińskie, piotrkowskie, płockie, sieradzkie i skierniewickie;
- (H)   (U)  otwarcie (1 marca) dwu hal targowych o łącznej powierzchni 5000 m² w Łódzkim Centrum Handlowym „Zjazdowa”; trzecią halę, o powierzchni 2500 m², otwarto 27 września;
- (K)  odsłonięcie (10 kwietnia) Ławeczki Tuwima (autorstwa Wojciecha Gryniewicza) przed pałacem Juliusza Heinzla przy ul. Piotrkowskiej 104; była to pierwsza rzeźba plenerowa, która weszła w skład Galerii Wielkich Łodzian;
- (H)  oficjalne otwarcie (12 kwietnia) największej w Polsce i drugiej w Europie (po paryskiej) restauracji sieci „Pizza Hut” w pasażu Artura Rubinsteina w budynku po dawnej kawiarni „Dziekanka” (230 miejsc w sali głównej, 80 miejsc na tarasie, ponad 100 miejsc w sezonowym ogródku); po likwidacji restauracji w budynku mieściła się dyskoteka „Fan Club”, od kilku lat budynek jest pusty i popadł w ruinę;
- (E)   (U)  oficjalne otwarcie (24 maja) nowego gmachu Wydziału Biologii i Nauk o Ziemi UŁ przy ul. Banacha 1/3;
- (H)   (U)  otwarcie (15 czerwca) hipermarketu hurtowego sieci „Selgros Cash & Carry” przy ul. Rokicińskiej 190;
- (L)   (O)  pierwsza Łódzka Masa Krytyczna (19 czerwca) – przejazd rowerzystów ulicami Łodzi, będący manifestacją ich obecności w mieście; przez pierwszy okres organizatorem wydarzenia był Obywatelski Ruch Ekologiczny, w tym czasie przejazdy odbywały się nieregularnie; przez kolejnych kilka lat Masa odbywała się bez formalnych organizatorów; od kwietnia 2009 r. przejazd legalizowano zgłaszając do władz miasta, a formalnym organizatorem została Fundacja Normalne Miasto – Fenomen;
- (R)   (U)  otwarcie Sali Zgromadzeń Świadków Jehowy przy ul. Chocimskiej 4 (19 czerwca);
- (D)  rozbicie (w czerwcu) tzw. łódzkiej „Ośmiornicy” – jednej z najgroźniejszych zorganizowanych grup przestępczych;
- (S)  zdobycie przez piłkarzy wodnych Łódzkiego Sportowego Towarzystwa Waterpolowego (pod nazwą „Anilany” Łódź) pierwszego mistrzostwa Polski w piłce wodnej mężczyzn (kolejne w latach: 2000, 2002, 2003, 2004, 2005, 2006, 2007, 2009, 2010, 2011, 2013, 2014, 2015 i 2017);
- (T)  otwarcie (26 lipca) nowej pętli autobusowej u zbiegu al. Włókniarzy i ul. Karolewskiej w pobliżu dworca Łódź Kaliska;
- (H)   (U)  otwarcie (18 sierpnia) Centrum Handlowego „King Cross” przy al. Piłsudskiego 94, z hipermarketem sieci „Géant”, należącym do francuskiej Grupy Casino; obecnie Centrum Handlowe „Tulipan”;
- (K)  trzecia Parada Wolności „Techno Festival 1999” (17 września);
- (U)  oddanie do użytku (3 grudnia) nowej siedziby Gazowni Łódzkiej w wieżowcu przy ul. Uniwersyteckiej 2/4;
- (H)   (U)  otwarcie (8 grudnia) Centrum Handlowego „M1” przy ul. Brzezińskiej 27/31, z hipermarketem niemieckiej sieci „Real”, hipermarketem niemieckiej sieci „Praktiker” i supermarketem niemieckiej sieci „Media Markt”;
- (H)   (U)  otwarcie (21 grudnia) przy ul. Przybyszewskiego 176/178 hipermarketu „Jumbo” należącego do portugalskiego Jerónimo Martins; od 2002 po przejęciu przez koncern Royal Ahold – hipermarket „Hypernova”, w 2005 sprzedany sieci „Carrefour”;
- (T)  wprowadzenie do eksploatacji pierwszych autobusów przegubowych Volvo B10LA; łącznie do Łodzi sprowadzono 25 pojazdów, ostatnie wycofano w 2008 r.;
- (Ś)   (W)  Łodzianinem Roku 1999 został Marek Edelman.

### 2000

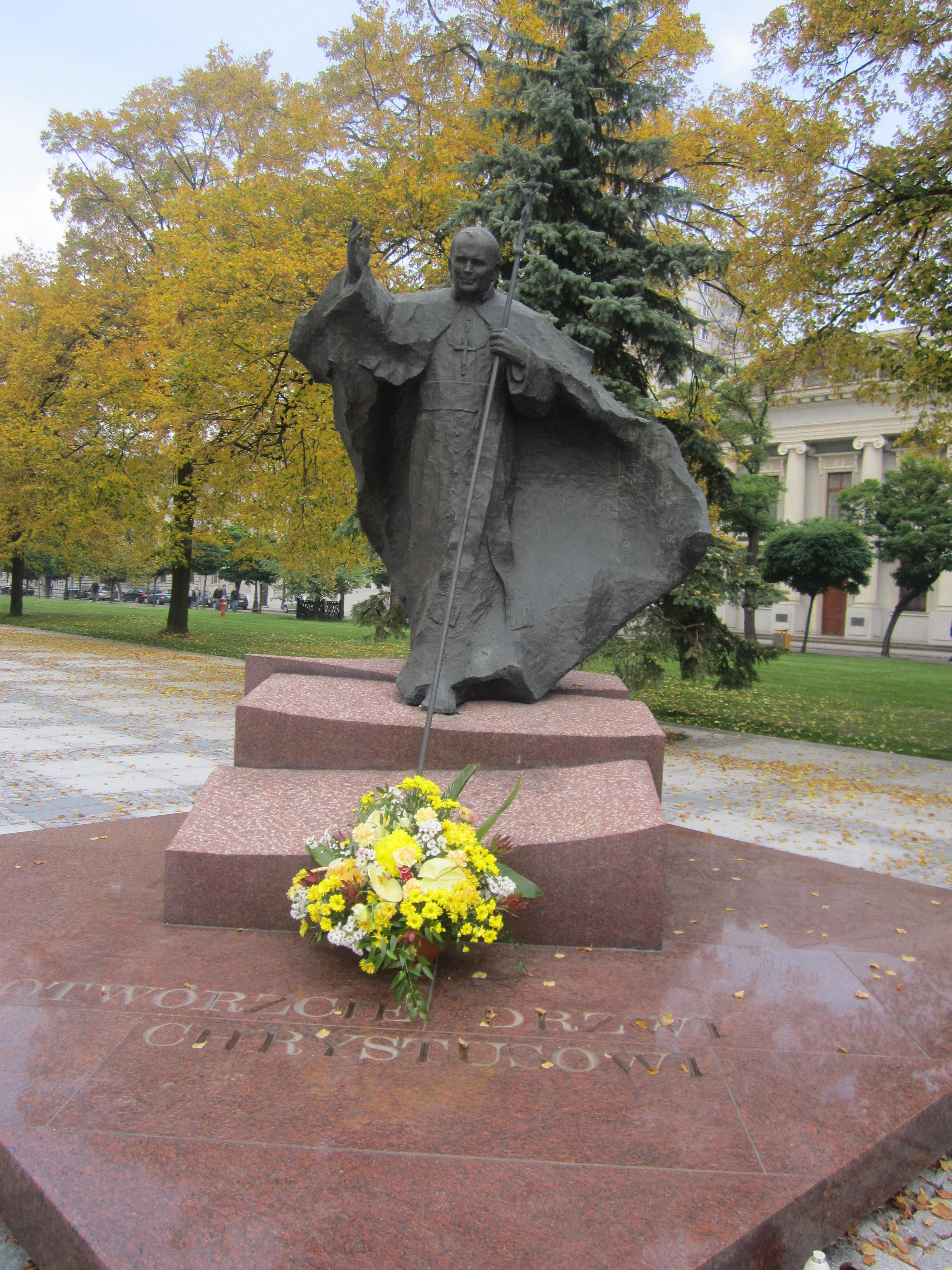
Pomnik Jana Pawła II (październik 2012)

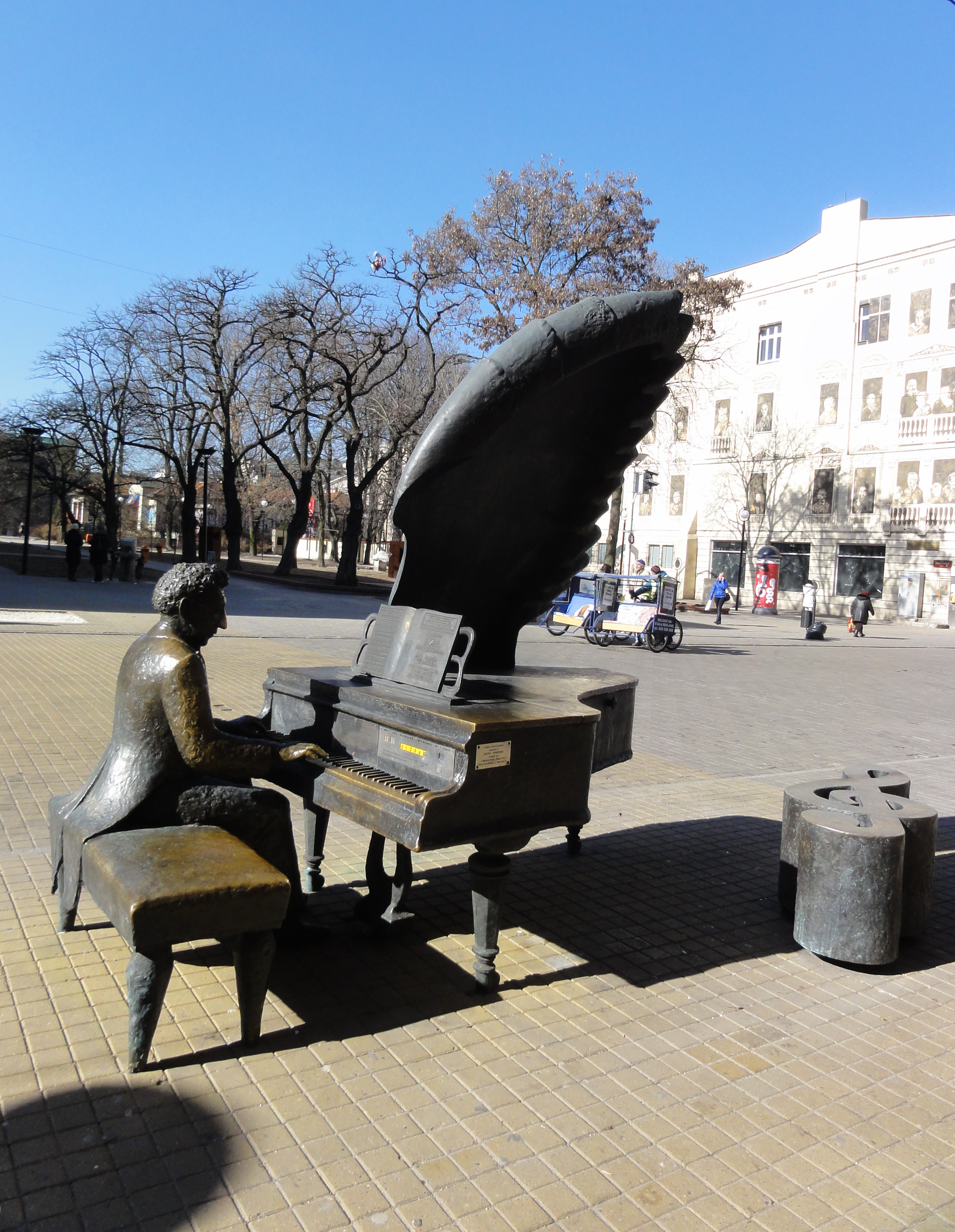
Galeria Wielkich Łodzian – pomnik Artura Rubinsteina
(fot. Guillaume Speurt, marzec 2012)

- (L)  pierwsza edycja Kolorowej Tolerancji (21 marca);
- (H)  otwarcie (22 marca) przy ul. Szparagowej 7 hipermarketu „Hypernova” o powierzchni 8500 m²; w 2005 sprzedany sieci „Carrefour”;
- (E)   (K)  otwarcie (5 maja) Izby Pamiątek Łódzkich w Gimnazjum nr 19 przy ul. Wapiennej 17 (wśród 300 eksponatów stare mapy i plany, stare herby Łodzi);
- (H)   (U)  otwarcie (15 maja) Centrum Handlowo-Biurowego „Orange Plaza” przy ul. Piotrkowskiej 166/168;
- (U)  otwarcie (29 maja) trzygwiazdkowego hotelu sieci „Ibis” przy al. Piłsudskiego 11, z 212 pokojami 1- i 2-osobowymi;
- (R)  odsłonięcie (4 czerwca) pomnika Jana Pawła II na pl. Katedralnym im. Jana Pawła II (projekt figury – Krystyna Fałdyga-Solska, projekt cokołu – Bogusław Solski);
- (E)   (N)  otwarcie (19 czerwca) Muzeum Geologicznego Uniwersytetu Łódzkiego przy ul. Kopcińskiego 31 (z inicjatywy wieloletniego wykładowcy UŁ, dr. Jana Ziomka);
- (S)  zdobycie przez piłkarzy wodnych Łódzkiego Sportowego Towarzystwa Waterpolowego (pod nazwą „Anilany” Łódź) drugiego mistrzostwa Polski w piłce wodnej mężczyzn;
- (H)  otwarcie (4 lipca) hipermarketu brytyjskiej sieci „Tesco” przy ul. Pojezierskiej 93;
- (K)  czwarta Parada Wolności „Techno Festival 2000” (16 września);
- (L)  II Światowe Spotkanie Łodzian (22–24 września);
- (K)  odsłonięcie (23 września) pomnika Artura Rubinsteina przed kamienicą przy ul. Piotrkowskiej 78 (projekt autorstwa Marcela Szytenchelma); była to druga rzeźba plenerowa, która weszła w skład Galerii Wielkich Łodzian;
- (S)  mecz eliminacyjny do mistrzostw świata (7 października) piłkarskiej reprezentacji Polski z Białorusią na stadionie Widzewa; Polacy wygrali 3:1 (1:1); bramki dla Polski zdobył Radosław Kałużny (24', 63' i 74'); był to czwarty w historii występ piłkarskiej reprezentacji narodowej seniorów na stadionie przy al. Piłsudskiego, a czternasty w Łodzi;
- (H)  otwarcie (11 października) Centrum Handlowego „King Cross Park” przy al. Włókniarzy 264 (ob. aleja Jana Pawła II 30) z hipermarketem sieci „Géant”; od 2006 po sprzedaży niemieckiemu Metro Group – CH „Pasaż Łódzki” z hipermarketem sieci „Real” (w 2014 przejęty przez francuską sieć „Auchan”);
- (K)   (W)  nadanie (25 października) przez PWSFTviT tytułów doktora honoris causa Jerzemu Kawalerowiczowi, Romanowi Polańskiemu, Andrzejowi Wajdzie i – pośmiertnie – Wojciechowi Jerzemu Hasowi;
- (K)  odsłonięcie (3 listopada) muralu na południowej ścianie kamienicy przy ul. Piotrkowskiej 71, przedstawiającego stojące w oknach postacie zasłużone dla Łodzi;
- (I)  ustawienie (w listopadzie) przez Polski Czerwony Krzyż na łódzkich osiedlach 202 pojemników na używaną odzież;
- (K)  8. Międzynarodowy Festiwal Sztuki Autorów Zdjęć Filmowych „Camerimage” (2–9 grudnia) – po raz pierwszy w Łodzi – zorganizowany przez Fundację „Tumult” założoną w 1989 r. przez Marka Żydowicza; jury obradowało pod przewodnictwem Michaela Cimino; gośćmi festiwalu byli m.in. Ed Harris, Janusz Kamiński, László Kovács, David Lynch, Jerzy Skolimowski, Witold Sobociński, Vittorio Storaro, Wim Wenders i Billy Williams;
- (T)  wprowadzenie do eksploatacji pierwszych autobusów Volvo 7000 (łącznie do Łodzi sprowadzono 40 pojazdów), Mercedes-Benz O530 „Citaro” (łącznie sprowadzono 38 pojazdów), MAN NL 223 (5 pojazdów, ostatnie wycofano w 2006 r.) oraz polskich Solarisów Urbino 12 (5 pojazdów, ostatnie wycofano w 2006 r.);
- (Ś)   (W)  Łodzianinem Roku 2000 został Marcel Szytenchelm;
- (Ś)   (W)  rozstrzygnięcie (31 grudnia) plebiscytu czytelników „Dziennika Łódzkiego” na Łodzianina Stulecia – łodzianie wybrali Władysława Reymonta;
- (L)  u progu nowego tysiąclecia Łódź liczyła 793 217 mieszkańców; w przemyśle lekkim pracowało 65 500 osób (na początku lat 90. – 200 000 osób).

### 2001

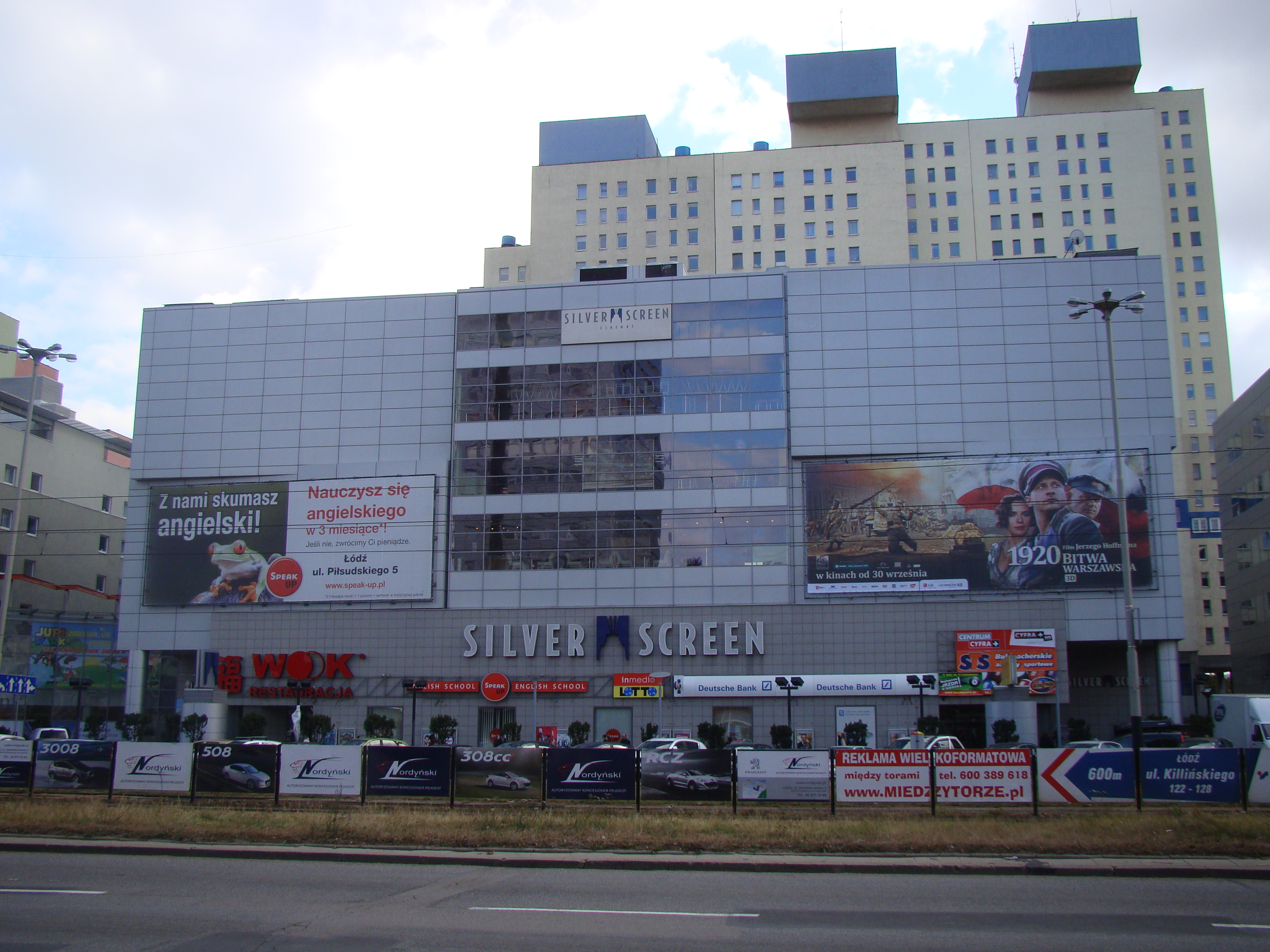
Multipleks „Silver Screen” (październik 2011)

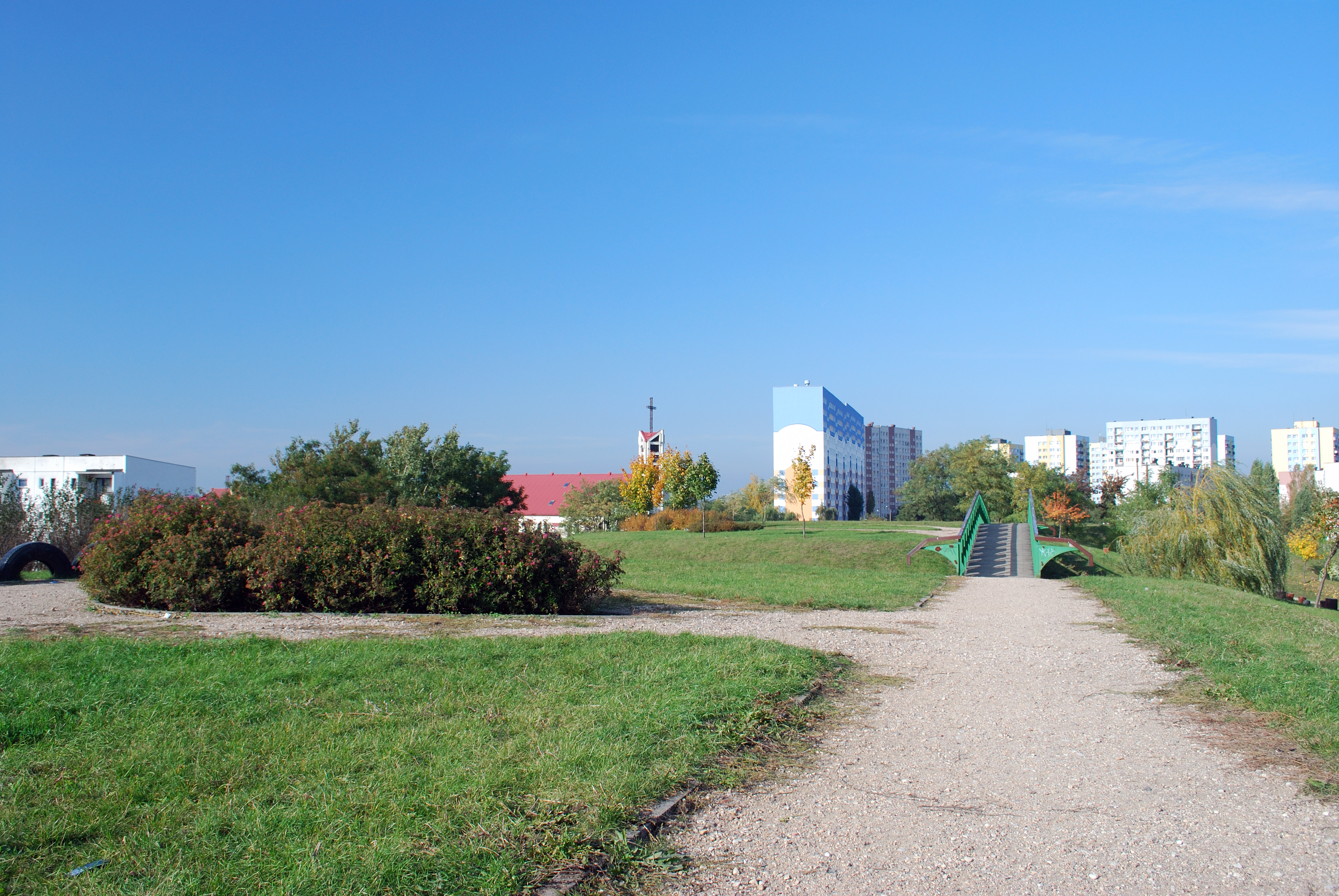
Park Górka Widzewska (październik 2008)

- (T)  rewolucja komunikacyjna – zlikwidowanie (1 stycznia) 10 linii tramwajowych, uruchomienie 2 nowych; zlikwidowanie ostatniej podmiejskiej linii autobusowej (nr „255” do Kalonki); zmiana tras 8 istniejących wcześniej linii tramwajowych; funkcjonowanie nowej sieci komunikacyjnej oparto na systemie przesiadkowym, zwiększając przy tym częstotliwość kursowania linii (kilka lat później rozpoczęto jednak zmniejszanie częstotliwości);
- (K)  otwarcie (19 stycznia) multipleksu „Silver Screen” przy al. Piłsudskiego 5; obiekt wyposażono w dziesięć klimatyzowanych sal, mogących pomieścić łącznie 1841 widzów;
- (T)  zlikwidowanie (1 lutego) ostatniej nocnej linii tramwajowej (nr „101” z Łodzi do Zgierza);
- (S)  po raz dwudziesty trzeci Łódź była (11 maja) miastem etapowym LIV Wyścigu Pokoju z Łodzi przez Pilzno do Poczdamu, a po raz pierwszy odbył się w Łodzi start całego wyścigu; start honorowy miał miejsce na ul. Piotrkowskiej przy pasażu Schillera, zaś start ostry i meta I etapu (141,6 km) znajdowały się w al. Piłsudskiego przed SDH „Juventus”; wyścig odbywał się po pętli wytyczonej wokół Łodzi, z lotnymi finiszami w Łodzi, Aleksandrowie Łódzkim i Konstantynowie Łódzkim; zwyciężył Niemiec – Uwe Peschel z ekipy Team Gerolsteiner (3:13:40); 12 maja kolarze wyruszyli z podłódzkich Pabianic do Częstochowy[16];
- (D)  zatrzymanie (w czerwcu) przez funkcjonariuszy Centralnego Biura Śledczego i tymczasowe aresztowanie Marka Czekalskiego, byłego prezydenta miasta, pod zarzutem przyjęcia korzyści majątkowej w zamian za pomoc w przekwalifikowaniu terenu z budownictwa mieszkaniowego na handlowe i uzyskaniu zezwoleń na budowę tam Centrum Handlowego „M1” i hipermarketu sieci „Carrefour”; zatrzymanie miało miejsce na kilka dni przed wyborami parlamentarnymi, w których M. Czekalski kandydował z 1. miejsca okręgowej listy kandydatów Unii Wolności do Sejmu; w lutym 2011 został prawomocnie uniewinniony[17][18];
- (Z)  oddanie do użytku (20 września) parku Górka Widzewska na Widzewie Wschodzie, w kwartale pomiędzy al. Przyjaźni (ob. ul. św. Brata Alberta Chmielowskiego) oraz ulicami Milionową, Cichą i Haška (powierzchnia 9,2 ha); park powstał w latach 1998–2001 na niezagospodarowanym przestrzennie terenie pozostałym po budowie osiedla, służącym przez lata za zwałowisko śmieci (w latach 70. XX w. planowano w tym miejscu budowę nowego stadionu Widzewa); w latach 2002–2004 zrealizowano II etap budowy parku, obejmujący nowe nasadzenia drzew liściastych i iglastych oraz program czynnego wypoczynku dla dzieci i młodzieży: place zabaw oraz tereny sportowe – boiska do gier zespołowych, do tenisa i urządzenia do ćwiczeń siłowych; w listopadzie 2004 r. Towarzystwo Urbanistów Polskich uznało park Górka Widzewska za najlepiej zagospodarowaną przestrzeń publiczną w województwie łódzkim[19];
- (K)  piąta Parada Wolności „New Alcatraz Techno Festival 2001” (22 września);
- (A)  prezydentem Łodzi został (od 7 listopada) Krzysztof Panas; funkcję pełnił do 19 czerwca 2002;
- (Ś)   (W)  Łodzianinem Roku 2001 został ks. Piotr Turek.

### 2002

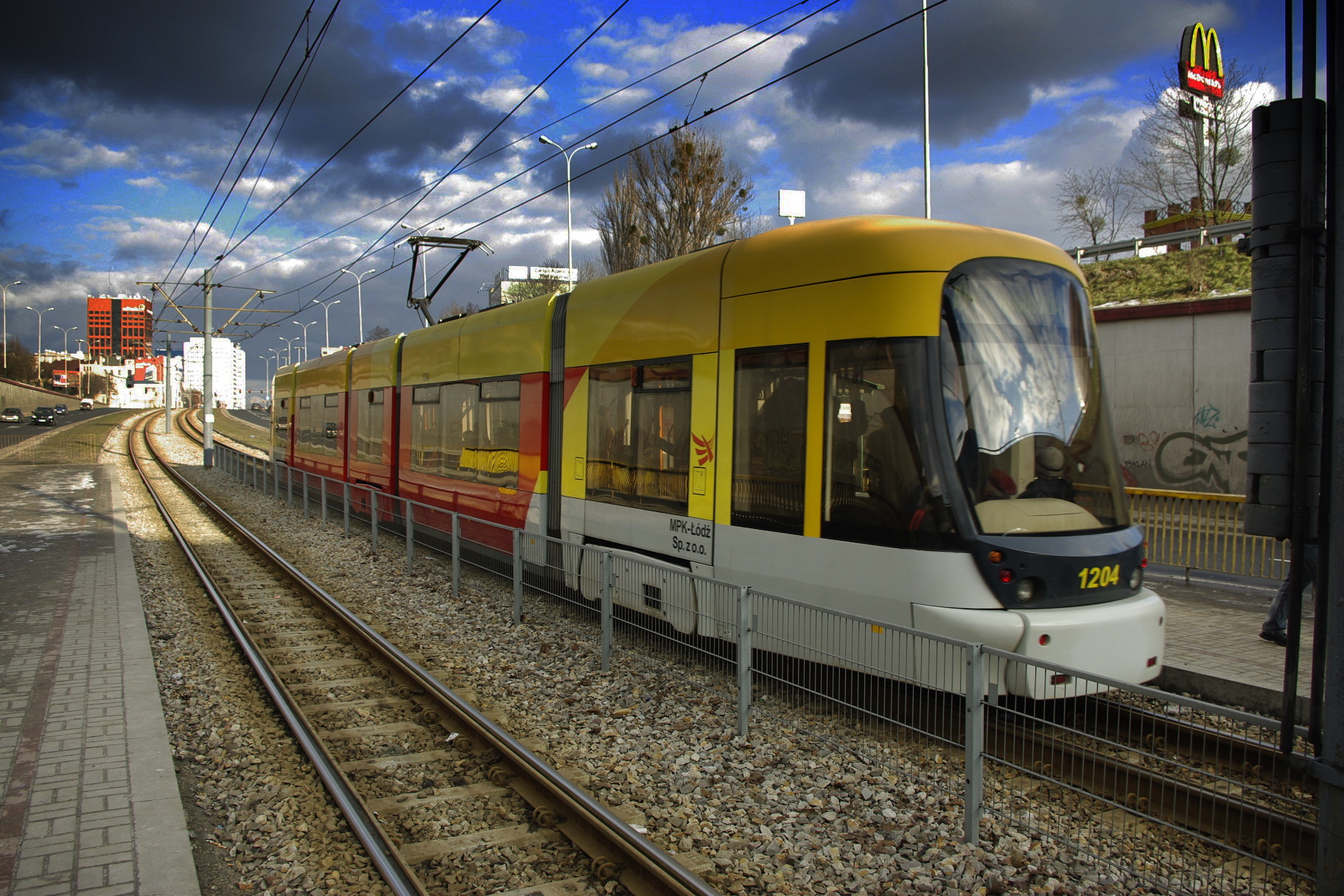
Cityrunner na al. Adama Mickiewicza (luty 2009)

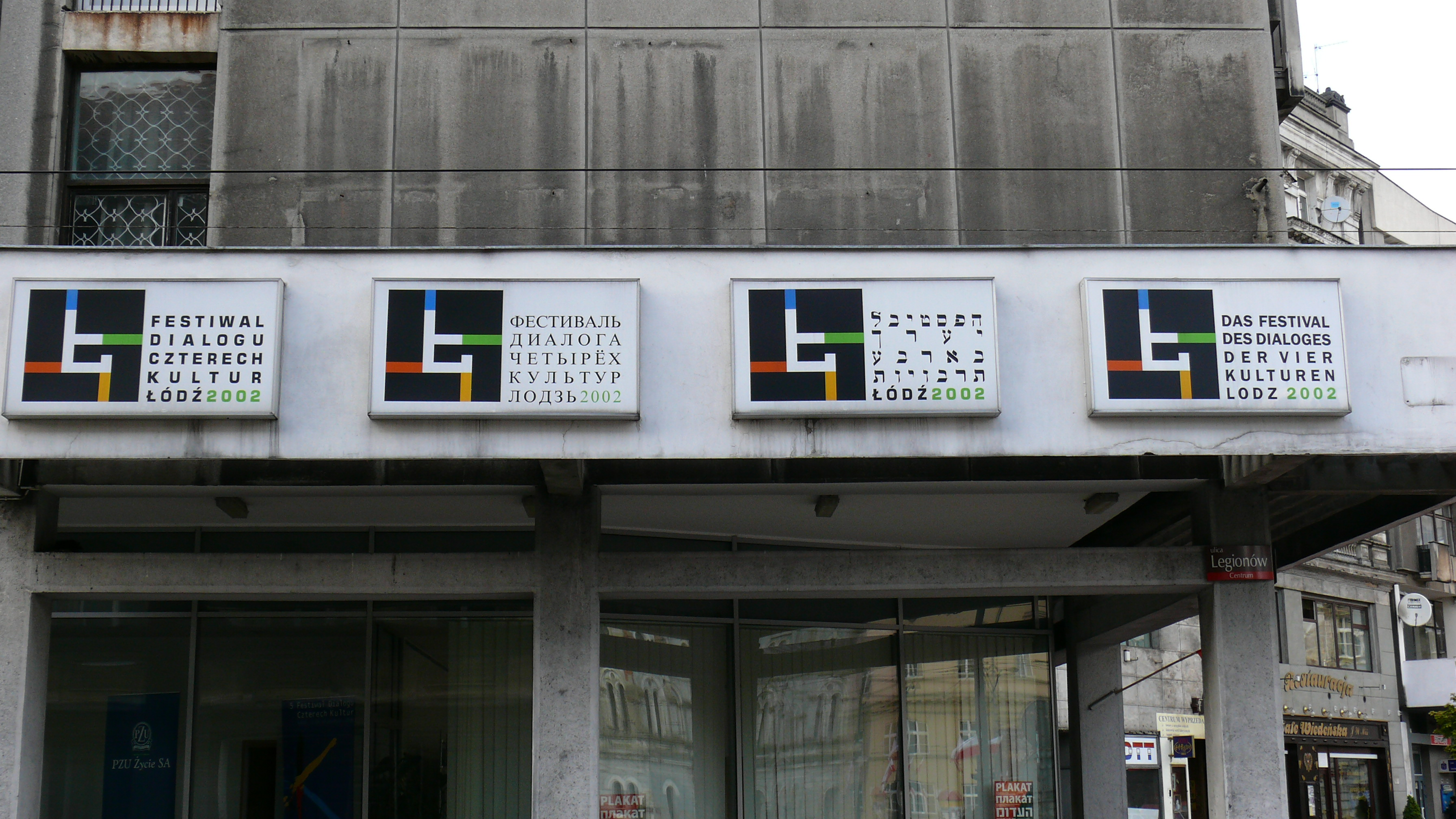
Biuro Festiwalu Dialogu Czterech Kultur (maj 2007)

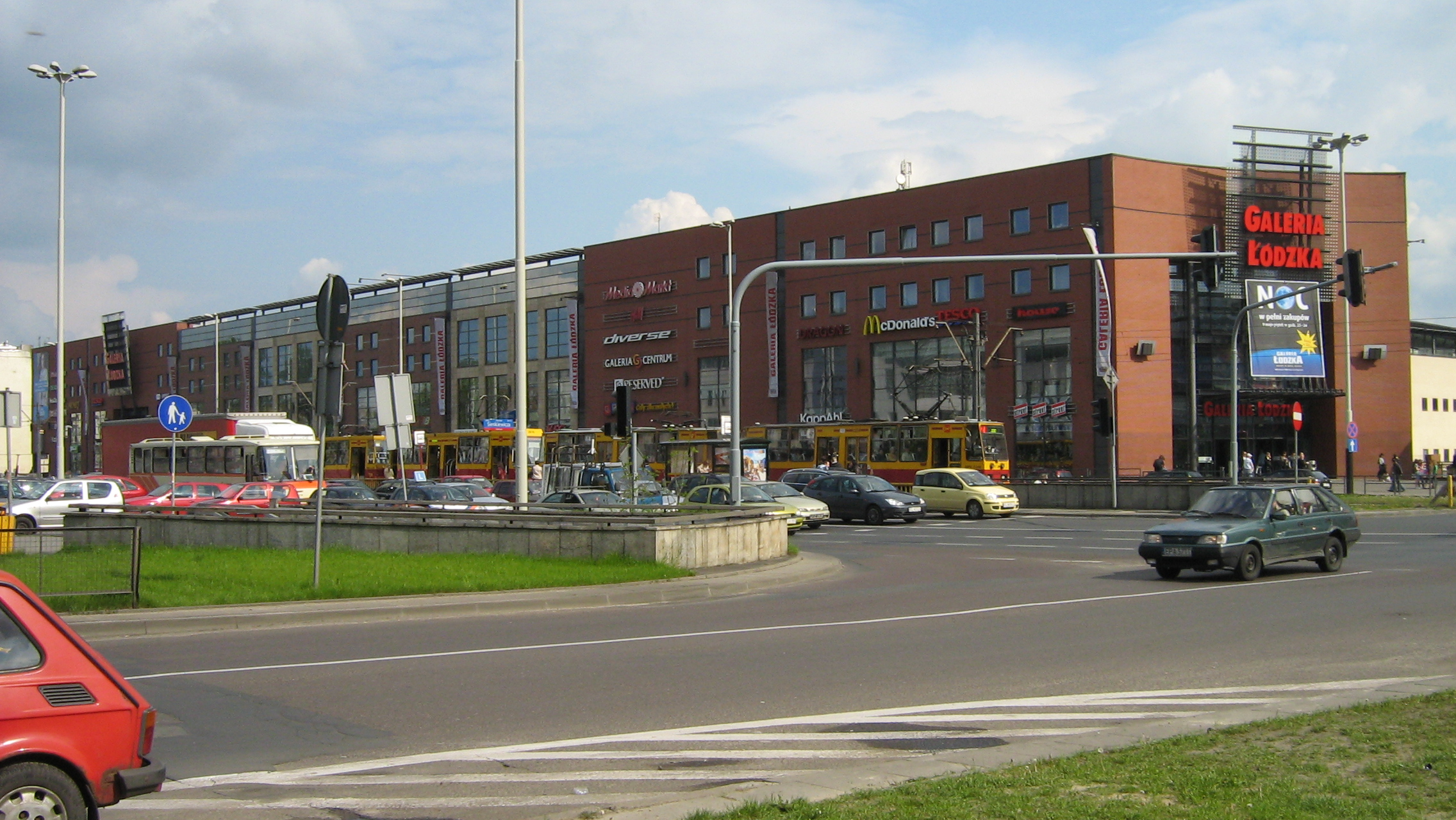
Galeria Łódzka (maj 2008)

- (D)  ujawnienie (23 stycznia) przez dziennikarzy „Gazety Wyborczej” tzw. afery „łowców skór”;
- (S)  mecz towarzyski (27 marca) piłkarskiej reprezentacji Polski z Japonią na stadionie Widzewa; Polacy przegrali 0:2 (0:2); był to piąty w historii występ piłkarskiej reprezentacji narodowej seniorów na stadionie przy al. Piłsudskiego, a piętnasty w Łodzi;
- (T)  wprowadzenie do eksploatacji (28 marca) na linii nr „10” pierwszego nowoczesnego niskopodłogowego tramwaju Cityrunner; pięcioczłonowe, sześciodrzwiowe wagony wyprodukowała kanadyjska firma Bombardier Transportation; łącznie MPK – Łódź zakupiło 15 pojazdów;
- (A)  prezydentem Łodzi został (od 19 czerwca) Krzysztof Jagiełło; funkcję pełnił do 19 listopada 2002;
- (S)  zdobycie przez piłkarzy wodnych Łódzkiego Sportowego Towarzystwa Waterpolowego trzeciego mistrzostwa Polski w piłce wodnej mężczyzn;
- (U)  uroczyste otwarcie (1 sierpnia) na ul. Piotrkowskiej oryginalnego pomnika Łodzian Przełomu Tysiącleci – nawierzchni wybrukowanej imiennymi kostkami, pokrywającej fragment głównej ulicy miasta (od ul. Tuwima do ul. Nawrot); prawdopodobnie jest to jedyny tego typu pomnik na świecie, zawierający pierwotnie 13 454 imienne kostki; w 2014 roku liczył 16 890 imiennych kostek, wraz z pomnikiem Łodzian Nowego Millenium (3046 kostek) i pomnikiem Łódzkiej Tożsamości (390 kostek);
- (K)  zainaugurowanie (w dniach 27 września – 6 października) Festiwalu Dialogu Czterech Kultur, nawiązującego w swojej idei do wielokulturowej historii Łodzi; podczas jego trwania prezentowany jest dorobek czterech narodowości – Polaków, Żydów, Niemców i Rosjan, które budowały przemysłową potęgę miasta przełomu XIX i XX w.;
- (K)  szósta, ostatnia Parada Wolności „New Alcatraz Techno Festival 2002” (28 września); od 2003 r. festiwal nie był organizowany[b];
- (E)   (M)  utworzenie (1 października) Uniwersytetu Medycznego (z połączenia Akademii Medycznej i Wojskowej Akademii Medycznej);
- (K)   (W)  nadanie (1 października) przez Uniwersytet Łódzki tytułu doktora honoris causa Kazimierzowi Dejmkowi;
- (H)  otwarcie (24 października) Centrum Handlowego „Galeria Łódzka” przy al. Piłsudskiego 15/23;
- (A)  prezydentem Łodzi został (od 19 listopada) Jerzy Kropiwnicki; funkcję pełnił do 22 stycznia 2010;
- (Ś)   (W)  Łodzianinem Roku 2002 został Piotr Dzięcioł.

### 2003

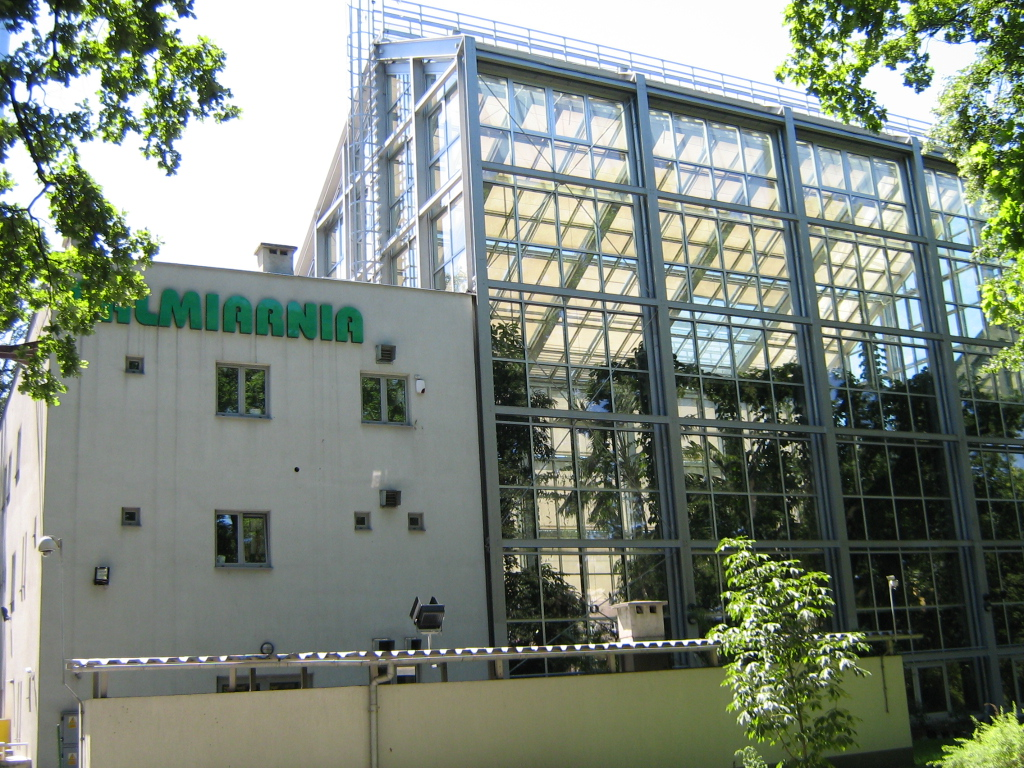
Palmiarnia Łódzka
(lipiec 2006)

- (K)  założenie (w lutym) przez Andrzeja Walczaka galerii sztuki współczesnej „Atlas Sztuki”; w kwietniu 2003 r. galeria wynajęła do celów wystawienniczych budynek dawnej hali targowej w podwórzu posesji przy ul. Piotrkowskiej 114/116; 10 października 2003 r. instytucja rozpoczęła w zaadaptowanym budynku działalność wystawienniczą prezentacją prac Romana Opałki; w latach 2007 i 2010 „Atlas Sztuki” został uznany przez tygodnik „Polityka” za najlepszą polską galerię prywatną w rankingu galerii ze sztuką współczesną;
- (W)  nadanie (21 maja) tytułu Honorowego Obywatela Łodzi papieżowi Janowi Pawłowi II;
- (Ś)  wykonanie (14 czerwca) z okazji 80-lecia „Expressu Ilustrowanego” wielkiego zdjęcia łodzian – na pl. Wolności sfotografowało się jednocześnie ponad 5000 osób;
- (E)   (N)  utworzenie (1 lipca) Centrum Biologii Medycznej Polskiej Akademii Nauk przy ul. Lodowej 106 w Łodzi[20];
- (S)  zdobycie przez piłkarzy wodnych Łódzkiego Sportowego Towarzystwa Waterpolowego czwartego mistrzostwa Polski w piłce wodnej mężczyzn;
- (U)   (Z)  oddanie do użytku po kapitalnym remoncie (trwającym od 1999 r.) budynku Palmiarni, znajdującego się w najstarszym miejskim parku Źródliska; po modernizacji łódzka Palmiarnia stała się jedną z najnowocześniejszych w Europie, zapewniającą nie tylko optymalne warunki dla roślin, ale i zmieniającą całkowicie komfort pobytu zwiedzających;
- wyznaczenie geograficznego środka Łodzi – stoi tam kamienica przy ul. Przędzalnianej 8; na ścianie budynku umieszczono (16 sierpnia) pamiątkową tablicę;
- (Ś)   (W)  Łodzianinem Roku 2003 został Tadeusz Robak.

### 2004

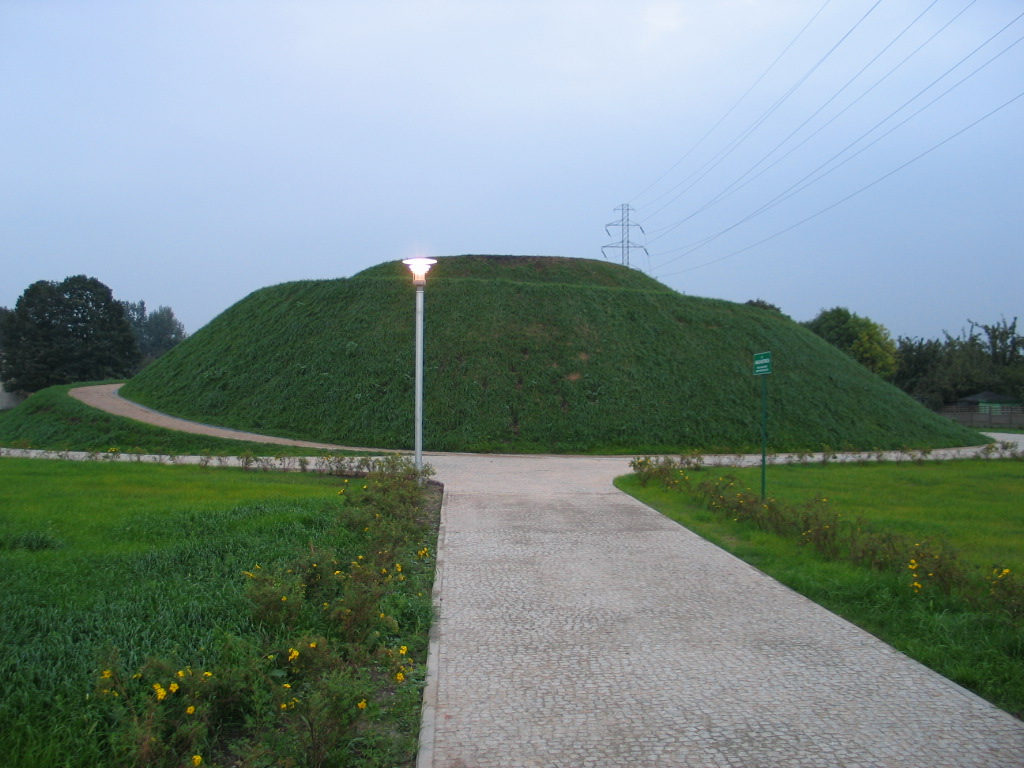
Kopiec pamięci w parku Ocalałych (wrzesień 2006)

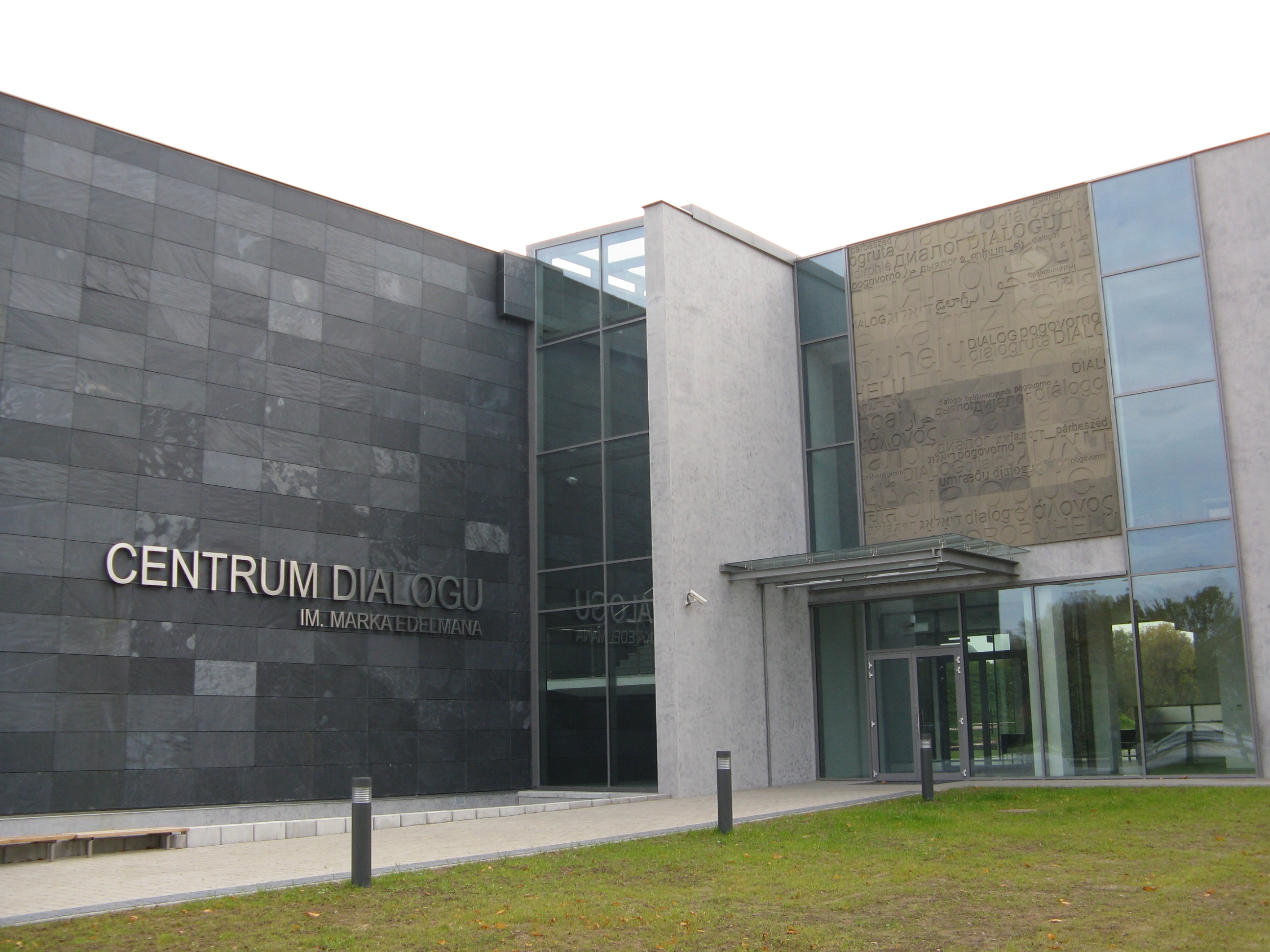
Centrum Dialogu im. Marka Edelmana (październik 2013)

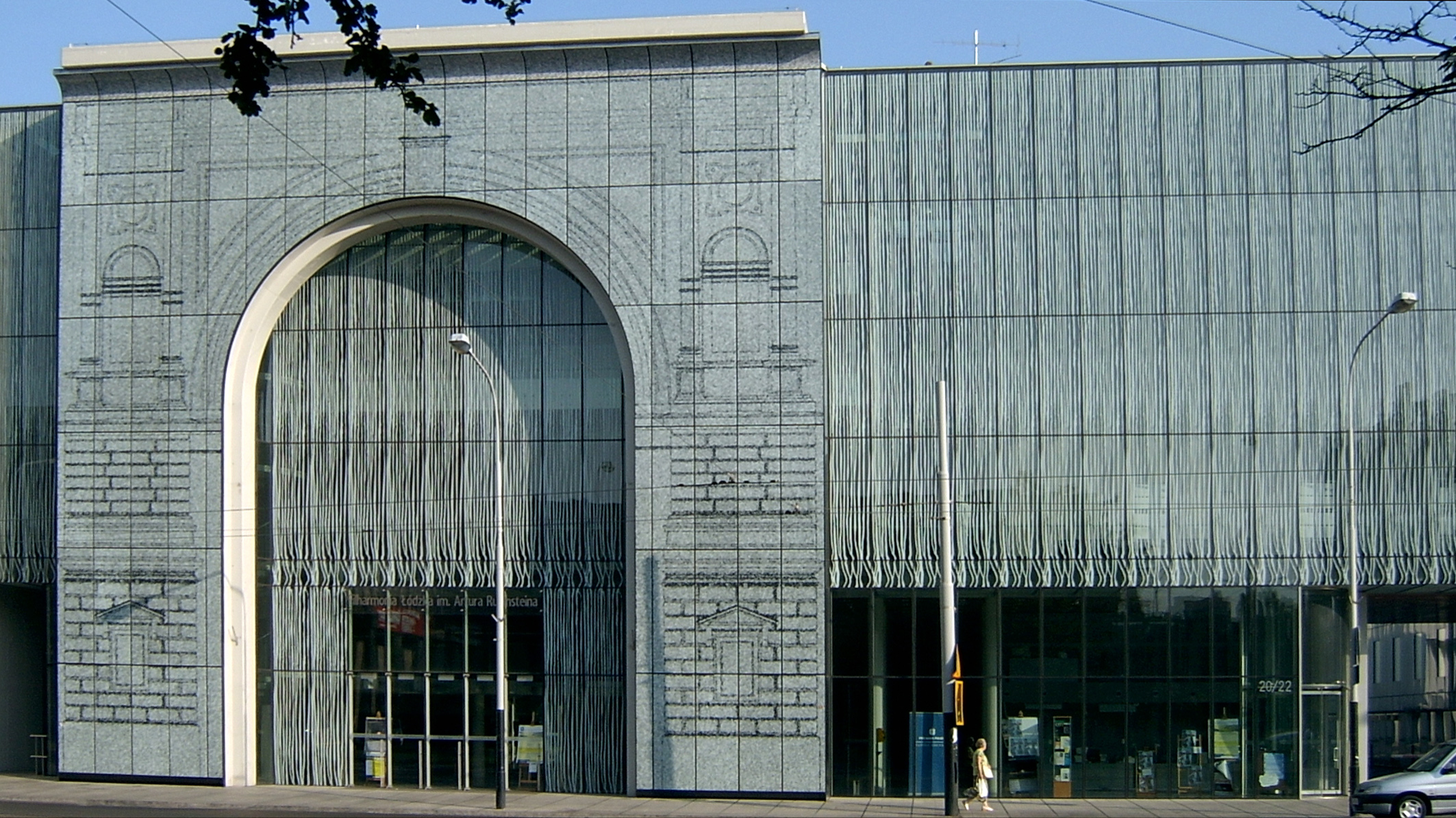
Nowy budynek Filharmonii (wrzesień 2005)

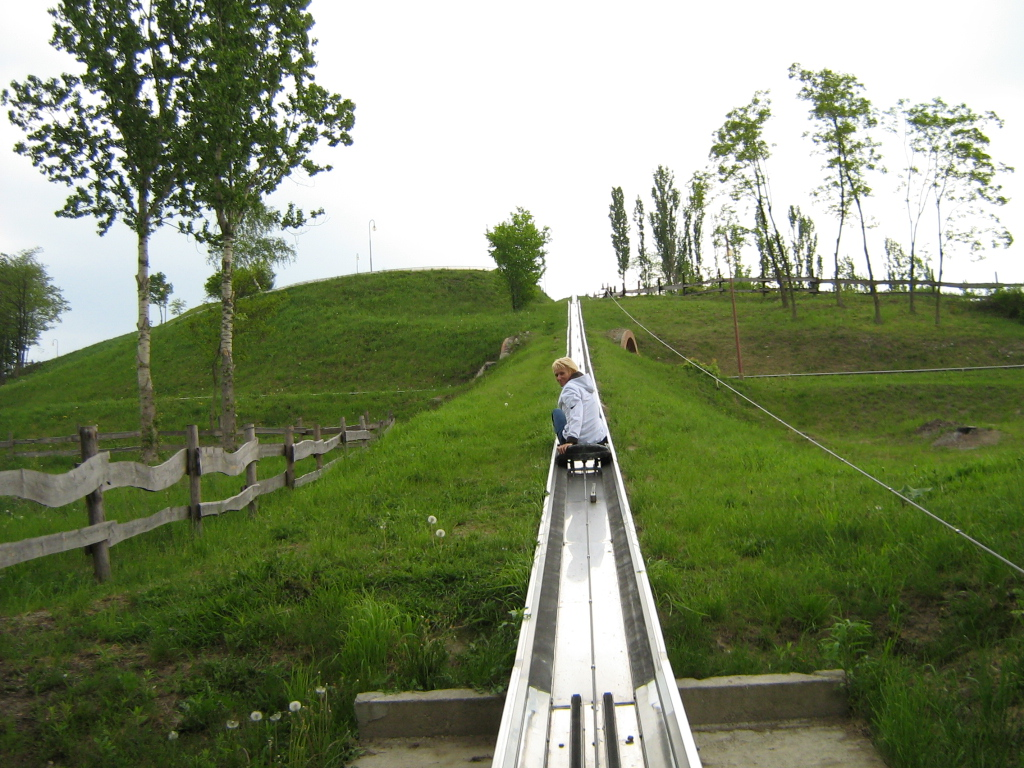
Tor saneczkowy na Rudzkiej Górze (maj 2006)

- (R)  powołanie (24 lutego) metropolii łódzkiej z siedzibą w Łodzi przez papieża Jana Pawła II; w jej skład weszły archidiecezja łódzka i diecezja łowicka;
- (P)  łodzianin Marek Belka został desygnowany i oficjalnie powołany (2 maja) na stanowisko premiera RP oraz przewodniczącego Komitetu Integracji Europejskiej przez prezydenta Aleksandra Kwaśniewskiego; wcześniej Marek Belka był wicepremierem i ministrem finansów w rządzie Włodzimierza Cimoszewicza (luty – październik 1997) oraz w rządzie Leszka Millera (październik 2001 – lipiec 2002);
- (D)  zamieszki podczas juwenaliów na osiedlu akademickim Lumumbowo (8/9 maja) – podczas interwencji policjanci strzelali ostrą amunicją, która została im wydana omyłkowo; dwie osoby zostały postrzelone śmiertelnie, 70 osób odniosło rany;
- (W)  odsłonięcie (10 maja) gwiazdy Aleksandra Forda w łódzkiej Alei Gwiazd;
- (S)  pierwsza edycja łódzkiego maratonu (23 maja); zwyciężyli reprezentanci Polski – Jarosław Janicki (z wynikiem 2:25:51) oraz Mariola Młynarska (3:30:22);
- (S)  zdobycie przez piłkarzy wodnych Łódzkiego Sportowego Towarzystwa Waterpolowego piątego mistrzostwa Polski w piłce wodnej mężczyzn;
- wprowadzenie (19 sierpnia) czapek z herbem Łodzi i szarf w barwach miasta (złotej i czerwonej) jako elementów stroju urzędnika podczas oficjalnych uroczystości;
- (L)  obchody 60. rocznicy likwidacji Litzmannstadt Ghetto; wzięło w nich udział kilka tysięcy gości z Polski i z zagranicy; odsłonięcie (29 sierpnia) nowego pomnika na stacji kolejowej Radegast – autorstwa Czesława Bieleckiego – kształtem nawiązującego do macew, upamiętniającego ostatnią podróż łódzkich Żydów do obozu zagłady; założenie parku Ocalałych;
- (Z)  założenie (30 sierpnia) w dolinie rzeki Łódki (pomiędzy ul. Wojska Polskiego a ogródkami działkowymi przy ul. Źródłowej) parku Ocalałych, o powierzchni 8,54 ha (w okresie międzywojennym obecny obszar parku zajmował Zarząd Plantacji Miejskich, a po wojnie Zarząd Zieleni Miejskiej, a następnie Łódzkie Przedsiębiorstwo Ogrodnicze); założenie parku upamiętnia kamień pamiątkowy – okazały głaz z tablicą, a na niej napis w czterech językach:

Park Ocalałych założony przez prezydenta miasta Łodzi 30 sierpnia 2004 r. w 60. rocznicę likwidacji Litzmannstadt Ghetto dla upamiętnienia tragicznych wydarzeń z lat 1940–1944, z inicjatywy ocalałych mieszkańców getta.

Park powstał według projektu Grażyny Ojrzyńskiej; 29 sierpnia 2004 r. posadzono pierwsze 387 drzew (w następnych latach dosadzano kolejne); w latach 2004–2006 usypano 8-metrowy Kopiec Pamięci (o średnicy 40 m), zbudowano pomnik Polaków Ratujących Żydów (według projektu Czesława Bieleckiego) oraz wyregulowano koryto rzeki Łódki; powstały również alejki i place o nawierzchni żwirowo-glinkowej i z kostki granitowej; 27 sierpnia 2009 r. na szczycie kopca ustawiono Ławkę Jana Karskiego; 29 sierpnia 2009 r. odsłonięto obelisk Żegoty (według projektu Zbigniewa Dudka); 9 sierpnia 2013 r. ukończono budowę siedziby Centrum Dialogu im. Marka Edelmana (trwała pięć lat);
- (U)  otwarcie (10 grudnia) – po wieloletniej gruntownej przebudowie – nowoczesnego, futurystycznego gmachu Filharmonii im. Artura Rubinsteina przy ul. Narutowicza 20/22; budynek, którego projektantem był krakowski architekt Romuald Loegler, nawiązuje do charakteru Domu Koncertowego Ignacego Vogla z końca XIX w.[24];
- (S)  zdobycie (11 grudnia) przez Aleksandrę Urbańczyk (MKS Trójka Łódź) złotego medalu w wyścigu na 100 m stylem zmiennym, podczas pływackich mistrzostw Europy na krótkim basenie w Wiedniu (dwa dni wcześniej siedemnastoletnia łodzianka zdobyła srebrny medal w wyścigu na 200 m stylem zmiennym);
- (I)  podjęcie decyzji (17 grudnia) przez Komisję Europejską o przyznaniu miastu 71 mln euro (połowa potrzebnej kwoty) na rozbudowę i modernizację sieci wodno-kanalizacyjnej; w ramach projektu, największego tego typu w kraju, wybudowanych zostało ponad 169 km kanalizacji sanitarnej, 93 km kanalizacji deszczowej i prawie 64 km sieci wodociągowej; dzięki dotacji do końca 2009 r. sieć wodociągów i kanałów ściekowych objęła całą zurbanizowaną strefę miasta[25];
- (S)   (U)   (Z)  uruchomienie całorocznego toru saneczkowego na Rudzkiej Górze, jedynego i pierwszego tego typu obiektu w okolicy;
- (Ś)   (W)  Łodzianinem Roku 2004 został prof. Marek Belka.

### 2005

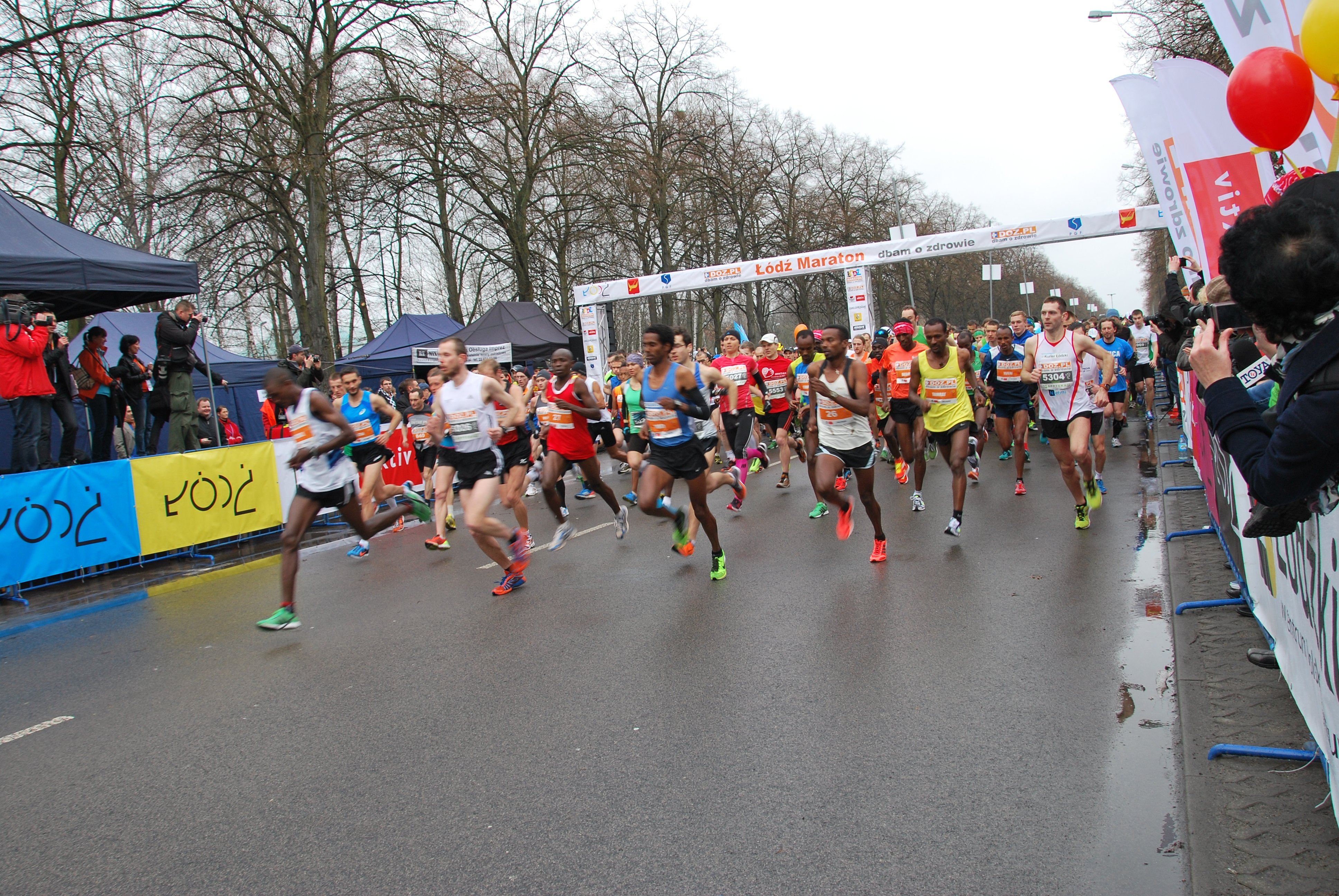
Maraton w Łodzi
(kwiecień 2013)

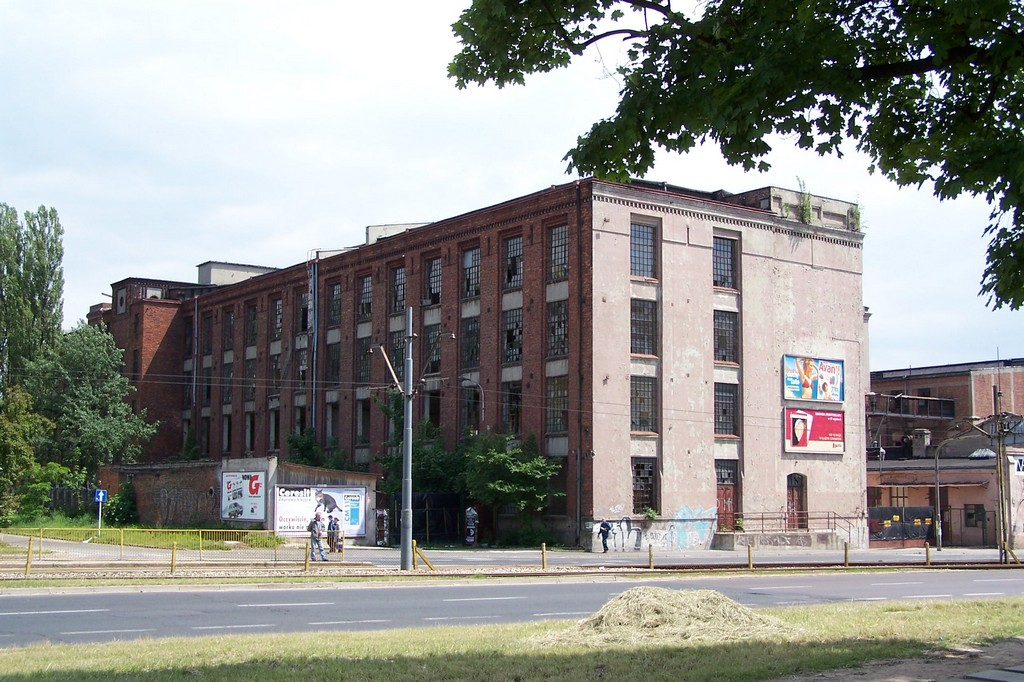
Zakłady „Norbelana” przed wyburzeniem (czerwiec 2005)

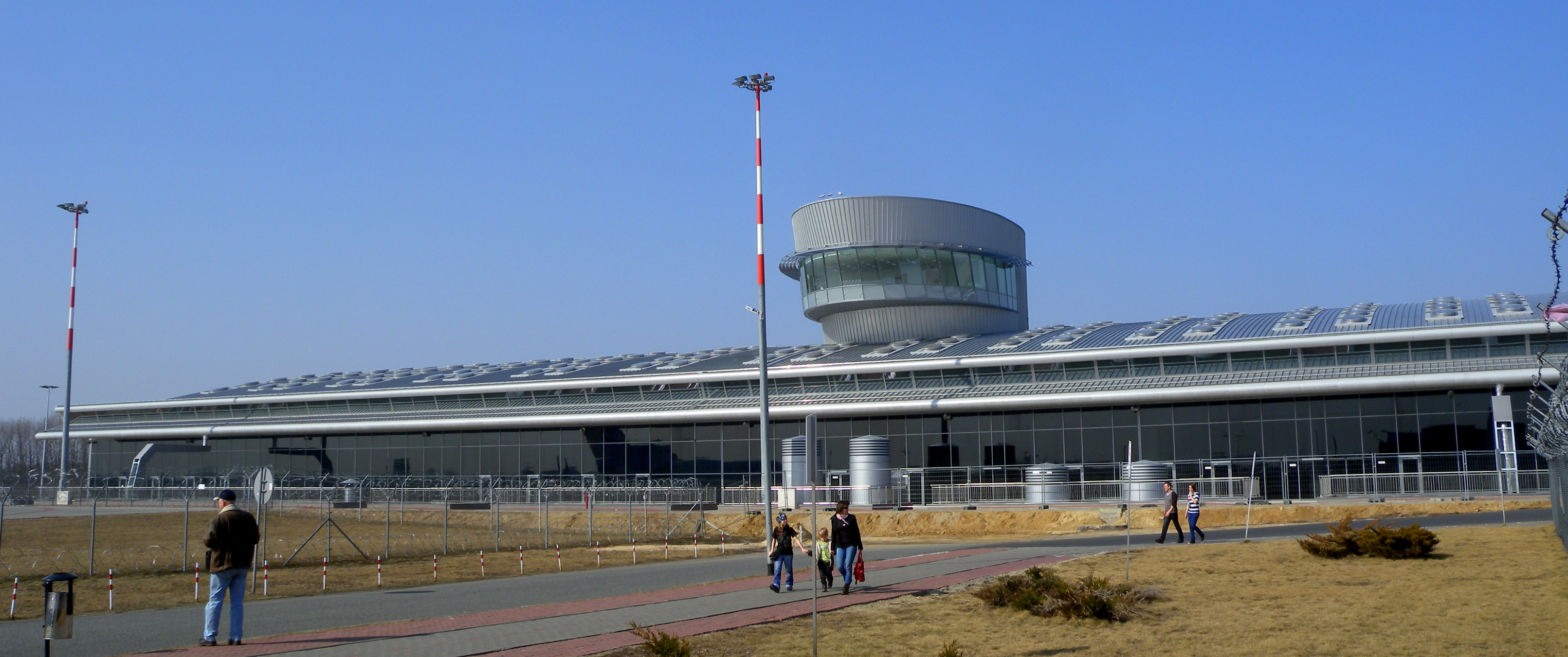
Terminal 3 na Lublinku (marzec 2012)

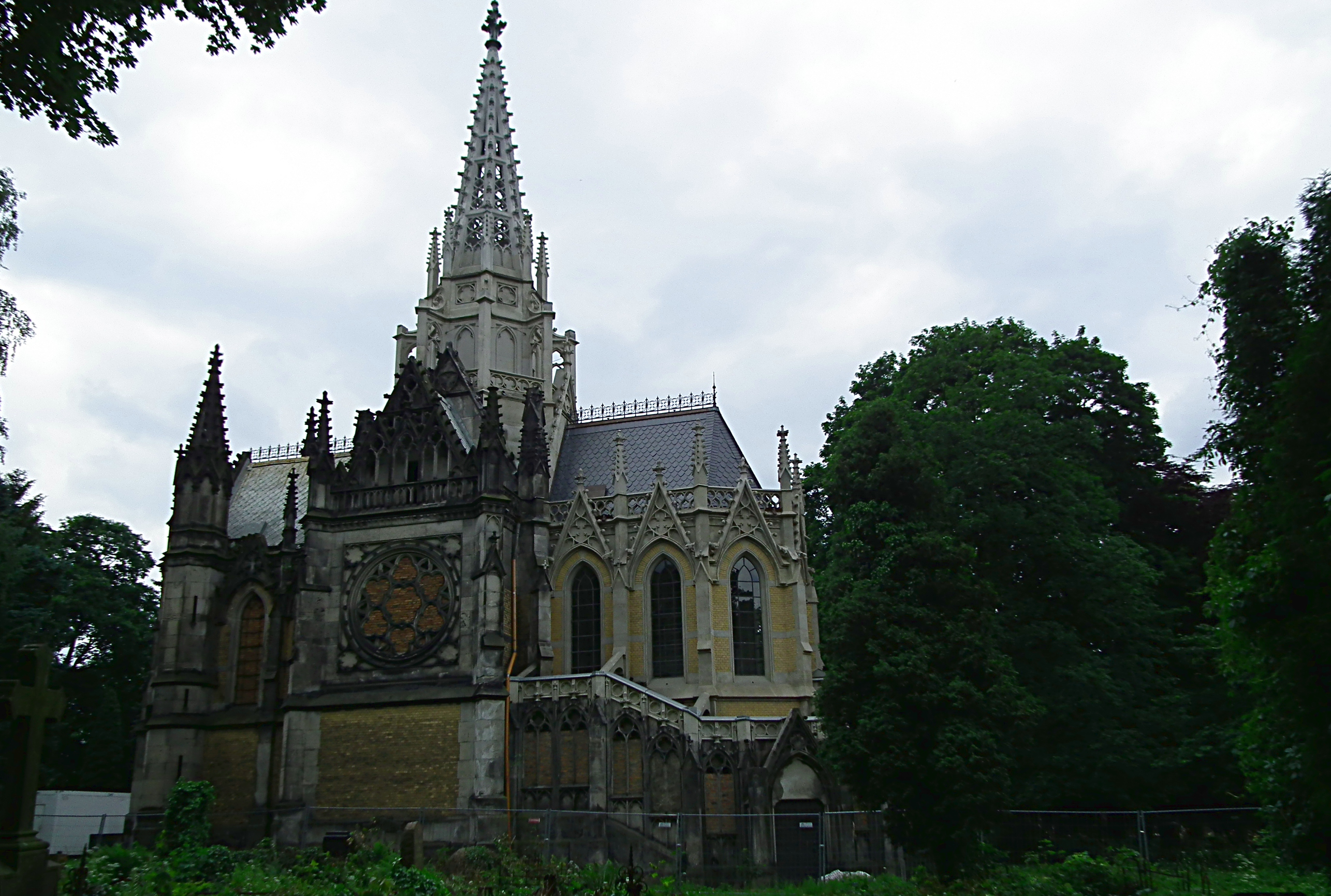
Kaplica Scheiblera
na Starym Cmentarzu
(czerwiec 2012)

- (L)   (R)  uroczystości żałobne po śmierci papieża Jana Pawła II – 4 kwietnia ok. 70 tys. łodzian oddało hołd papieżowi w Białym Marszu, który przeszedł z pl. Wolności pod łódzką katedrę, gdzie odprawiono polową mszę (do komunii przystąpiło ok. 30 tys. osób); 8 kwietnia kilkadziesiąt tys. osób w ciszy i skupieniu oglądało transmisję uroczystości pogrzebowych z Watykanu na czterech telebimach, rozstawionych na kilkusetmetrowym odcinku al. Piłsudskiego[26];
- (K)  otwarcie po kompleksowym remoncie (15 kwietnia) Ośrodka Propagandy Sztuki w parku im. H. Sienkiewicza przy ul. H. Sienkiewicza 44; poszerzony i dostosowany do potrzeb współczesnego wystawiennictwa budynek, stanowi główną siedzibę Miejskiej Galerii Sztuki w Łodzi; jego przestrzeń ekspozycyjna to ok. 600 m² powierzchni, rozlokowanej na dwóch kondygnacjach; OPS to najstarsza łódzka galeria, w której przed wojną debiutowała łódzka awangarda, zanim jeszcze powstało Muzeum Sztuki[27];
- (S)  2. edycja łódzkiego maratonu (29 maja); zwyciężyli reprezentanci Polski – Waldemar Zajęga (z wynikiem 2:56:56) oraz Sylwia Badowska (3:32:18);
- (D)   (U)  wyburzenie (w czerwcu) kompleksu fabrycznego Karola Eiserta (po II wojnie światowej Zakłady Przemysłu Wełnianego im. Norberta Balickiego „Norbelana”); najcenniejszym architektonicznie obiektem zakładów, usytuowanych w kwartale pomiędzy ulicami Żeromskiego, Żwirki, Gdańską i al. Mickiewicza, była tkalnia wełny zbudowana w 1898 r. i rozbudowana w 1912 r. według projektu Stanisława Stebelskiego[28]; w 2016 r. w części terenu pofabrycznego powstały budynki mieszkalne[29];
- (S)  zdobycie (26 czerwca) przez Jacka Dobrzyńskiego, zawodnika łódzkiego klubu sportowego „Społem”, brązowego medalu w drużynowym strzelaniu z łuku klasycznego podczas 43. mistrzostw świata w łucznictwie w Madrycie. Reprezentacja polskich łuczników w składzie: Jacek Dobrzyński, Jacek Proć, Piotr Piątek i Grzegorz Śliwka pokonała w decydującym meczu Ukrainę 241:239[30];
- (T)   (U)  Łódź otrzymała prawie 100 mln zł z Europejskiego Funduszu Rozwoju Regionalnego na przebudowę ważnych dla miasta dróg krajowych – nr 1 i nr 72, co umożliwiło wyremontowanie na całej długości al. Włókniarzy i al. Jana Pawła II oraz po części ul. Wojska Polskiego i ul. Brzezińskiej;
- (S)  zdobycie przez piłkarzy wodnych Łódzkiego Sportowego Towarzystwa Waterpolowego szóstego mistrzostwa Polski w piłce wodnej mężczyzn;
- (G)  oddanie do użytku na Lublinku nowej sortowni i stacji przeładunkowej odpadów (1 lipca) oraz kompostowni biokontenerowej (5 września); łódzka sortownia stała się najnowocześniejszym i największym tego typu obiektem w Polsce i jednym z największych w Europie – zajmuje 7600 m² powierzchni i może przerobić ponad 82 tys. ton odpadów rocznie; w kompostowni może być przerobionych 19 tys. ton odpadów organicznych rocznie;
- (U)  oddanie do użytku (1 sierpnia) wyremontowanej i poszerzonej ul. Rokicińskiej, na odcinku pomiędzy ul. Augustów a Hetmańską; była to pierwsza ukończona inwestycja drogowa w Łodzi dofinansowana środkami Unii Europejskiej (w wysokości 75% z programu Komisji Europejskiej – Phare; pozostałe 25% zapłaciło miasto i województwo); wzdłuż ulicy powstały drogi rowerowe, chodniki, przejścia dla pieszych i nowe oświetlenie[31][32];
- (I)  podpisanie (11 sierpnia) przez Ministra Skarbu umowy sprzedaży 85% akcji Zespołu Elektrociepłowni w Łodzi na rzecz spółki Dalkia (obecnie Veolia); decyzję oprotestowały władze miasta, posłowie ziemi łódzkiej oraz mieszkańcy, którzy w liczbie 160 tys. podpisów złożyli obywatelski projekt ustawy, zgodnie z którym sieć ciepłownicza miałaby pozostać własnością gminy[33][34]; 31 marca 2015 r. właściciel przedsiębiorstwa energetycznego w Łodzi wyłączył z eksploatacji EC-2 (Elektrociepłownia nr 2) przy ul. Wróblewskiego 26, po 56 latach działalności (zobacz »);
- (T)  modernizacja i rozbudowa Portu Lotniczego Łódź-Lublinek; oddanie do użytku (27 sierpnia) powiększonej płyty postojowej oraz wydłużonej – z 1443 do 2100 m – drogi startowej (rok później wydłużonej ponownie – do 2500 m[35]), co umożliwiło przyjmowanie samolotów używanych przez tanie linie lotnicze, np. Boeing 737[36]; otwarcie (29 października) drugiego, tymczasowego terminalu o powierzchni całkowitej 1962 m²; modułowa, przenośna hala odpraw pasażerskich mogła obsłużyć do 500 tys. pasażerów rocznie (w 2012 r. – po wybudowaniu kolejnego, dużo większego obiektu – sprzedana za 2 mln zł portowi lotniczemu w Radomiu[37]); dzięki inwestycjom zostały uruchomione (30 października) regularne loty do Londynu liniami Ryanair (największa tania linia lotnicza w Europie)[38];
- (E)  otwarcie (3 września) międzynarodowej szkoły podstawowej przy Instytucie Postępowania Twórczego Wyższej Szkoły Humanistyczno-Ekonomicznej (obecnie Akademia Humanistyczno-Ekonomiczna) z zajęciami w języku angielskim[39];
- (K)  odsłonięcie (24 września) pomnika Aleksandra Kamińskiego w Parku Staromiejskim; postać harcmistrza wykonaną w brązie odsłoniła m.in. jego córka, Ewa Rzetelska-Feleszko[40];
- (W)  nadanie (4 listopada) prof. Janowi Krysińskiemu, rektorowi Politechniki Łódzkiej, Orderu Legii Honorowej za zasługi w propagowaniu nauki i kultury francuskiej;
- (S)  zdobycie (8 grudnia) przez Aleksandrę Urbańczyk (MKS Trójka Łódź) srebrnego medalu w wyścigu na 200 m stylem zmiennym, podczas pływackich mistrzostw Europy na krótkim basenie w Trieście;
- (H)  otwarcie (14 grudnia) przy pl. Barlickiego nowej hali targowej o powierzchni 2100 m²; obecnie na placu siedzibę ma „Zielony Rynek” – targowisko składające się z trzech hal[41];
- (T)  wprowadzenie (15 grudnia) nowej sieci nocnych linii autobusowych (numery od „N1” do „N7”) – zmieniono oznaczenia, trasy i częstotliwość kursowania dotychczas istniejących linii, a jedną zlikwidowano; wyznaczenie punktu przesiadkowego po obu stronach al. Kościuszki, pomiędzy pasażem Rubinsteina a ul. 6 Sierpnia[42];
- kaplica Scheiblera na Starym Cmentarzu trafiła na listę stu najbardziej zagrożonych zabytków świata, ogłaszaną co roku przez nowojorską organizację World Monuments Fund;
- (Ś)   (W)  Łodzianinem Roku 2005 został Andrzej Niemczyk;
- (L)  Łódź liczyła 767 628 mieszkańców.

### 2006

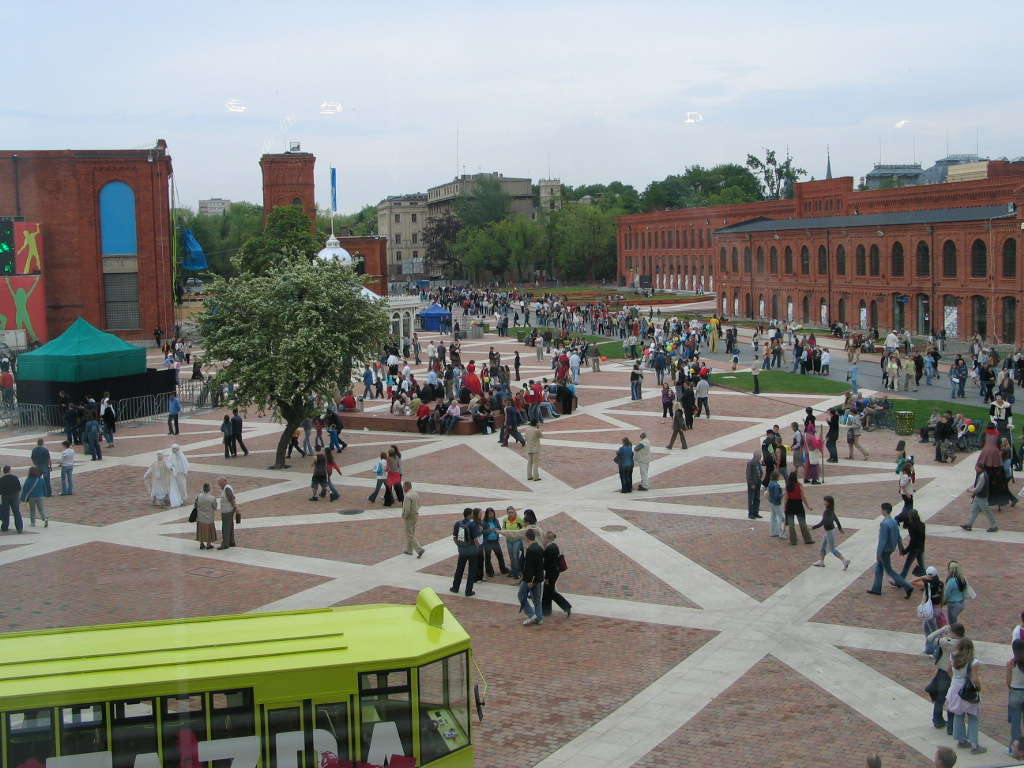
Manufaktura w dniu otwarcia (17 maja 2006)

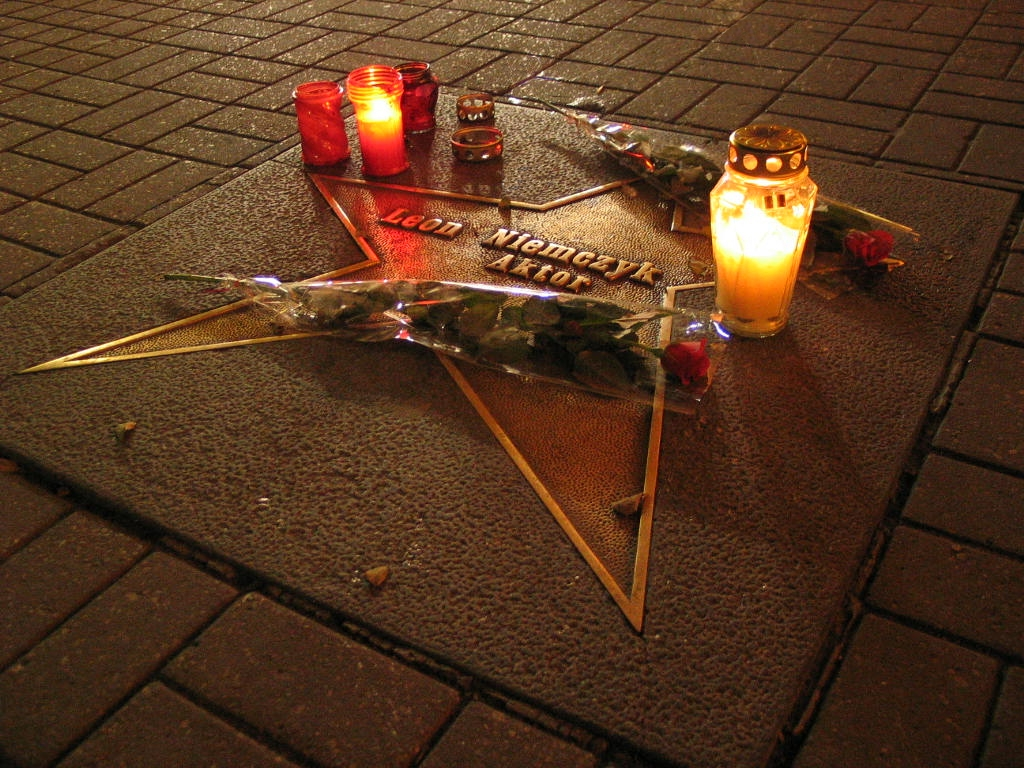
Gwiazda Leona Niemczyka w łódzkiej Alei Gwiazd,
dzień po śmierci aktora

- (S)  3. edycja łódzkiego maratonu (14 maja); zwyciężyli zawodnik Ukrainy Wałerij Dekanenko (z wynikiem 2:23:39) oraz reprezentantka Polski Ewa Fliegert (2:53:43);
- (G)   (H)   (K)   (U)  otwarcie (17 maja) Manufaktury (po pięciu latach opracowywania projektu i prawie czterech latach budowy) – największego centrum handlowo-rekreacyjno-kulturalnego w Polsce i jednego z największych w Europie (powierzchnia 27 ha), mieszczącego się pomiędzy ulicami Zachodnią, Ogrodową, Drewnowską i nowo wybudowaną ulicą Jana Karskiego. Centrum powstało na terenach pofabrycznych Izraela Poznańskiego, jednego z największych fabrykantów łódzkich;
- (N)  otwarcie (31 maja) Europejskiego Regionalnego Centrum Ekohydrologii UNESCO przy ul. Tylnej 3 – pierwszej tego typu placówki na świecie, drugiego centrum pod auspicjami UNESCO w Polsce (po Instytucie Biologii Molekularnej i Komórkowej w Warszawie);
- Uniewinnienie (14 czerwca) przez Sąd Okręgowy w Łodzi wszystkich oskarżonych (w tym Mieczysława Michalskiego i Cypriana Kosińskiego[43]) o „pranie brudnych pieniędzy”[44] przy restrukturyzacji „Poltexu”, która doprowadziła do powstania Manufaktury. sędzia Marek Chmiela w uzasadnieniu wyroku uznał: Ten akt oskarżenia to jakieś nieporozumienie. Gdyby nie ci ludzie, tam byłyby dziś ruiny[43].
- (G)  otwarcie (8 czerwca) na Nowym Józefowie największej na świecie fabryki Gillette; budowa trwała dwa lata i kosztowała 120 mln euro; fabryka zajęła prawie 93 tys. m² i według planów miała produkować ok. 1,5 miliarda maszynek do golenia rocznie;
- (S)  zdobycie (26 czerwca) przez rugbystów „Budowlanych” Łódź drugiego mistrzostwa Polski w rugby; w decydującym meczu na stadionie Budowlanych przy ul. Górniczej łodzianie pokonali zespół Folc AZS Warszawa 28:24 (16:12);
- (S)  zdobycie przez piłkarzy wodnych Łódzkiego Sportowego Towarzystwa Waterpolowego siódmego mistrzostwa Polski w piłce wodnej mężczyzn;
- dokonanie (8 lipca) – w ramach obchodów Dnia Reymonta – oficjalnej zmiany nazwy łódzkiego portu lotniczego Łódź-Lublinek na Port lotniczy Łódź im. Władysława Reymonta;
- (E)   (K)  otwarcie (22 września) Muzeum Komunikacji Miejskiej w Łodzi; powstałe z inicjatywy Miejskiego Przedsiębiorstwa Komunikacyjnego przy udziale Klubu Miłośników Starych Tramwajów muzeum stanowi kontynuację działającej od 1977 r. Izby Tradycji MPK (w latach 70. nazywała się Izbą Tradycji i Perspektyw);
- (A)  Jerzy Kropiwnicki został ponownie wybrany (26 listopada) prezydentem Łodzi; zagłosowało na niego 55,7% łodzian (jego konkurent Krzysztof Kwiatkowski otrzymał 44,3% głosów);
- (D)   (K)  zmarł (29 listopada) Leon Niemczyk, legenda polskiego kina, łodzianin z wyboru (m.in. występował w Teatrze Powszechnym w Łodzi); prochy Niemczyka spoczęły na łódzkim Starym Cmentarzu przy ul. Ogrodowej;
- (S)  zdobycie (7 grudnia) przez Aleksandrę Urbańczyk brązowego medalu w wyścigu na 200 m stylem zmiennym, podczas pływackich mistrzostw Europy na krótkim basenie w Helsinkach;
- (Ś)   (W)  Łodzianinem Roku 2006 został Leszek Markuszewski.

### 2007

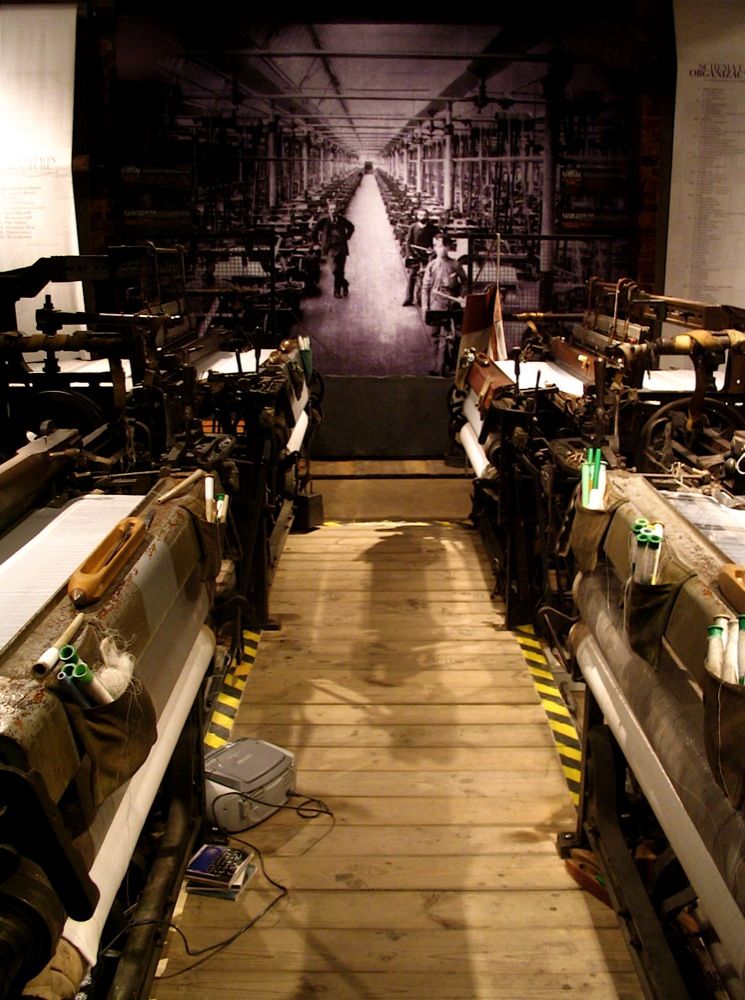
Muzeum Fabryki
(sierpień 2007)

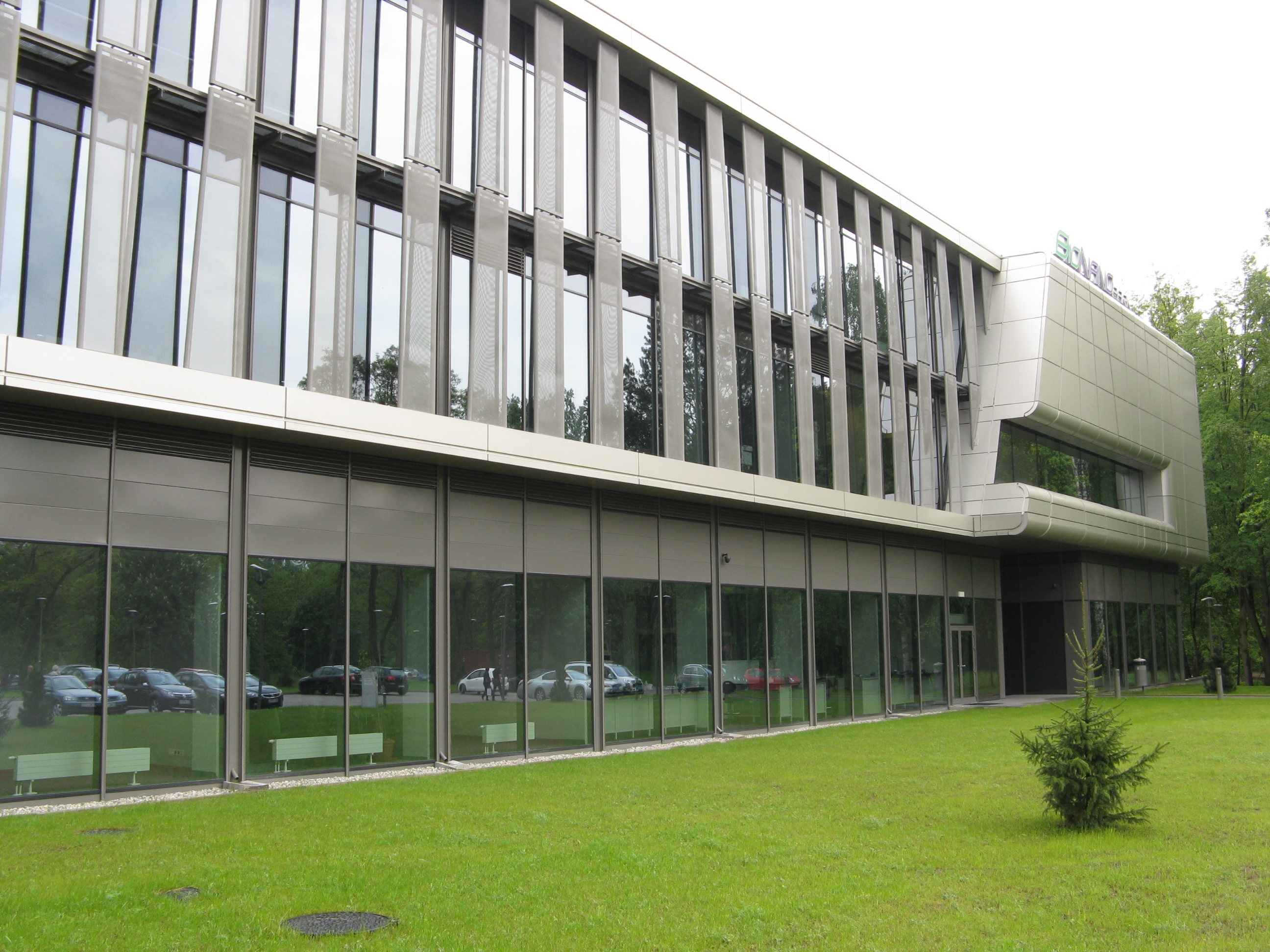
Łódzki Regionalny Park Naukowo-Technologiczny
(maj 2013)

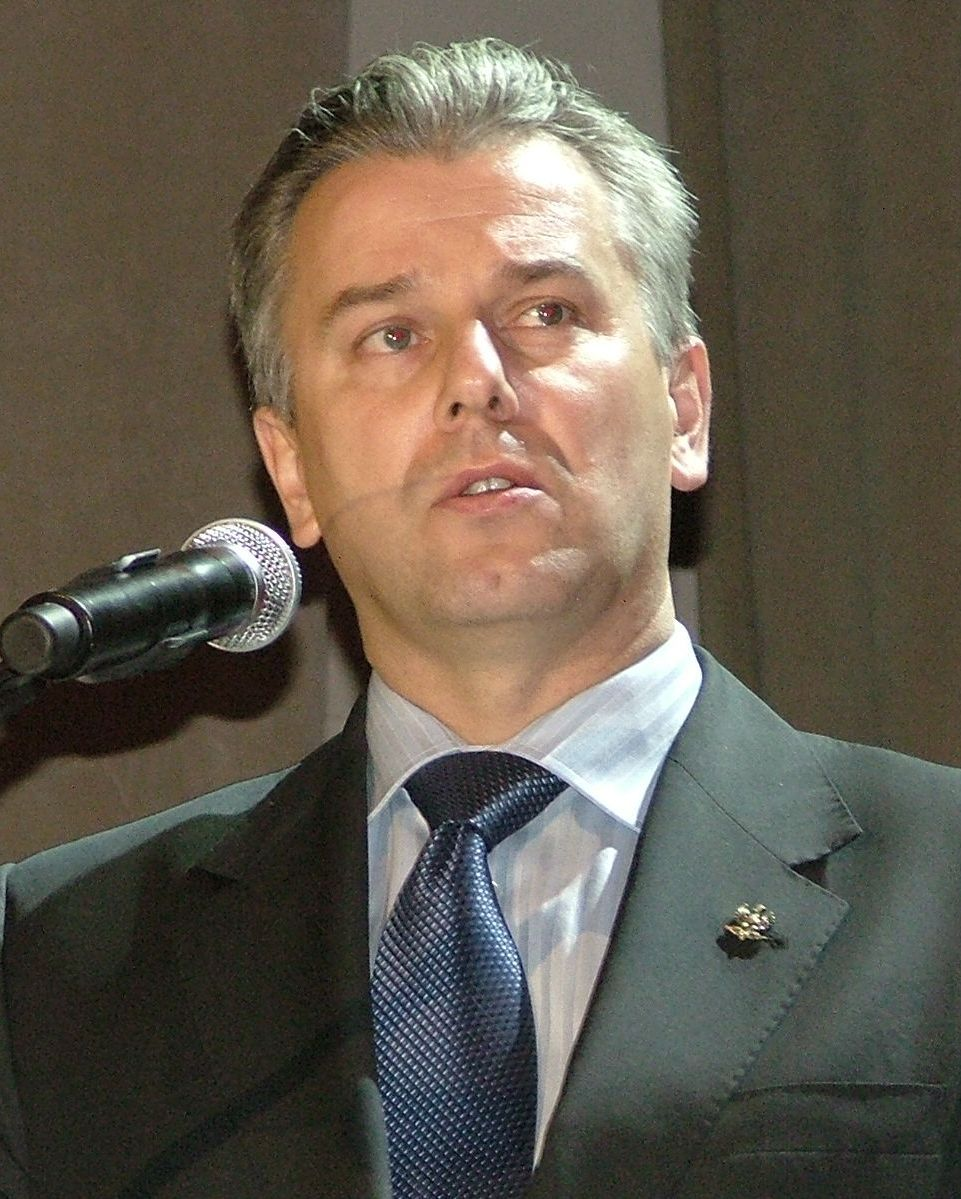
Cezary Grabarczyk,
w latach 2007–2011
minister infrastruktury
(fot. z listopada 2007)

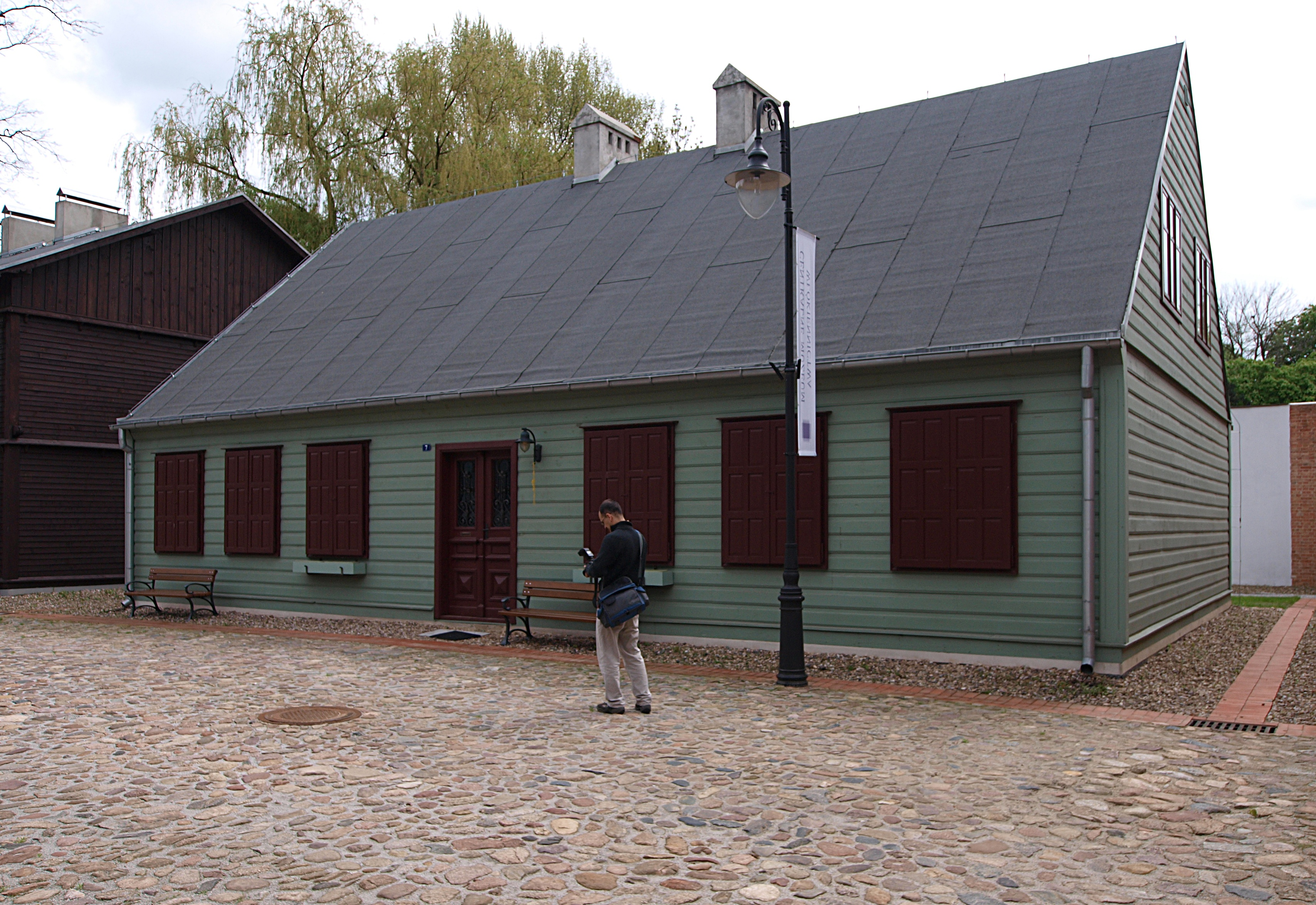
Muzeum Papieru i Druku
w „Domu Papiernika”
przy ul. Piotrkowskiej 282
(maj 2010)

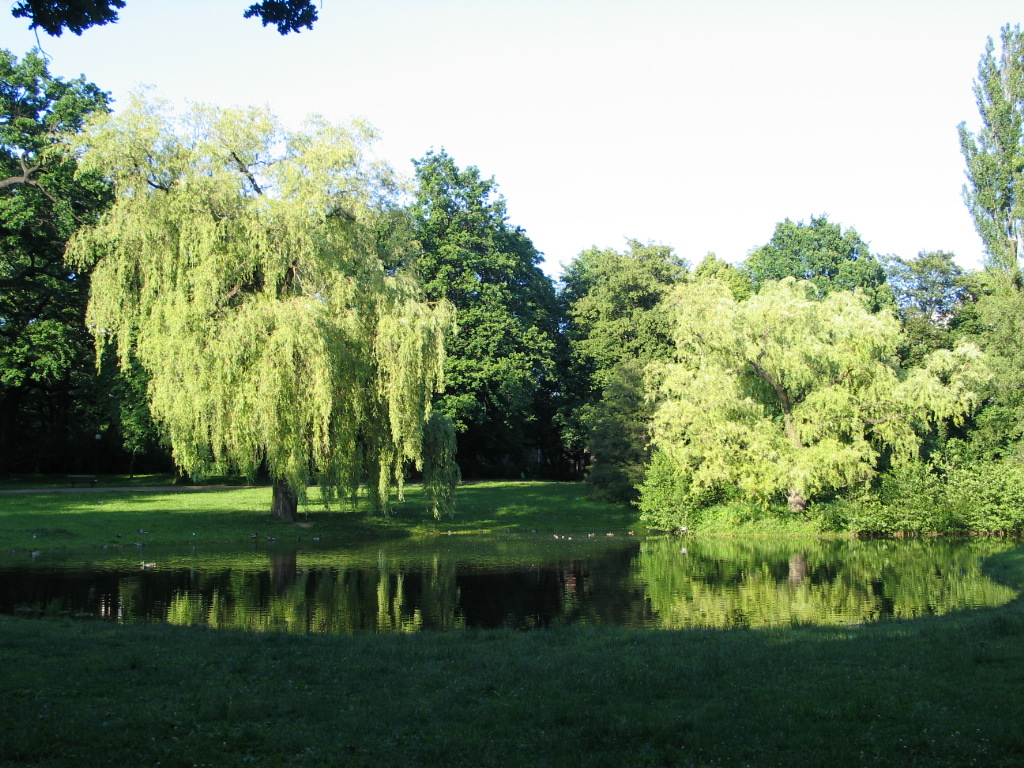
Park Źródliska
(czerwiec 2006)

- (S)  otwarcie (6 stycznia) największego w Polsce klubu bilardowego w budynku dawnej restauracji „Kaskada” przy ul. Narutowicza; na powierzchni 600 m² ustawiono 18 stołów do poola oraz dwa do snookera;
- (D)  przejście nad Łodzią (18–19 stycznia) huraganu „Kyrill”. Późnym wieczorem i w nocy silny wiatr łamał konary drzew, przewracał latarnie uliczne, zrywał dachy i wyrywał okna. Huraganowi towarzyszyła burza. W kulminacyjnym momencie porywy wiatru przekraczały prędkość 130 km/h;
- (E)   (K)  otwarcie Muzeum Fabryki (26 stycznia) w Centrum Manufaktura; prezentuje ono historię kompleksu fabrycznego Izraela Poznańskiego; twórcą projektu był Mirosław Nizio, współautor Muzeum Powstania Warszawskiego;
- (S)  Międzynarodowy Mityng Skoku Wzwyż Łódź 2007 (31 stycznia) w hali Parkowej przy ul. Małachowskiego; zwyciężył Ukrainiec Jurij Krymarenko (2,30) przed Czechem Tomášem Janků (2,27) oraz Polakiem Michałem Bieńkiem (2,27);
- (Z)  ustanowienie (1 kwietnia) parku Piastowskiego, położonego na osiedlu Teofilów-Wielkopolska w zachodniej części Bałut przy ul. Wici (powierzchnia ok. 4,4 ha); wcześniej zieleniec pozostawał pod nadzorem Spółdzielni Mieszkaniowej „Rogatka”[19];
- (S)  4. edycja łódzkiego maratonu (13 maja); zwyciężyli reprezentant Polski Artur Osman (z wynikiem 2:20:31) oraz Ukrainka Julija Soroka (3:07:24);
- (S)  zdobycie (10 czerwca) przez piłkarzy wodnych Łódzkiego Sportowego Towarzystwa Waterpolowego ósmego mistrzostwa Polski w piłce wodnej mężczyzn;
- (S)  zdobycie (16 czerwca) przez rugbystów „Budowlanych” Łódź trzeciego mistrzostwa Polski w rugby; w decydującym meczu na stadionie Budowlanych przy ul. Górniczej łodzianie pokonali zespół Arki Gdynia 18:13 (18:3);
- (S)  Mistrzostwa Europy Strongman (23 czerwca) na stadionie „Budowlanych”; zwyciężył, po raz czwarty w karierze, Mariusz Pudzianowski;
- (T)  rozpoczęcie (7 lipca) I etapu realizacji projektu „Łódzki Tramwaj Regionalny” – trasy o długości 16 km przebiegającej od Chocianowic do Helenówka (oddana do użytku 1 lipca 2008);
- (Ś)   (W)  internauci oraz czytelnicy „Expressu Ilustrowanego” wybrali (26 lipca) siedem cudów Łodzi, czyli najważniejszych budowli miasta: pałac Poznańskiego, Manufakturę, Księży Młyn, kaplicę Scheiblera, cerkiew Aleksandra Newskiego, zbiornik wody na Stokach oraz beczki Grohmana;
- (T)   (U)  podpisanie przez władze miasta (2 sierpnia) umowy z PKP w sprawie realizacji projektu Nowego Centrum Łodzi (uchwała Rady Miejskiej w sprawie realizacji programu NCŁ 28 sierpnia 2007 r.); w ramach budowy NCŁ dworzec Łódź Fabryczna został począwszy od 2011 r. przebudowany, umożliwiając m.in. obsługę kolei dużych prędkości;
- (S)  zdobycie (20 sierpnia) trzech medali przez łódzkich żeglarzy w mistrzostwach świata w windsurfingu w Tallinnie; dwa zdobyła Agnieszka Pietrasik (AZS Łódź) – brązowy w gronie seniorek i złoty w kategorii młodzieżowej do lat 20; w kategorii młodzieżowej mężczyzn brązowy medal przypadł Michałowi Pietrasikowi (także AZS Łódź);
- (S)  zdobycie (2 września) przez Daniela Dąbrowskiego (AZS Łódź) brązowego medalu w sztafecie 4 × 400 m podczas lekkoatletycznych mistrzostw świata w Osace;
- (W)  zdobycie (15 września) przez 23-letnią łodziankę Barbarę Tatarę tytułu Miss Polonia 2007; gala finałowa konkursu odbyła się w warszawskiej Sali Kongresowej;
- (S)  mecz towarzyski (17 października) piłkarskiej reprezentacji Polski z Węgrami na stadionie Widzewa; Polacy przegrali 0:1 (0:0); był to szósty w historii występ piłkarskiej reprezentacji narodowej seniorów na stadionie przy al. Piłsudskiego, a szesnasty w Łodzi;
- (N)  otwarcie (26 października) Łódzkiego Inkubatora Technologicznego, będącego częścią Łódzkiego Regionalnego Parku Naukowo-Technologicznego przy ul. Dubois 114/116;
- (S)  II Mistrzostwa Świata w Karate Fudōkan (26–28 października) w hali MOSiR z udziałem ok. 1000 zawodników z 39 reprezentacji z całego świata;
- (H)   (W)  Centrum Manufaktura laureatem (w październiku) światowej edycji konkursu Urban Land Institute (ULI) Global Awards for Excellence 2007 (międzynarodowej organizacji skupiającej specjalistów w zakresie rozwoju miast, budownictwa i inwestycji deweloperskich); to jedno z najbardziej prestiżowych wyróżnień przyznawanych w budownictwie; jury brało pod uwagę dopasowanie do otoczenia, jakość zagospodarowania przestrzeni i tworzenie przestrzeni publicznej; po raz pierwszy ULI nagrodziło Manufakturę w czerwcu 2007 r., która wówczas zwyciężyła w kategorii najlepszych projektów europejskich; centrum handlowo-rozrywkowe z Łodzi było także laureatem wielu innych plebiscytów, m.in. zwyciężyło w konkursie CEE Real Estate Quality Awards 2006 (w lutym 2007 r.) dla najlepszego obiektu związanego z handlem i rekreacją w Europie Środkowo-Wschodniej, w konkursie (w marcu 2007 r.) ICSC Solal Marketing Awards (w kategoriach „Grand Opening” i „Fashion Week”), organizowanym przez Międzynarodową Radę Centrów Handlowych (International Council of Shopping Centers) oraz w konkursie miesięcznika CiJ Journal (w kategoriach: najlepsze centrum handlowe i najlepszy projekt budownictwa ogólnego)[45][46]; walory turystyczne Manufaktury doceniła Polska Organizacja Turystyczna, która przyznała jej tytuł Polskiego Produktu Turystycznego 2006 Roku (w 2010 r. POT przyznała także Złoty Certyfikat dla Najlepszego Produktu Turystycznego Roku);
- (P)  dwaj łodzianie zostali (16 listopada) ministrami w nowo powołanym rządzie z premierem Donaldem Tuskiem na czele; fotel ministra sportu objął Mirosław Drzewiecki, a ministra infrastruktury – Cezary Grabarczyk[47];
- (T)   (U)  otwarcie (16 listopada) nowej czteropasmowej arterii, biegnącej od ul. Tomaszowskiej do zakładów Della; nową trasę nazwano aleją Ofiar Terroryzmu 11 Września; prace kosztowały 54 mln zł i zostały w całości pokryte z miejskiej kasy; w następnych latach wybudowano kolejny fragment ulicy, od fabryki do ul. Rokicińskiej;
- (E)   (N)  otwarcie (19 listopada), przy Instytucie Papiernictwa i Poligrafii Politechniki Łódzkiej, Muzeum Papieru i Druku; to druga tego typu placówka w Polsce;
- (G)  uruchomienie (20 listopada) produkcji w fabryce Della, wybudowanej kosztem 200 mln euro, najnowocześniejszej w strukturach koncernu[48];
- (T)  powstanie (20 listopada), przy szpitalu im. M. Kopernika, pierwszego w regionie łódzkim w pełni profesjonalnego lądowiska dla medycznych śmigłowców ratunkowych;
- mecenas Joanna Agacka-Indecka została wybrana (24 listopada) prezesem Naczelnej Rady Adwokackiej na Krajowym Zjeździe Adwokatury w Warszawie;
- (S)  zdobycie (15 grudnia) przez Aleksandrę Urbańczyk srebrnego medalu w wyścigu na 100 m stylem zmiennym, podczas mistrzostw Europy na krótkim basenie w Debreczynie;
- (W)   (Z)  park Źródliska został uznany (20 grudnia) najpiękniejszym parkiem w Polsce i piątym pod względem urody w Europie w konkursie organizowanym przez firmę ogrodniczą Briggs&Stratton;
- (Ś)   (W)  Łodzianinem Roku 2007 został Krzysztof Candrowicz.

### 2008

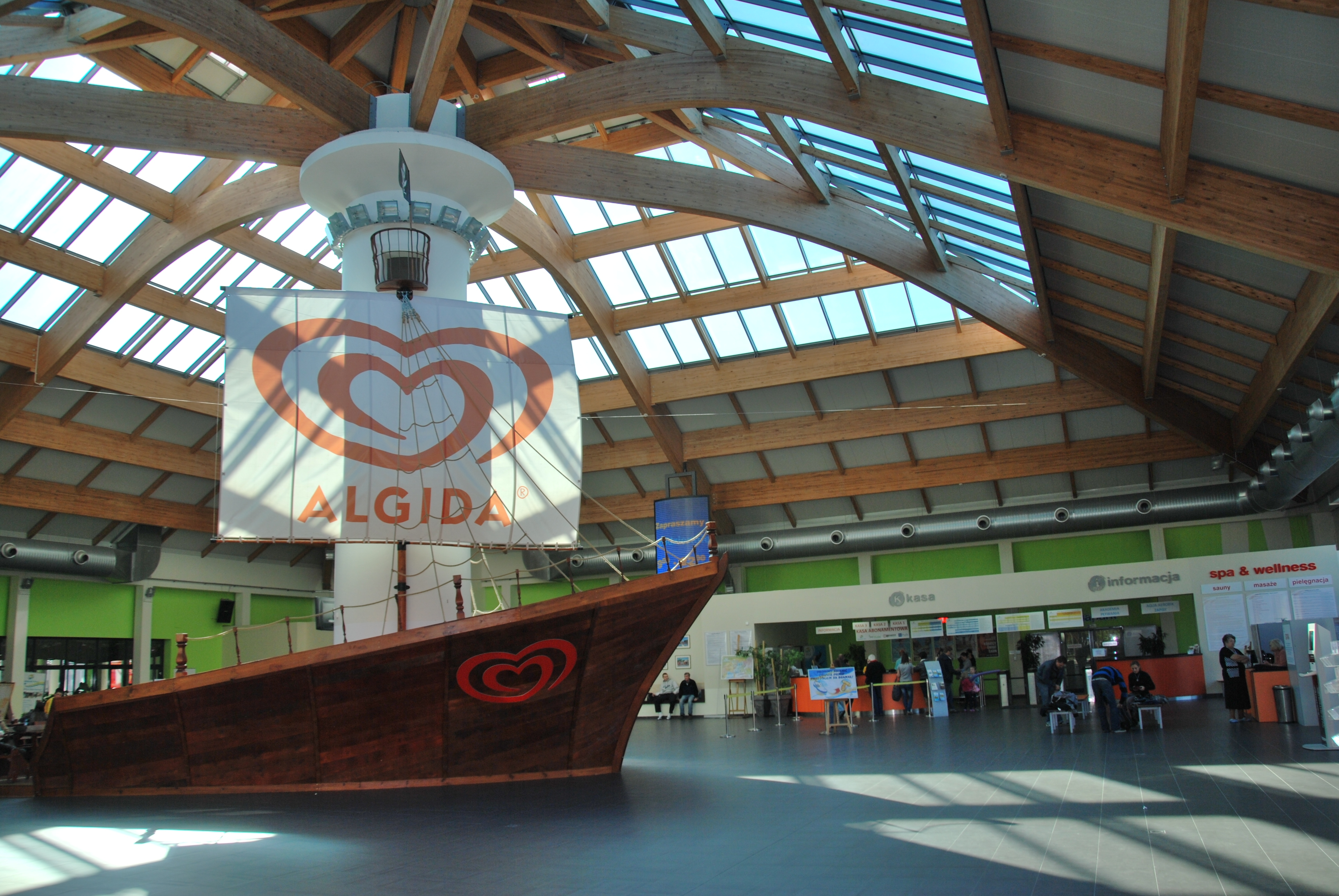
Wnętrze „Aquaparku Łódź – Fala” (październik 2011)

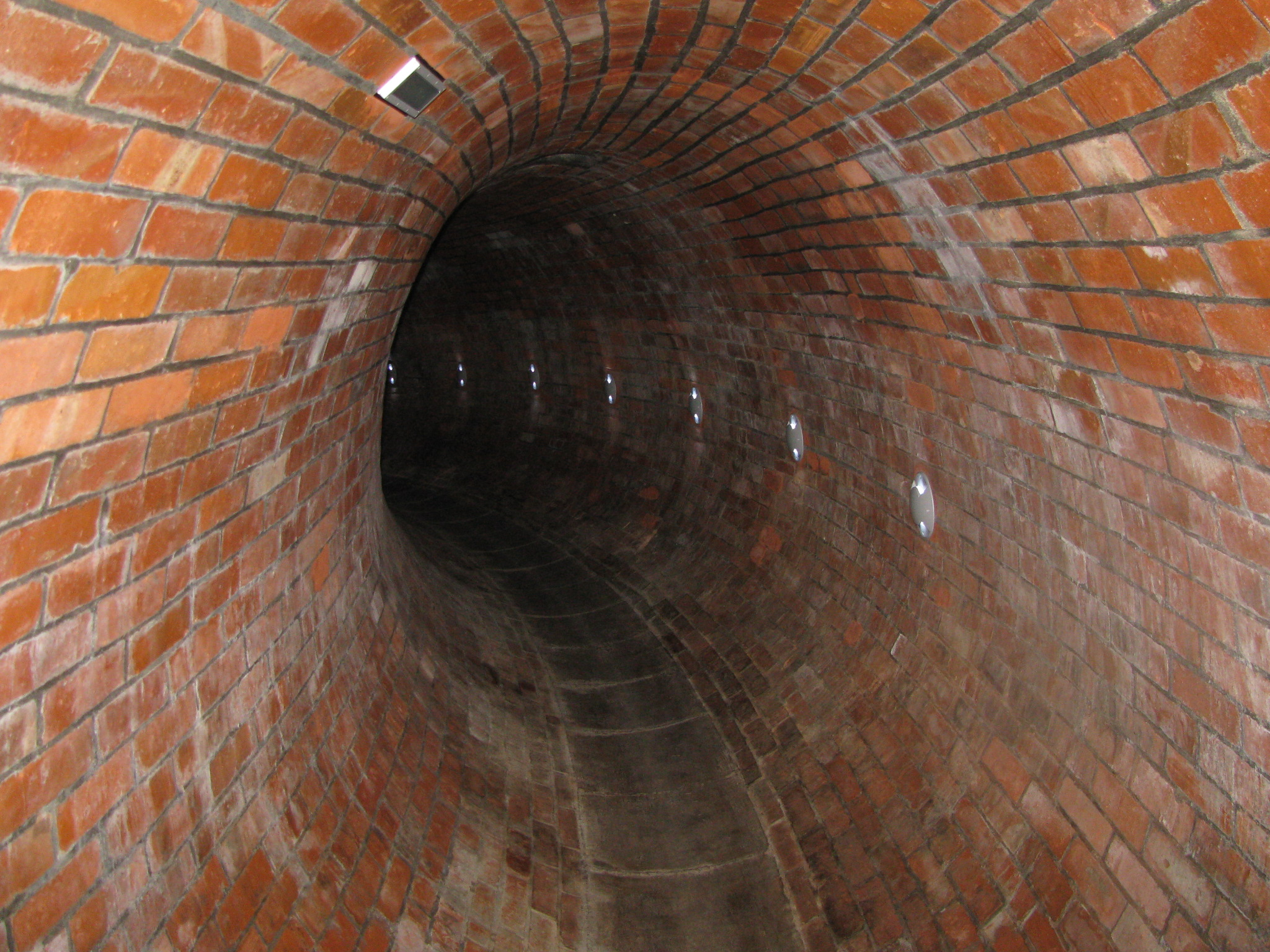
Muzeum Kanału „Dętka” (wrzesień 2008)

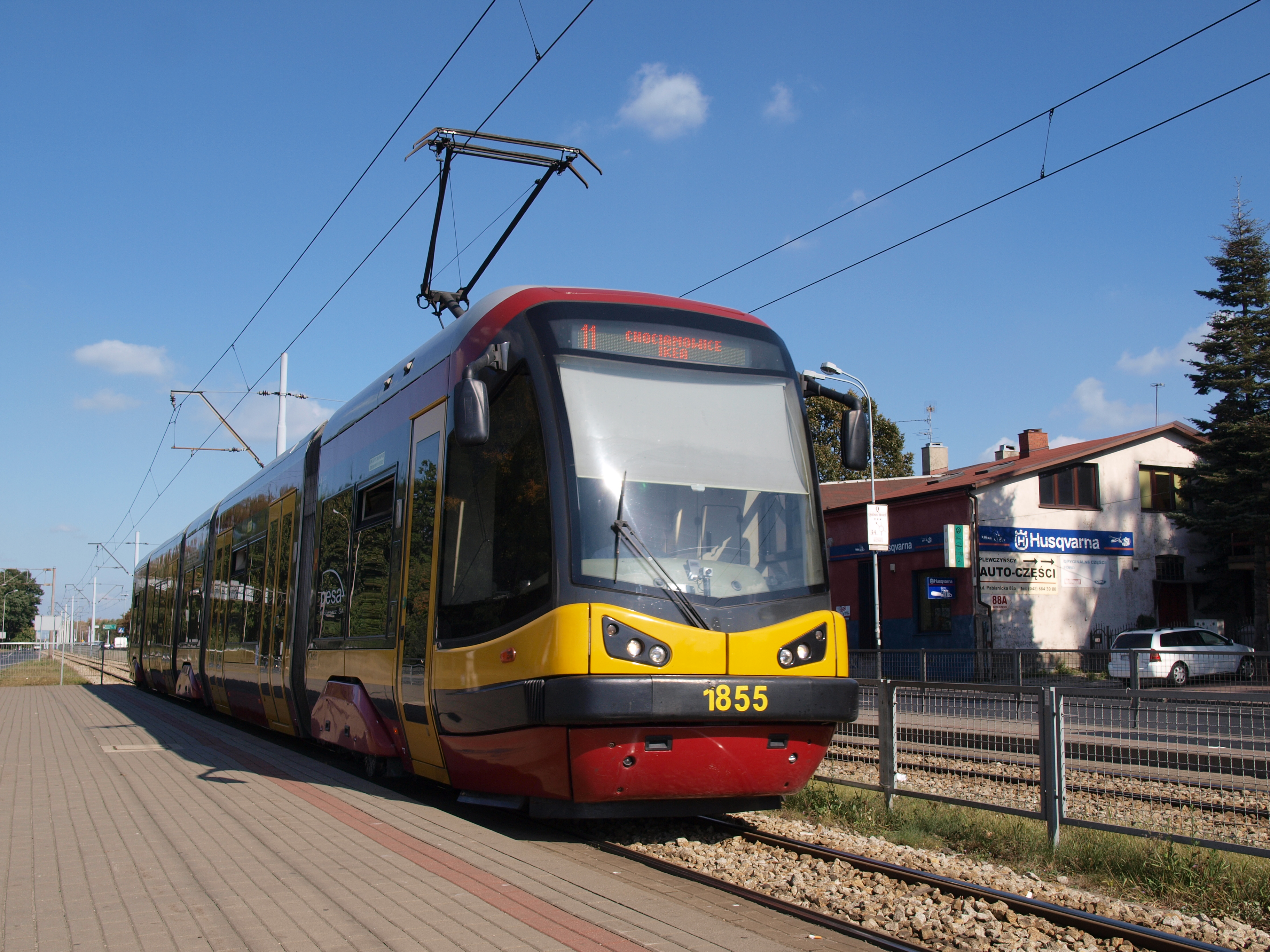
Tramwaj Pesa 122N
na przystanku Łódzkiego Tramwaju Regionalnego (wrzesień 2011)

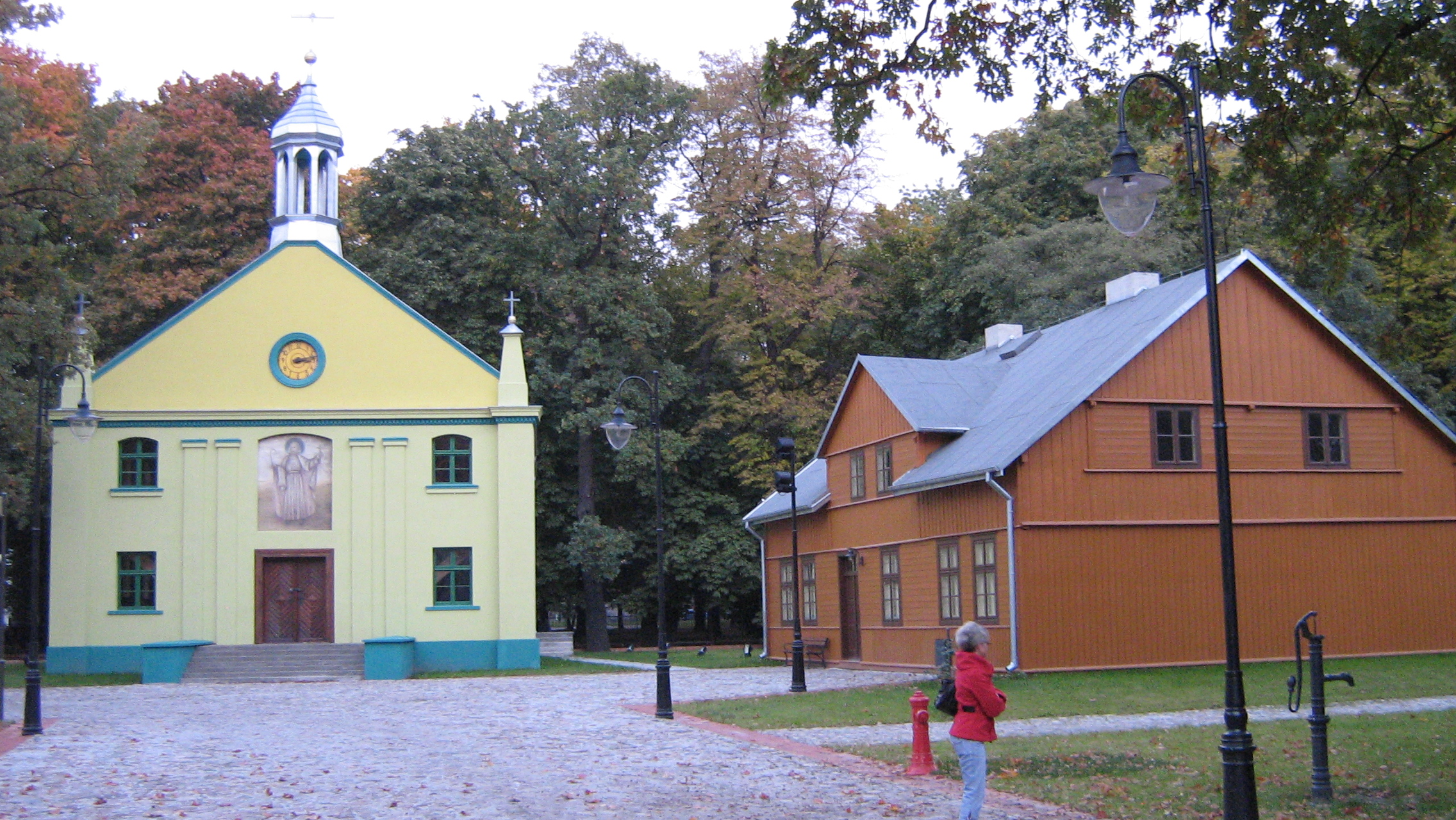
Skansen Łódzkiej Architektury Drewnianej (październik 2008)

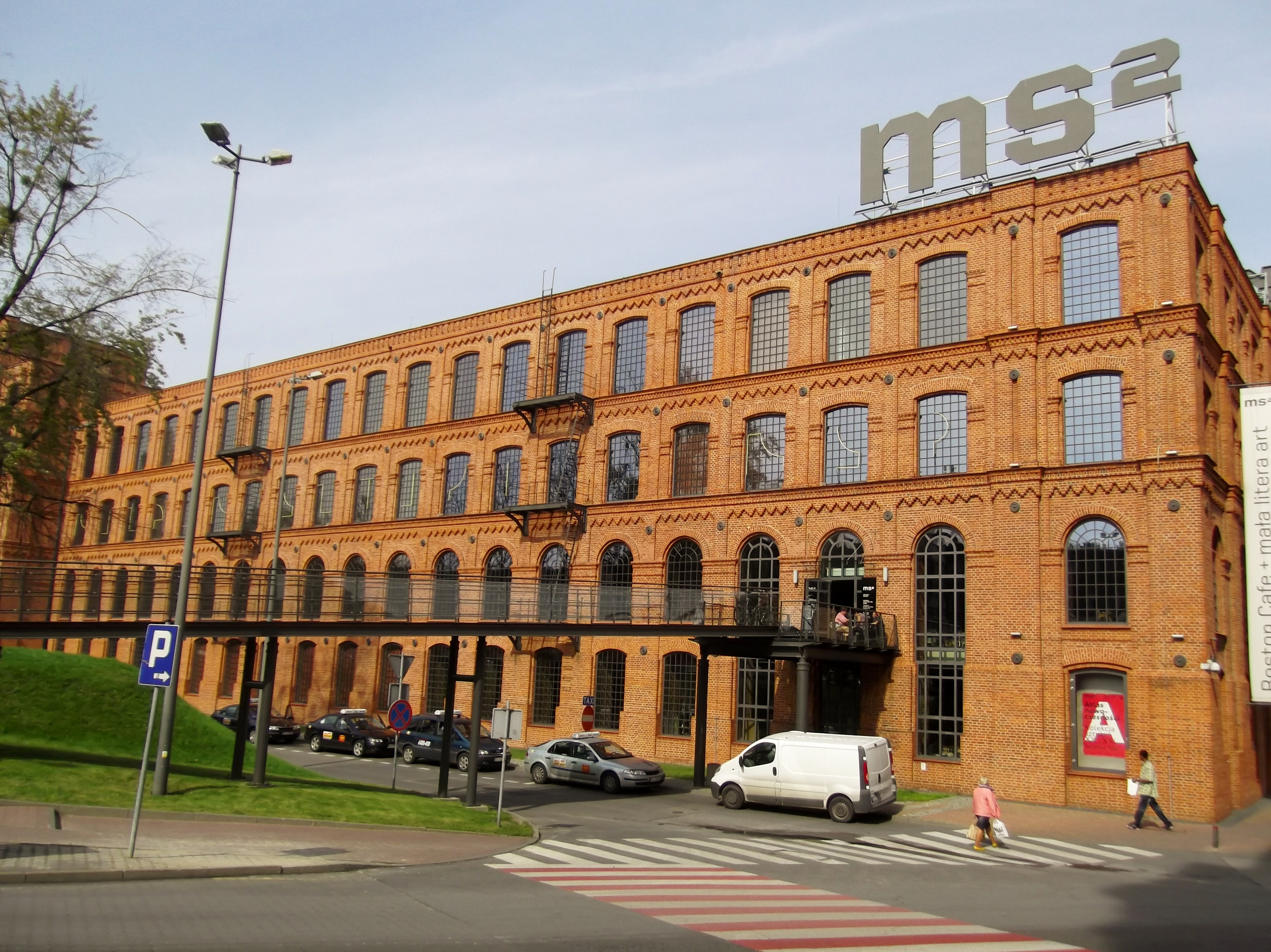
Oddział Muzeum Sztuki – ms² (wrzesień 2014)

- (S)  zdobycie (6 stycznia) przez Marzenę Wasiuk („Primus” Łódź) złotego medalu w przełajowych mistrzostwach Polski w Złotym Potoku k. Częstochowy;
- (U)  otwarcie (16 stycznia) hotelu „Campanile” przy al. Piłsudskiego 27; w sześciopiętrowym budynku znalazły się 104 dwuosobowe, klimatyzowane pokoje; do dyspozycji gości oddano też trzy sale konferencyjne, restaurację na 80 osób oraz bar; to ósmy w Polsce obiekt tej sieci;
- (S)   (U)  oddanie do użytku (31 stycznia) „Aquaparku Łódź – Fala” przy al. Unii Lubelskiej 4; kompleks basenów na Zdrowiu powstał w miejscu zamkniętego w 1992 r. kąpieliska „Fala”; teren obiektu ma około 10 ha powierzchni, z czego około 2,5 tys. m² stanowi lustro wody;
- (S)  II Międzynarodowy Mityng Skoku Wzwyż Pedro’s Cup Łodź 2008 (9 lutego) w hali Parkowej przy ul. Małachowskiego; zwyciężył Polak Michał Bieniek (2,26) przed Czechem Svatoslavem Tonem (2,24) oraz Finem Oskarim Frösénem (2,24);
- (W)  zrealizowany w łódzkim Se-ma-forze Piotruś i wilk otrzymał (25 lutego) Oscara jako najlepszy krótkometrażowy film animowany;
- (M)   (N)  otwarcie (w marcu) przy Placu Wolności 2 Muzeum Farmacji im. prof. Jana Muszyńskiego; siedzibą muzeum jest mieszczańska kamienica, w której od 1840 r. działa nieprzerwanie do dziś pierwsza łódzka apteka; w odtworzonych pomieszczeniach z przełomu XIX i XX w. zgromadzono ponad 3 tys. eksponatów, m.in. zabytkowe meble, kolekcję wag aptecznych oraz moździerzy żeliwnych i porcelanowych, naczynia do przechowywania środków leczniczych i przyrządy do wytwarzania różnych postaci leków;
- (S)  turniej finałowy Ligi Mistrzów w piłce siatkowej mężczyzn (29–30 marca) w hali sportowej MOSiR, z udziałem „Skry” Bełchatów, „Dynama” Kazań, „Copra Berni” Piacenza oraz „Sisley” Treviso; mistrzowie Polski w meczu o brązowy medal pokonali włoskie „Sisley” Treviso 3:2 i zajęli trzecie miejsce;
- (D)  zmarł (9 kwietnia) Andrzej Ostoja-Owsiany, pierwszy niekomunistyczny przewodniczący Rady Miejskiej w Łodzi w latach 1990–1994, poseł na Sejm II kadencji, senator RP IV kadencji; miał 77 lat; został pochowany na Starym Cmentarzu w Łodzi;
- otwarcie (1 maja) pod pl. Wolności pierwszego w Polsce Muzeum Kanału „Dętka”, które nazwę zawdzięcza owalnemu kształtowi. Oprócz zabytkowych wnętrz można w nim oglądać wystawę archiwalnych fotografii, dokumentów i przedmiotów związanych z budową łódzkich kanałów i wodociągów;
- wmurowanie (16 maja) obelisku (obok budynku dawnego ratusza) upamiętniającego 185. urodziny ul. Piotrkowskiej – pierwotnie tworzyło go 185 metalowych płytek o grubości 1 cm; zaplanowano, że obelisk ma co roku przyrastać o jeden centymetr dzięki dokładaniu kolejnych płytek;
- (S)  5. edycja łódzkiego maratonu (18 maja); zwyciężyli Kenijczyk Richard Rotich (z wynikiem 2:21:14) oraz reprezentantka Polski Arleta Meloch (2:47:24);
- (K)  koncert Królewskiej Orkiestry Filharmonicznej (5 czerwca) w Filharmonii Łódzkiej; to trzeci występ zespołu w Polsce (wcześniej w 1999 r. we Wrocławiu oraz w 2001 r. w Poznaniu);
- (T)   (U)  oddanie do użytku (13 czerwca) drogi rowerowej wzdłuż al. Jana Pawła II i al. Włókniarzy; trasa licząca ok. 11 km połączyła Górną na południu z Radogoszczem na północy miasta; koszt inwestycji to 12 mln zł, w tym dotacja Unii Europejskiej w wysokości 75%;
- (S)  zdobycie przez piłkarzy Grembach-Piórkowscy Zgierz (obecnie Grembach Łódź) pierwszego mistrzostwa Polski w piłce nożnej plażowej (kolejne w latach 2009, 2011–2013 i 2015–2016);
- (T)  oddanie do użytku (1 lipca) łódzkiego odcinka projektowanej trasy Łódzkiego Tramwaju Regionalnego; pierwszy dzień kursowania niskopodłogowych, pięcioczłonowych wagonów Pesa Tramicus 122N na trasie zajezdnia Helenówek – Chocianowice; łącznie MPK – Łódź zakupiło 10 pojazdów tego typu;
- (S)  zdobycie (27 lipca) przez Filipa Kubiatowicza złotego medalu mistrzostw świata w futbolu stołowym w Wiedniu (zwanym popularnie piłkarzykami lub trambambulą); 24-letni łodzianin tytuł wywalczył w kategorii single semi-pro;
- (R)  pierwsze poza kościołem publiczne odmówienie (28 września) na ulicach Koronki do Miłosierdzia Bożego z inicjatywy grupy wiernych „Iskra Bożego Miłosierdzia”, działającej w łódzkiej parafii Najświętszego Imienia Jezus; modlitwę odmówiono przy 111 łódzkich skrzyżowaniach; w kolejnych latach zwyczaj rozprzestrzenił się do wielu miast na wszystkich kontynentach[49];
- otwarcie (29 września) skansenu łódzkiej architektury drewnianej przy Centralnym Muzeum Włókiennictwa. Na terenie skansenu znalazły się: modrzewiowy kościółek z Nowosolnej, willa letniskowa z Rudy Pabianickiej oraz pięć domów rzemieślników;
- (E)   (S)  rozpoczęcie działalności (1 października) Wyższej Szkoły Sportowej im. Kazimierza Górskiego przy ul. Milionowej 12; to pierwsza uczelnia w Łodzi, kształcąca nauczycieli wychowania fizycznego, instruktorów, trenerów i animatorów sportu;
- (S)  otwarcie (15 października) w parku im. księcia Józefa Poniatowskiego (w północno-wschodniej jego części) toru do dirt jumpingu; koncepcję toru opracowało łódzkie stowarzyszenie Alternatywa BMX;
- (L)  III Światowe Spotkanie Łodzian (w październiku);
- (H)  wmurowanie (5 listopada) u zbiegu ulic Pabianickiej i Chocianowickiej kamienia węgielnego pod budowę centrum handlowego Port Łódź, z największym w Polsce salonem IKEA;
- (D)  zmarł (11 listopada) Ludwik Sobolewski, prezes Widzewa Łódź w latach 1978–1987 oraz 1989–93; na okres jego pracy w Widzewie przypadły największe sukcesy klubu, który awansował wówczas do ekstraklasy, a następnie zdobył 2-krotnie mistrzostwo Polski oraz awansował do półfinału Pucharu Europy Mistrzów Krajowych w 1983 r.; L. Sobolewski został pochowany w katolickiej części cmentarza „Zarzew” w Łodzi;
- (K)  otwarcie (20 listopada) w budynku przędzalni byłych zakładów Izraela Poznańskiego oddziału Muzeum Sztuki – ms²; na otwarciu pojawili się m.in. minister kultury – Bogdan Zdrojewski, animator kultury, twórca festiwalu w Edynburgu – Richard Demarco, były tenisista, kolekcjoner sztuki – Wojciech Fibak oraz artyści – Magdalena Abakanowicz i Roman Opałka;
- (D)   (K)  zmarł (20 listopada) Jan Machulski, aktor filmowy, teatralny i telewizyjny, reżyser i pedagog; od 12 listopada 2008 Honorowy Obywatel Miasta Łodzi;
- (S)  zdobycie (23 listopada) przez Martę Dąbrowską („Harasuto” Łódź) złotego medalu mistrzostw Europy karate shōtōkan (ESKA) seniorek w kumite drużynowym w Crawley;
- (Ś)   (W)  Łodzianką Roku 2008 została Jolanta Chełmińska.

### 2009

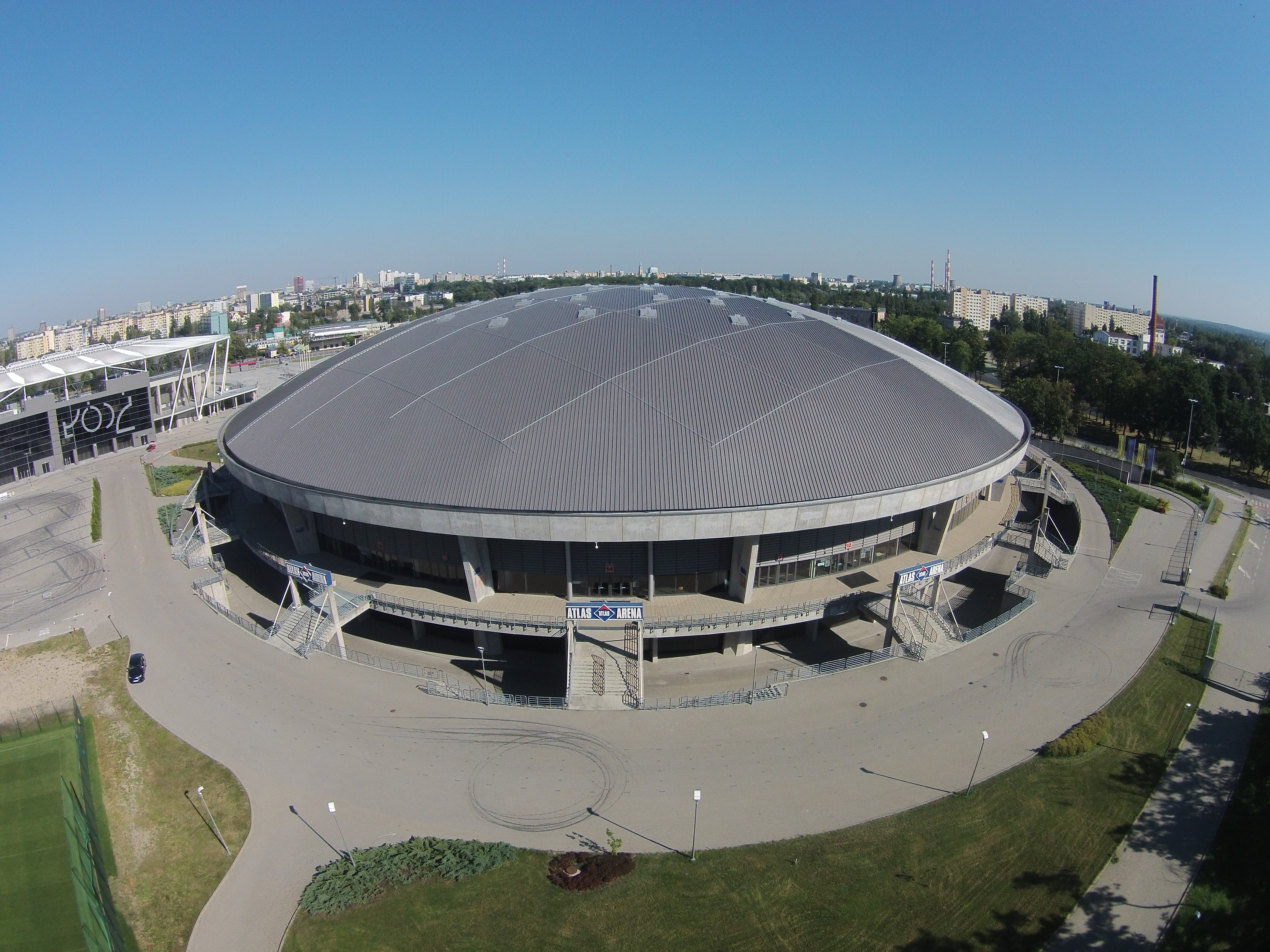
Hala widowiskowo-sportowa Atlas Arena (sierpień 2016)

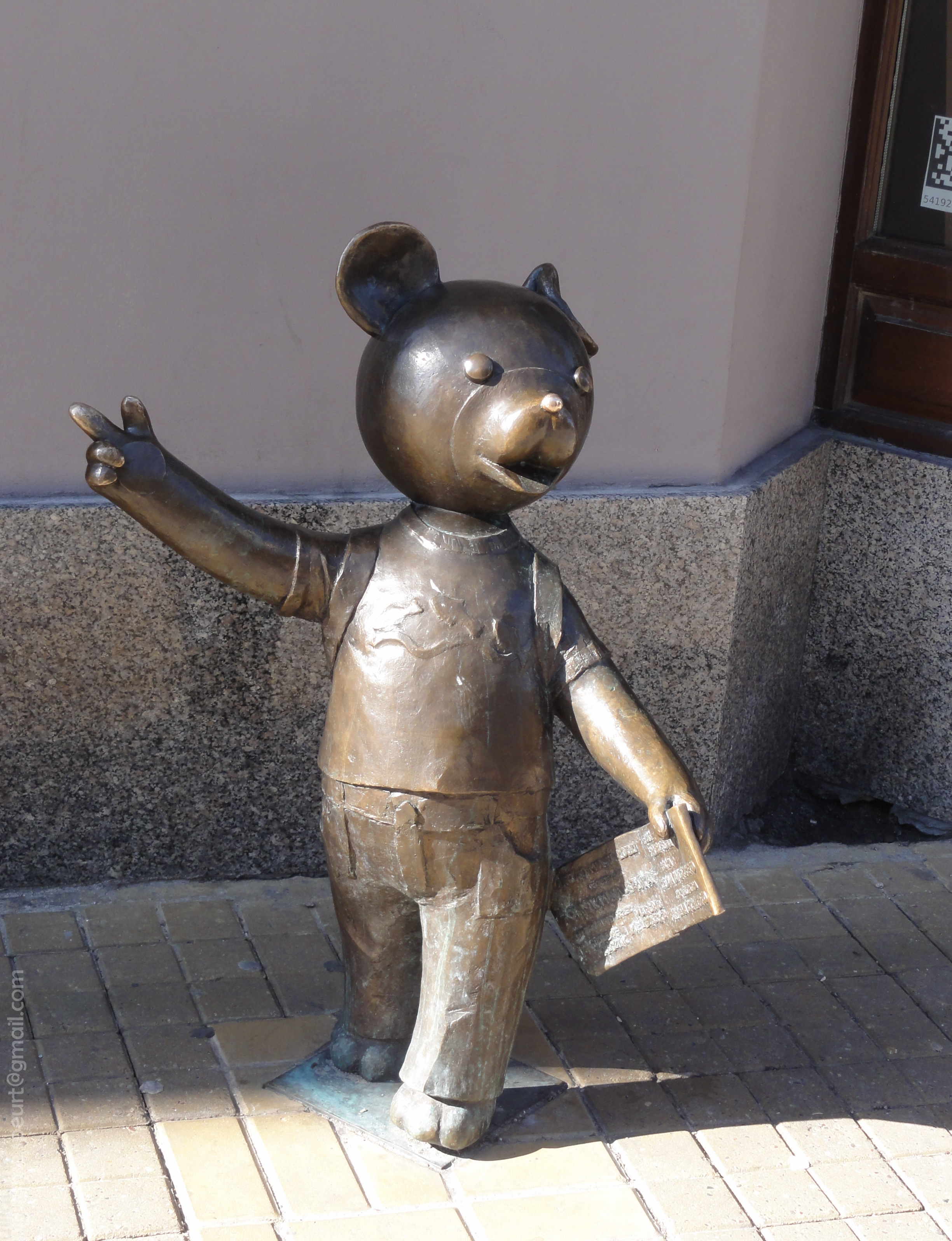
„Łódź Bajkowa” – pomnik Misia Uszatka (fot. Guillaume Speurt, marzec 2012)

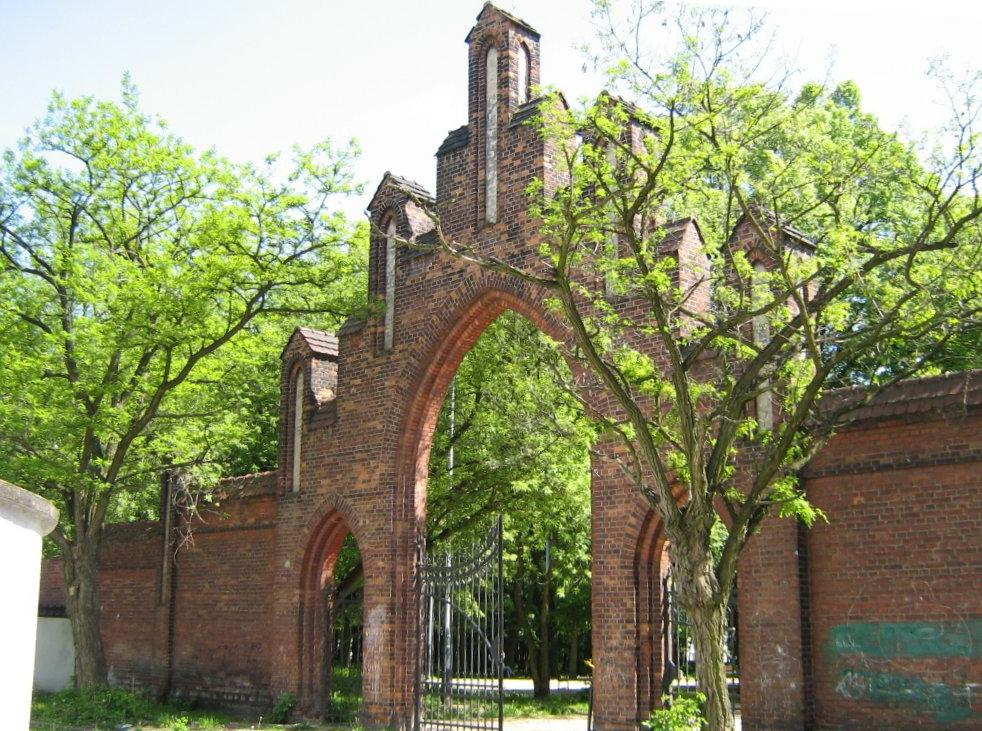
Zabytkowa brama w parku im. Tadeusza Rejtana
(maj 2006)

- (S)  6. edycja łódzkiego maratonu (17 maja); zwyciężyli reprezentanci Polski – Marcin Fehlau (z wynikiem 2:18:10) oraz Arleta Meloch (2:40:52);
- (Z)  ustanowienie (uchwałą nr LVIII/1104/09 Rady Miejskiej w Łodzi z dnia 27 maja 2009 r.) Zespołu Przyrodniczo-Krajobrazowego „Ruda Willowa”, o powierzchni 225,23 ha; celem ustanowienia zespołu była ochrona cennego krajobrazu naturalnego i kulturowego fragmentu doliny górnego odcinka Neru oraz przylegającego do niego kompleksu leśnego, ze względu na ich wartości estetyczne i widokowe;
- (K)  koncert Plácido Domingo w Teatrze Wielkim (8 czerwca), transmitowany dodatkowo na telebimie zainstalowanym przed teatrem na pl. Dąbrowskiego;
- (U)  otwarcie (15 czerwca) pierwszego w Łodzi czterogwiazdkowego hotelu „Andel’s” w gmachu dawnej przędzalni wzniesionej w 1877 r. przez fabrykanta Izraela Poznańskiego przy ul. Ogrodowej 17 (220 pokoi, 53 apartamenty, 7 sal konferencyjnych, sala balowa o powierzchni 1000 m², centrum „Wellness & Spa” z sauną, salą fitness, salą gimnastyczną i siłownią, przeszklony basen na najwyższej kondygnacji, restauracja „Delight” z 290 miejscami);
- (S)  zdobycie (21 czerwca) przez rugbystów „Budowlanych” Łódź czwartego mistrzostwa Polski w rugby; w decydującym meczu na stadionie w Gdyni łodzianie pokonali zespół Arki Gdynia 28:23 (16:10);
- (S)  zdobycie (21 czerwca) przez piłkarzy wodnych Łódzkiego Sportowego Towarzystwa Waterpolowego dziewiątego mistrzostwa Polski w piłce wodnej mężczyzn[50];
- (S)   (U)  oddanie do użytku (27 czerwca) hali sportowo-widowiskowej Atlas Arena przy al. ks. bpa Bandurskiego 7 na 10 400 widzów (z możliwością dostawienia 3000 miejsc na płycie), wybudowanej w latach 2006–2009 według projektu Jacka Kwiecińskiego i Tomasza Kosmy Kwiecińskiego (zespół ATJ Architekci);
- (S)  zdobycie (19 lipca) przez piłkarzy KP Piórkowscy Dmosin (obecnie Grembach Łódź) drugiego mistrzostwa Polski w piłce nożnej plażowej;
- (S)  zdobycie (21 sierpnia) przez Sylwestra Bednarka (RKS Łódź) brązowego medalu w skoku wzwyż podczas mistrzostw świata w lekkoatletyce w Berlinie; łodzianin 3. miejsce z wynikiem 2,32 m podzielił z Niemcem Raúlem Spankiem;
- (S)  Mistrzostwa Europy w Piłce Siatkowej Kobiet – mecze I i II fazy grupowej, półfinały, finał (25 września – 4 października) w Atlas Arenie przy al. ks. bpa Bandurskiego 7; w meczu finałowym siatkarki Włoch pokonały drużynę Holandii 3:0; trzecie miejsce wywalczyła reprezentacja Polski;
- (D)  zmarł (2 października) Marek Edelman, polski działacz polityczny i społeczny, lekarz kardiolog, ostatni przywódca powstania w getcie warszawskim, kawaler Orderu Orła Białego, Honorowy Obywatel Miasta Łodzi;
- (K)  odsłonięcie (24 października) pomnika Misia Uszatka przed kamienicą przy ul. Piotrkowskiej 87; był to pierwszy z serii pomników bajkowych postaci – bohaterów bajek Se-ma-fora;
- (S)  Gala Boksu Zawodowego „Polsat Boxing Night” (24 października) w Atlas Arenie przy al. ks. bpa Bandurskiego 7 – m.in. walka Tomasza Adamka i Andrzeja Gołoty (zwyciężył Tomasz Adamek w piątej rundzie przez techniczny nokaut);
- (K)  koncert norweskiego zespołu a-ha w Atlas Arenie (17 listopada) w ramach światowej trasy koncertowej promującej dziewiątą studyjną płytę zespołu, zatytułowaną Foot of the Mountain;
- (Z)  ustanowienie (uchwałą nr LXXII/1373/09 Rady Miejskiej w Łodzi z dnia 30 grudnia 2009 r.) parku gminnego im. Tadeusza Rejtana, położonego w rejonie ulic: Pięknej, Rejtana, Felsztyńskiego i al. Politechniki (powierzchnia 7,1 ha); teren zieleni będący przedmiotem uznania za park gminny pokryty jest drzewostanem o charakterze parkowym, powstały na terenie dawnego cmentarza ewangelicko-augsburskiego (założony w 1898 r.); na cmentarzu (po którym pamiątką jest zabytkowa neogotycka brama i domek ogrodnika cmentarnego usytuowany przy wejściu od ul. Felsztyńskiego) chowano zmarłych do lat 50. XX w. (w 1983 r. cmentarz zlikwidowano a szczątki pochowanych tam osób ekshumowano i przeniesiono na cmentarz przy ul. Sopockiej, przeniesiono tam również najcenniejsze nagrobki); 27 października 2004 r. decyzją Rady Miejskiej dwadzieścia pięć kwitnących okazów bluszczu z terenu parku uznanych zostało za pomnik przyrody[51];
- (Ś)   (W)  Łodzianinem Roku 2009 został prof. Jacek Moll.

### 2010

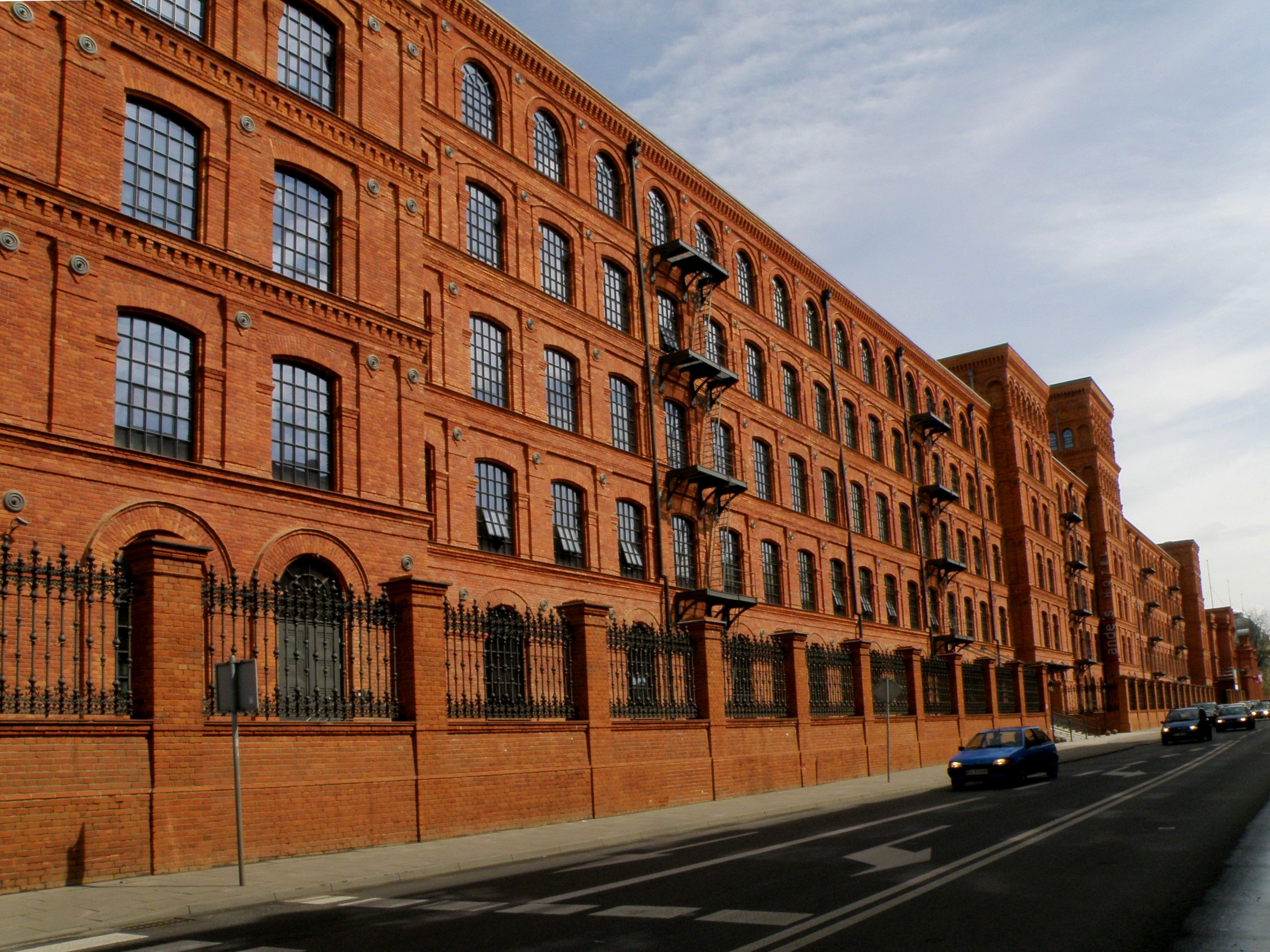
Hotel „Andel’s” (maj 2010)

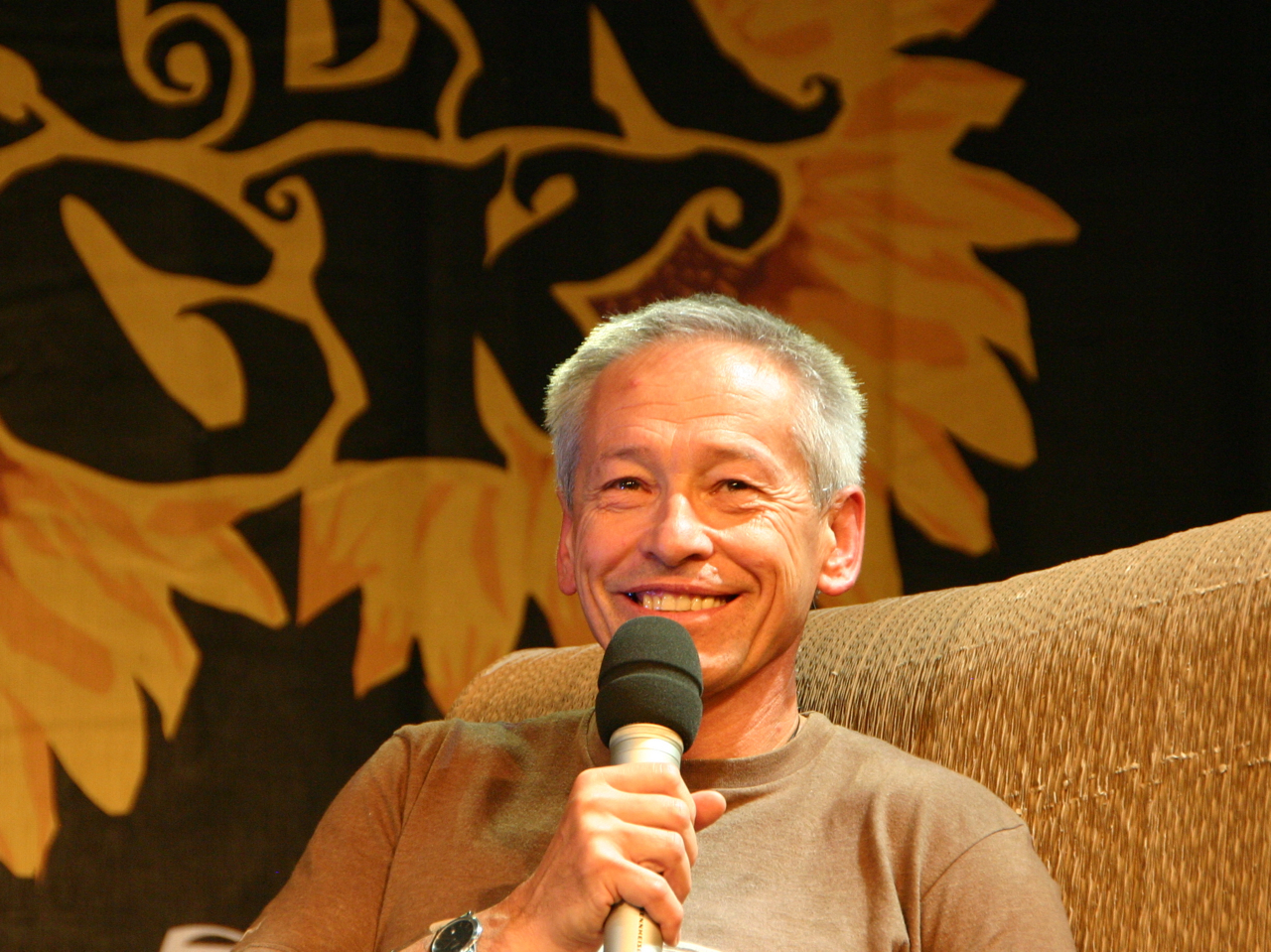
Piotr Pustelnik, zdobywca Korony Himalajów
(sierpień 2011)

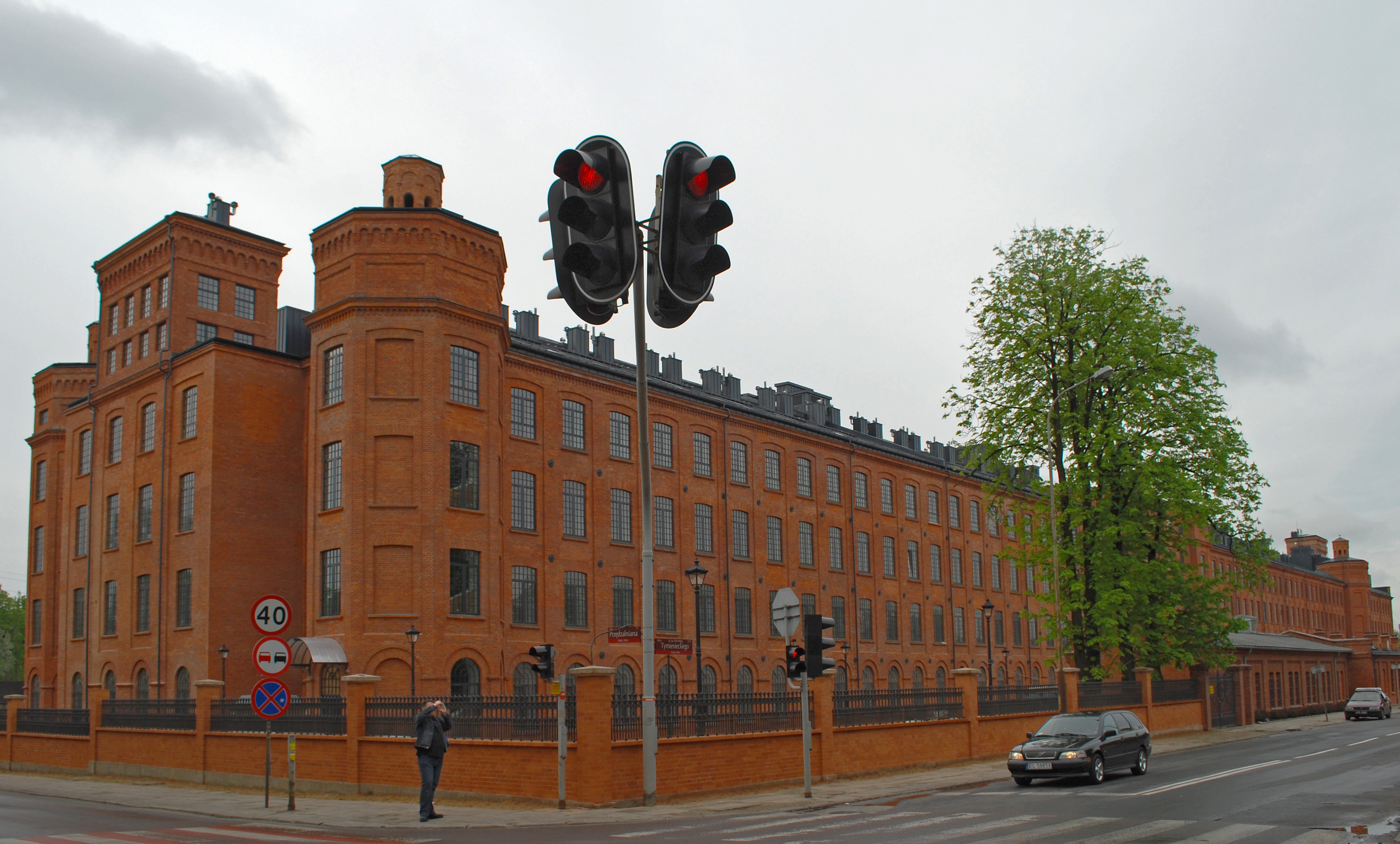
Dawna fabryka Karola Scheiblera na Księżym Młynie, obecnie zespół loftów
(maj 2010)

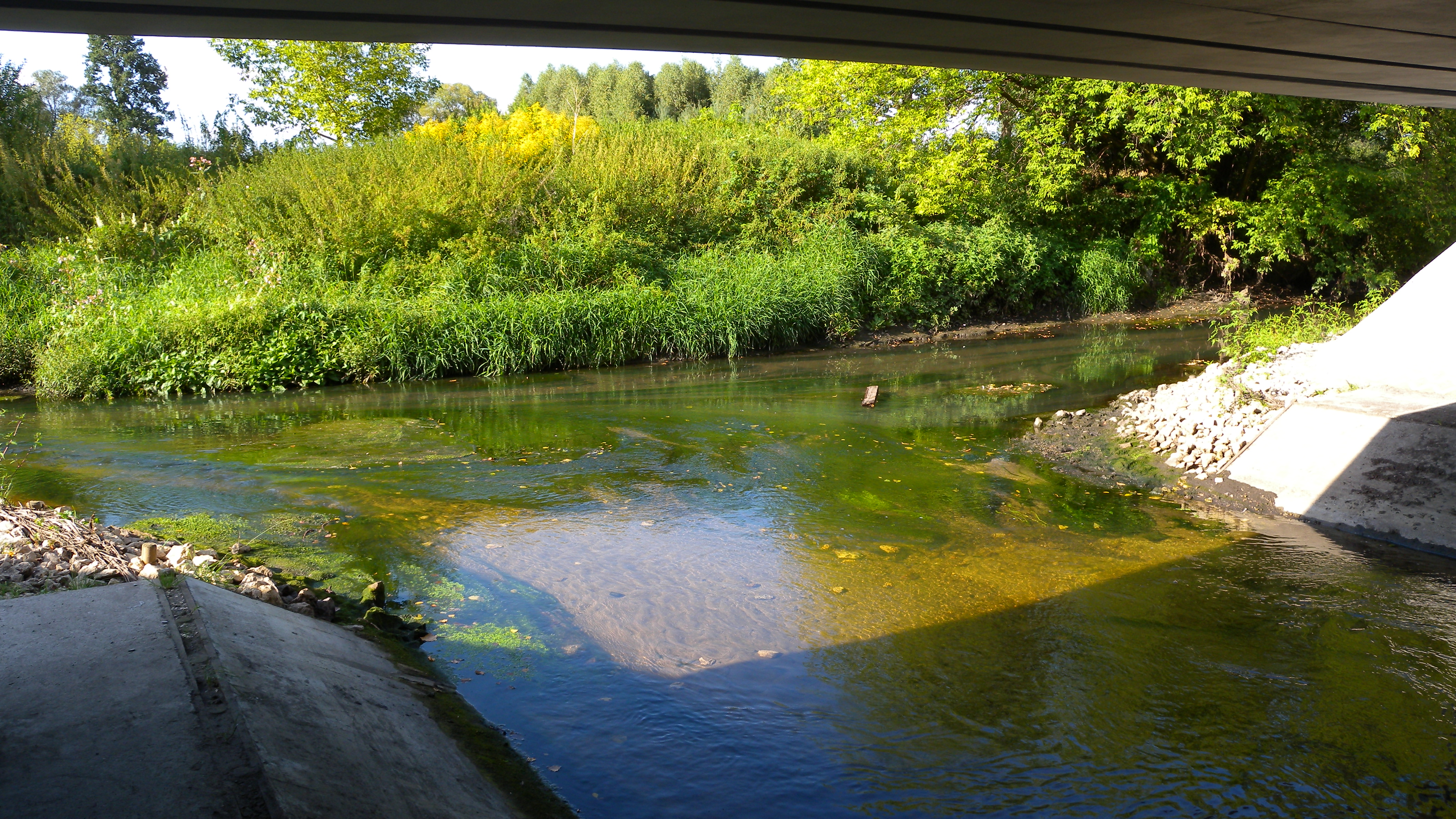
Ujście Dobrzynki w ZPK „Międzyrzecze Neru i Dobrzynki”
(sierpień 2009)

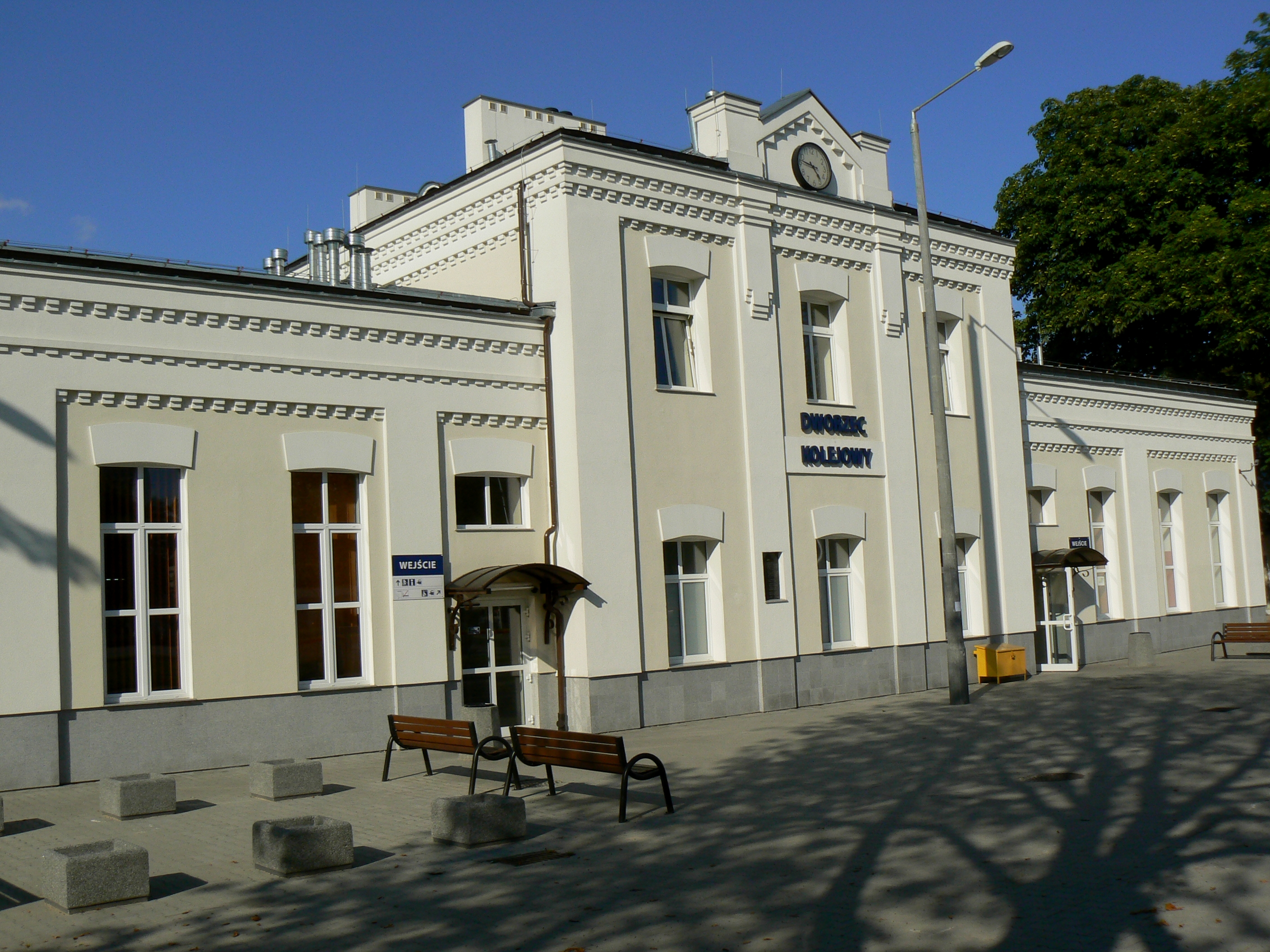
Zmodernizowany budynek dworca Łódź Widzew
(sierpień 2011)

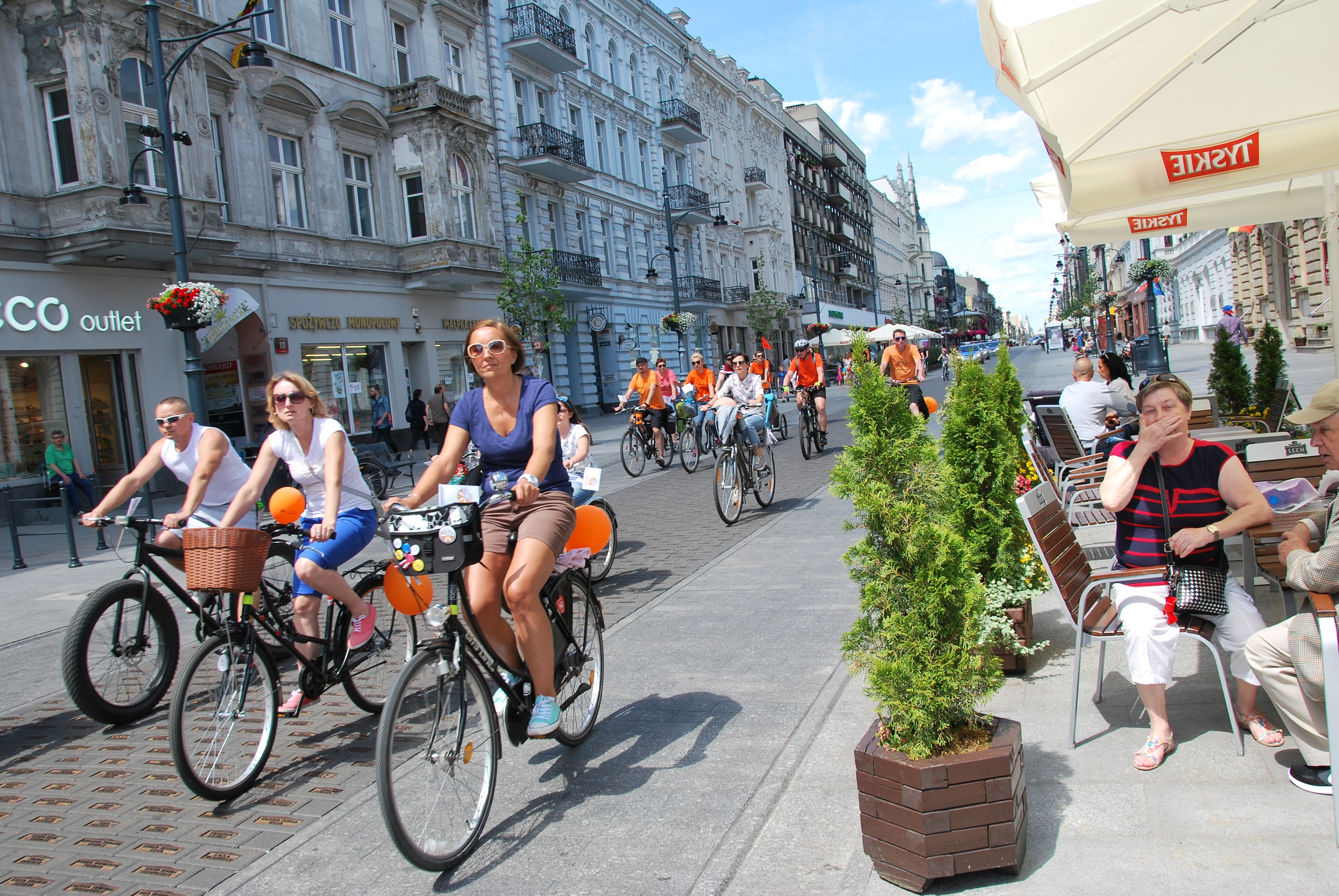
Odjazdowy Bibliotekarz w Łodzi

- (A)  odwołanie (17 stycznia) w referendum Jerzego Kropiwnickiego z funkcji prezydenta miasta;
- (A)  pełniącym funkcję prezydenta Łodzi został (2 lutego) Tomasz Sadzyński; funkcję pełnił do 29 listopada;
- (K)  koncerty (10–11 lutego) brytyjskiego zespołu Depeche Mode w Atlas Arenie;
- (W)  budynek hotelu „Andel’s” zwyciężył (5 marca) w plebiscycie na Bryłę Roku, w którym wybierano najpiękniejszy polski budynek 2009 roku;
- (U)  otwarcie (8 marca) trzygwiazdkowego hotelu „Borowiecki” przy ul. Marcina Kasprzaka 7/9, z 54 pokojami i dwoma apartamentami, trzema salami konferencyjnymi i trzema bankietowymi oraz restauracją na 100 osób; hotel powstał w rozbudowanym i zaadaptowanym dawnym budynku biurowym zlikwidowanej Handlowo-Usługowej Spółdzielni Pracy „Sermazbyt”; podczas otwarcia wstęgę przeciął Daniel Olbrychski – jako Karol Borowiecki z ekranizacji Ziemi obiecanej Władysława Reymonta[52];
- (K)  koncert (12 marca) niemieckiej grupy Rammstein w Atlas Arenie;
- (S)  zdobycie (14 marca) przez zawodnika Rudzkiego Klubu Sportowego Adama Kszczota brązowego medalu w biegu na 800 metrów podczas halowych mistrzostw świata w lekkoatletyce w Dosze;
- (Z)  ustanowienie (uchwałą nr LXXXII/1436/10 Rady Miejskiej w Łodzi z dnia 17 marca 2010 r.) parku Grabieński Las, położonego w rejonie ulic: Zadraż, Banachiewicza, Kotarbińskiego i Słodowej (powierzchnia 2,21 ha); teren zieleni będący przedmiotem uznania za park gminny pokryty jest drzewostanem o cechach półnaturalnych;
- (H)   (U)  oddanie do użytku (24 marca) hali targowej na Rynku Bałuckim[53];
- (S)  zdobycie (28 marca) przez siatkarki „Budowlanych” Łódź (beniaminka PlusLigi Kobiet) Pucharu Polski; w decydującym meczu w finale łodzianki pokonały aktualnego mistrza Polski – Muszyniankę Muszyna – 3:1 (25:20, 25:22, 22:25, 25:20); dzięki wygranej zespół wywalczył prawo gry w Lidze Mistrzyń;
- (L)   (R)  Marsz Pamięci (10 kwietnia) z placu Wolności do bazyliki archikatedralnej, gdzie odprawiona została msza święta w intencji ofiar katastrofy smoleńskiej, wśród których była też łodzianka – Joanna Agacka-Indecka, adwokat, prezes Naczelnej Rady Adwokackiej; w marszu wzięło udział kilka tysięcy łodzian;
- (Z)  ustanowienie (uchwałą nr LXXXIV/1479/10 Rady Miejskiej w Łodzi z dnia 14 kwietnia 2010 r.) parku Źródła Olechówki, położonego w rejonie ulic: Bolka Świdnickiego, Kazimierza Odnowiciela i al. Ofiar Terroryzmu 11 Września (powierzchnia 15,4 ha); teren zieleni będący przedmiotem uznania za park gminny stanowi źródłowy fragment doliny rzeki Olechówki i wraz z terenami przyległymi pokryty jest drzewostanem o cechach półnaturalnych;
- (S)  zdobycie (27 kwietnia) Annapurny przez łodzianina Piotra Pustelnika; tym samym stał się zdobywcą Korony Himalajów, czyli wszystkich 14 szczytów liczących powyżej 8000 m n.p.m.;
- (S)  turniej finałowy Ligi Mistrzów w piłce siatkowej mężczyzn (1–2 maja) w Atlas Arenie, z udziałem „Skry” Bełchatów, „Dinamo” Moskwa, „ACH Volley” Lublana oraz „BetClic” Trentino; mistrzowie Polski w meczu o brązowy medal pokonali słoweńskie „ACH Volley” Lublana 3:1 i zajęli trzecie miejsce;
- (U)  oddanie do użytku (18 maja) 421 loftów w starych murach fabryki Karola Scheiblera na Księżym Młynie;
- (K)  pierwsza edycja (8 maja) ogólnopolskiego rajdu rowerowego dla bibliotekarzy i miłośników książek Odjazdowy Bibliotekarz; akcję zainicjowała łódzka bibliotekarka Paulina Milewska z Fundacji Normalne Miasto – Fenomen[54];
- (S)  zdobycie (19 czerwca) przez rugbystów „Budowlanych” Łódź piątego mistrzostwa Polski w rugby; w decydującym meczu na stadionie Budowlanych przy ul. Górniczej łodzianie pokonali zespół Lechii Gdańsk 19:16 (5:3);
- (S)  zdobycie (19 czerwca) przez piłkarzy wodnych Łódzkiego Sportowego Towarzystwa Waterpolowego dziesiątego mistrzostwa Polski w piłce wodnej mężczyzn;
- (U)  rozpoczęcie prac (30 czerwca) przy rozbudowie i rewitalizacji kompleksu budynków zabytkowej elektrociepłowni EC1 Wschód przy ul. Targowej 1/3;
- (Z)  ustanowienie (uchwałą nr XCI/1599/10 Rady Miejskiej w Łodzi z dnia 7 lipca 2010 r.) Zespołu Przyrodniczo-Krajobrazowego „Sucha Dolina w Moskulach”, o powierzchni 161,888 ha; celem ustanowienia zespołu była ochrona cennego krajobrazu naturalnego i kulturowego doliny denudacyjnej, ze względu na jej walory widokowe i estetyczne;
- (Z)  ustanowienie (uchwałą nr XCI/1600/10 Rady Miejskiej w Łodzi z dnia 7 lipca 2010 r.) Zespołu Przyrodniczo-Krajobrazowego „Dolina Sokołówki”, o powierzchni 219,782 ha; celem ustanowienia zespołu była ochrona cennego krajobrazu naturalnego i kulturowego doliny Sokołówki ze względu na jej wartości widokowe i estetyczne;
- (Z)  ustanowienie (uchwałą nr XCI/1602/10 Rady Miejskiej w Łodzi z dnia 7 lipca 2010 r.) Zespół Przyrodniczo-Krajobrazowy „Międzyrzecze Neru i Dobrzynki”, o powierzchni 217,021 ha; celem ustanowienia zespołu była ochrona cennego krajobrazu naturalnego i kulturowego fragmentu doliny górnego Neru oraz dolnego odcinka doliny Dobrzynki, ze względu na ich walory widokowe i estetyczne;
- (Z)  ustanowienie (uchwałą nr XCI/1603/10 Rady Miejskiej w Łodzi z dnia 7 lipca 2010 r.) Zespołu Przyrodniczo-Krajobrazowego „Źródła Neru”, o powierzchni 134,069 ha; celem ustanowienia zespołu była ochrona cennego krajobrazu naturalnego i kulturowego doliny źródłowego odcinka Neru, ze względu na jej walory widokowe i estetyczne;
- (S)  zdobycie (31 lipca) przez zawodnika Rudzkiego Klubu Sportowego Adama Kszczota brązowego medalu w biegu na 800 metrów podczas mistrzostw Europy w lekkoatletyce w Barcelonie;
- (S)  mecz towarzyski (4 września) piłkarskiej reprezentacji Polski z Ukrainą na stadionie Widzewa; mecz zakończył się wynikiem nierozstrzygniętym 1:1 (1:0); bramkę dla Polski w 42 min. zdobył Ireneusz Jeleń; był to siódmy w historii występ piłkarskiej reprezentacji narodowej seniorów na stadionie przy al. Piłsudskiego, a siedemnasty (ostatni jak dotąd) w Łodzi;
- (D)  atak na pracowników biura poselskiego Prawa i Sprawiedliwości przy ul. Sienkiewicza 61 (19 października) – po wtargnięciu do biura Ryszard Cyba zastrzelił z motywów politycznych Marka Rosiaka (asystenta posła do Parlamentu Europejskiego Janusza Wojciechowskiego) i ciężko ranił Pawła Kowalskiego (asystenta posła z ramienia PiS Jarosława Jagiełły); pogrzeb Marka Rosiaka odbył się 28 października na Starym Cmentarzu przy ul. Ogrodowej; w kondukcie żałobnym, który z archikatedry przeszedł ulicami Piotrkowską, Nowomiejską i Ogrodową, uczestniczyło ponad 3000 osób[55]. Proces sprawcy toczył się przed Sądem Okręgowym w Łodzi, który 20 grudnia 2011 orzekł wobec niego karę dożywotniego pozbawienia wolności z możliwością ubiegania się o warunkowe przedterminowe zwolnienie po 30 latach, pozbawienie praw publicznych na okres 10 lat oraz zadośćuczynienie na rzecz pokrzywdzonego Pawła Kowalskiego i rodziny Marka Rosiaka w łącznej kwocie 140 tysięcy złotych;
- (T)  oddanie do użytku (23 października) rozbudowanego i zmodernizowanego budynku dworca kolejowego Łódź Widzew;
- (Z)  ustanowienie (uchwałą nr C/1827/10 Rady Miejskiej w Łodzi z dnia 3 listopada 2010 r.) parku na Smulsku, położonego w rejonie ulic Nowy Józefów i Gillette, w bezpośrednim sąsiedztwie osiedla Smulsko (powierzchnia 8,6 ha); teren zieleni będący przedmiotem uznania za park gminny pokryty jest drzewostanami o cechach półnaturalnych, pochodzącymi z odnowień naturalnych i sztucznego sadzenia;
- (Z)  ustanowienie (uchwałą nr C/1829/10 Rady Miejskiej w Łodzi z dnia 3 listopada 2010 r.) parku im. Armii „Łódź”, położonego w rejonie ulic Spadkowej, Bruzdowej i Zagonowej (powierzchnia 7,86 ha); teren zieleni będący przedmiotem uznania za park gminny pokryty jest w przeważającej części drzewostanem o charakterze leśnym i cechach półnaturalnych;
- (A)  pełniącym funkcję prezydenta Łodzi został (1 grudnia) Paweł Paczkowski; funkcję pełnił do 13 grudnia;
- (A)  prezydentem Łodzi została (od 13 grudnia) Hanna Zdanowska;
- (Ś)   (W)  Łodzianinem Roku 2010 został Marcin Gortat;
- (L)  Łódź liczyła 730 633 mieszkańców, w tym 727 984 mieszkańców-rezydentów[c].

### 2011

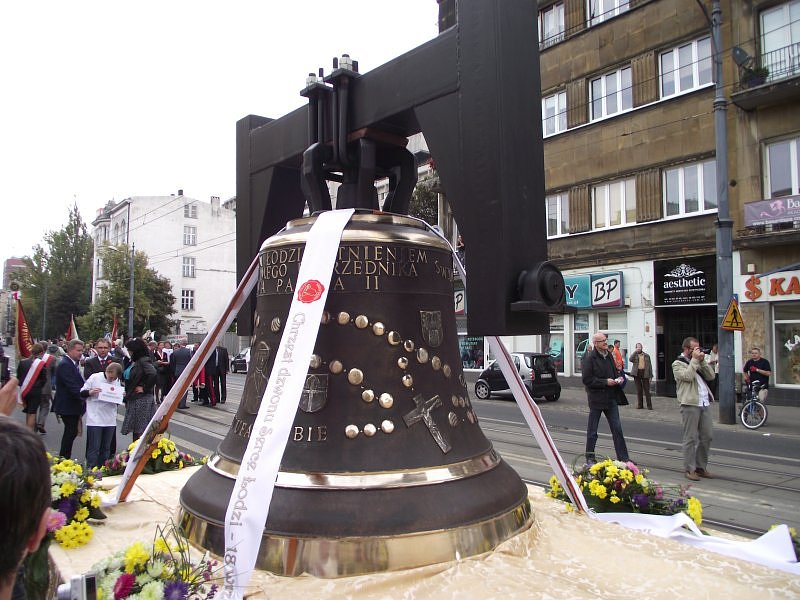
Dzwon archikatedralny (wrzesień 2011)

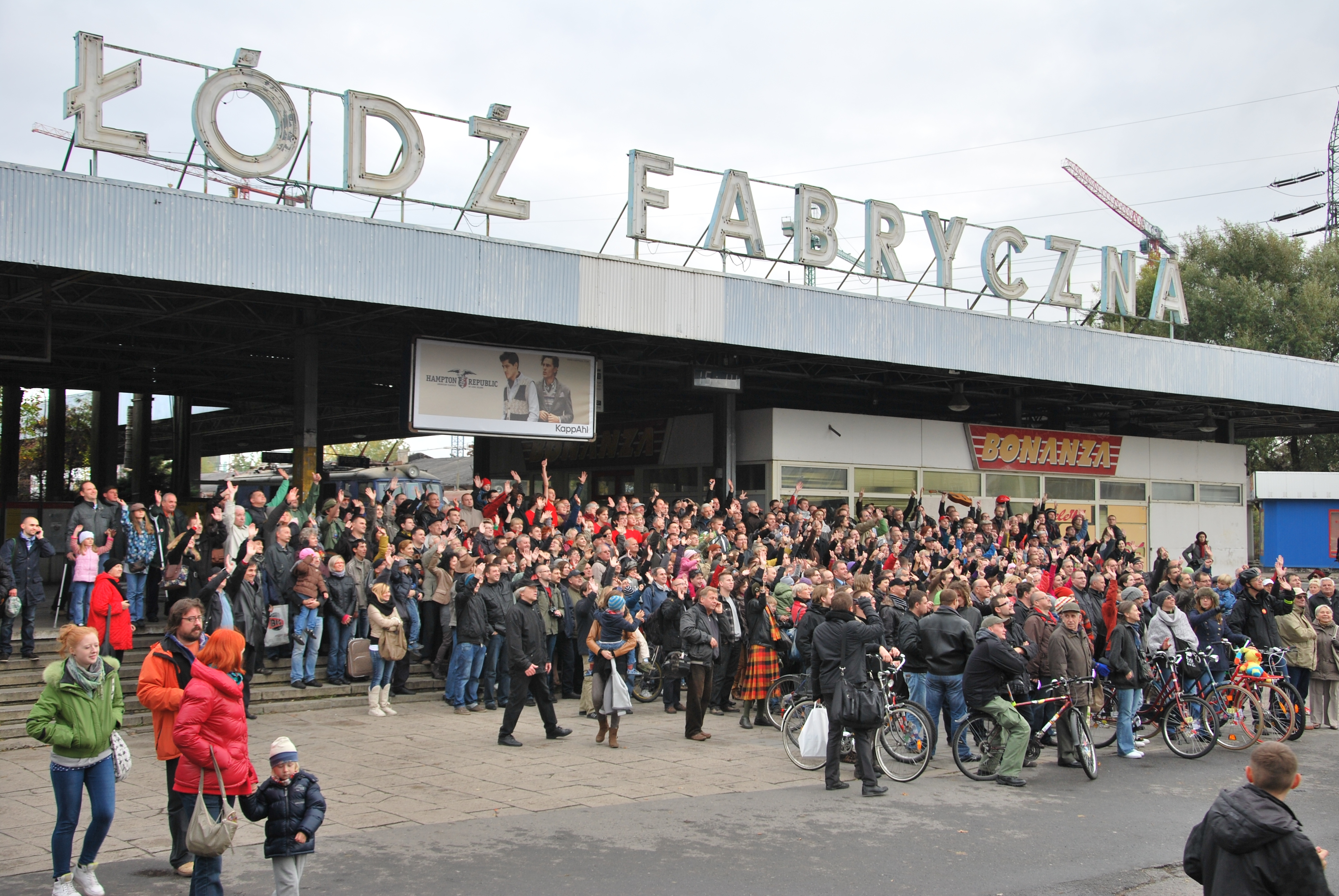
Łodzianie podczas „Pożegnania z Łodzią Fabryczną” (październik 2011)

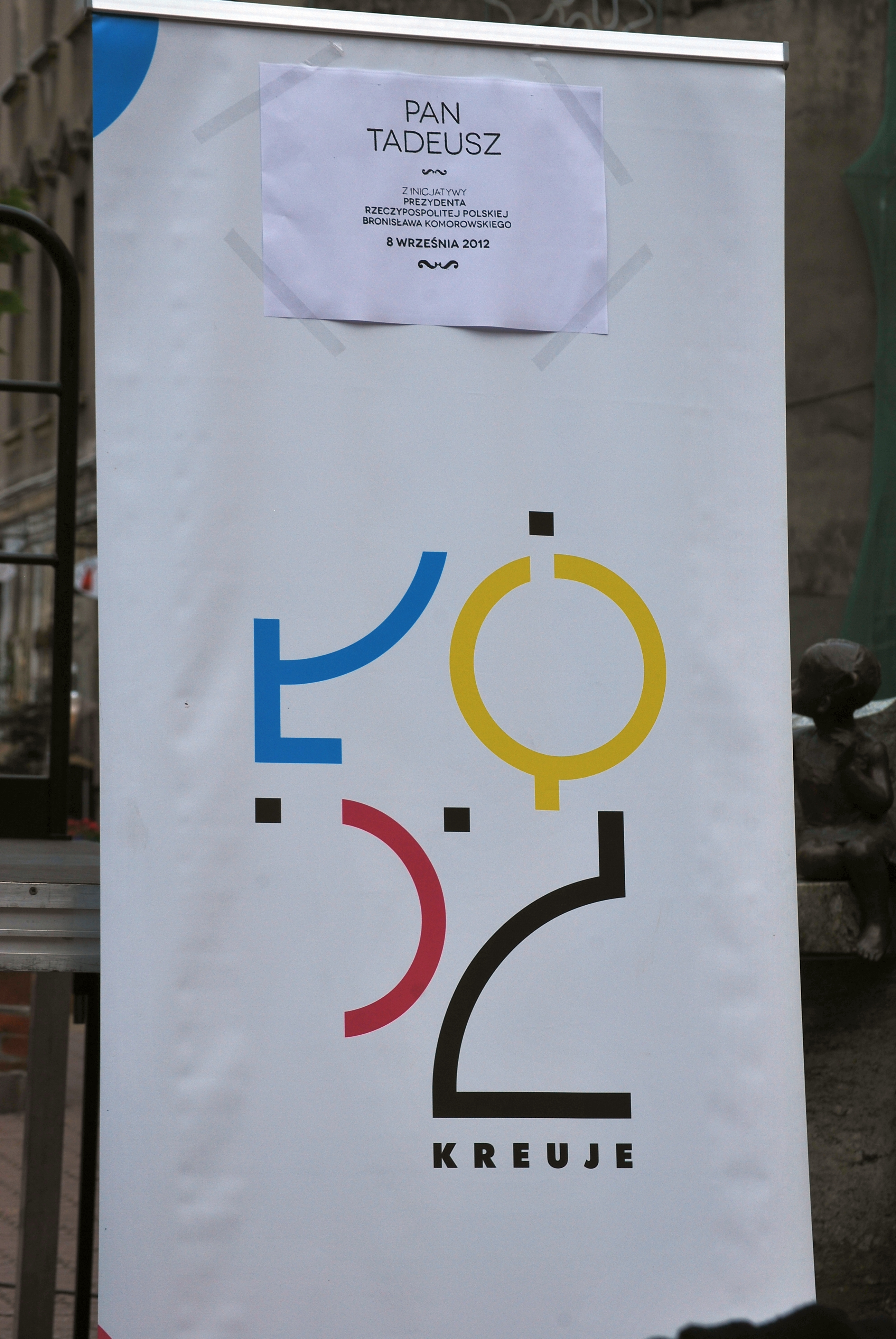
Logo Łodzi

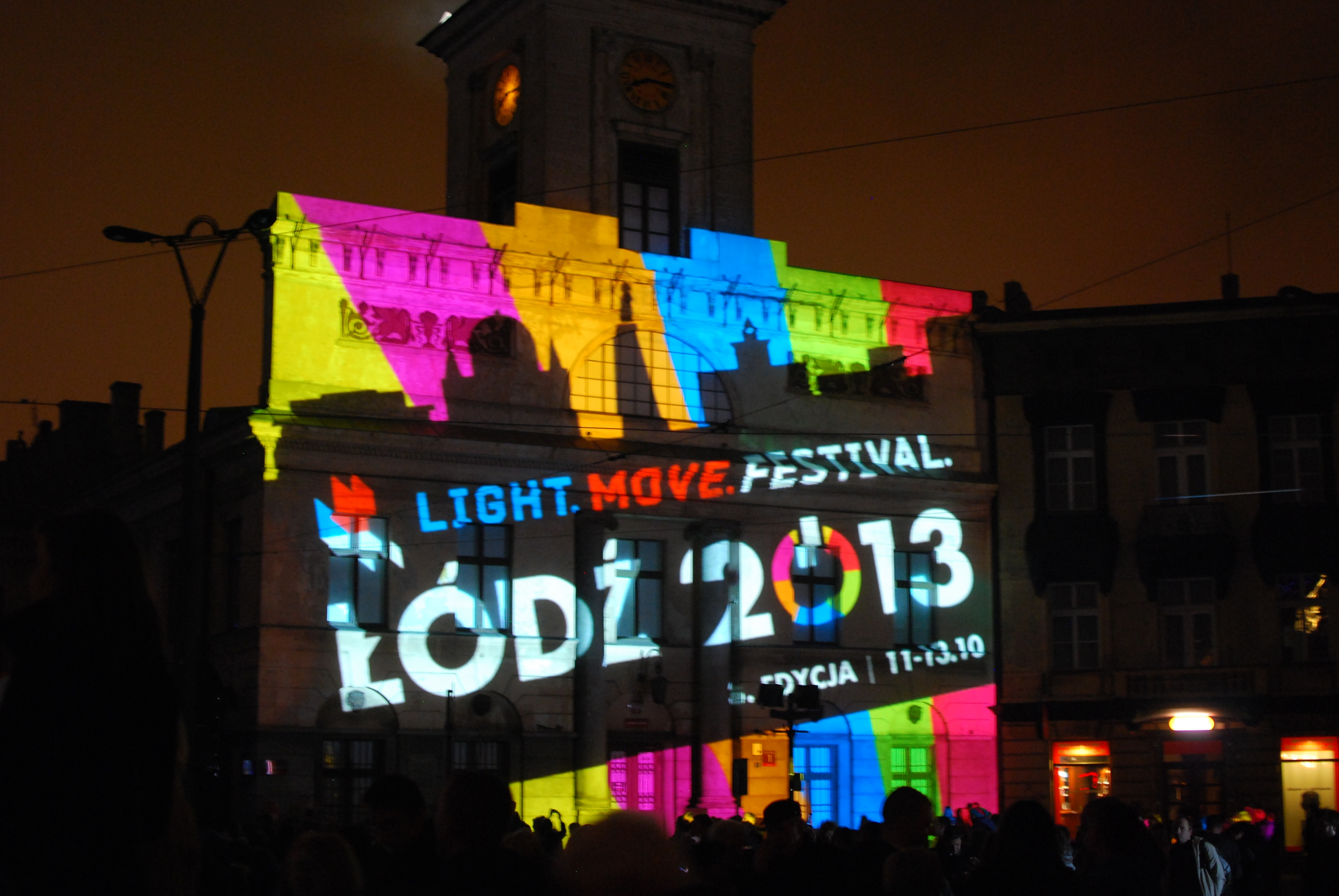
Light Move Festival

- (S)  zdobycie (6 marca) przez zawodnika Rudzkiego Klubu Sportowego Adama Kszczota złotego medalu w biegu na 800 metrów podczas halowych mistrzostw Europy w lekkoatletyce w Paryżu;
- (K)   (V)  wizyta Claudii Cardinale (1 kwietnia) na gali otwarcia festiwalu filmowego Philips Cinema Mundi im. Zygmunta Kałużyńskiego w kinie „Silver Screen” przy al. Piłsudskiego 5; dzień później aktorka uczestniczyła w odsłonięciu w kinie „Bałtyk tablicy upamiętniającej Zygmunta Kałużyńskiego oraz gościła w PWSFTviT i w Muzeum Sztuki – ms² w Centrum Handlowym Manufaktura[56];
- (S)   (U)  oddanie do użytku (9 kwietnia) hali Miejskiego Klubu Tenisowego w parku im. księcia Józefa Poniatowskiego, dysponującej trzema kortami ze sztuczną nawierzchnią; nowy obiekt powstał na miejscu starego, który użytkowany był przez ponad 50 lat;
- (K)  koncerty Rogera Watersa (18–19 kwietnia) w Atlas Arenie – część światowej trasy „The Wall Live”, która odbyła się z okazji 30. rocznicy wydania albumu The Wall przez zespół Pink Floyd;
- (S)  7. edycja (po rocznej przerwie) łódzkiego maratonu (5 czerwca); zwyciężyli Kenijczyk Sammy Limo (z wynikiem 2:16:39) oraz reprezentantka Białorusi Maryna Damancewicz (2:42:20);
- (S)  zdobycie (12 czerwca) przez piłkarzy wodnych Łódzkiego Sportowego Towarzystwa Waterpolowego jedenastego mistrzostwa Polski w piłce wodnej mężczyzn;
- (S)  33. Mistrzostwa Europy w Koszykówce Kobiet – ćwierćfinały, półfinały i finał (29 czerwca – 3 lipca) w Atlas Arenie; w meczu finałowym w obecności 5000 widzów drużyna Rosji pokonała zespół Turcji 59:42;
- (S)  zdobycie (10 lipca) przez piłkarzy Grembacha Łódź trzeciego mistrzostwa Polski w piłce nożnej plażowej;
- rozpoczęcie (1 sierpnia) kampanii informacyjnej promującej Łódź „Czy wiesz, że w Łodzi...”; na 50 citylightach, 100 billboardach w Łodzi i regionie oraz na infoscreenach w warszawskim metrze prezentowane były plakaty, m.in. z hasłami: „Czy wiesz, że w Łodzi pracuje się nad lekami zwalczającymi komórki nowotworowe?”, „Czy wiesz, że w Łodzi wymyślono program do sterowania komputerem za pomocą mrugnięć powiek?”, „Czy wiesz, że w Łodzi zaprojektowano pierwszą w Polsce kamizelkę igło-, kulo- i nożoodporną?”;
- (R)  chrzest dzwonu „Serce Łodzi” (18 września) – nowego dzwonu archikatedralnego, repliki „łódzkiego Zygmunta” zrabowanego przez Niemców w czasie II wojny światowej; dzwon „Serce Łodzi” został odlany z brązu w ludwisarni Helsztyńskich koło Gliwic, ma średnicę 1,6 m i waży ok. 2,5 t; jego chrzestnymi zostali przedstawiciele czterech największych łódzkich wyznań: rzymskokatolickiego, ewangelicko-augsburskiego, prawosławnego i judaistycznego; 18 września został zawieszony na dzwonnicy tymczasowej[57][58];
- (T)  zamknięcie (16 października) dotychczas istniejącego dworca Łódź Fabryczna i rozpoczęcie prac przygotowawczych pod budowę nowego dworca podziemnego, przystosowanego m.in. do obsługi kolei dużych prędkości; ukończenie budowy planowano pierwotnie na grudzień 2014 r.[59], w rzeczywistości został oddany do użytku 2 lata później (zobacz »);
- (K)  pierwszy Light Move Festival – Festiwal Kinetycznej Sztuki Światła (28–29 października) na ulicy Piotrkowskiej i w przyległych pasażach;
- (K)  koncert Sade (11 listopada) w Atlas Arenie (pierwszy występ tej wokalistki w Polsce);
- (U)  rozpoczęcie (w listopadzie) projektu odnowy łódzkich budynków pod nazwą „Mia100 kamienic”[60][61]; założeniem programu Urzędu Miasta Łodzi była poprawa wizerunku miasta w strefie wielkomiejskiej oraz poprawa warunków bytowych mieszkańców nieruchomości poprzez wykonanie kompleksowych remontów budynków będących własnością gminy[62]. W pierwszym roku trwania programu „Mia100 kamienic” udało się zrealizować inwestycje o wartości 20 mln zł. Dwa lata później już za trzykrotnie większą kwotę. Tytułowa setka budynków gruntownie odnowionych przez miasto została przekroczona w 2014 r.[61] W sumie do kwietnia 2016 r. programem rewitalizacji objętych zostało 110 nieruchomości, na których znalazło się ponad 200 różnego typu budynków[63];
- prezentacja (6 grudnia) nowego logo Łodzi i hasła promocyjnego „Łódź kreuje”; autorką logotypu, nawiązującego do alfabetu Władysława Strzemińskiego z 1932 r., była Justyna Żychalska;
- (S)  zdobycie (11 grudnia) przez Aleksandrę Urbańczyk brązowego medalu w sztafecie 4×50 m w stylu zmiennym, podczas pływackich mistrzostw Europy na krótkim basenie w Szczecinie;
- (Ś)   (W)  Łodzianinem Roku 2011 został Radosław Wiśniewski.

### 2012

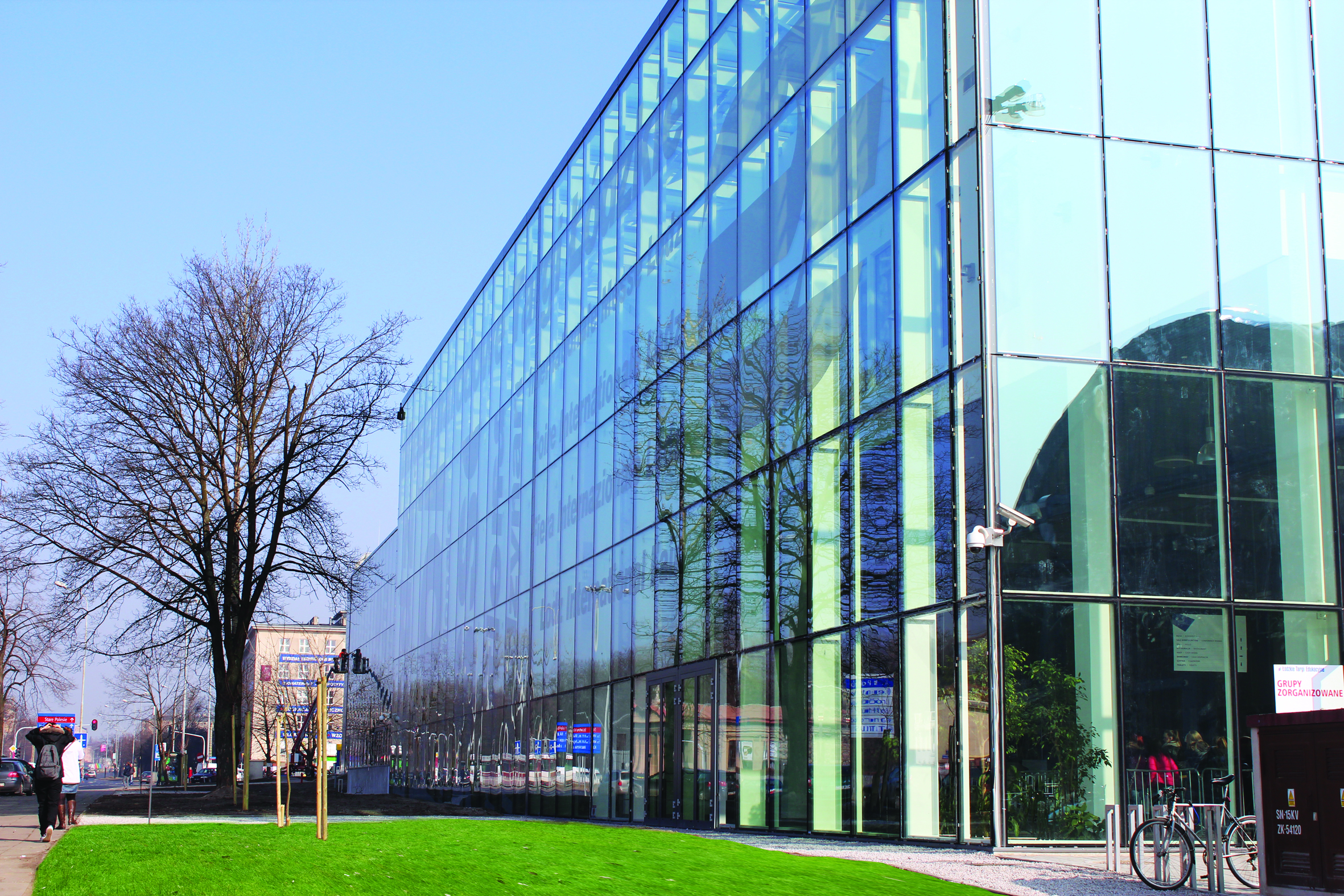
Centrum Konferencyjno-Wystawiennicze MTŁ
(marzec 2012)

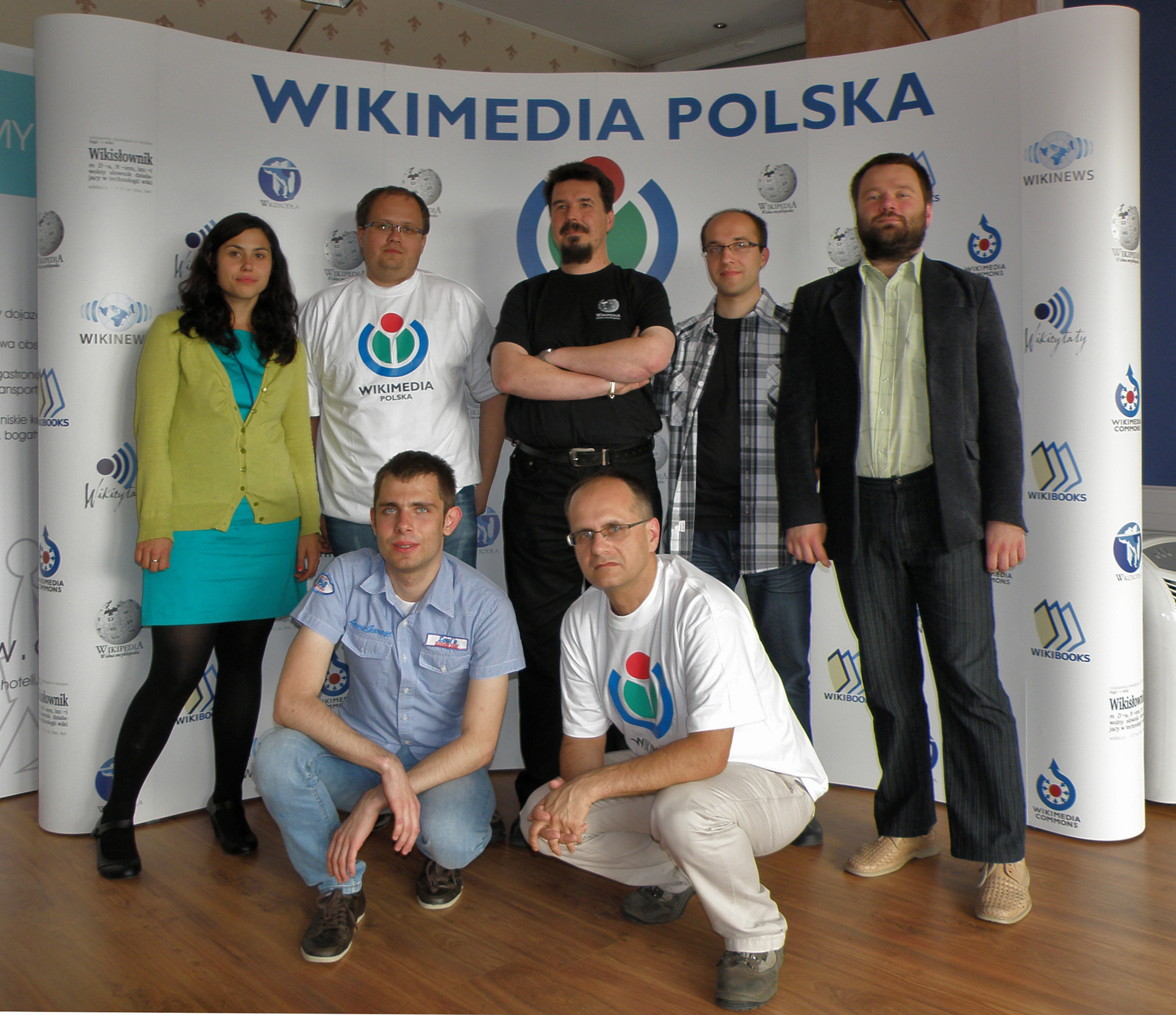
Zarząd Stowarzyszenia Wikimedia Polska
podczas Konferencji w Łodzi
(czerwiec 2012)

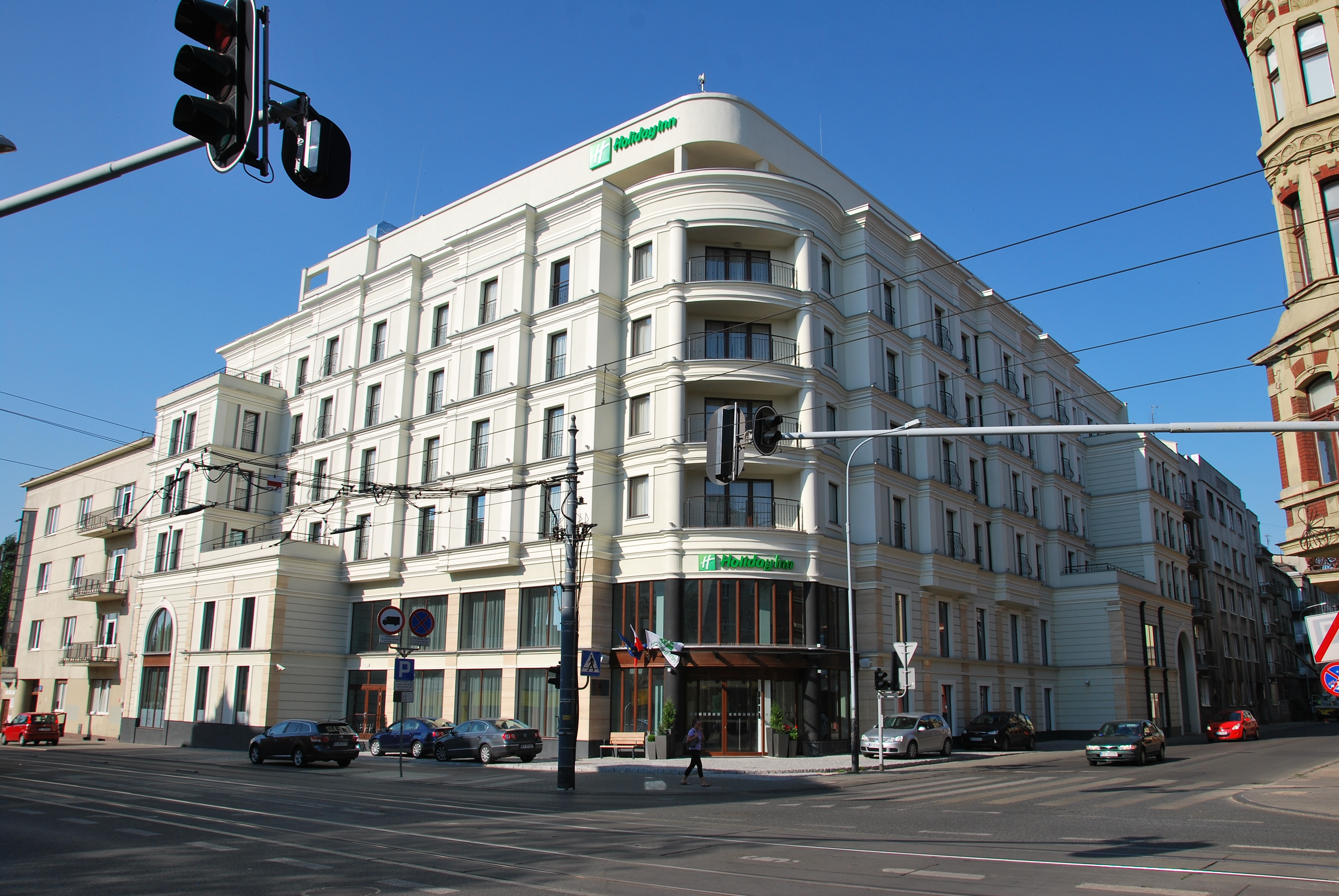
Hotel „Holiday Inn”
(sierpień 2012)

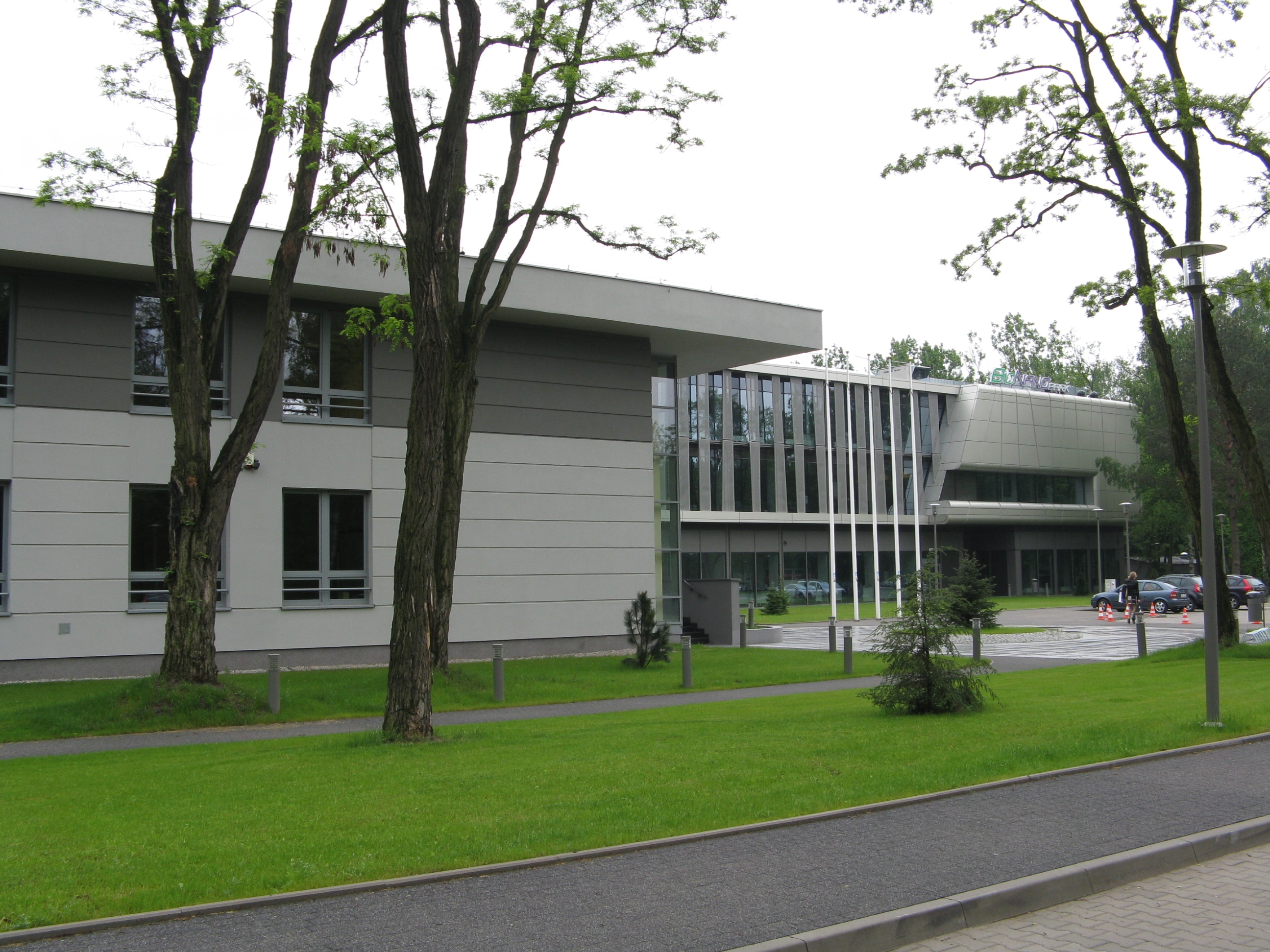
BioNanoPark w łódzkim Technoparku (maj 2013)

- (H)   (U)  otwarcie (24 lutego) nowego Centrum Konferencyjno-Wystawienniczego Międzynarodowych Targów Łódzkich przy al. Politechniki 4. Obiekt ma powierzchnię ponad 13 000 m², z czego 1000 m² zajmuje 5 sal konferencyjnych, a 5700 m² – powierzchnia wystawiennicza, którą można podzielić na 4 części, dzięki ruchomym, dźwiękoszczelnym ścianom działowym. Centrum posiada także press room dla dziennikarzy z dostępem do bezprzewodowego internetu, zaplecze gastronomiczne, biurowe i własny parking;
- (K)   (Ś)  premiera (3 marca) realizowanego w Łodzi serialu kryminalnego – Komisarz Alex; serial opowiada o losach policjantów z wydziału zabójstw łódzkiej komendy, którzy zajmują się najpoważniejszymi śledztwami kryminalnymi; w rozwiązywaniu zagadek i łapaniu przestępców pomaga im owczarek niemiecki – Alex; siedzibą filmowego komisariatu był m.in. budynek Instytutu Europejskiego przy ul. Piotrkowskiej; dotychczas wyemitowano 91 ok. 40-minutowych odcinków (stan na 28 listopada 2015 r.); serial nadawany jest na antenie TVP1 oraz powtarzany na innych antenach TVP: TVP Seriale, TVP HD i TVP Polonia (od 21 lipca 2014 r. emisję rozpoczęto również na kanale ID);
- (T)  rozpoczęcie (8 marca) budowych nowych i przebudowy istniejących przystanków na trasach Łódzkiej Kolei Aglomeracyjnej; projekt obejmował łącznie budowę lub modernizację 17 przystanków kolejowych, m.in. w Łodzi, Głownie, Ozorkowie, Strykowie i Zgierzu, budowę zaplecza technicznego przy stacji Łódź Widzew oraz zakup 20 szynobusów;
- (S)  turniej finałowy Ligi Mistrzów w piłce siatkowej mężczyzn (17–18 marca) w Atlas Arenie, z udziałem „Skry” Bełchatów, „Zenita” Kazań, „Arkas Spor” Izmir oraz „PlanetWin365” Trentino; mistrzowie Polski w meczu o złoty medal w obecności 13 000 widzów przegrali z rosyjskim „Zenitem” Kazań 2:3 i zajęli drugie miejsce;
- (Ś)  włączenie Łodzi (22 marca) do usługi Google Street View; fotografowanie miasta trwało od sierpnia 2011 r.;
- (S)  8. edycja łódzkiego maratonu (15 kwietnia); zwyciężyli Etiopczyk Tola Bane (z wynikiem 2:11:29) oraz reprezentantka Polski Agnieszka Gortel-Maciuk (2:36:02);
- (K)  koncert Andrei Bocellego (29 kwietnia) w Atlas Arenie; na widowni zasiadło około 8500 osób;
- (N)   (Ś)  7. Konferencja Wikimedia Polska (1–3 czerwca) w hotelu „Światowit” przy al. Kościuszki 68;
- (T)   (U)  otwarcie (1 czerwca) nowego terminala pasażerskiego portu lotniczego Łódź-Lublinek (powierzchnia 25 600 m², 4 kondygnacje, 15 stanowisk check in, możliwość odprawy 1,5–2 mln pasażerów rocznie); pierwsze odprawy odbyły się 6 czerwca;
- (U)  otwarcie (6 czerwca) czterogwiazdkowego hotelu sieci „Holiday Inn” przy ul. Piotrkowskiej 229/231; gmach budowano przez 17 lat i miał w tym czasie co najmniej sześciu właścicieli (z tego powodu nazywano go „przeklętym”); w hotelu umieszczono 127 pokoi, w tym dziesięć apartamentów, osiem sal konferencyjnych o łącznej powierzchni 490 m², a także restaurację na 80 osób oraz bar[64];
- (K)  koncert Eltona Johna (7 lipca) w Atlas Arenie;
- (S)  zdobycie (5 sierpnia) przez piłkarzy Grembacha Łódź czwartego mistrzostwa Polski w piłce nożnej plażowej;
- (R)  ingres (8 września) do archikatedry łódzkiej szóstego ordynariusza archidiecezji łódzkiej – arcybiskupa Marka Jędraszewskiego[65]; 28 stycznia 2017 objął urząd metropolity krakowskiego[66];
- (S)  XVI Mistrzostwa Świata w Karate Tradycyjnym (6–7 października) w Atlas Arenie z udziałem ponad 400 najlepszych karateków z 28 państw; zwycięstwo reprezentacji Polski w klasyfikacji zespołowej w grupie seniorów – łącznie 20 medali (7 złotych, 10 srebrnych i 3 brązowe);
- (N)   (U)  otwarcie (15 października) BioNanoParku w Łódzkim Regionalnym Parku Naukowo-Technologicznym przy ul. Dubois 114/116, jednego z największych w Polsce kompleksów laboratoryjnych dla branży biotechnologicznej; w uroczystości otwarcia wziął udział prezydent RP Bronisław Komorowski;
- (K)  koncert Stinga (21 listopada) w Atlas Arenie w ramach europejskiej trasy „Back to Bass”;
- (H)   (U)  zakończenie (22 listopada) remontu targowiska na Górniaku oraz oddanie do użytku nowej hali targowej; odnowione targowisko posiada 4500 m² powierzchni handlowej;
- (K)   (W)  ustanowienie (7 grudnia) roku 2013 przez Sejm RP Rokiem Juliana Tuwima – łódzkiego pisarza, autora wodewili, skeczy, librett operetkowych i tekstów piosenek, jednego z najpopularniejszych poetów dwudziestolecia międzywojennego;
- (S)  zdobycie (16 grudnia) przez Aleksandrę Urbańczyk brązowego medalu w wyścigu na 50 m stylem grzbietowym podczas pływackich mistrzostw świata na krótkim basenie w Stambule;
- (Ś)   (W)  Łodzianinem Roku 2012 został Jerzy Janowicz.

### 2013

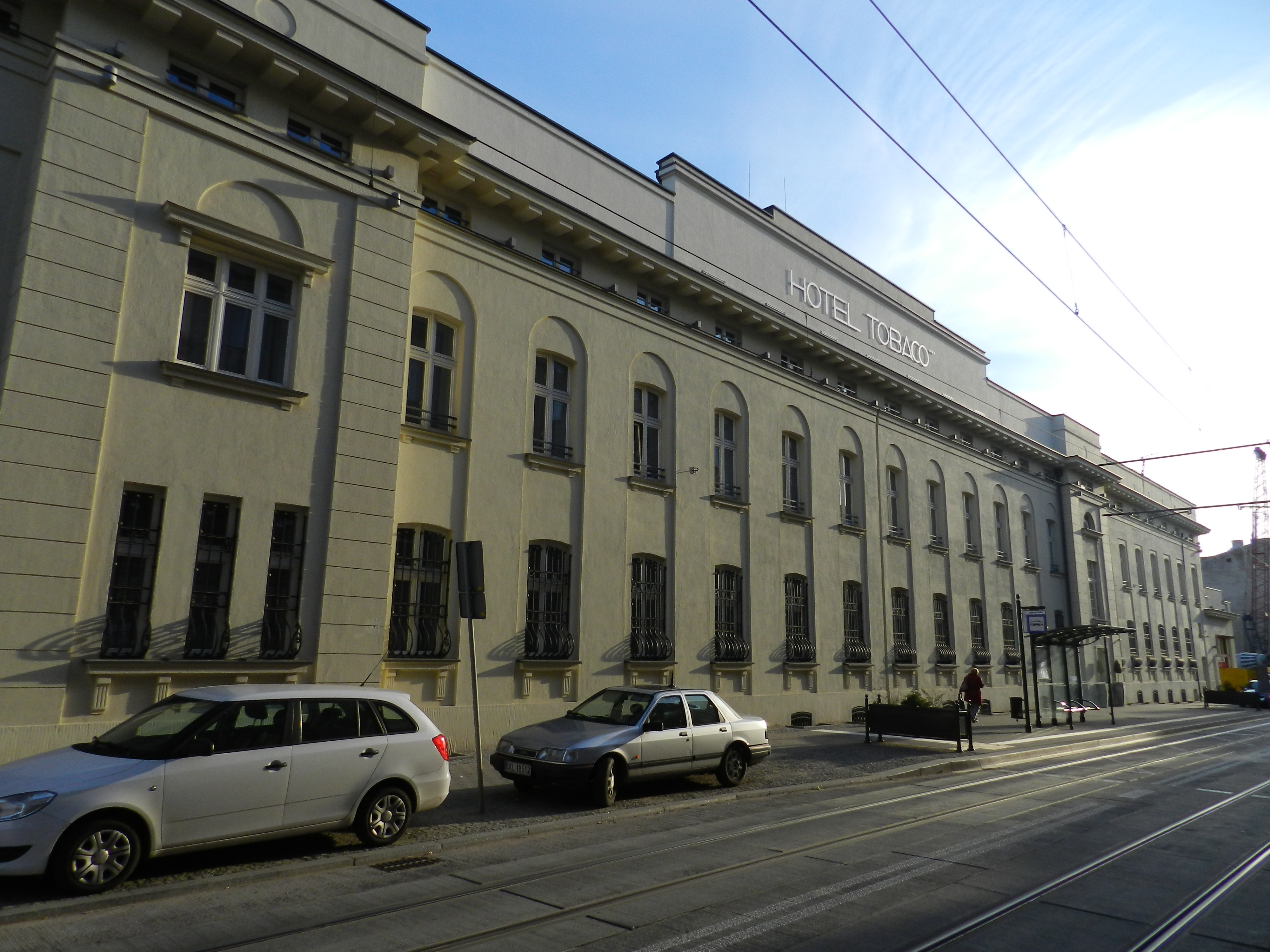
Hotel „Tobaco”
(wrzesień 2014)

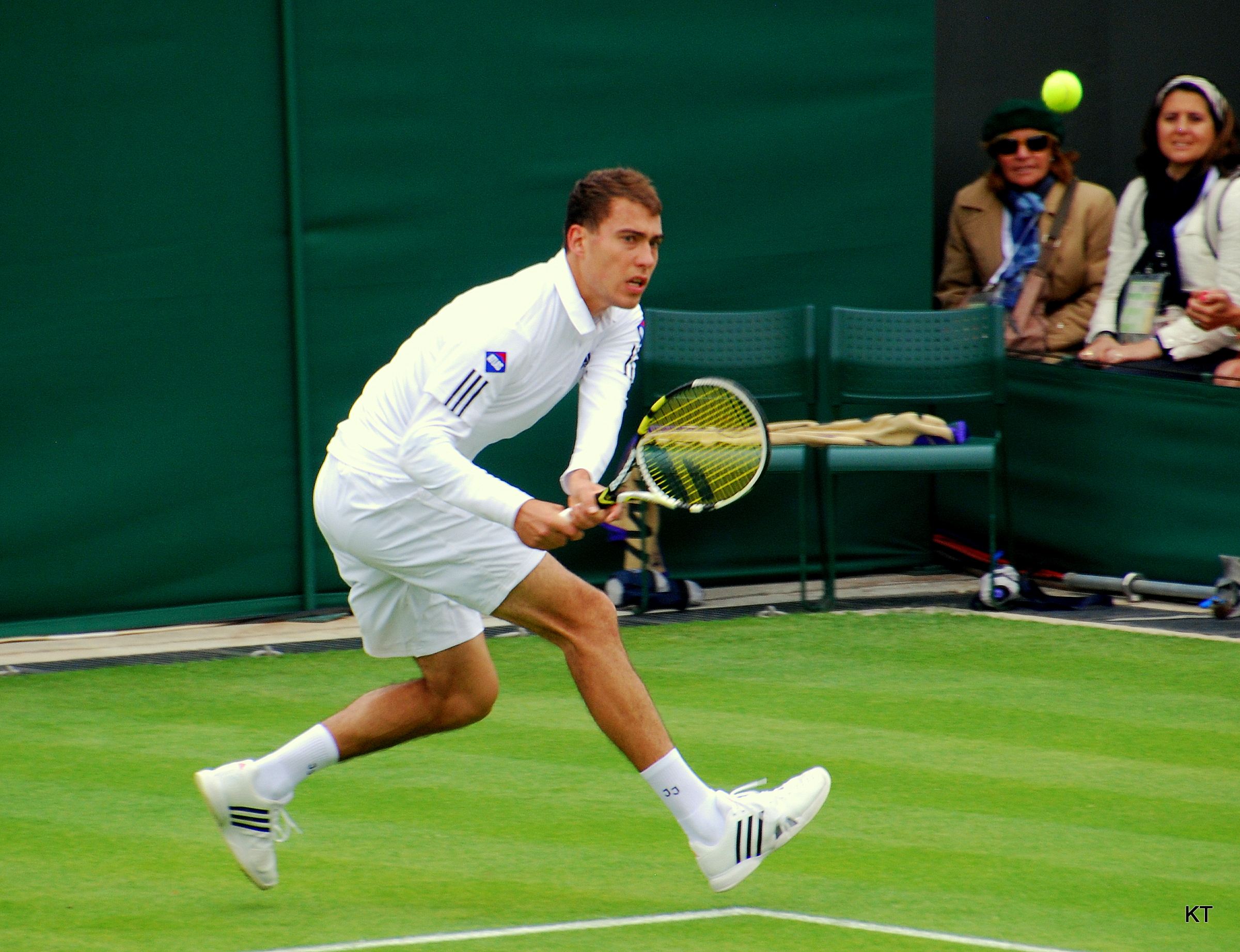
Jerzy Janowicz
(czerwiec 2013)

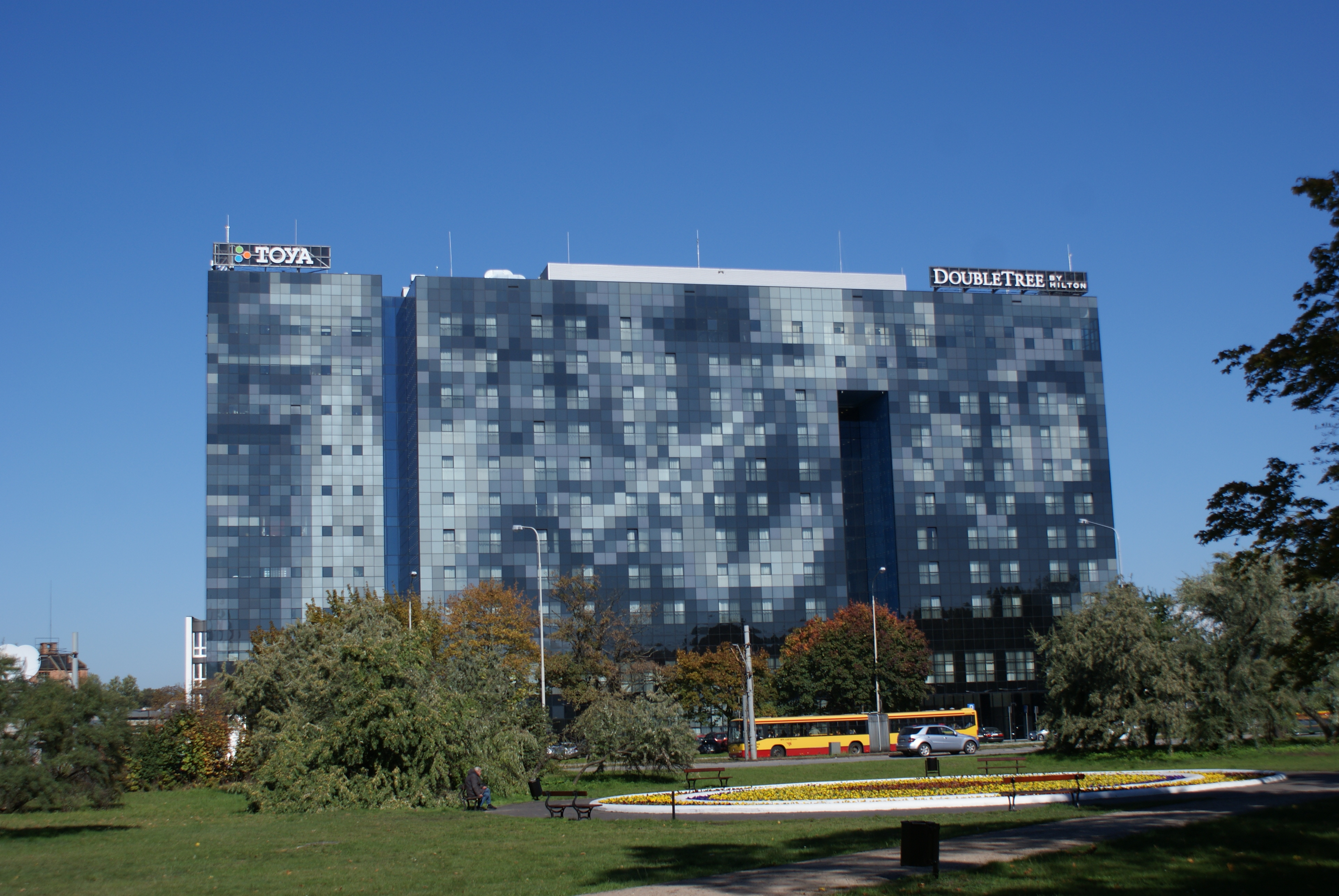
Hotel „DoubleTree by Hilton” (październik 2013)

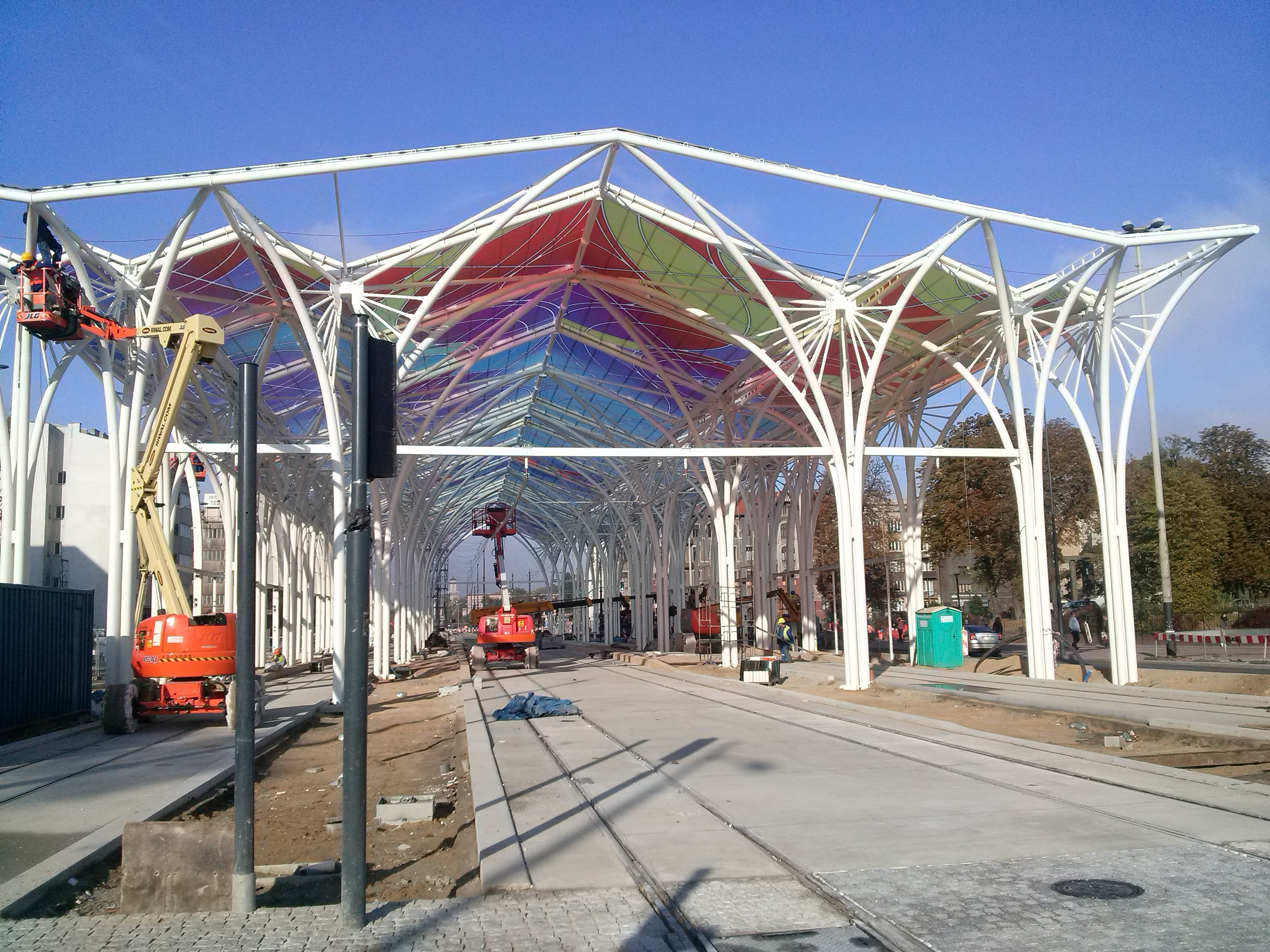
Budowa przystanku „Centrum” podczas przebudowy trasy W-Z (wrzesień 2015)

- (K)  odsłonięcie (1 stycznia)[67][68] rzeźby „Dupa Tuwima” w kinie Charlie, przedstawiającą pośladki poety Juliana Tuwima, nawiązująca do wiersza artysty pt. „Wiersz, w którym autor grzecznie, ale stanowczo uprasza liczne zastępy bliźnich, aby go w dupę pocałowali”[69].
- (S)  zdobycie (3 marca) przez zawodnika Rudzkiego Klubu Sportowego Adama Kszczota złotego medalu w biegu na 800 metrów podczas halowych mistrzostw Europy w lekkoatletyce w Göteborgu;
- (S)  9. edycja łódzkiego maratonu (14 kwietnia); zwyciężyli Etiopczyk Belachew Ameta (z wynikiem 2:10:02) oraz reprezentantka Polski Karolina Jarzyńska (2:26:45);
- rozpoczęcie (30 kwietnia) składania propozycji zadań do realizacji w 2014 roku, w ramach tzw. budżetu obywatelskiego, wprowadzonego w Łodzi po raz pierwszy, z łączną pulą środków w wysokości 20 mln zł (0,5% całego budżetu miasta);
- (U)  otwarcie (16 maja) trzygwiazdkowego hotelu „Tobaco” w dawnej Fabryce Wyrobów Wełnianych Karola Kretschmera przy ul. Kopernika 64 (po pożarze w latach 20. przebranżowiona na fabrykę papierosów Polskiego Monopolu Tytoniowego, po II wojnie światowej do upadłości w końcu lat 90. Łódzka Wytwórnia Papierosów); hotel posiada 82 jednoosobowe i 31 dwuosobowych pokoi;
- (U)  otwarcie (22 maja) czterogwiazdkowego hotelu sieci „Novotel”, wybudowanego przy al. Piłsudskiego 11a u zbiegu z ul. Sienkiewicza; 10-piętrowy hotel posiada 161 pokoi, 8 sal konferencyjnych, klub fitness, restaurację i bar;
- (K)  koncert Erica Claptona (7 czerwca) w Atlas Arenie w ramach tournée z okazji 50-lecia pracy artystycznej muzyka;
- (S)  zdobycie (9 czerwca) przez piłkarzy wodnych Łódzkiego Sportowego Towarzystwa Waterpolowego dwunastego mistrzostwa Polski w piłce wodnej mężczyzn;
- (K)  koncert heavymetalowego zespołu Iron Maiden (3 lipca) w Atlas Arenie; był to trzeci występ grupy w Łodzi (poprzednie w 1984 i 1986 r.);
- (S)  tenisista MKT Łódź Jerzy Janowicz jako pierwszy Polak w historii osiągnął półfinał turnieju wielkoszlemowego w grze pojedynczej mężczyzn; łodzianin na trawiastych kortach Wimbledonu w meczu o finał (5 lipca) przegrał z Andy Murrayem 7:6(2), 4:6, 4:6, 3:6;
- (U)  otwarcie (18 lipca) czterogwiazdkowego hotelu „DoubleTree by Hilton” przy ul. Łąkowej 29, na terenie dawnej Wytwórni Filmów Fabularnych; fasadę budynku zdobi złożony z 10 tys. elementów kadr z pierwszego powojennego filmu polskiego Zakazane piosenki; hotel liczy 10 kondygnacji (44 m wysokości) i połączony jest z kompleksem kongresowo-wystawienniczym, kinem 3D i klubem „Wytwórnia”; posiada 200 pokoi;
- (K)  koncert Leonarda Cohena (19 lipca) w Atlas Arenie, jedyny w Polsce;
- (S)  zdobycie (4 sierpnia) przez piłkarzy Grembacha Łódź piątego mistrzostwa Polski w piłce nożnej plażowej;
- (T)  rozpoczęcie (26 sierpnia) rozbudowy i modernizacji peronów dworca Łódź Widzew (ukończone w 2015 r.);
- (T)   (U)  rozpoczęcie (1 października) przebudowy trasy W-Z, obejmującej m.in. budowę tunelu dla samochodów oraz tramwajowego centrum przesiadkowego pomiędzy ul. Piotrkowską a al. Kościuszki (ukończona w październiku 2015 r.)[70];
- (Ś)   (W)  zajęcie drugiego miejsca (18 października) przez Centralne Muzeum Włókiennictwa w plebiscycie na „7 nowych cudów Polski”, zorganizowanym przez miesięcznik „National Geographic Traveler” (zwycięzcą został Park Krajobrazowy Dolinki Krakowskie);
- (G)  podpisanie (21 listopada) listu intencyjnego o współpracy przez władze Łodzi i chińskiego miasta Chengdu; w jej ramach między miastami, na trasie liczącej ok. 10 000 km, kursuje raz w tygodniu pociąg cargo, z obsługą przeładunkową na terminalu przeładunkowym Łódź Olechów;
- (S)   (U)  rozpoczęcie (5 grudnia) prac rozbiórkowych starej trybuny głównej na stadionie miejskim ŁKS przy al. Unii Lubelskiej 2 (obiekt eksploatowano od 1969 r.); w 2015 r. oddano do użytku nową trybunę o pojemności 5,7 tys. osób;
- (W)  ustanowienie (6 grudnia) roku 2014 przez Sejm RP Rokiem Jana Karskiego – łodzianina, kuriera i emisariusza władz Polskiego Państwa Podziemnego, autora raportów z okupowanej Polski, świadka Holocaustu, kawalera Orderu Orła Białego;
- (E)   (U)  oficjalne otwarcie (9 grudnia) Centrum Promocji Mody Akademii Sztuk Pięknych im. W. Strzemińskiego przy ul. Wojska Polskiego 121, wybudowanego w latach 2011–2013, z najnowocześniejszą salą do pokazów mody w Polsce, multimedialną salą na 440 osób, garderobami, zapleczem fryzjerskim i wizażu oraz profesjonalnym studiem fotograficznym;
- (W)  budynek Wydziału Prawa i Administracji UŁ przy ul. Kopcińskiego 8/12, zwany „Paragrafem”, wygrał (9 grudnia) ogólnopolski plebiscyt „ArchiTOPTEN – Najpiękniejsze Polskie Uczelnie” zorganizowany przez portal infoarchitekta.pl;
- (W)  hotel „Andel’s” został uznany (11 grudnia) za najlepszy w Polsce i 8. w Europie przez międzynarodowy portal www.hotel.info; jednocześnie otrzymał symbol jakości „Top Rated Hotel 2013” za szczególnie wysoki standard usług;
- (T)   (G)  zakończenie (13 grudnia) przebudowy ulicy Kopernika na odcinku między ul. Żeromskiego a al. Włókniarzy;
- (S)  zdobycie (14 grudnia) przez Aleksandrę Urbańczyk srebrnego medalu w wyścigu na 50 m stylem grzbietowym, podczas pływackich mistrzostw Europy na krótkim basenie w Herning;
- (Ś)   (W)  Łodzianinem 20-lecia został prof. Marek Belka.

### 2014

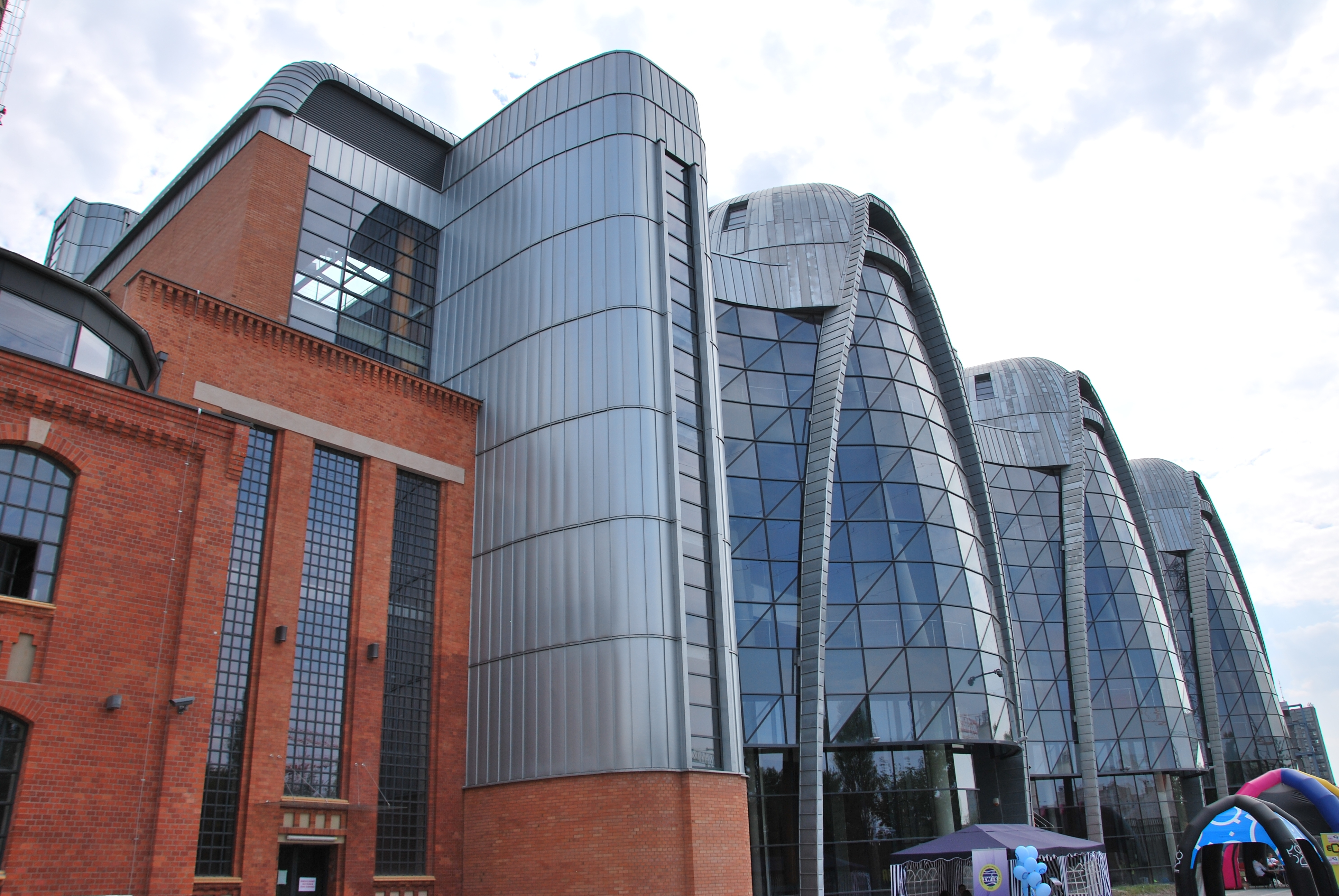
EC1 (lipiec 2013)

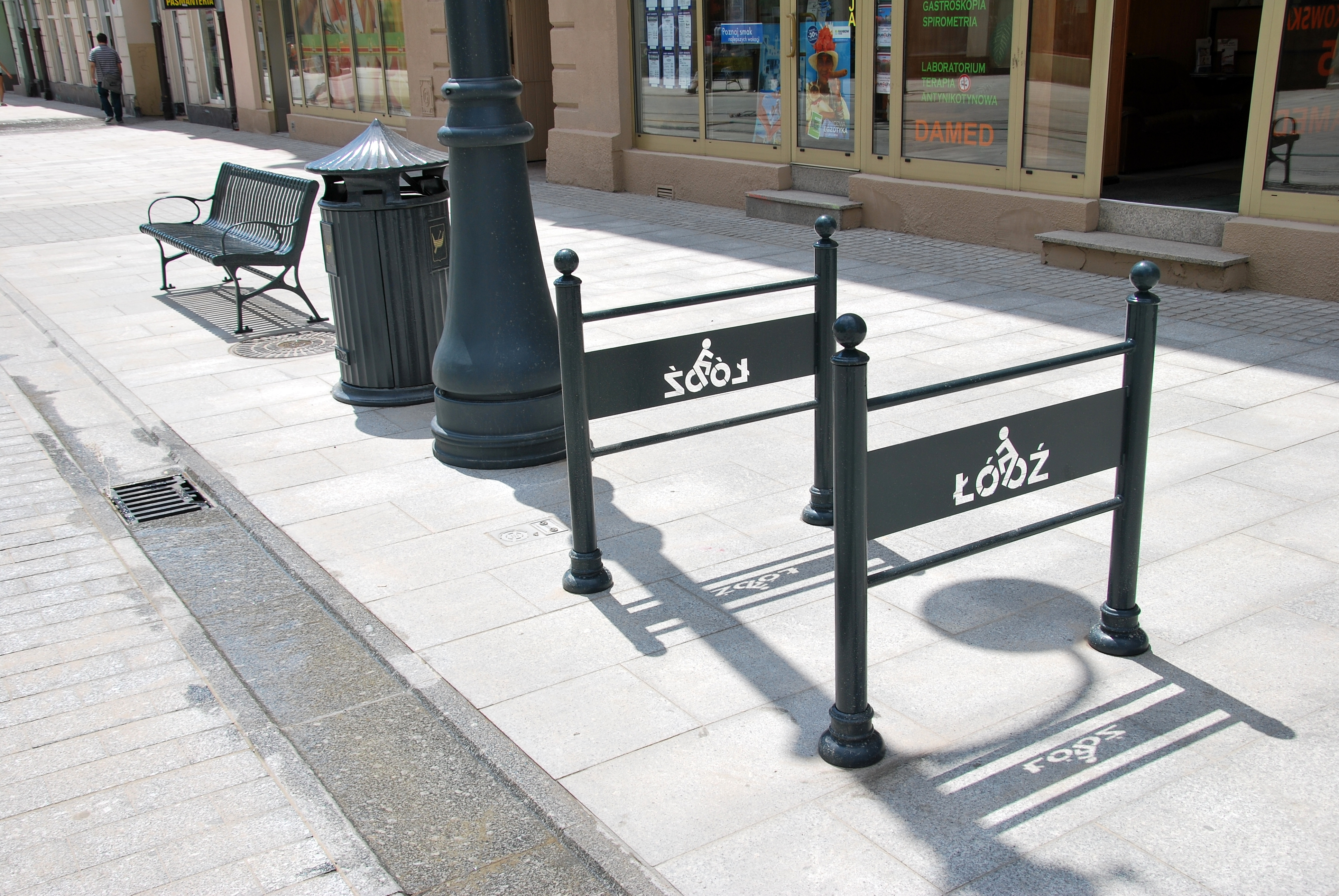
Nowe meble miejskie
na ul. Piotrkowskiej
(czerwiec 2013)

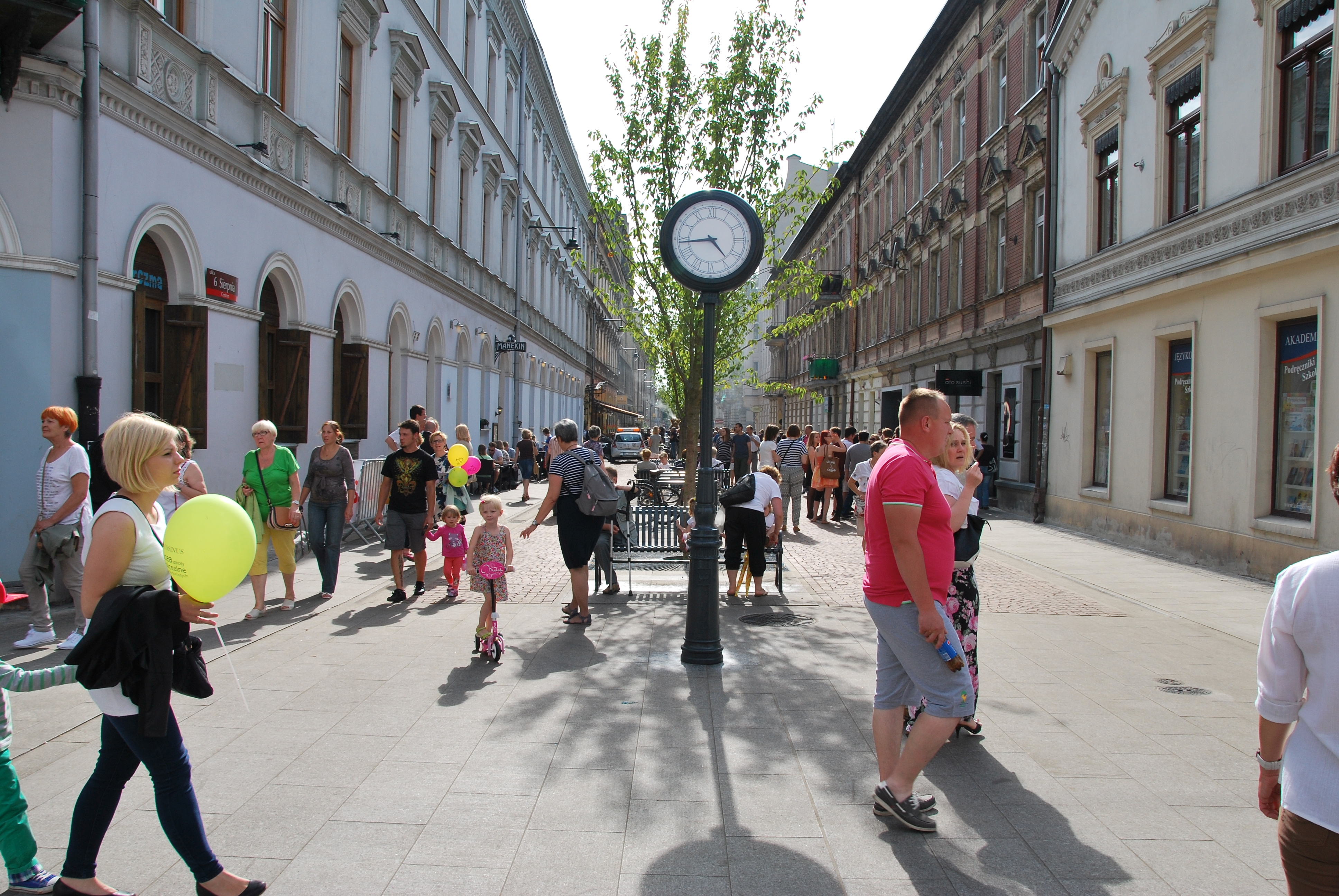
Woonerf – ul. 6 Sierpnia widziana z ul. Piotrkowskiej (czerwiec 2014)

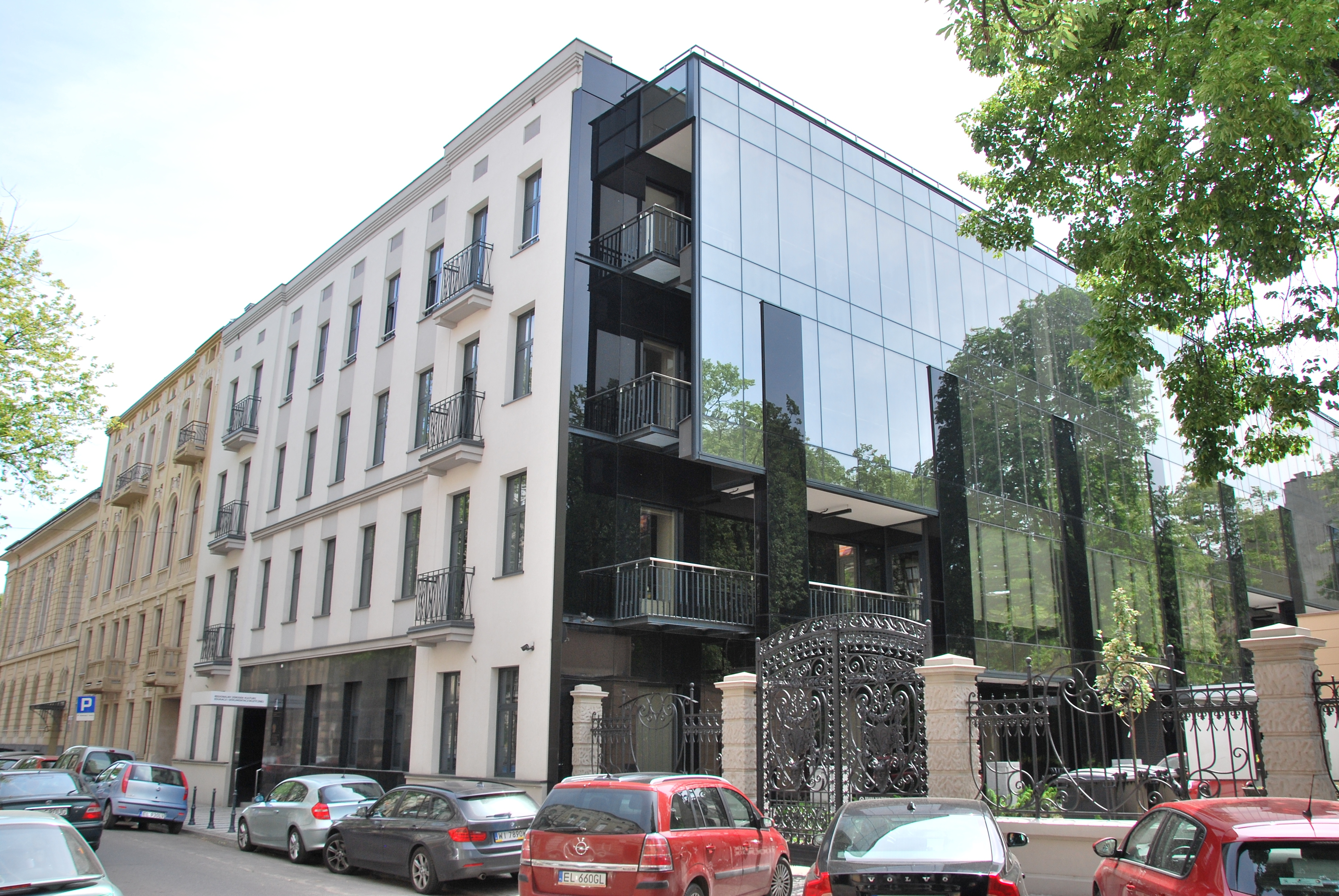
Gmach Regionalnego Ośrodka Kultury, Edukacji
i Dokumentacji Muzycznej
przy al. 1 Maja 4 (maj 2015)

- (T)  zakończenie (27 stycznia) pierwszego etapu rozbudowy infrastruktury kolejowej Łódzkiej Kolei Aglomeracyjnej; przebudowa objęła 9 przystanków kolejowych, wybudowano ponadto 8 nowych, m.in. Łódź Dąbrowa, Łódź Pabianicka i Łódź Radogoszcz Zachód[71];
- (U)  otwarcie (3 lutego) hotelu „Stare Kino Cinema Residence” w kamienicy przy ul. Piotrkowskiej 120, z 22 apartamentami nawiązującymi nazwą i wystrojem do znanych polskich produkcji filmowych, m.in.: Ziemi obiecanej, Stawki większej niż życie, Kariery Nikodema Dyzmy, Vabanku czy Kingsajzu; w XIX-wiecznej kamienicy w 1899 r. bracia Władysław i Antoni Krzemińscy założyli pierwsze stałe kino w Polsce[72]; 20 lutego 2015 oddano do użytku drugą część hotelu[73];
- (K)  koncert zespołu Depeche Mode w Atlas Arenie (24 lutego) podczas światowej trasy koncertowej „The Delta Machine Tour”; wysłuchało go ok. 15 000 widzów[74], był to drugi występ zespołu w Łodzi (pierwszy w lutym 2010);
- (S)  zdobycie (9 marca) przez zawodnika Rudzkiego Klubu Sportowego Adama Kszczota srebrnego medalu w biegu na 800 metrów podczas halowych mistrzostw świata w lekkoatletyce w Sopocie[75];
- (K)   (W)  dramat filmowy Ida w reż. Pawła Pawlikowskiego, wyprodukowany przez łódzki Opus Film, został wybrany (10 marca) przez Polską Akademię Filmową najlepszym filmem 2013 roku – otrzymał statuetki Orła w kategoriach: najlepszy film, najlepsza reżyseria, najlepsza główna rola kobieca i najlepszy montaż[76];
- (W)  zrewitalizowany budynek zabytkowej elektrociepłowni EC1 zwyciężył (20 marca) w plebiscycie na Bryłę Roku, w którym wybierano najpiękniejszy polski budynek 2013 roku[77];
- (K)  pierwszy koncert z cyklu „Night of the Proms – Classic Meets Pop” (22 marca) w Atlas Arenie; wystąpili: Amy Macdonald, OMD, Coolio, John Miles, Le Div4s i Natalia Kukulska oraz Akademicki Chór Politechniki Łódzkiej[78];
- (S)  10. edycja łódzkiego maratonu (13 kwietnia); zwyciężyli reprezentanci Polski – Yared Shegumo (z wynikiem 2:10:41) oraz Karolina Jarzyńska (2:28:12);
- (K)  otwarcie (8 maja) Art Inkubatora na terenie Fabryki Sztuki przy ul. ks. bpa Tymienieckiego 3, w trzech zrewitalizowanych budynkach dawnych zakładów Scheiblera; na 7000 m² znajduje się 12 biur, 4 galerie i dwie pracownie[79];
- (K)  koncert Petera Gabriela w Atlas Arenie (12 maja) w ramach trasy upamiętniającej 25. rocznicę wydania albumu So[80];
- (S)  zdobycie (25 maja) przez piłkarzy wodnych Łódzkiego Sportowego Towarzystwa Waterpolowego trzynastego mistrzostwa Polski w piłce wodnej mężczyzn[81];
- (K)  zorganizowanie (4 czerwca) plebiscytu przez łódzki oddział „Gazety Wyborczej”[82], w 25 rocznicę pierwszych wolnych wyborów[83]. W jego ramach w Centrum Dialogu im. Marka Edelmana w Łodzi zostały przyznane nagrody w kategoriach „człowiek 25-lecia wolnej Polski” i „wydarzenie 25-lecia wolnej Polski”. Według łodzian, najważniejszą osobą 25-lecia był Marek Edelman, zaś najważniejszym momentem[82], w ciągu poprzednich 25 lat było powstanie Manufaktury[83].
- (K)  koncert zespołu Black Sabbath w Atlas Arenie (11 czerwca) w ramach światowej trasy koncertowej promującej dziewiętnastą studyjną płytę zespołu, zatytułowaną 13; zespół był gwiazdą pierwszego dnia 3. edycji Impact Festival[84];
- (T)  oficjalne otwarcie (15 czerwca) pierwszej trasy Łódzkiej Kolei Aglomeracyjnej – z Łodzi Kaliskiej do Sieradza[85];
- (I)   (U)  oficjalne otwarcie (27 czerwca) ulicy Piotrkowskiej po trwającym półtora roku remoncie odcinka między pl. Wolności a al. Piłsudskiego; wymieniono podziemne instalacje, ułożono 46 000 m² granitowych płyt i kostki, zainstalowano 178 nowych latarni, ustawiono 112 ławek, 96 koszy na śmieci i 78 stojaków na rowery, posadzono 64 drzewka[86];
- (U)  oficjalne otwarcie (28 czerwca) podwórca miejskiego (uznanego po raz pierwszy w Łodzi i w Polsce za niderl. woonerf), którym stała się ulica 6 Sierpnia na odcinku między ul. Piotrkowską a al. Kościuszki; inwestycja została zrealizowana z budżetu obywatelskiego 2014[87][88];
- (N)   (W)  łódzka Państwowa Wyższa Szkoła Filmowa, Telewizyjna i Teatralna im. Leona Schillera zajęła drugie miejsce na świecie (za londyńską National Film and Television School) w rankingu szkół filmowych magazynu „The Hollywood Reporter” (nie uwzględniał uczelni ze Stanów Zjednoczonych)[89];
- (S)  zdobycie (3 sierpnia) przez piłkarzy KP Łódź pierwszego mistrzostwa Polski w piłce nożnej plażowej[90];
- (S)  zdobycie (15 sierpnia) przez zawodnika Rudzkiego Klubu Sportowego Adama Kszczota złotego medalu w biegu na 800 metrów podczas mistrzostw Europy w lekkoatletyce w Zurychu[91];
- (T)   (U)  otwarcie (1 września) trasy Górnej, o długości 4,5 km, łączącej al. Jana Pawła II z ul. Rzgowską[92]; trasa jest częścią drogi krajowej nr 1 (E75);
- (S)  18. Mistrzostwa Świata w Piłce Siatkowej Mężczyzn – w Atlas Arenie odbyły się (10–20 września) mecze II i III fazy grupowej oraz mecz o 5. miejsce; mecze w Łodzi obejrzało łącznie 102 000 widzów[93];
- (E)   (K)   (N)   (U)  otwarcie (25 września) gmachu Regionalnego Ośrodka Kultury, Edukacji i Dokumentacji Muzycznej przy al. 1 Maja 4[94];
- (Ś)   (W)  kompleks Off Piotrkowska został (21 października) „nowym cudem Polski” w plebiscycie na „7 nowych cudów Polski” miesięcznika „National Geographic Traveler”[95];
- (K)  koncert Lenny’ego Kravitza (15 grudnia) w Atlas Arenie w ramach trasy koncertowej promującej album Strut[96];
- (Ś)   (W)  Łodzianami Roku 2014 zostali Beata Konieczniak i Wojciech Szrajber; nagrodę honorową Civis Lodziensis przyznano Cezaremu Grabarczykowi[97].

### 2015

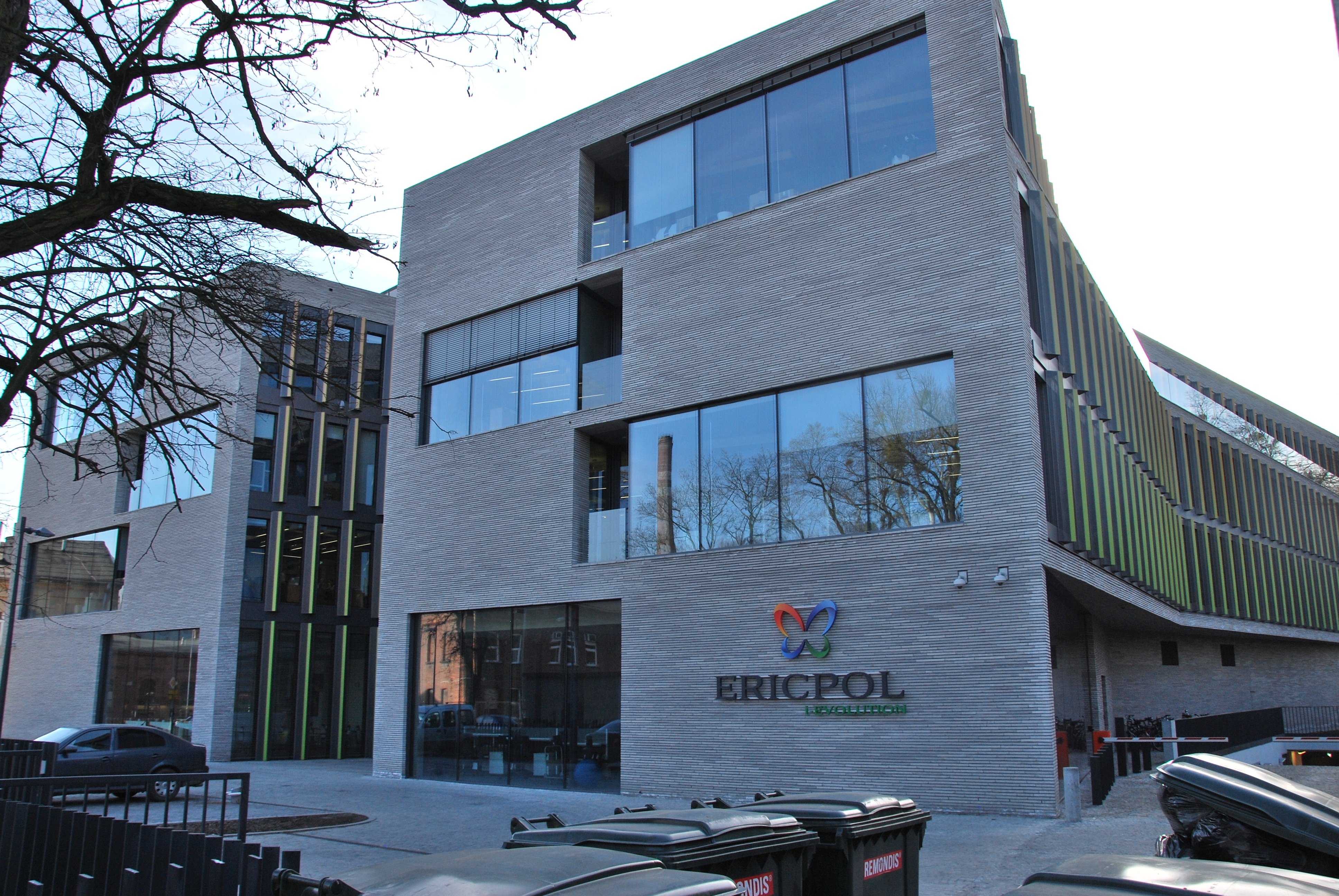
Centrala firmy Ericpol (marzec 2015)

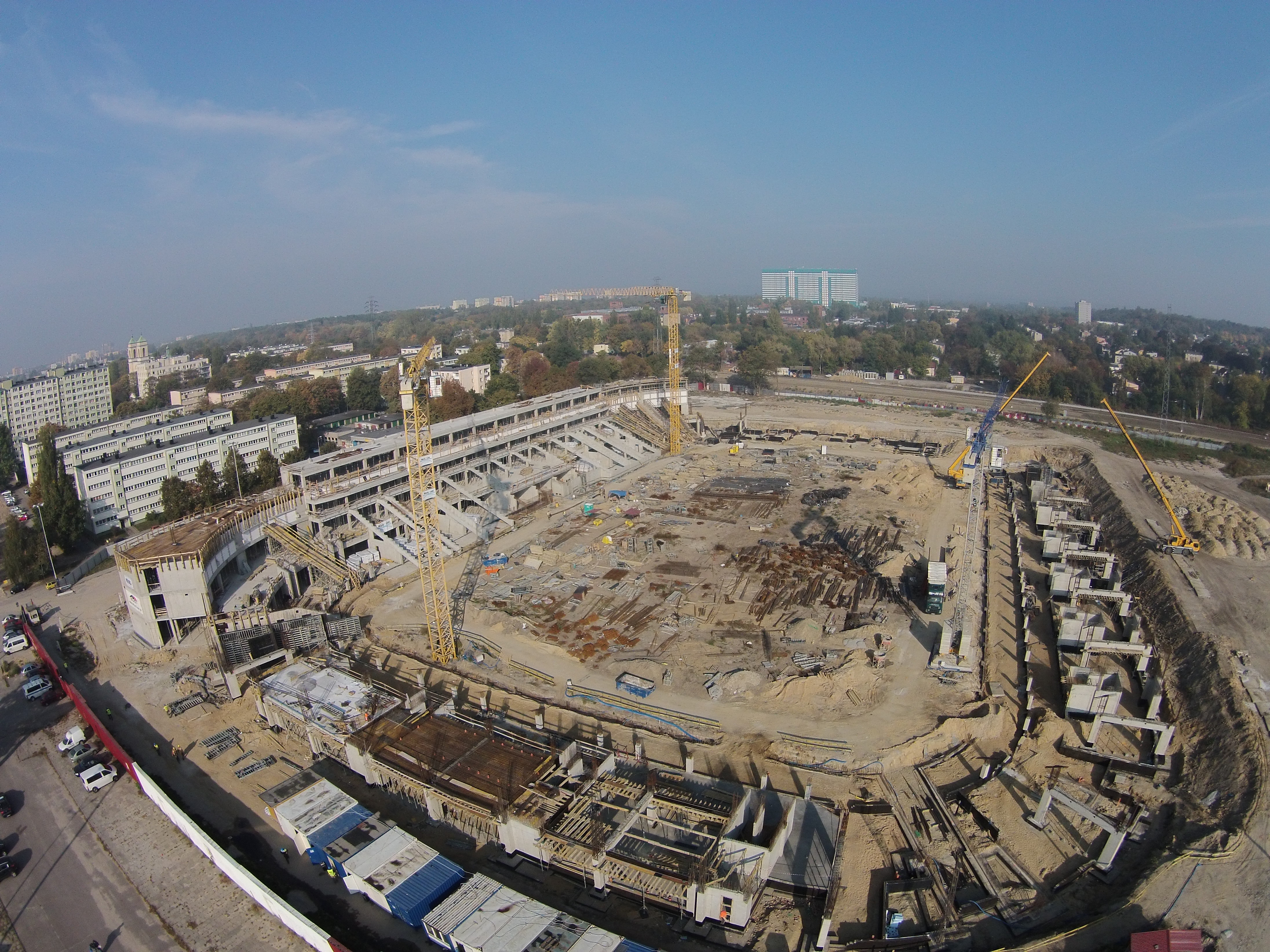
Budowa stadionu Widzewa (październik 2015)

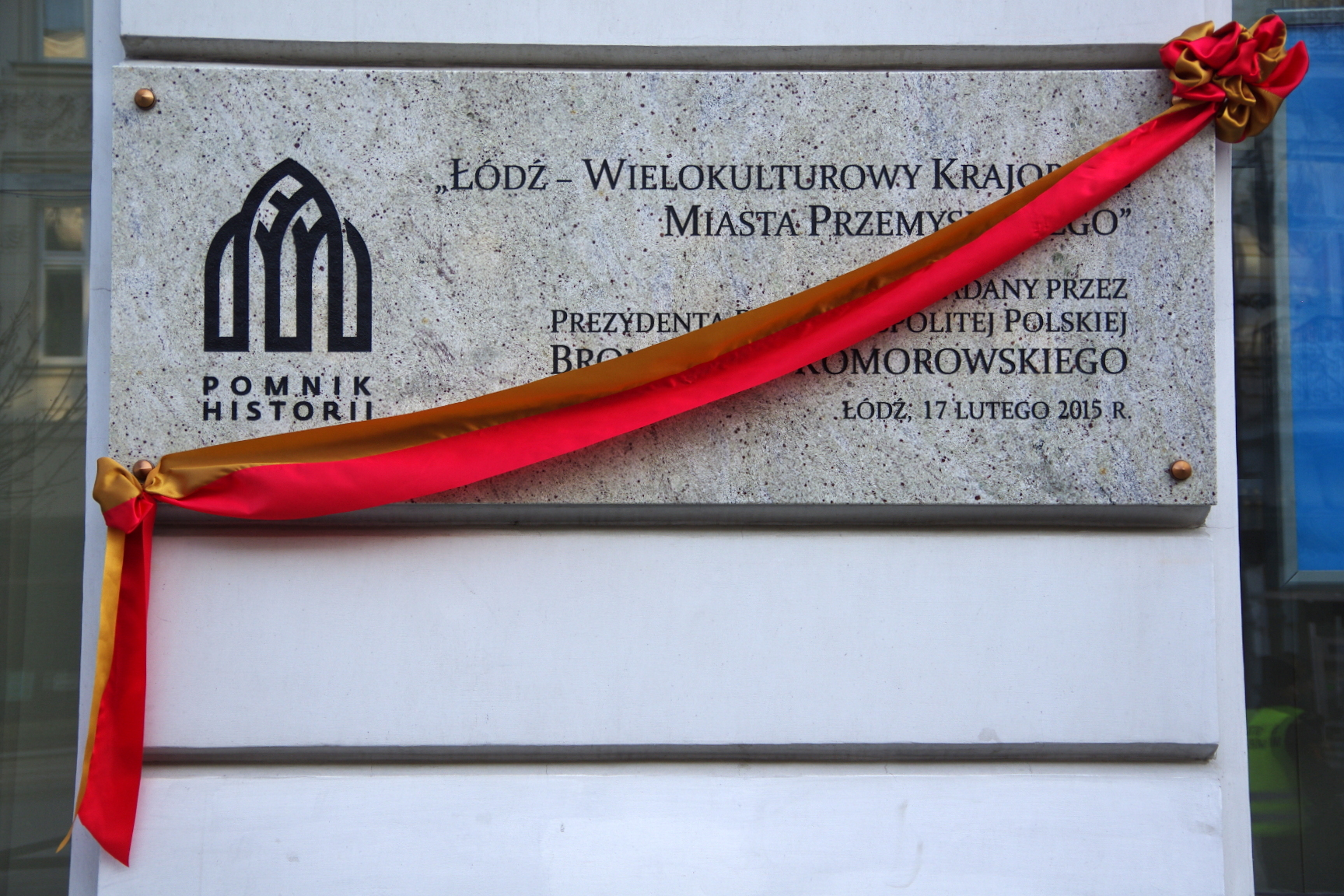
Tablica upamiętniająca
przyznanie Łodzi statusu pomnika historii (luty 2015)

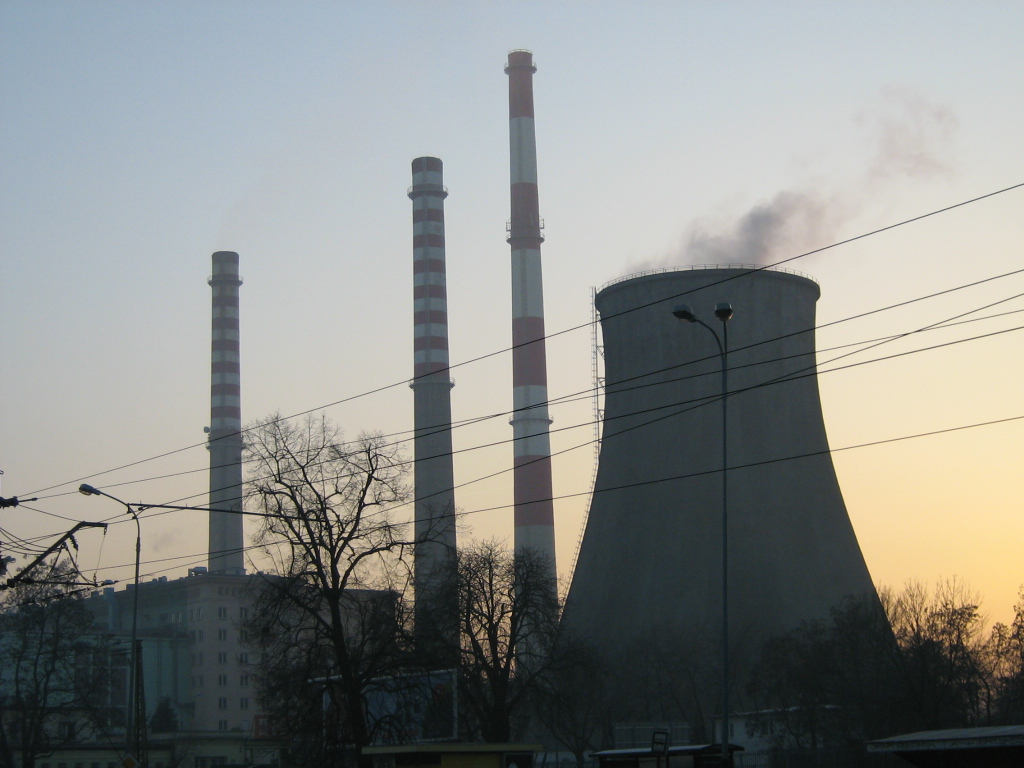
EC-2 przy ul. Wróblewskiego (grudzień 2007)

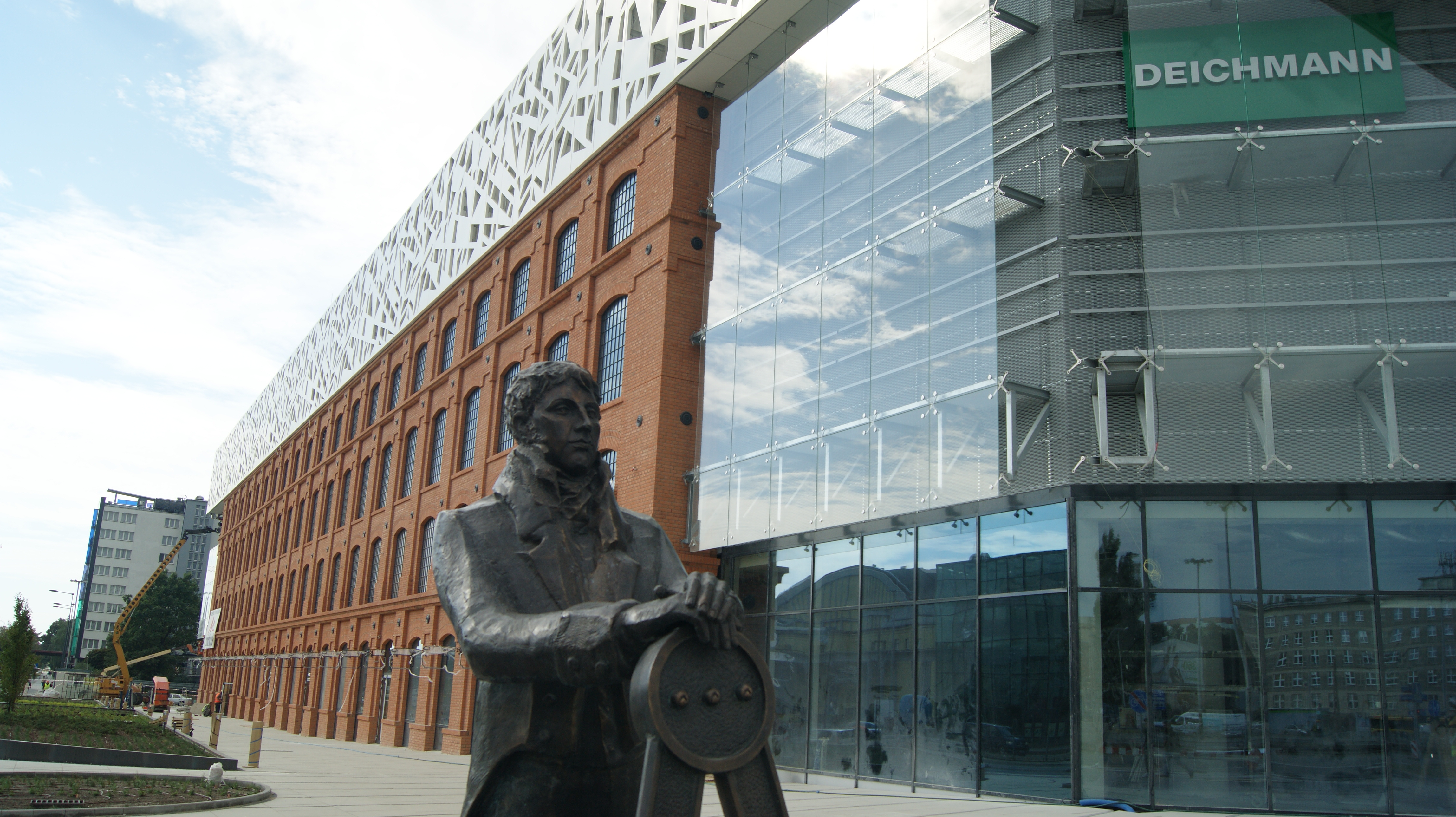
Pomnik Początków Miasta Łodzi przy Centrum Handlowo-Rozrywkowym „Sukcesja” (październik 2015)

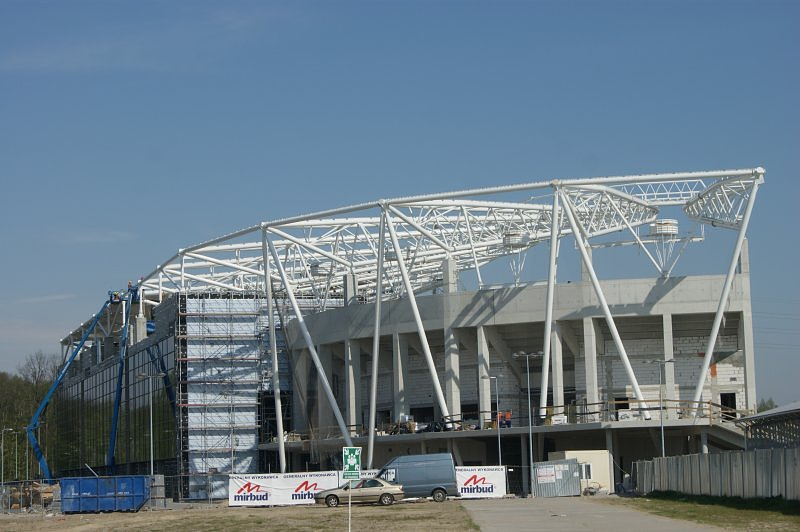
Nowa trybuna na obiekcie przy al. Unii Lubelskiej (wrzesień 2015)

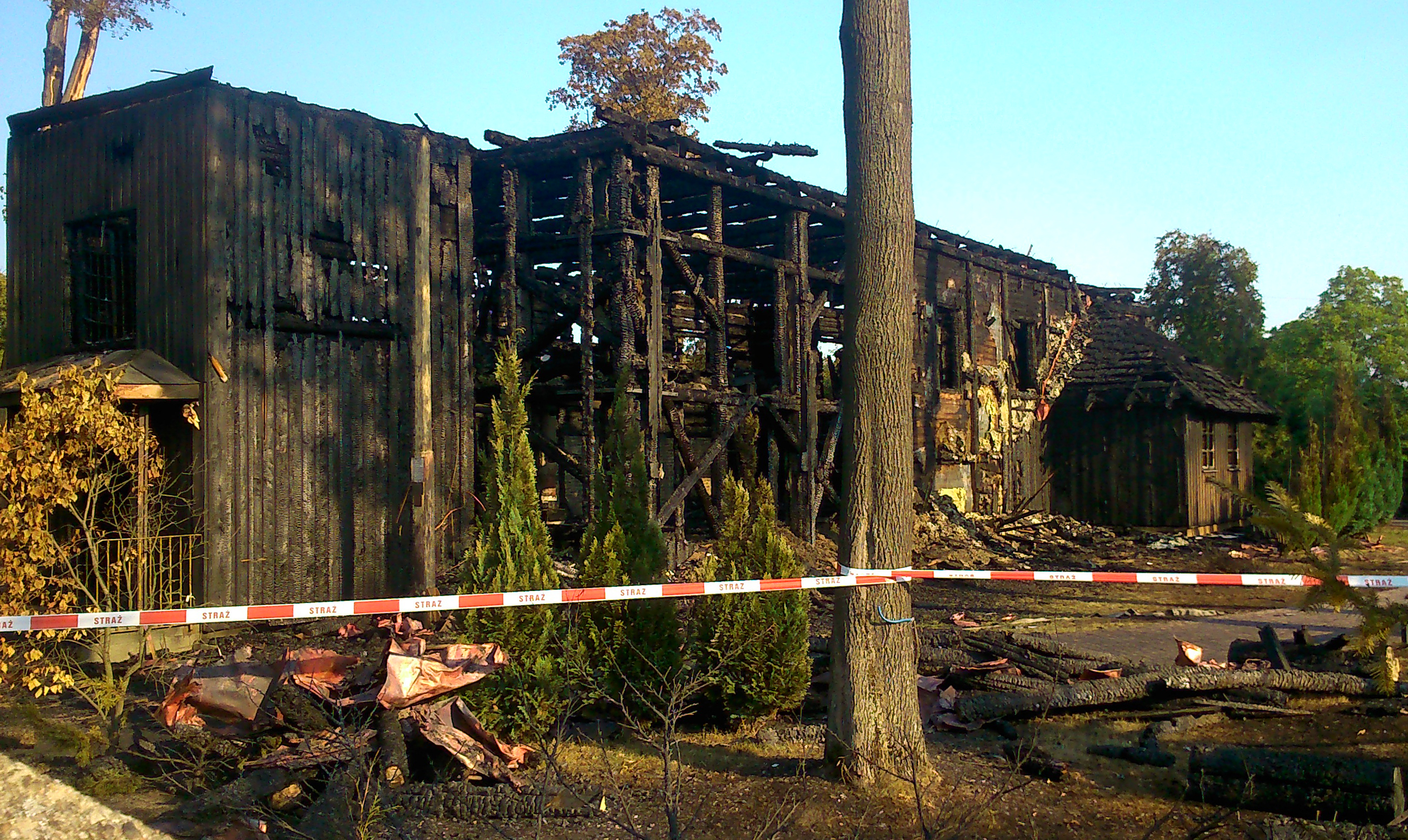
Kościół św. Doroty
tuż po ugaszeniu pożaru
(31 sierpnia 2015)

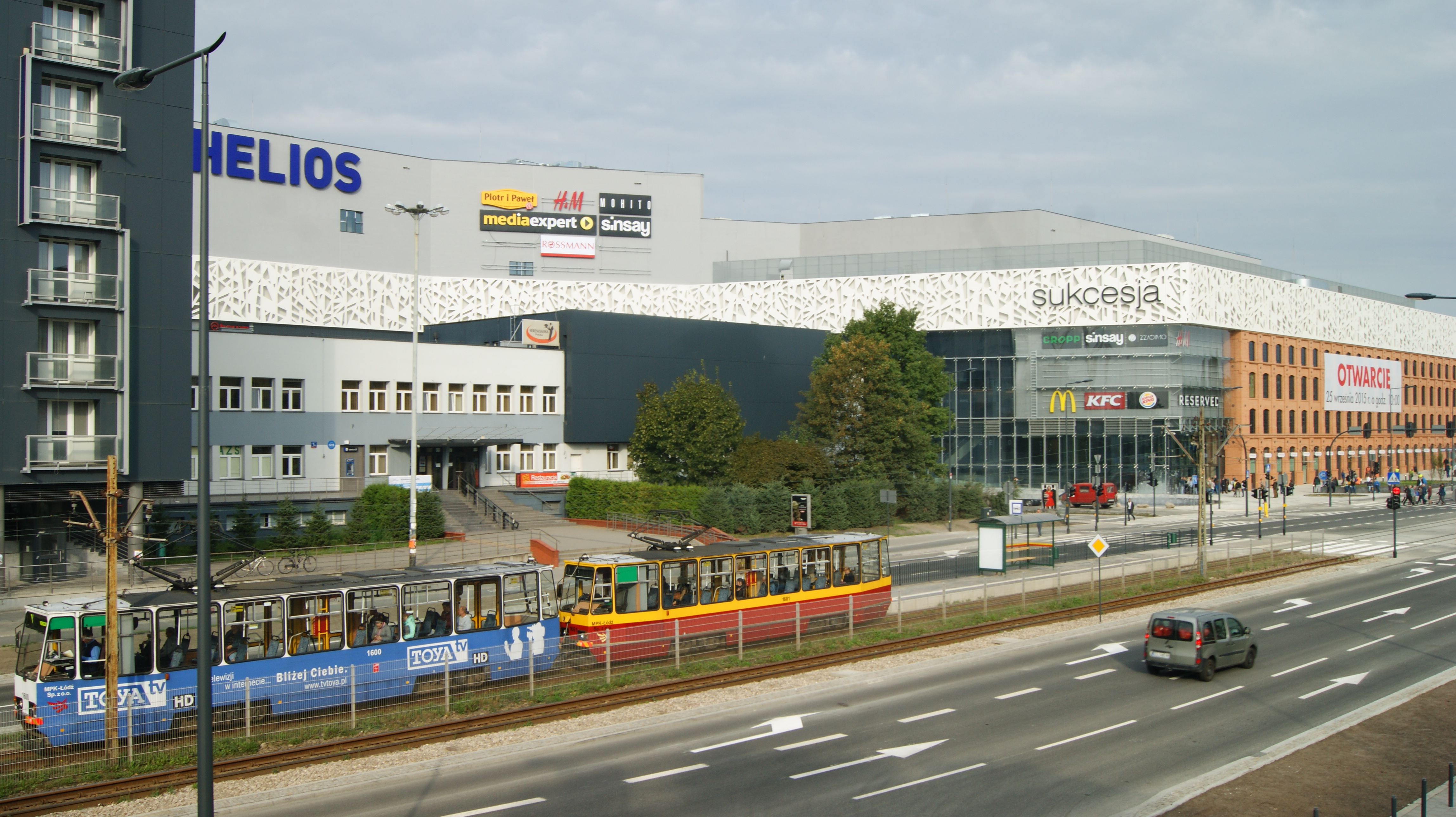
Centrum Handlowo-Rozrywkowe „Sukcesja” w dniu otwarcia (25 września 2015)

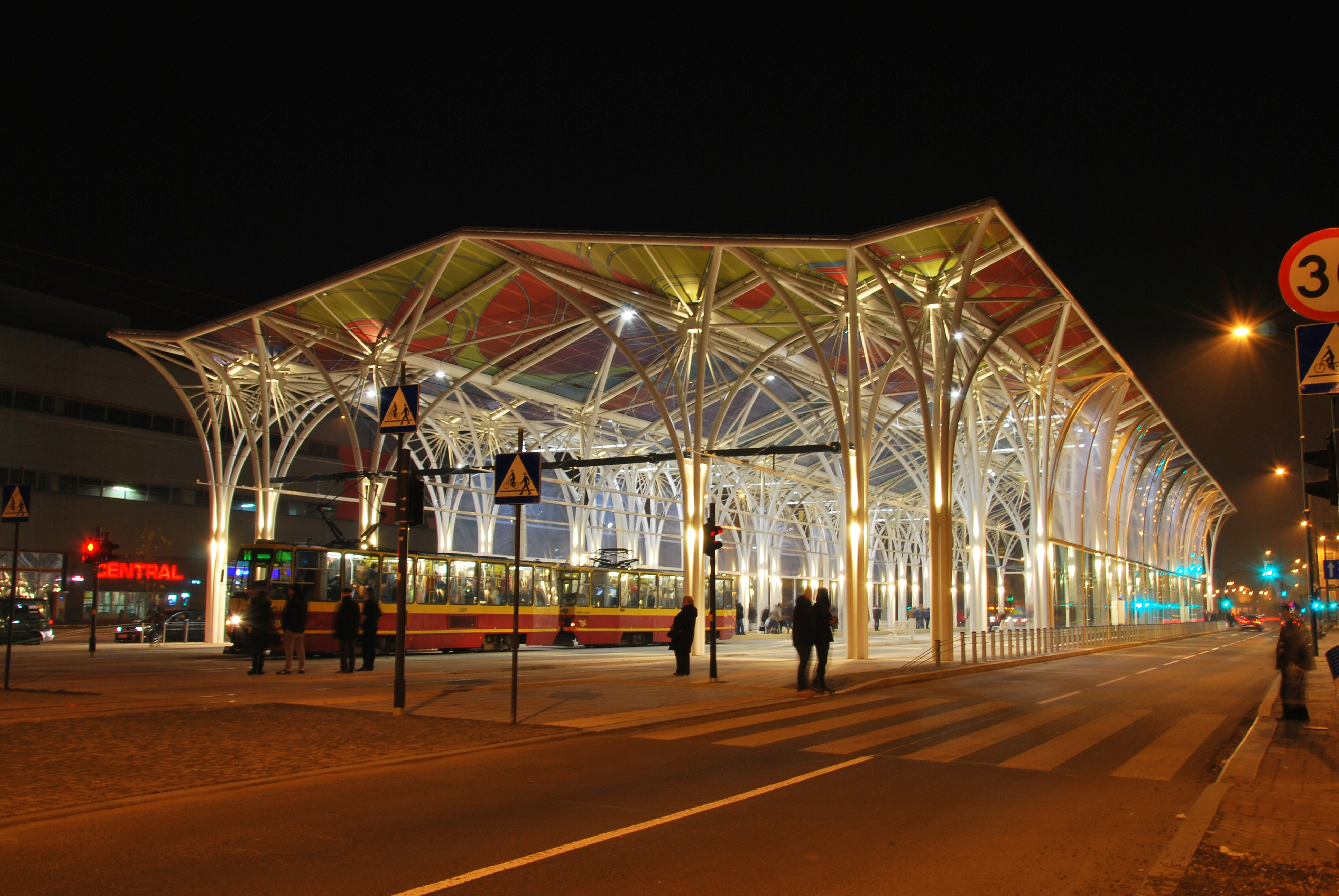
Tramwajowe centrum przesiadkowe na trasie W-Z
w al. Mickiewicza w dniu otwarcia (31 października 2015)

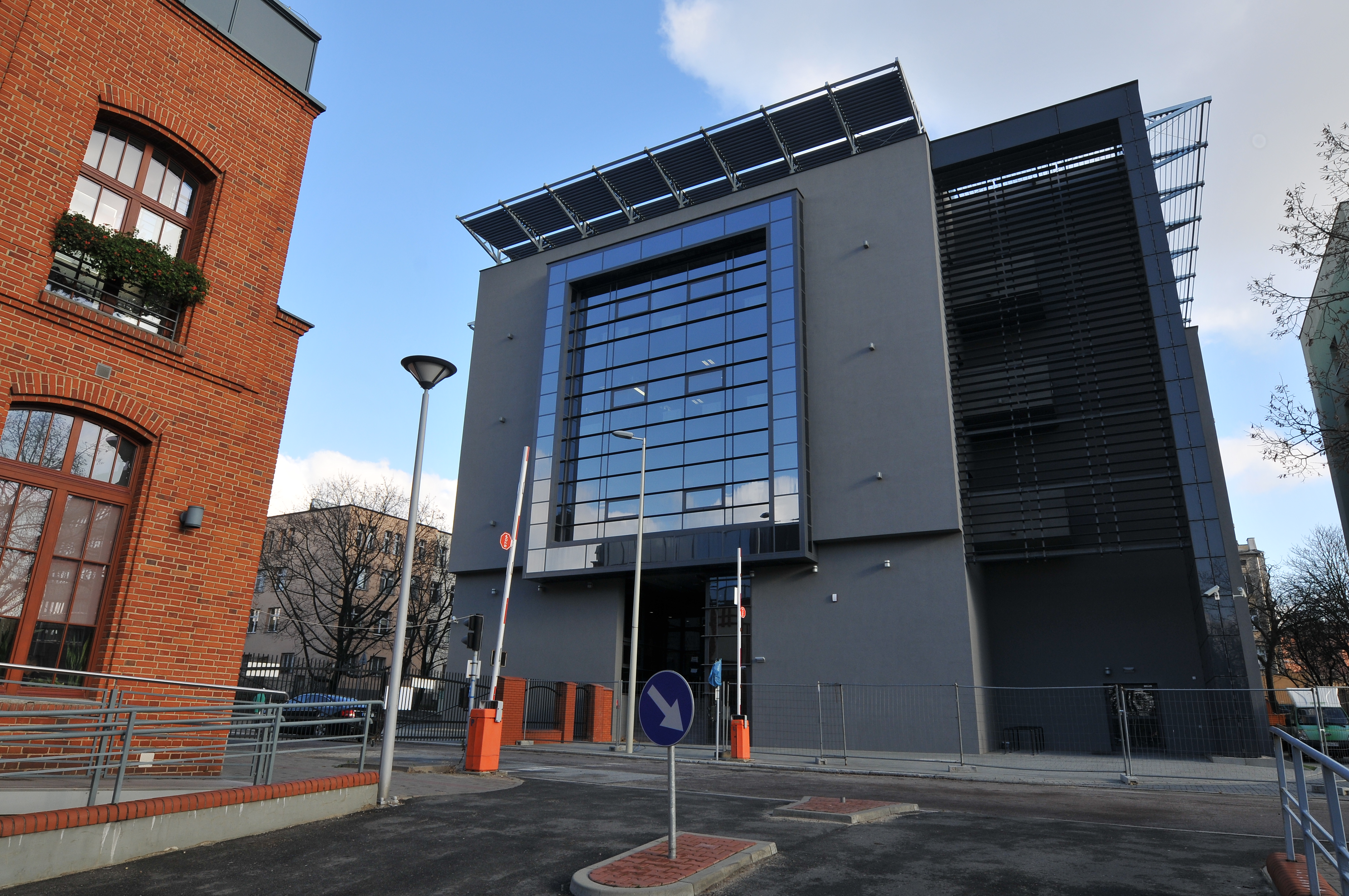
LabFactor – nowy gmach Wydziału Inżynierii Procesowej i Ochrony Środowiska Politechniki Łódzkiej
(24 listopada 2015)

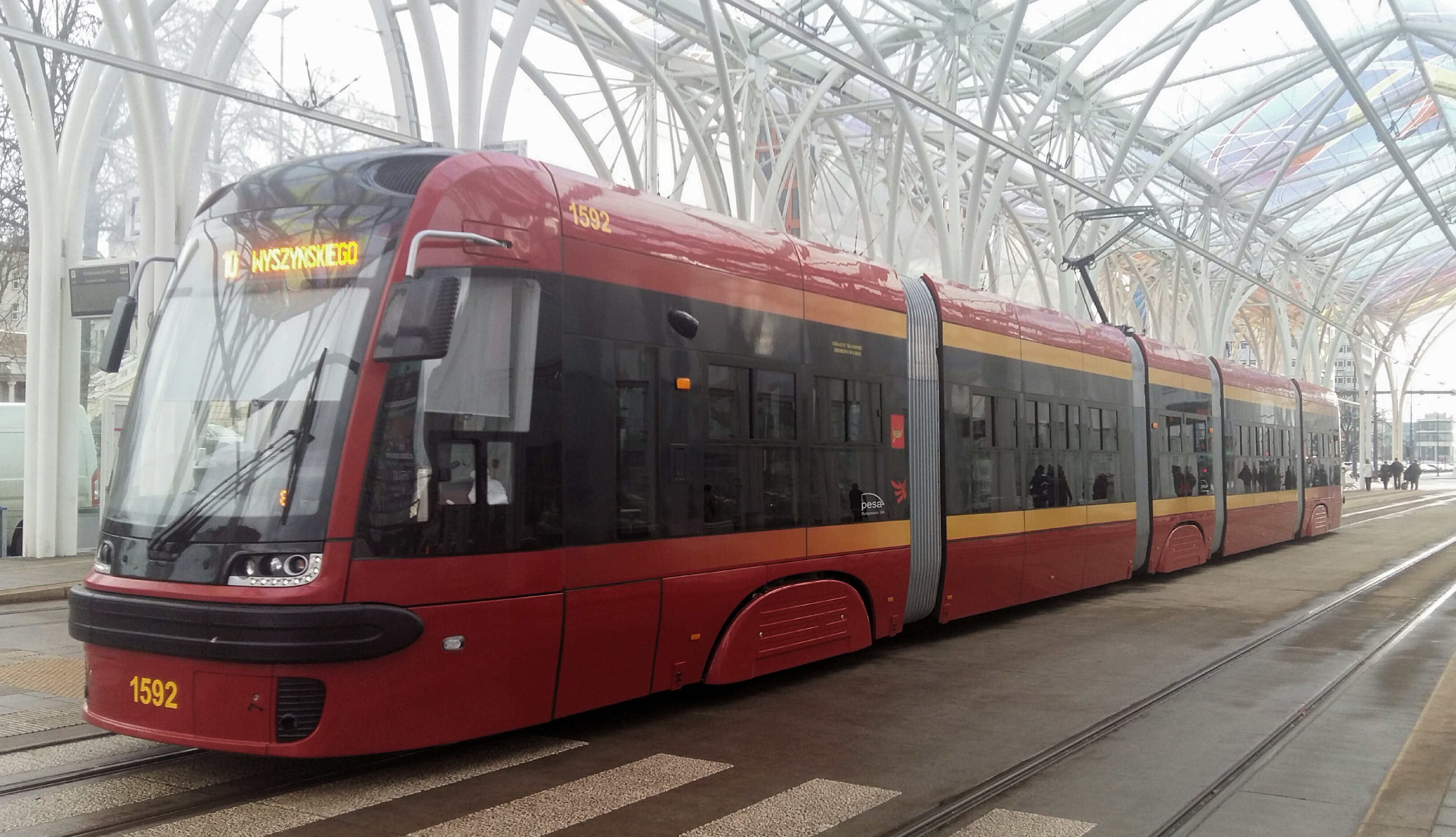
Tramwaj Pesa Swing na Dworcu Tramwajowym Centrum (2 lutego 2016)

- (D)  pogrzeb hm. Janusza Boisségo (20 stycznia), komendanta Szczepu im. Romualda Traugutta, legendarnego długoletniego nauczyciela geografii w I Liceum Ogólnokształcącym im. M. Kopernika (zmarł 14 stycznia); liczący ponad 500 osób pochód uczniów, nauczycieli, absolwentów szkoły oraz harcerzy przeszedł ulicami Żeromskiego, Legionów, Cmentarną i Ogrodową na Stary Cmentarz, gdzie w części ewangelicko-augsburskiej odbyły się uroczystości pogrzebowe[98][99][100];
- (U)  oficjalne otwarcie (27 stycznia) przy ul. Sienkiewicza 175 biurowca „Ericpol Software Pool”, wybudowanego w latach 2013–2014 w miejscu dawnego Ośrodka Sportów Wodnych – basenu Zakładów Przemysłu Dziewiarskiego „Olimpia”; obiekt liczy ponad 12 000 m² powierzchni użytkowej, jego elewację zdobi niemal 60 tys. ręcznie wyrabianych ceramicznych cegieł klinkierowych w popielatym kolorze, wytwarzanych wyłącznie w zakładzie w Danii[101]; przez Stowarzyszenie Architektów Polskich został uznany za najlepszy obiekt użyteczności publicznej w 2015 r.[102];
- (W)  Łódź znalazła się (w styczniu) na liście 10 najpiękniejszych miast Polski, sporządzonej przez firmę pośredniczącą w handlu luksusowymi nieruchomościami Poland Sotheby’s International Realty[103];
- (U)  zakończenie (31 stycznia) rozbiórki hotelu „Centrum” przy ul. Kilińskiego 59/63[104];
- (S)   (U)  rozpoczęcie (10 lutego) wyburzania starego stadionu Widzewa Łódź przy al. Piłsudskiego 138 (na początku maja, gdy trwały jeszcze ostatnie prace związane z rozbiórką, rozpoczęła się budowa nowego obiektu, o pojemności 18 018 miejsc siedzących; kamień węgielny wmurowano 3 czerwca[105]); 3 lutego 2017 r. nowy stadion został oddany do użytkowania[106], a jego oficjalnego otwarcia dokonano w marcu 2017 r. (zobacz »);
- (W)  uznanie (16 lutego) wielokulturowego krajobrazu miasta przemysłowego Łodzi za pomnik historii; dzień później rozporządzenie w tej sprawie wręczył osobiście prezydent Łodzi Hannie Zdanowskiej Prezydent RP Bronisław Komorowski podczas swojej wizyty w Łodzi[107];
- (S)  11. halowy mityng lekkoatletyczny Pedro’s Cup w Atlas Arenie (17 lutego); międzynarodowe zawody odbyły się po raz pierwszy w Łodzi (organizatorzy przenieśli imprezę z Bydgoszczy do większego obiektu, co umożliwiło rozszerzenie programu o biegi); rozegranych zostało siedem konkurencji: skok o tyczce mężczyzn, skok wzwyż kobiet, pchnięcie kulą mężczyzn oraz bieg na 60 metrów i bieg na 60 metrów przez płotki kobiet i mężczyzn; w rankingu prowadzonym przez portal All Athletics mityng Pedro’s Cup 2015 zajął drugie miejsce (pierwsze wśród zawodów halowych) w kategorii mityngów specjalnych, czyli o niepełnym programie konkurencji (pierwsze miejsce w tym zestawieniu zajął Festiwal Rzutów im. Kamili Skolimowskiej 2015);
- (K)   (W)  film Ida, wyprodukowany przez łódzki Opus Film, zdobył (22 lutego) Oscara za rok 2014 w kategorii najlepszy film nieanglojęzyczny; ponadto zdobył m.in. Premio Goya Hiszpańskiej Akademii Sztuki Filmowej (7 lutego) i nagrodę Brytyjskiej Akademii Filmowej w kategorii najlepszy film nieanglojęzyczny (8 lutego); był także nominowany (28 stycznia) do Cezara francuskiej Akademii Sztuki i Techniki Filmowej;
- (T)  uruchomienie (28 lutego) pierwszych 10 ulicznych biletomatów MPK – Łódź, m.in. na dworcu Łódź Kaliska, przy skrzyżowaniach ulic Aleksandrowskiej z Traktorową, Narutowicza z Kopcińskiego, Zachodniej z Legionów i Zieloną[108];
- (I)  oficjalne uruchomienie (5 marca) sieci monitoringu miejskiego na ul. Piotrkowskiej, obejmującej odcinek między pl. Wolności a al. Mickiewicza; sieć tworzyło 89 kamer (w tym 20 obrotowych) podłączonych do czterech punktów obserwacyjnych[109]; w drugim etapie inwestycji do końca lutego 2016 r. podłączono kolejne 86 kamer umieszczonych w różnych punktach miasta[110]; w końcu 2017 r. działało 440 kamer w 169 punktach miasta[111], zaś po zakończeniu 5. etapu inwestycji, w lutym 2019 r. – 605 kamer w 210 punktach miasta[112];
- (K)   (W)  nadanie (5 marca) przez Akademię Sztuk Pięknych im. W. Strzemińskiego tytułu doktora honoris causa Jerzemu Skolimowskiemu[113];
- (O)   (U)  otwarcie (12 marca) Wojewódzkiego Centrum Przedsiębiorczości przy ul. Narutowicza 34, o powierzchni ok. 3200 m², w zrewitalizowanym kompleksie obiektów wzniesionych na przełomie XIX i XX w. przez przemysłowców Kaisera i Silberberga; znalazły tam siedzibę m.in.: Łódzka Agencja Rozwoju Regionalnego, Łódzka Izba Przemysłowo-Handlowa, Inkubator Przedsiębiorczości, Klaster Nowych Technologii, Business Centre Club, biuro chińskiego miasta Chengdu kooperującego z Łodzią oraz konsulat Mołdawii[114];
- (Z)  zakończenie (16 marca) budowy kromlechu w Łódzkim Ogrodzie Botanicznym; ma średnicę 15 m i został wykonany z kamieni polnych wydobytych na terenie Kopalni Węgla Brunatnego „Bełchatów” w Szczercowie; pomysłodawcą budowy był Polski Cech Psychotroniczny[115];
- (K)  drugi koncert z cyklu „Night of the Proms – Classic Meets Pop” (21 marca) w Atlas Arenie; wystąpili: Katie Melua, Kim Wilde, Mark King z zespołu Level 42, Grzegorz Skawiński z zespołem Kombii, Rafał Brzozowski, Tony Henry i John Miles; artystom wykonującym popowe przeboje w symfonicznych aranżacjach towarzyszyła orkiestra Il Novecento oraz Akademicki Chór Politechniki Łódzkiej[116];
- (I)  wyłączenie z eksploatacji (31 marca) EC-2 przy ul. Wróblewskiego 26, po 56 latach działalności; dostawy ciepła i ciepłej wody na Retkinię przejęła EC-3 przy ul. Pojezierskiej 70, a na Karolew – EC-4 przy ul. Jadzi Andrzejewskiej 5[117];
- (K)   (W)  w Alei Gwiazd na ul. Piotrkowskiej, tuż obok pomnika Artura Rubinsteina, odsłonił osobiście (11 kwietnia) swoją gwiazdę Allan Starski[118];
- (S)  11. edycja łódzkiego maratonu (19 kwietnia); zwyciężyli Kenijczyk Albert Kiplagat Matebor (z wynikiem 2:11:49) oraz reprezentantka Polski Monika Drybulska (2:29:28);
- (S)  zdobycie (9 maja) przez piłkarzy wodnych Łódzkiego Sportowego Towarzystwa Waterpolowego czternastego mistrzostwa Polski w piłce wodnej mężczyzn;
- odsłonięcie (25 lipca) pomnika Początków Miasta Łodzi przed wejściem głównym budowanego Centrum Handlowo-Rozrywkowego „Sukcesja” w al. Politechniki u zbiegu z ul. Rembielińskiego; pomnik według projektu Zofii Władyki-Łuczak i Ludosława Wenerskiego tworzy postać Rajmunda Rembielińskiego wsparta o cyrkiel, stojąca na posadzce przedstawiającej plan podziału Nowego Miasta Łodzi sporządzony w 1823 r. przez Filipa de Viebiga na zlecenie Rembielińskiego[119];
- (D)  wielki pożar (27–28 lipca) zakładów niemieckiego koncernu Coko-Werk przy ul. Dąbrowskiego 225/243, wytwarzających komponenty z tworzyw sztucznych. Ogień pojawił się rano, a jego ugaszenie zajęło 147 strażakom z 48 zastępów blisko 23 godziny; doszczętnie spłonęła hala magazynowa z lakiernią i linią produkcyjną podzespołów do urządzeń gospodarstwa domowego, suma strat sięgnęła około 30 000 000 euro, produkcja została wstrzymana, a 400 pracowników urlopowano; według raportu straży pożarnej przyczyną pożaru było posługiwanie się w hali otwartym ogniem. Zakłady odbudowano w ciągu 16 miesięcy, oficjalne wznowienie produkcji nastąpiło 7 marca 2017 r.[120][121];
- (S)  zdobycie (2 sierpnia) przez piłkarzy Grembacha Łódź szóstego mistrzostwa Polski w piłce nożnej plażowej;
- (S)   (U)  oddanie do użytku (2 sierpnia) boiska wraz z nową trybuną główną na stadionie miejskim ŁKS przy al. Unii Lubelskiej 2; trybuna o pojemności 5700 widzów powstała obok starego stadionu ŁKS; na inaugurację rozegrano mecz piłkarski ŁKS – „Pogoń” Lwów; zwyciężyli łodzianie 2:1 (1:0);
- (S)  zdobycie (25 sierpnia) przez zawodnika Rudzkiego Klubu Sportowego Adama Kszczota srebrnego medalu w biegu na 800 metrów podczas mistrzostw świata w lekkoatletyce w Pekinie[122];
- (D)  wielki pożar (31 sierpnia) drewnianego kościoła pw. św. Doroty przy ul. Pomorskiej 445 w Mileszkach, jednego z najstarszych zabytków Łodzi. Ogień pojawił się około godz. 4:00, prawdopodobnie wskutek zwarcia instalacji elektrycznej; przez kilka godzin walczyło z nim 17 zastępów straży pożarnej, jednak kościół spłonął doszczętnie[123];
- (W)  hotel „Tobaco” przy ul. Kopernika 64 zwyciężył (5 września) w kategorii Poland’s Leading Boutique Hotel 2015 w 22. edycji renomowanego międzynarodowego konkursu World Travel Awards 2015 – jednego z najważniejszych światowych wydarzeń w branży turystycznej[124];
- (K)   (O)  powołanie (22 września) przez ministra kultury i dziedzictwa narodowego Małgorzatę Omilanowską – podczas wyjazdowego posiedzenia Rady Ministrów w Łodzi – Narodowego Centrum Kultury Filmowej w EC1 Wschód; ze strony miasta umowę parafowała prezydent Hanna Zdanowska[125];
- (H)   (U)  otwarcie (25 września) Centrum Handlowo-Rozrywkowego „Sukcesja” przy al. Politechniki 1, wybudowanego w latach 2008–2015 w miejscu dawnych zakładów Józefa Gampego i Juliusza Albrechta; w części rozrywkowej znalazło się m.in. 9-salowe kino sieci Helios i największa w Łodzi kręgielnia z 24 torami bowlingowymi i stołami bilardowymi[126];
- (K)  koncert zespołu Deep Purple w Atlas Arenie (25 października) w ramach promocji albumu Now What?!; widownia: około 10 000 widzów[127];
- (T)   (U)  otwarcie (31 października) przebudowanej trasy W-Z; przebudowa dokonana w okresie 1 października 2013 – 30 października 2015 objęła m.in. wykonanie przejazdu dla samochodów przebiegającego prostopadle pod skrzyżowaniami z ulicami Wólczańską, al. Kościuszki, Piotrkowską i Sienkiewicza (częściowo w tunelu o długości 246 m)[128], budowę tramwajowego centrum przesiadkowego między al. Kościuszki a ul. Piotrkowską, likwidację przejść podziemnych pod skrzyżowaniem al. Mickiewicza / al. Piłsudskiego z ul. Piotrkowską i pod skrzyżowaniem al. Piłsudskiego z ul. Sienkiewicza oraz budowę estakady na ul. Rokicińskiej; oddano także do użytku nową trasę tramwajową poprowadzoną z Widzewa Wschodu ulicami: Rokicińską (od pętli przy ul. Augustów) – al. Hetmańską – Kazimierza Odnowiciela – al. Ofiar Terroryzmu 11 Września do nowej pętli na Olechowie przy ul. Informatycznej (między zakładami Della a parkiem logistycznym Panattoni Park Łódź East)[129]; po ponad 55 latach tramwaje wróciły również na odcinek ul. Piotrkowskiej między al. Mickiewicza / al. Piłsudskiego a ul. Żwirki / ul. Wigury; jednocześnie wyłączono z ruchu trasę tramwajową wzdłuż al. Kościuszki od al. Mickiewicza do ul. Żwirki i wzdłuż ul. Żwirki od al. Kościuszki do ul. Piotrkowskiej (przeznaczając ją do wykorzystania jedynie jako objazdu w przypadku awarii na trasie W-Z); podstawowy koszt przebudowy wyniósł 747 mln złotych, w tym 532 mln zł stanowiła dotacja Unii Europejskiej, koszt dodatkowy – 25 mln złotych – został pokryty z budżetu miasta[70];
- (D)  pogrzeb Zdzisława Jaskuły (2 listopada), poety, pisarza, reżysera teatralnego, wykładowcy PWSFTviT, dyrektora Teatru Nowego w latach 1997–1999 i 2010–15, działacza opozycyjnego w latach 70. i 80. (zmarł 24 października); w uroczystościach złożenia jego prochów w Alei Zasłużonych na cmentarzu na Dołach uczestniczyło kilkaset osób, m.in. prezydent Łodzi Hanna Zdanowska i wiceprezydent Krzysztof Piątkowski[130]. Na ścianie kamienicy, w której mieszkał artysta – przy ul. Wschodniej 49 – została odsłonięta w 1. rocznicę jego śmierci tablica pamiątkowa[131];
- (R)  uroczyste wniesienie do synagogi (2 listopada) nowej Tory, napisanej w Jerozolimie przez specjalnie wykształconego pisarza, którą łódzka Gmina Wyznaniowa Żydowska otrzymała w darze od rodziny Hiltona i Louise Nathansonów z Londynu; ostatnie znaki Tory dopisali podczas uroczystości przedstawiciele donatorów, łódzkiej gminy wyznaniowej i naczelny rabin Polski Michael Schudrich; uroczystość wniesienia Tory odbyła się w Łodzi po raz pierwszy od czasów przedwojennych, a dotąd gmina posiadała egzemplarze Tory z 1898 i 1926 r. oraz wypożyczony współczesny; wniesieniem nowej Tory łódzcy Żydzi rozpoczęli świętowanie 210. rocznicy założenia w mieście gminy wyznaniowej[132];
- (G)  oficjalne otwarcie (19 listopada) nowej hali produkcyjno-magazynowej firmy Amcor Tobacco Packaging Polska przy ul. Aleksandrowskiej 55 oraz siedziby belgijskiej firmy DesleeClama w kompleksie Segro Business Park przy ul. Rokicińskiej 168[133];
- (K)  koncert Slasha w Atlas Arenie (20 listopada); Slash (właśc. Saul Hudson), gitarzysta zespołu Guns N’ Roses w latach 1985–1996, a od 2003 r. zespołu Velvet Revolver, wystąpił w ramach trasy promującej album World on Fire[134];
- (N)  oficjalne uruchomienie (24 listopada) sterowni Analizatora Rzeczywistych Układów Złożonych (ARUZ) – pierwszego w świecie cyfrowego laboratorium służącego do przeprowadzania symulacji przebiegu reakcji chemicznych i procesów biologicznych, opracowanego w Katedrze Mikroelektroniki i Technik Informatycznych Politechniki Łódzkiej przy współudziale firmy Ericpol; sterownia mieści się w zaprojektowanym specjalnie dla niej budynku, będącym główną częścią Laboratorium Symulacji Molekularnych (BioNanoPark+) w Łódzkim Regionalnym Parku Naukowo-Technologicznym przy ul. Dubois 114/116; ARUZ to największe na świecie tego typu urządzenie, ważące 52 tony[135][136];
- (U)  oddanie do użytku (30 listopada) biurowca Wojewódzkiego Funduszu Ochrony Środowiska i Gospodarki Wodnej, wybudowanego w ciągu 18 miesięcy za kwotę 18,5 mln zł w Łódzkim Regionalnym Parku Naukowo-Technologicznym przy ul. Dubois 118; obiekt posiada m.in. kolektory słoneczne, instalacje fotowoltaiczne i instalację pozwalającą na wykorzystanie deszczówki z dachu i utwardzonego wokół terenu do nawilżania roślinności[137];
- (U)  otwarcie (w listopadzie) trzygwiazdkowego hotelu „Vigo” przy ul. Limanowskiego 126, dysponującego 80 miejscami w 36 pokojach oraz czterema salami konferencyjnymi o łącznej pojemności około 300 osób[138];
- (I)   (T)  oficjalne uruchomienie (1 grudnia) Obszarowego Systemu Sterowania Ruchem (OSSR), opracowanego przez olsztyńską firmę Sprint S.A., nadzorującego ruch na 240 łódzkich skrzyżowaniach, w tym 80 objętych monitoringiem; w skład systemu weszły: nowe sygnalizatory, pętle indukcyjne, detektory i czujniki, 120 kamer odczytujących tablice rejestracyjne pojazdów, 9 tablic elektronicznych zmiennej treści i system elektronicznej informacji pasażerskiej na około 140 przystankach[139]; elementy OSSR zostały połączone siecią światłowodową z centrum sterowania przy ul. Tuwima 36; koszt budowy systemu wyniósł około 80 mln zł[140];
- (S)  zdobycie (5 grudnia) przez Aleksandrę Urbańczyk-Olejarczyk srebrnego medalu w wyścigu na 50 m stylem grzbietowym, podczas pływackich mistrzostw Europy na krótkim basenie w Netanji[141];
- (N)  oficjalne otwarcie (8 grudnia) LabFactora – nowego gmachu Wydziału Inżynierii Procesowej i Ochrony Środowiska Politechniki Łódzkiej, wybudowanego w ciągu 15 miesięcy na terenie kampusu PŁ przy ul. Stefanowskiego 2; budowa obiektu o powierzchni użytkowej prawie 4500 m², mieszczącego 20 laboratoriów, kosztowała łącznie z wyposażeniem 51 mln zł pozyskanych ze środków Unii Europejskiej; rozpoczęcie zajęć w LabFactorze zaplanowano na marzec 2016 r.[142];
- (K)  I Międzynarodowy Konkurs Skrzypcowy im. Grażyny Bacewicz (9–13 grudnia) z udziałem 65 młodych skrzypków z ponad 20 krajów; jury w składzie: Łukasz Błaszczyk – przewodniczący, Bartosz Bryła, Massimiliano Caldi, Lars-Erik ter Jung, Robert Kabara i Janusz Wawrowski[143] przyznało I nagrodę ex æquo 15-letniej Anne Luisie Kramb z Niemiec i 21-letniej Sławomirze Wildze, studentce łódzkiej Akademii Muzycznej im. Grażyny i Kiejstuta Bacewiczów; konkurs był częścią I Międzynarodowego Festiwalu Muzycznego im. Grażyny Bacewicz[144][145];
- (T)  wprowadzenie do eksploatacji (23 grudnia), w 117. rocznicę uruchomienia trakcji tramwajowej w Łodzi, pierwszych trzech tramwajów Pesa 122NaL Swing na linii nr „10” łączącej Olechów z Retkinią[146]; do końca 2015 r. zakupiono łącznie 22 pojazdy za kwotę 135 238 690 zł netto, z czego 80% sfinansowano z Funduszu Spójności w ramach Programu Operacyjnego Infrastruktura i Środowisko[147];
- (U)  otwarcie (28 grudnia) nowej siedziby I Oddziału Zakładu Ubezpieczeń Społecznych przy ul. Lipiec Reymontowskich 11; gmach liczący 6 kondygnacji (w tym jedną podziemną) o łącznej powierzchni użytkowej około 8000 m² wzniesiono w ciągu 2 lat kosztem około 30,5 mln zł[148];
- (L)  Łódź liczyła 700 982 mieszkańców, w tym 699 002 mieszkańców-rezydentów[c].

### 2016

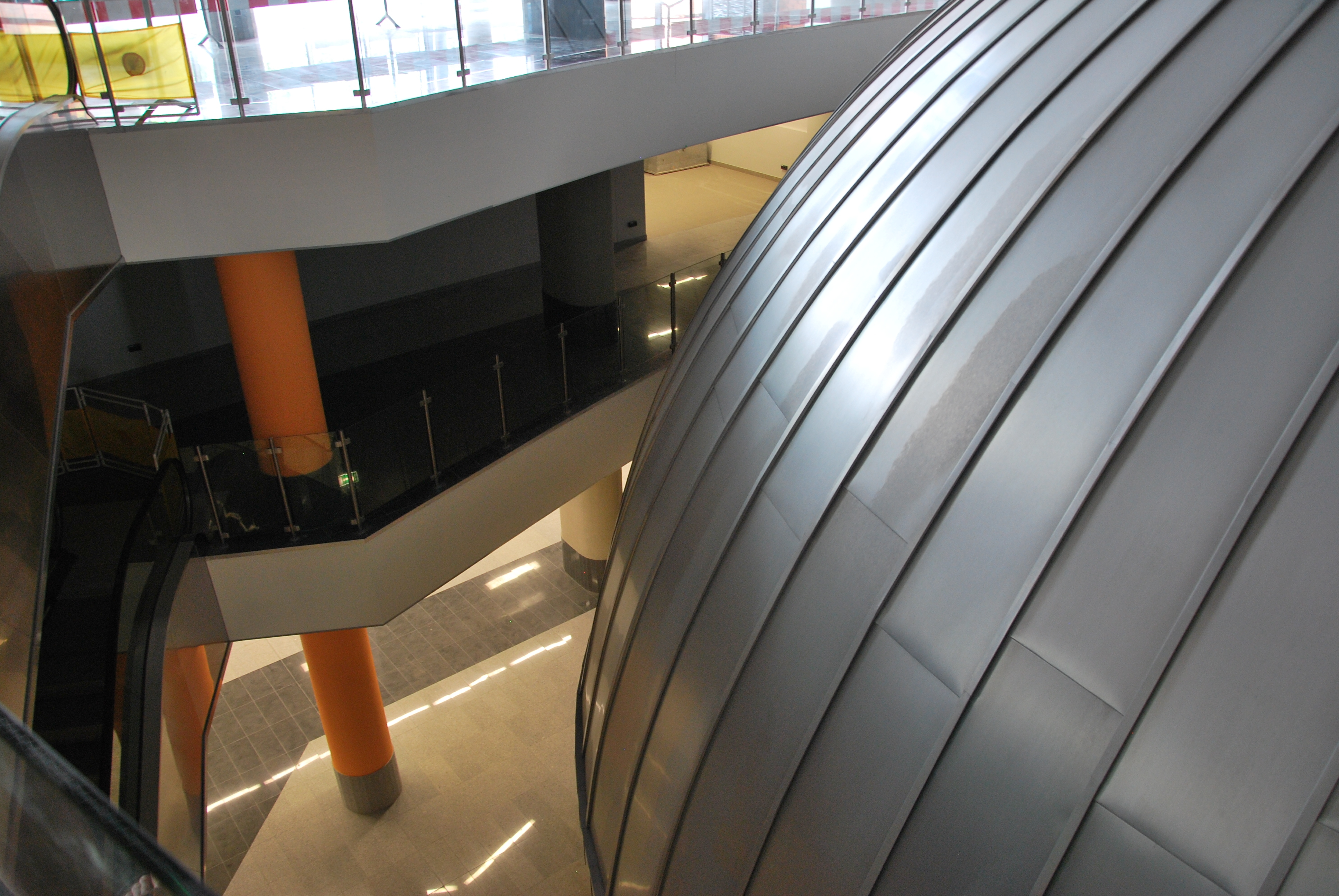
Planetarium w dawnej elektrowni EC1 Wschód
(lipiec 2013)

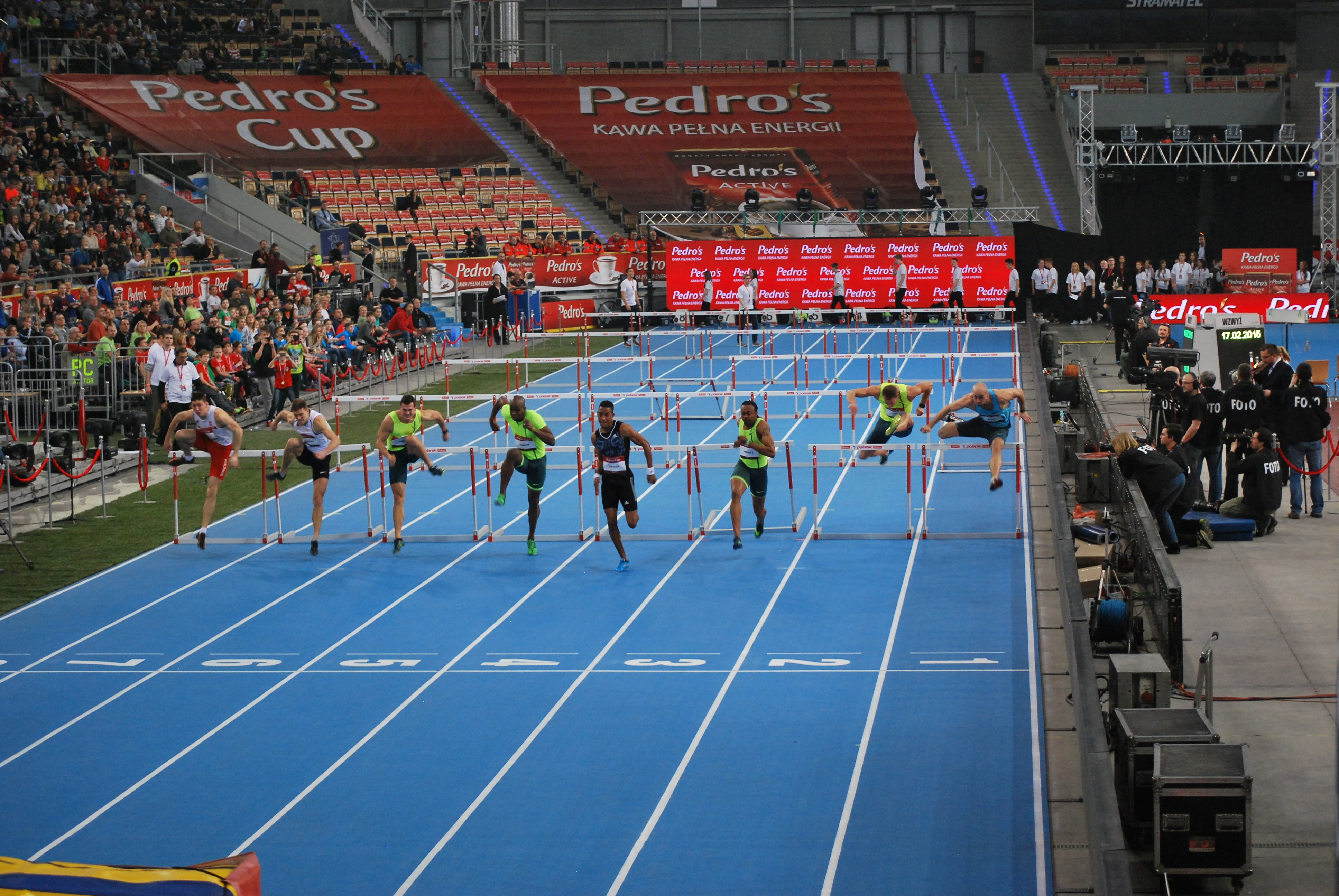
Pedro’s Cup w Atlas Arenie (luty 2015)

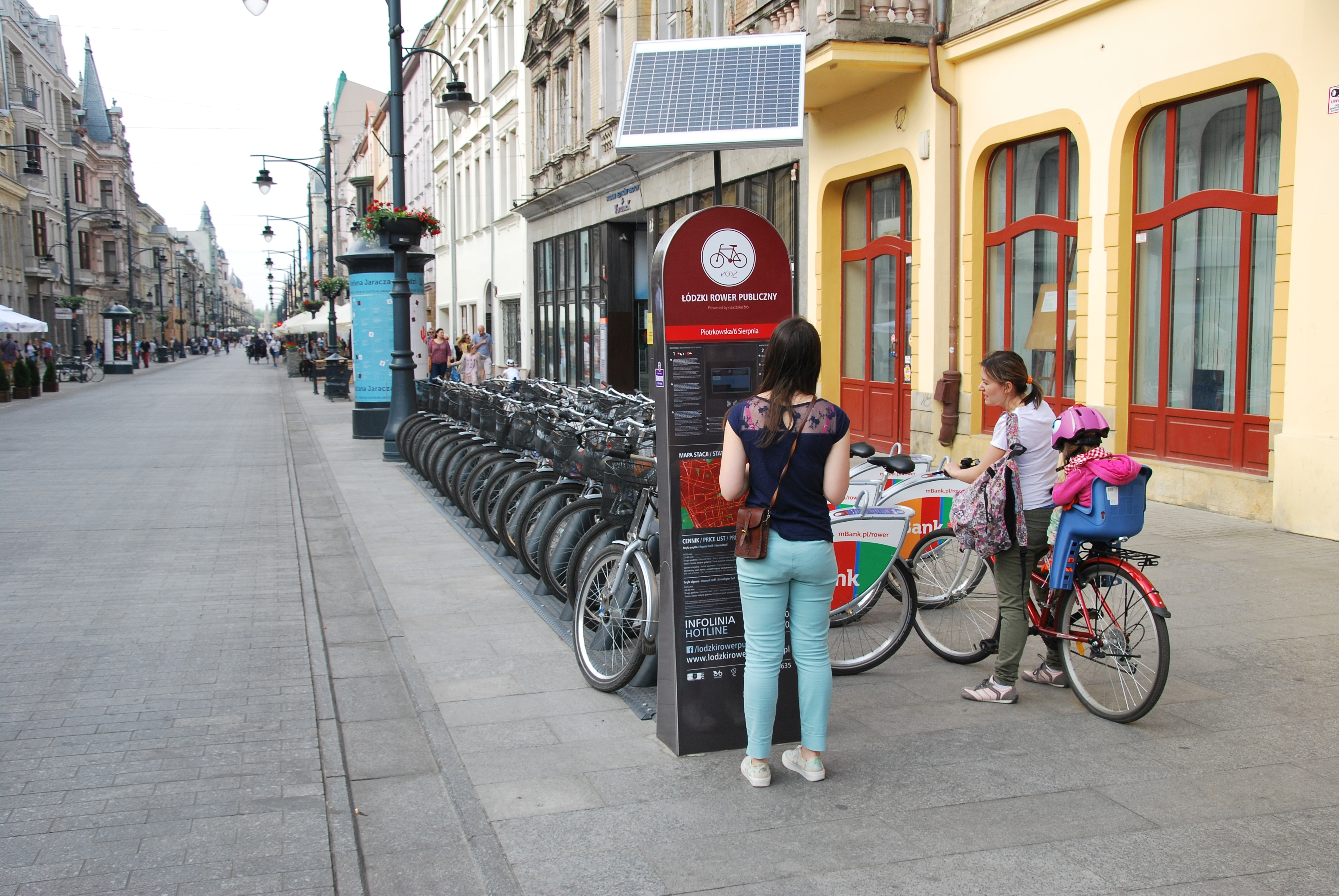
Stacja nr 35 Łódzkiego Roweru Publicznego na ul. Piotrkowskiej w pobliżu ul. 6 Sierpnia (maj 2016)

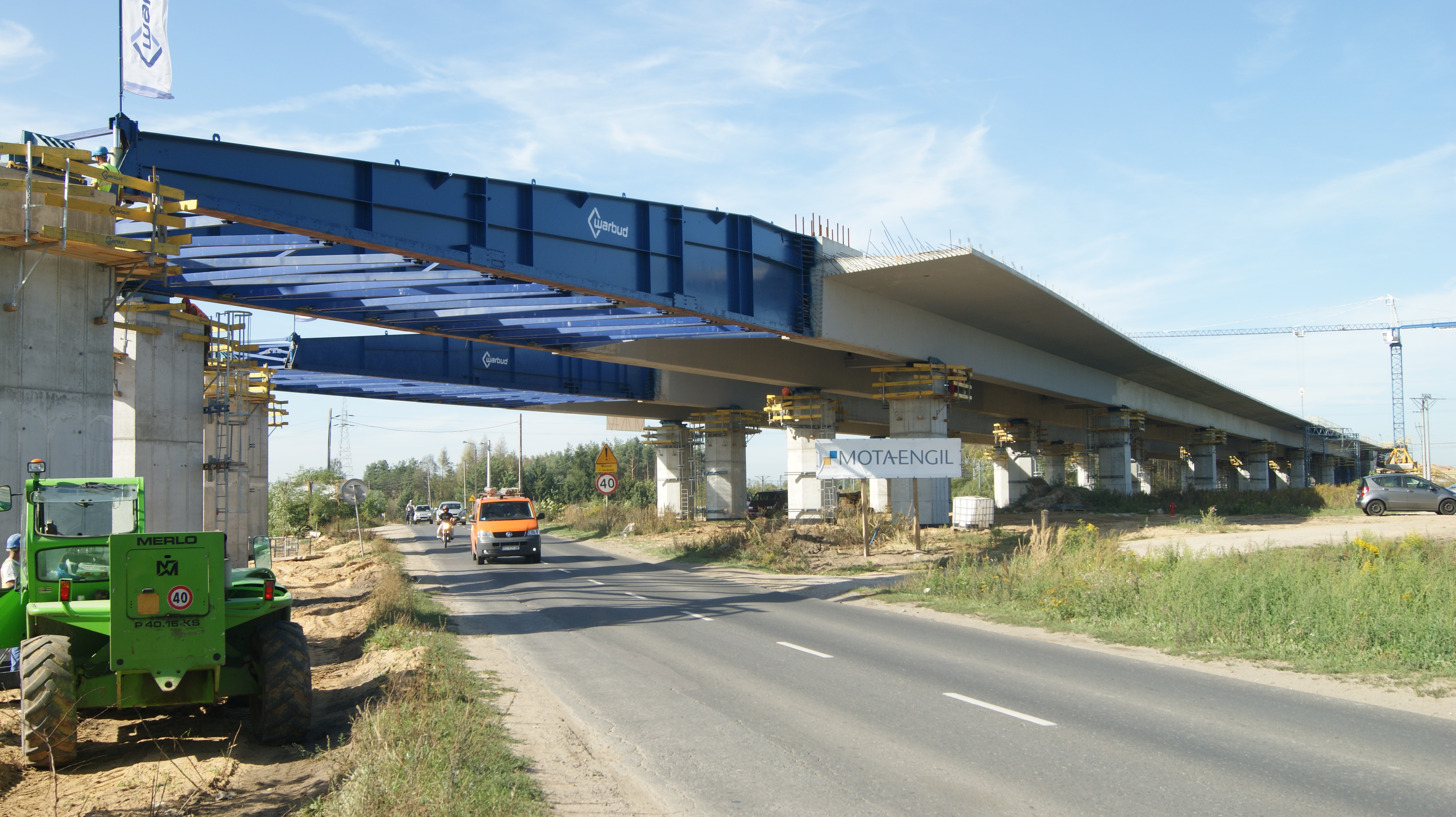
Autostrada A1, budowa wiaduktu nad ul. Rokicińską
(17 października 2015)

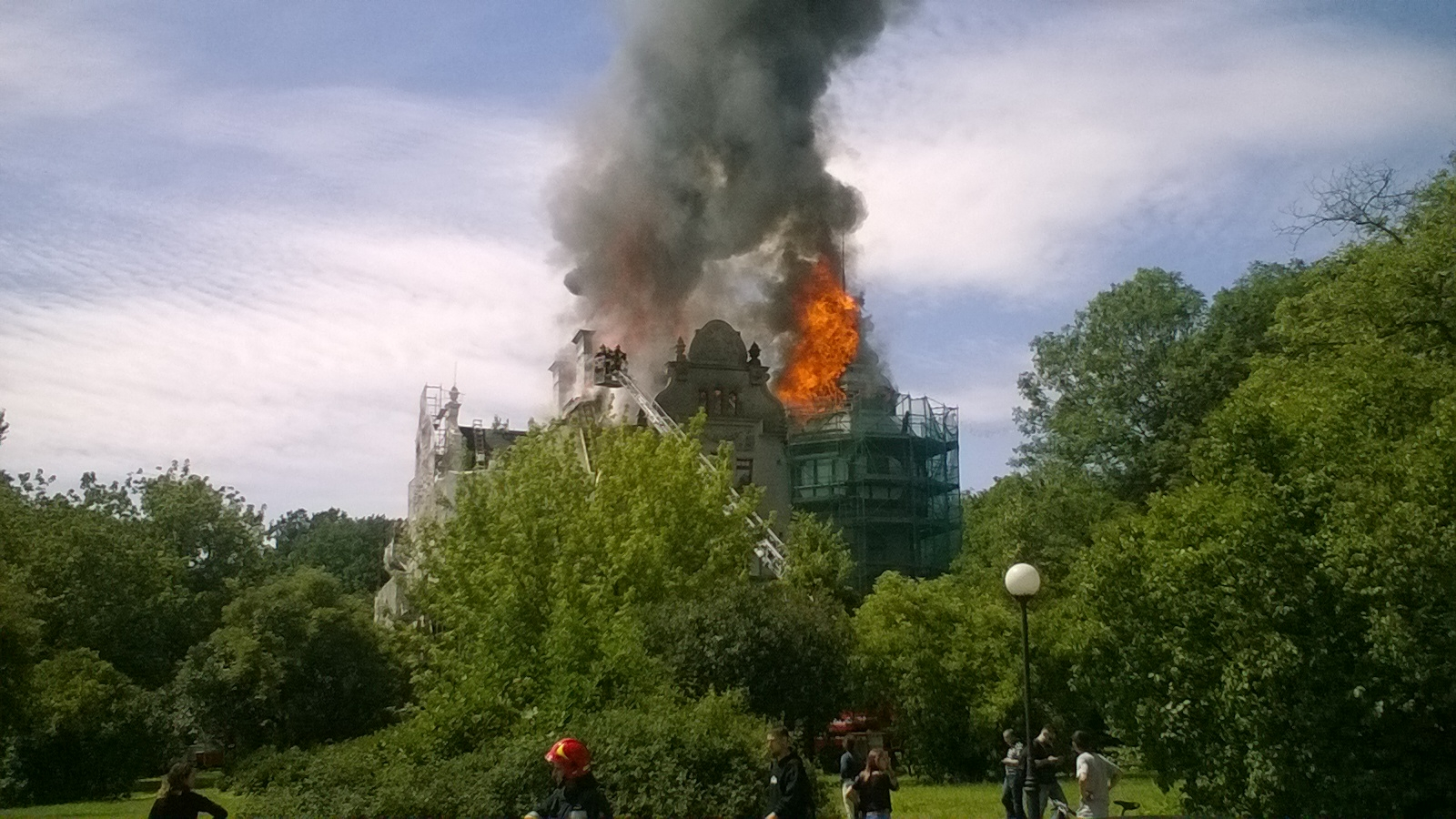
Pożar dawnej willi Reinholda Richtera (8 lipca 2016)

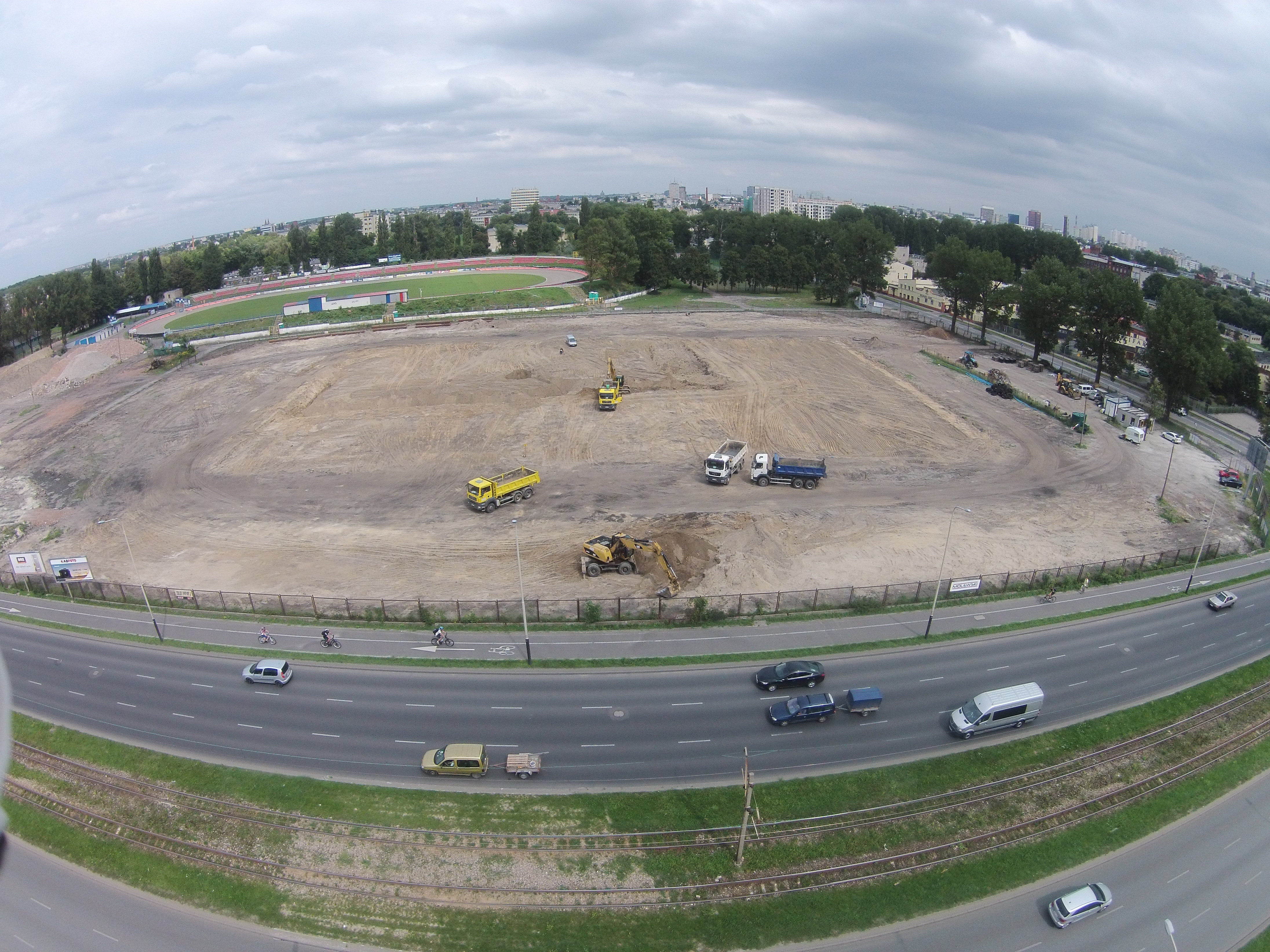
Początki budowy nowego stadionu KŻ „Orzeł” Łódź (sierpień 2016)

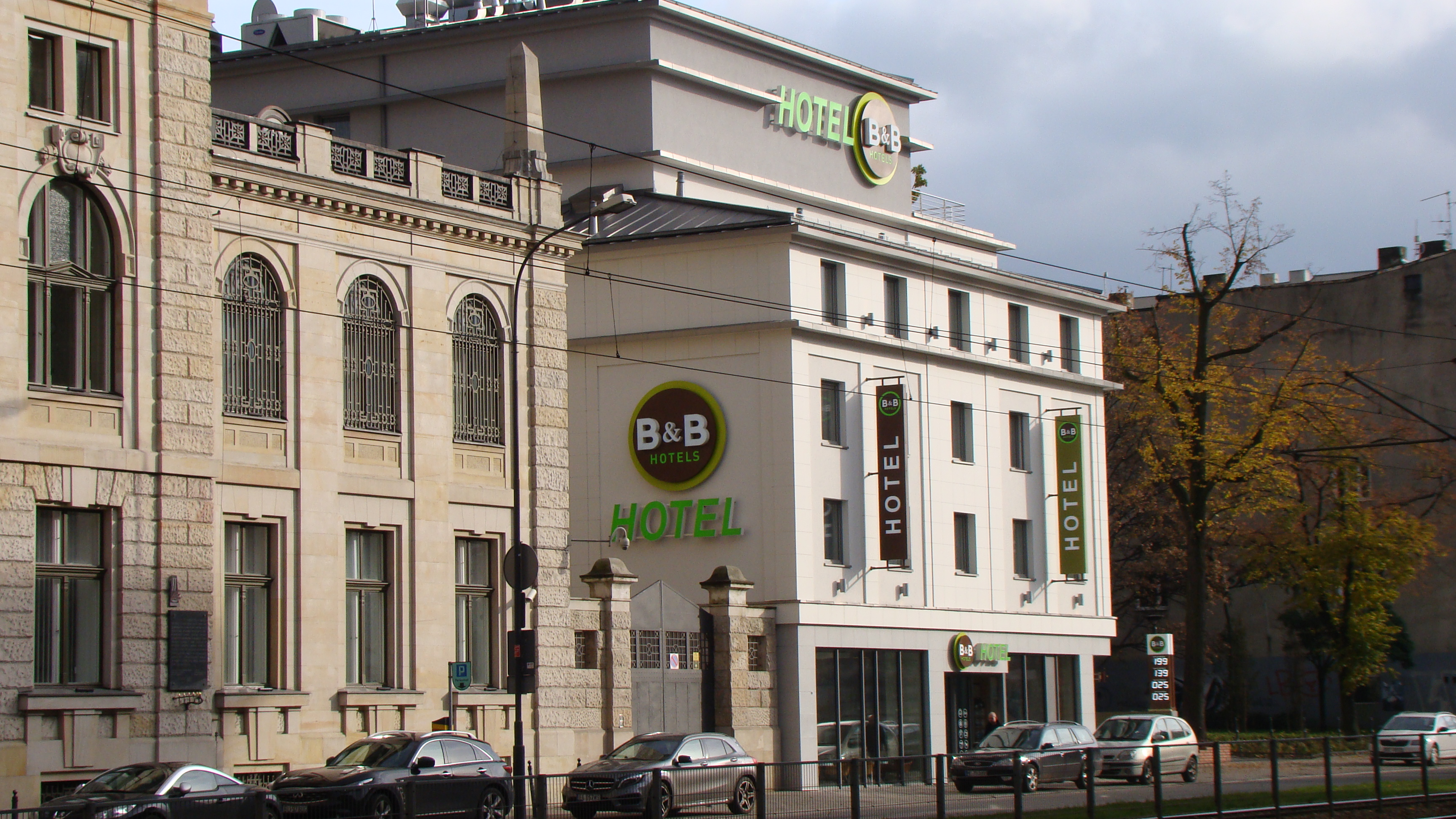
Hotel sieci „B&B Hotels” przy al. Kościuszki 16 (październik 2016)

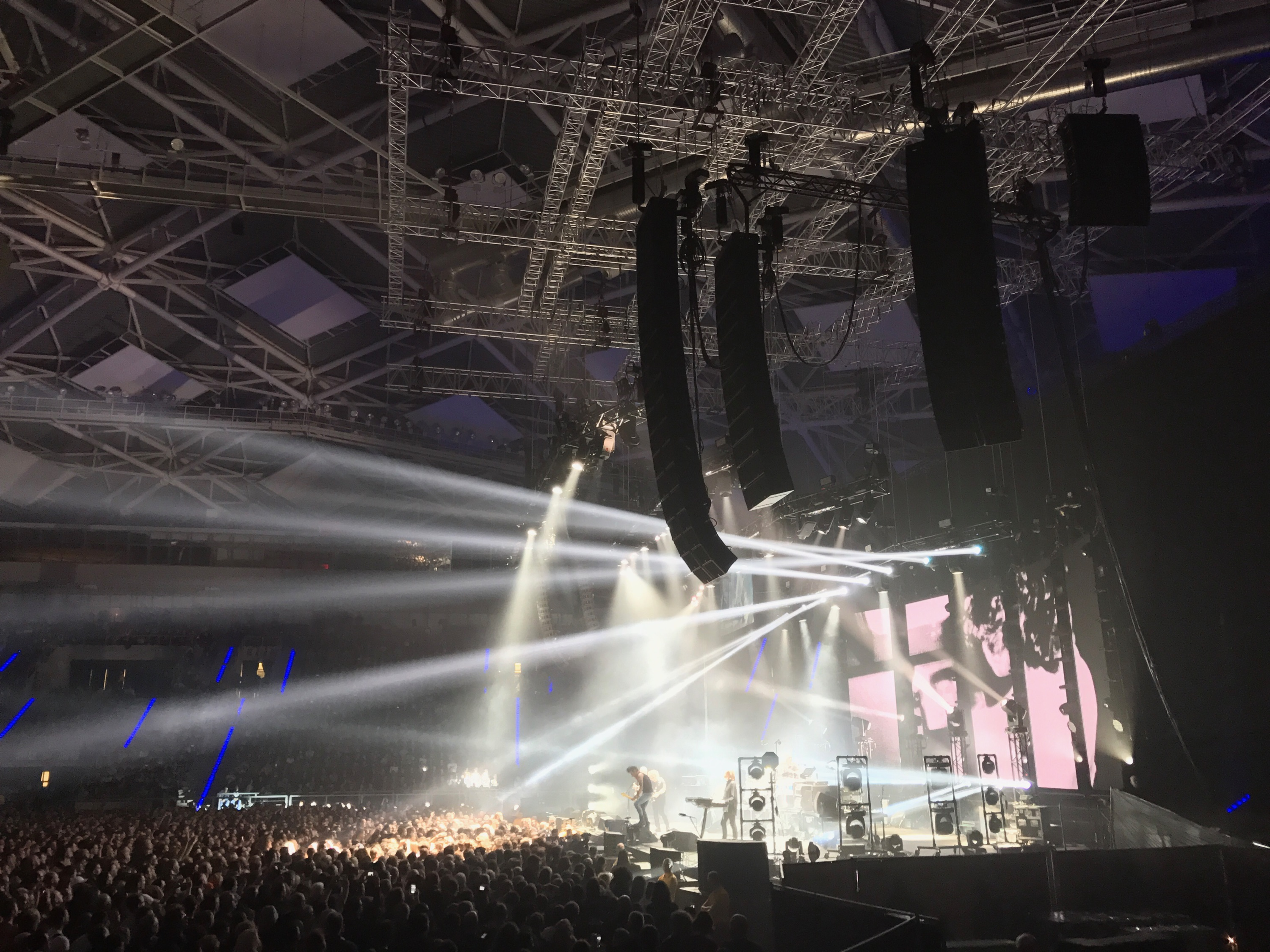
Koncert zespołu The Cure w Atlas Arenie (20 października 2016)

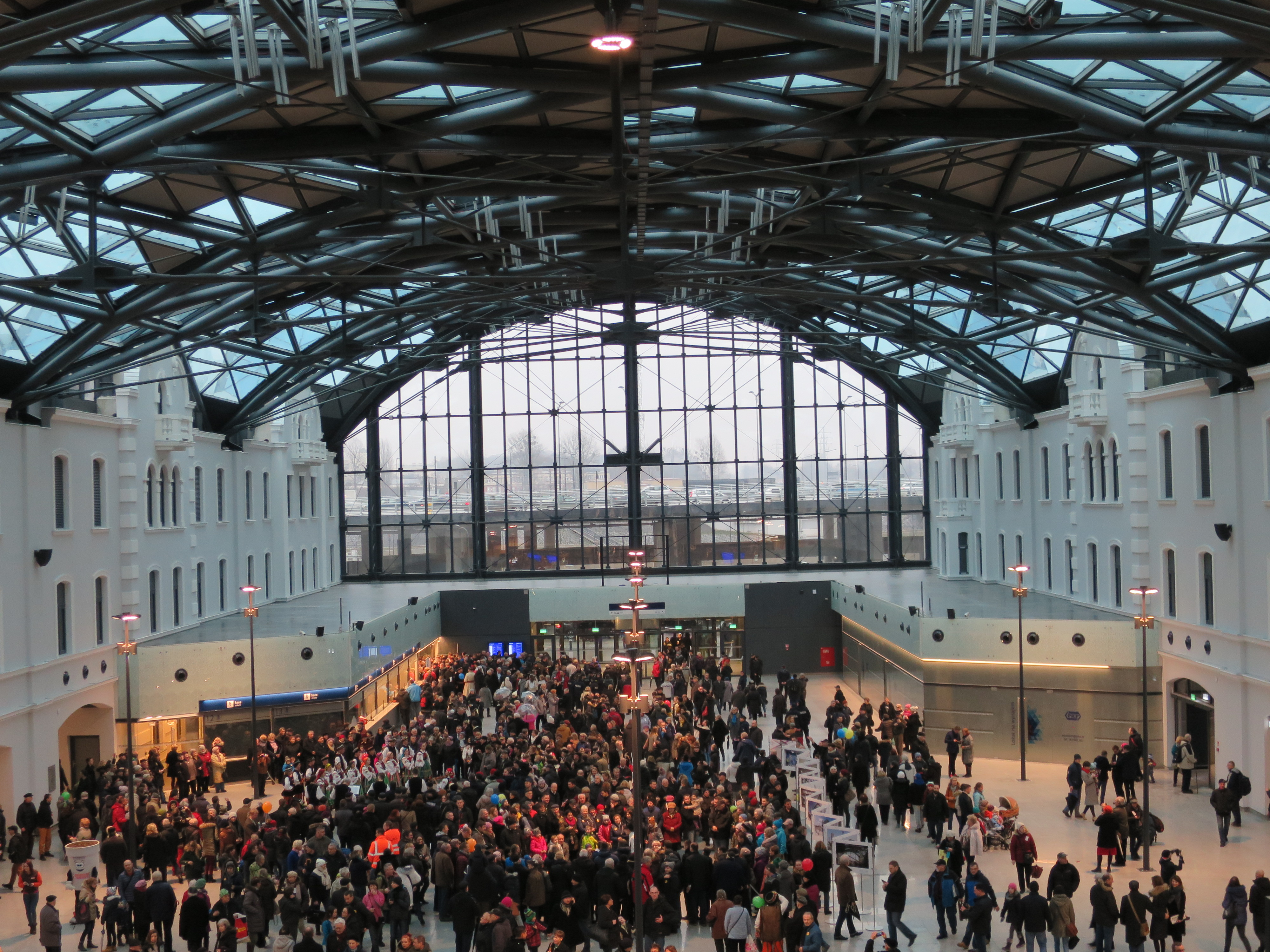
Wschodnia część hali głównej nowego dworca Łódź Fabryczna w dniu otwarcia (11 grudnia 2016)

- (E)   (W)  otwarcie (8 stycznia) najnowocześniejszego w Polsce planetarium w zrewitalizowanej dawnej elektrowni EC1 Wschód przy ul. Targowej 1/3, wyposażonego w ekran sferyczny na kopule o średnicy 14 m i rozdzielczości ponad 32 mln pikseli, 6 projektorów (sterowanych przez 12 komputerów) oraz 110 rozkładanych do pozycji półleżącej foteli dla widzów[149][150]; 31 sierpnia planetarium zdobyło tytuł „nowego cudu Polski” w plebiscycie na „7 nowych cudów Polski” miesięcznika „National Geographic Traveler”[151];
- (S)  12. halowy mityng lekkoatletyczny Pedro’s Cup w Atlas Arenie (5 lutego); impreza odbyła się po raz drugi w Łodzi; rozegranych zostało osiem konkurencji: bieg na 60 metrów kobiet i mężczyzn, bieg na 60 metrów przez płotki kobiet i mężczyzn, skok wzwyż kobiet i mężczyzn, skok o tyczce mężczyzn oraz pchnięcie kulą mężczyzn; podczas konkursu pchnięcia kulą Michał Haratyk czterokrotnie poprawiał swój rekord życiowy, łącznie poprawiając go o 61 cm (w ostatniej próbie zawodnik ten osiągnął rezultat 21,35 m i objął pozycję lidera światowych tabel); ponadto najlepszy rezultat na świecie wyrównało dwoje zawodników: Kamila Lićwinko w skoku wzwyż (1,97 m) i Yuniel Pérez w biegu na 60 metrów (6,53 s); jedną z gwiazd łódzkiego mityngu był halowy mistrz świata w skoku wzwyż Mutazz Isa Barszim (zawodnik skoczył 2,29 m, co zapewniło mu zwycięstwo);
- (W)  budynek hotelu „Andel’s” zwyciężył (11 lutego) w kategorii „Bryła – obiekty hotelowe” w konkursie Property Design Awards 2016, w którym wybierano najlepsze w Polsce inwestycje komercyjne i publiczne dekady 2005–15[152];
- (D)  zatrzymanie (15 lutego) Romana Kotlińskiego – redaktora naczelnego tygodnika „Fakty i Mity”, posła na Sejm VII kadencji – oraz przeszukanie pomieszczeń redakcji przy ul. Zielonej 15 przez funkcjonariuszy CBŚP; Prokuratura Apelacyjna w Łodzi przedstawiła mu zarzuty wielokrotnego podżegania dwóch osób do zabójstwa swojej byłej żony, posiadania bez zezwolenia broni palnej i amunicji, działania na szkodę interesów majątkowych spółki z o.o. „Błaja News” (wydawcy tygodnika), przywłaszczenia na szkodę tejże spółki pieniędzy w kwocie nie mniejszej niż 900 000 zł i wyłudzenia pieniędzy na szkodę dwóch zakładów ubezpieczeń z tytułu nienależnych świadczeń odszkodowawczych wypłaconych w związku z upozorowaniem kradzieży dwóch samochodów; 17 lutego sąd rejonowy orzekł o jego tymczasowym aresztowaniu[153]. 13 sierpnia 2019 Sąd Okręgowy w Łodzi orzekł o jego winie i nieprawomocnie skazał go na 10 lat pozbawienia wolności[154];
- (E)  otwarcie (5 marca) Centrum Edukacji im. Żołnierzy Wyklętych przy ul. Próchnika 42; podczas uroczystości odsłonięta została umieszczona na ścianie kamienicy tablica upamiętniająca żołnierzy i członków organizacji niepodległościowych, walczących o niezawisłość Polski po 1944 roku. W placówce planowane jest uruchomienie (pod patronatem Związku Strzeleckiego Rzeczypospolitej) od września 2016 r. Gimnazjum Kadetów im. Zygmunta Szendzielarza „Łupaszki”, I Liceum Ogólnokształcącego Kadetów im. Stanisława Sojczyńskiego „Warszyca” i Policealnego Studium Bezpieczeństwa im. Macieja Kalenkiewicza „Kotwicza”[155];
- (M)  oficjalne otwarcie (6 marca) Centrum Medycznego im. dr. Wacława Łęckiego przy ul. Przedświt 57, prowadzonego przez bonifratrów, wybudowanego w latach 2006–2016[156][157]. Budowa obiektu kosztowała około 6 mln złotych, z czego 3,5 mln zł pokryto ze sprzedaży nieruchomości przekazanej w darze przez dr. Wacława Łęckiego[158];
- (A)   (P)  podjęcie (9 marca) przez Radę Miejską w Łodzi uchwały o zaniechaniu z dniem 1 kwietnia pobierania opłaty handlowej od kupców prowadzących działalność na targowiskach; w trakcie dyskusji przewodniczący Tomasz Kacprzak uznał pobieranie opłaty handlowej za anachronizm sięgający średniowiecza[159];
- (K)  trzeci koncert z cyklu „Night of the Proms – Classic Meets Pop” (12 marca) w Atlas Arenie; wystąpili: Zucchero, Lisa Stansfield, Simple Minds, Jennifer Pike, John Miles, Blue Café; artystom towarzyszyła orkiestra Il Novecento oraz Akademicki Chór Politechniki Łódzkiej[160];
- (E)   (S)  otwarcie (22 marca) boiska wielofunkcyjnego z pierwszym w Polsce szkolnym boiskiem typu „Orlik” do rugby przy Gimnazjum nr 41 im. Stefana Żeromskiego przy ul. Bohdanowicza 11; inwestycję zrealizowano w ramach budżetu obywatelskiego[161];
- (U)  wmurowanie (22 marca) kamienia węgielnego pod biurowiec „Nowa Fabryczna” – pierwszy w Nowym Centrum Łodzi, powstający u zbiegu ulic Składowej i Knychalskiego[162]; gmach oddano do użytku w październiku 2017 r. (zobacz »);
- (T)  Łódź zajęła 3. miejsce w świecie (po Meksyku i Bangkoku) w rankingu TomTom Traffic Index obejmującym najbardziej zakorkowane miasta świata (bez względu na liczbę mieszkańców), opublikowanym w marcu przez firmę TomTom – czas podróży był wydłużony z powodu korków średnio o 54% (w Meksyku o 59%, w Bangkoku o 57%), a podczas popołudniowo-wieczornego szczytu o 98%[163];
- (U)  rozpoczęcie (29 marca) przez firmę Bacoli Properties budowy kompleksu biurowo-hotelowego „Hi Piotrkowska 155” przy ul. Piotrkowskiej 155 / al. Mickiewicza 2, w którego skład weszły 7-piętrowy hotel sieci „Hampton by Hilton” połączony z 19-piętrowym biurowcem o wysokości 76 m oraz osobny, 5-piętrowy biurowiec[164][165];
- (S)  12. edycja łódzkiego maratonu (17 kwietnia); zwyciężyli Etiopczyk Abraw Misganaw (z wynikiem 2:13:24) oraz Kenijka Mutga Racheal Jemutai (2:31:41)[166];
- (I)   (T)  uruchomienie (30 kwietnia) przez firmę Nextbike Polska sieci Łódzkiego Roweru Publicznego obejmującej 100 samoobsługowych stacji wyposażonych w terminale i stojaki oraz łącznie 1000 rowerów[167]; 1 sierpnia uruchomiono 101. stację w Porcie Łódź (sfinansowaną przez Port Łódź i sklep „IKEA”)[168]; w II etapie inwestycji sieć rozbudowano na początku sierpnia 2017 r. o kolejnych 47 stacji (zlokalizowanych głównie w osiedlach mieszkaniowych wokół centrum miasta) wyposażonych łącznie w 470 rowerów[169][170];
- (S)   (U)  rozpoczęcie pierwszych prac (16 maja) przy budowie nowego stadionu Klubu Żużlowego „Orzeł” Łódź przy ul. 6 Sierpnia 71[171]; 2 października został wmurowany akt erekcyjny[172], a stadion otwarto w końcu lipca 2018 r. (zobacz »)
- (T)  rozpoczęcie (19 maja) działalności w Łodzi przez amerykańską firmę „Uber” świadczącą usługi przewozu osób przy wykorzystaniu aplikacji mobilnej kojarzącej pasażerów z kierowcami[173];
- (K)  koncert Roda Stewarta w Atlas Arenie (28 maja); artysta wystąpił w Łodzi po raz pierwszy, w ramach trasy koncertowej „Rod Stewart: The Hits”, a jego show zgromadził ponad 10 000 widzów[174][175];
- (K)  Power Festival w Atlas Arenie (7 czerwca) – wystąpiły m.in. zespoły Korn, Megadeth i Sixx:A.M.[176];
- (G)   (K)  Łódź została (14 czerwca) oficjalnym kandydatem Polski w staraniach o organizację tzw. małego Expo w 2022 roku, które poświęcone będzie rewitalizacji miast; stosowne dokumenty podczas zgromadzenia generalnego Międzynarodowego Biura Wystaw Światowych w Paryżu złożyła delegacja w składzie: prezydent miasta Łodzi Hanna Zdanowska, wojewoda łódzki Zbigniew Rau, wiceprezes Rady Ministrów i minister kultury i dziedzictwa narodowego Piotr Gliński oraz wicemarszałek województwa łódzkiego Jolanta Zięba-Gzik; dzień później odbyła się oficjalna prezentacja Łodzi pod hasłem „City reinvented”, czyli miasta stworzonego na nowo[177]; w drugiej turze tajnego głosowania delegatów (15 listopada 2017) kandydatura Łodzi odpadła (zwyciężyło Buenos Aires stosunkiem głosów 62:56)[178];
- (K)  I Międzynarodowy Festiwal Artystów Ulicznych „Hokus Pokus” (18–19 czerwca) na ul. Piotrkowskiej, z udziałem m.in. połykacza mieczy – Aeriala Manxa z Australii[179];
- (R)  konsekrowanie (19 czerwca) przez abp. metropolitę łódzkiego Marka Jędraszewskiego kościoła parafialnego pw. Najświętszej Maryi Panny Królowej Pokoju przy ul. Rewolucji 1905 roku 47, wzniesionego w latach 2001–2016[180];
- (K)  6. edycja Międzynarodowego Festiwalu Filmu, Muzyki i Idei „PGNiG Transatlantyk Festival” (23–30 czerwca) – po raz pierwszy w Łodzi[181];
- (S)  zdobycie (24 czerwca) przez rugbystów „Budowlanych” Łódź szóstego mistrzostwa Polski w rugby; w decydującym meczu na stadionie MOSiR łodzianie pokonali zespół Lechii Gdańsk 17:10 (9:3);
- (T)   (U)  uroczyste otwarcie (1 lipca) nowego odcinka autostrady A1, tworzącego wschodnią obwodnicę Łodzi; 40 kilometrowy odcinek ze Strykowa (węzeł „Łódź Północ”) do Tuszyna (przebiegający częściowo w granicach administracyjnych miasta) pozwolił na wyprowadzenie ruchu tranzytowego z centrum Łodzi; zbudowana za ponad miliard złotych droga ma klasę techniczną „A”, co oznacza, że jest przeznaczona dla ruchu pojazdów o nacisku na oś do 11,5 tony oraz ma nawierzchnię betonową, której trwałość (bez gruntownego remontu) ocenia się na 30–40 lat; każda z dwóch jezdni ma po dwa pasy ruchu o szerokości 3,75 metra każdy i pas awaryjny o szerokości 3 metrów, natomiast pas rozdzielający jezdnie ma 12,5 metra szerokości, co oznacza, że w przyszłości można dobudować trzeci wewnętrzny pas ruchu, do czego przystosowane są także wszystkie obiekty; na wybudowanym odcinku znalazło się blisko 90 obiektów inżynierskich oraz relatywnie dużo, jak na 40 kilometrowy fragment trasy, węzłów autostradowych: „Łódź Północ” (A1/A2), „Brzeziny” (A1/DK72), „Łódź Wschód” (A1/DW713), „Łódź Górna” (A1/DW714), „Łódź Południe” (A1/S8) i „Tuszyn” (A1/DK1)[182];
- (K)   (P)  podjęcie (6 lipca) przez Radę Miejską w Łodzi decyzji o centralizacji miejskich bibliotek publicznych – przyjęcie Uchwały nr XXXII/853/16 w sprawie ogłoszenia zamiaru połączenia samorządowych instytucji kultury: Miejskiej Biblioteki Publicznej Łódź-Bałuty im. Stanisława Czernika, Miejskiej Biblioteki Publicznej Łódź-Górna im. Władysława Stanisława Reymonta, Miejskiej Biblioteki Publicznej Łódź-Polesie, Miejskiej Biblioteki Publicznej Łódź-Śródmieście im. Andrzeja Struga oraz Miejskiej Biblioteki Publicznej Łódź-Widzew im. Lucjana Rudnickiego[183]. Uchwała ma być pierwszym krokiem do powołania centralnej biblioteki o nazwie Biblioteka Miejska w Łodzi;
- (D)  pożar (8 lipca) dawnej willi Reinholda Richtera przy ul. ks. hm. Skorupki 6/8 – obecnej (będącej w trakcie remontu) siedziby rektoratu Politechniki Łódzkiej. Ogień pojawił się na dachu około godz. 13:20, a został ugaszony przez 14 zastępów straży pożarnej po 4 godzinach; spłonęła znaczna część oryginalnej więźby dachowej willi[184]. Przyczyną pożaru było prawdopodobnie zaprószenie ognia podczas prac remontowych lub zwarcie instalacji elektrycznej[185];
- (S)  zdobycie (10 lipca) przez zawodnika Rudzkiego Klubu Sportowego Adama Kszczota złotego medalu w biegu na 800 metrów podczas mistrzostw Europy w lekkoatletyce w Amsterdamie;
- (R)  msza święta w Atlas Arenie (24 lipca) w ramach łódzkiego prologu do Światowych Dni Młodzieży w Krakowie; mszę koncelebrował arcybiskup metropolita łódzki Marek Jędraszewski, a wzięło w niej udział około 12 000 wiernych z całego świata – uczestników łódzkiego religijnego Festiwalu „Paradise in the City”[186];
- (S)  zdobycie (31 lipca) przez piłkarzy Grembacha Łódź siódmego mistrzostwa Polski w piłce nożnej plażowej[187];
- (U)  odsłonięcie (1 sierpnia) pomnika Powstańców Warszawskich na skwerze ich imienia u zbiegu al. Palki i ul. Wojska Polskiego[188];
- (G)   (U)  otwarcie (3 sierpnia) przez spółkę PGF „Urtica” największego w Polsce centrum dystrybucji leków szpitalnych – na terenie Łódzkiej Specjalnej Strefy Ekonomicznej przy ul. Gillette’a 1; hala magazynowa o powierzchni 5000 m² została wzniesiona w ciągu 12 miesięcy kosztem 30 mln zł[189];
- (K)  ustawienie (23 sierpnia) na Off Piotrkowska pierwszego w Polsce poezjomatu, emitującego wiersze poetów polskich i czeskich, z inicjatywy Domu Literatury w Łodzi. Urządzenie funkcjonowało do końca października 2016 roku[190].
- (I)  ustawienie (na okres od 6 września do końca października) z inicjatywy Fundacji Normalne Miasto – Fenomen pierwszego w Polsce parkletu – tymczasowego miejsca odpoczynku dla przechodniów – na ul. Struga przed kamienicą Edwarda Lungena pod numerem 2; idea wzbudziła wśród łodzian kontrowersje, głównie z uwagi na koszt (45 000 zł) i zajęcie miejsca parkingowego[191][192][193];
- (U)  otwarcie (7 września) nowo wybudowanego hotelu sieci „B&B Hotels” przy al. Kościuszki 16, dysponującego 149 pokojami, salą konferencyjną i barem[194];
- (P)   (U)  przyjęcie (28 września) przez Radę Miejską w Łodzi pierwszego w Polsce Gminnego Programu Rewitalizacji, zawierającego listę 101 projektów, których łączny koszt został przewidziany na 3,6 mld zł[195];
- (K)  koncert Bryana Adamsa w Atlas Arenie (6 października) w ramach tournée promującego najnowszy album gitarzysty i wokalisty – Get Up[196];
- (K)   (W)  nadanie (7 października) przez PWSFTviT tytułu doktora honoris causa Januszowi Gajosowi[197];
- (S)  otwarcie (8 października) pierwszej w Łodzi wrotkarni, z kawiarenką i wypożyczalnią sprzętu, w pofabrycznym budynku dawnej Fabryki Maszyn i Odlewni Żeliwa Józefa Johna (w okresie powojennym – Zakładów Mechanicznych im. Józefa Strzelczyka) przy ul. Piotrkowskiej 217[198];
- (K)   (W)  nadanie (12 października) przez łódzką Akademię Muzyczną tytułu doktora honoris causa prof. Teresie Żylis-Garze, wybitnej absolwentce Wydziału Wokalno-Aktorskiego AM[199];
- (S)  halowe Międzynarodowe Zawody Supercross „King of The Poland” w Atlas Arenie (15 października) z udziałem 75 zawodników z Czech, Hiszpanii, Niemiec, Polski, Portugalii, Rosji oraz RPA – pierwszy raz w Polsce; tor motocrossowy o długości 300 m został usypany pod kierunkiem Freddy’ego Verherstraetena z 3000 ton mieszanki gliny i piasku, przywiezionej 150 wywrotkami z terenu budowy nowego stadionu Klubu Żużlowego „Orzeł” Łódź przy ul. 6 Sierpnia 71[200][201];
- (K)  koncert zespołu The Cure w Atlas Arenie (20 października) w ramach trasy koncertowej „The Cure Tour 2016”[202];
- (K)  koncert Jeana-Michela Jarre’a w Atlas Arenie (5 listopada) w ramach trasy koncertowej związanej z promocją albumu Electronica 2: The Heart of Noise[203];
- (A)   (P)  uchwalenie (16 listopada) przez Radę Miejską w Łodzi tzw. kodeksu reklamowego, zawierającego zasady umieszczania reklam w przestrzeni publicznej miasta; nowe prawo zostało uchwalone w celu przeciwdziałania negatywnym zjawiskom degradacji przestrzeni miasta, w tym szczególnie niekontrolowanej ekspansji reklamy zewnętrznej w krajobrazie miejskim[204]; Łódź była pierwszym miastem wojewódzkim w Polsce, w którym uchwalono taki kodeks[205]. 7 czerwca 2017 r. uchwała została zaskarżona przez wojewodę łódzkiego Zbigniewa Raua do Wojewódzkiego Sądu Administracyjnego w Łodzi[206], który w sierpniu orzekł o jej unieważnieniu[207];
- (D)  przedstawienie (18 listopada) prezydent miasta Hannie Zdanowskiej przez Prokuraturę Okręgową w Gorzowie Wielkopolskim zarzutów uzyskania kredytu w oparciu o nierzetelne dokumenty [...], czym działała na szkodę banku (czyn z art. 18 § 3 Kodeksu karnego w zw. z art. 297 § 1 kk w zw. z art. 12 kk oraz czyn z art. 297 § 1 kk); zarzuty dotyczyły kredytów dla osób fizycznych, zaciągniętych w 2008 i 2009 roku, niemających związku z pełnioną przez Hannę Zdanowską funkcją[208]. Na zwołanej w tym samym dniu konferencji prasowej Hanna Zdanowska złożyła oświadczenie, w którym uznała oba zarzuty za bezzasadne[209]; postanowieniem prokuratury z 3 kwietnia 2017 postępowanie karne dotyczące głównego zarzutu zostało umorzone[210][211]; 12 marca 2018 Sąd Rejonowy Łódź-Śródmieście wydał nieprawomocne orzeczenie, w którym uznał Hannę Zdanowską za winną poświadczenia nieprawdy w dokumentach wymaganych do otrzymania kredytu bankowego przez jej partnera i orzekł wobec niej karę grzywny w wysokości 20 000 zł[212]; 27 września 2018 Sąd Okręgowy w Łodzi wydał prawomocne orzeczenie podtrzymujące orzeczenie sądu I instancji[213]; 28 września 2019 skazanie uległo zatarciu[214];
- (W)  przyznanie (6 grudnia) Eurobild Awards za rok 2016 miastu Łódź w kategorii „Miasto Najbardziej Przyjazne Inwestorom” oraz prezydent Hannie Zdanowskiej w kategorii „Osobowość Roku w Branży Nieruchomości” w 7. edycji konkursu organizowanego przez branżowy miesięcznik rynku nieruchomości komercyjnych „Eurobild Central & Eastern Europe”[215];
- (K)  koncert Davida Garretta w Atlas Arenie (10 grudnia), po raz pierwszy przed polską publicznością, w ramach europejskiej trasy koncertowej „Explosive Live! Tour” promującej najnowszy album skrzypka Explosive[216];
- (T)   (U)  otwarcie (11 grudnia) nowego dworca kolejowo-autobusowego Łódź Fabryczna oraz nowego układu ulic wokół niego; pierwszy tramwaj (linii „9”) dojechał przed dworzec o godz. 3:54[217]; pierwszy pociąg (Regio nr 11733 ze Skierniewic spółki Przewozy Regionalne) wjechał na podziemny peron dworca o godz. 5:39 z 9-minutowym opóźnieniem[218]. Budowa dworca trwała prawie 5 lat i 2 miesiące (pierwotnie zakończenie prac planowano na grudzień 2014 r., później kilkukrotnie termin przesuwano)[59][219]. Dworzec posiada 8 torów przy 4 podziemnych peronach[220]. Koszt budowy wyniósł 1,76 mld zł i został pokryty przez trzech inwestorów: PKP Polskie Linie Kolejowe S.A. (73%), miasto Łódź (24%) i Polskie Koleje Państwowe S.A. (3%); inwestycja otrzymała dofinansowanie Unii Europejskiej w wysokości 1,1 mld zł (PKP PLK S.A.) i 252 mln zł (miasto Łódź)[221]; wykonawcą było konsorcjum firm: Torpol (Poznań), Astaldi (Rzym), Przedsiębiorstwo Usług Technicznych „Intercor” (Zawiercie) i Przedsiębiorstwo Budowy Dróg i Mostów (Mińsk Mazowiecki)[222];
- (Ś)   (W)  Łodzianinem Roku 2016 został Cezary Pawlak – prezes Towarzystwa Opieki nad Starym Cmentarzem w Łodzi, twórca kwesty na rzecz ratowania zabytków na Starym Cmentarzu[223] (w roku 2015 konkurs nie był organizowany).

### 2017

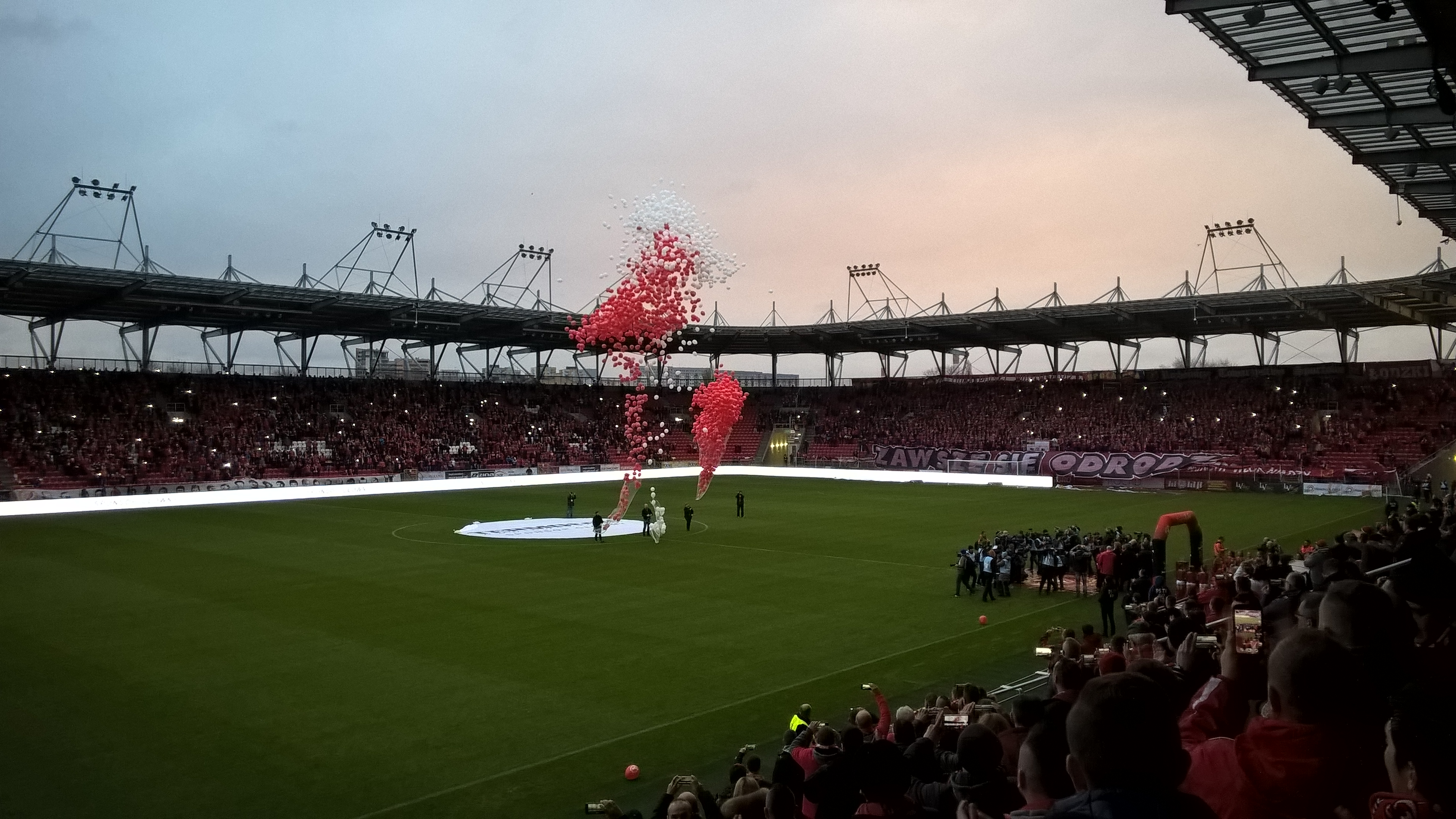
Uroczystość otwarcia nowego stadionu Widzewa Łódź (18 marca 2017)

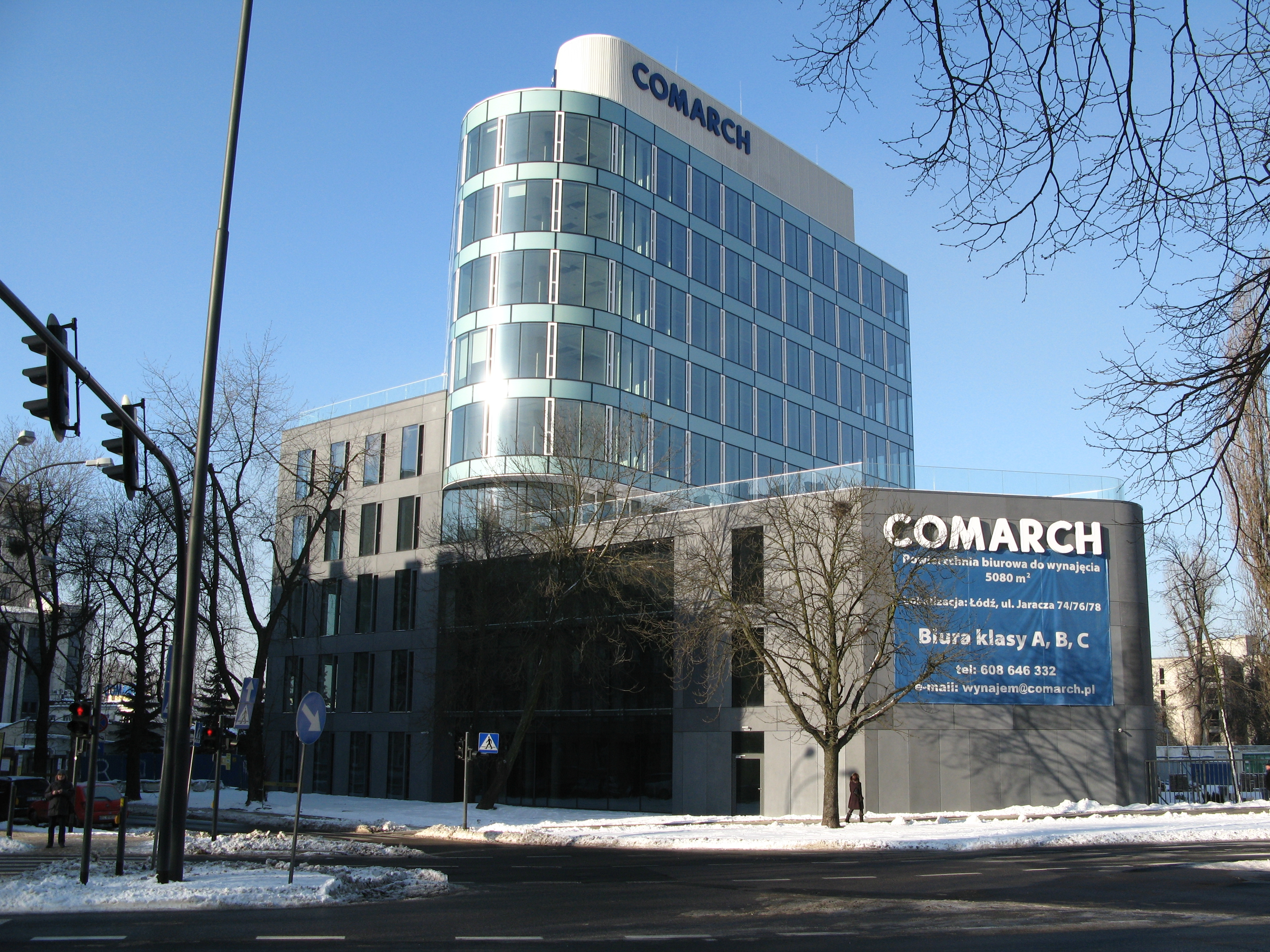
Centrum Biurowo-Konferencyjne „Comarch” przy ul. Jaracza 76/78 (styczeń 2017)

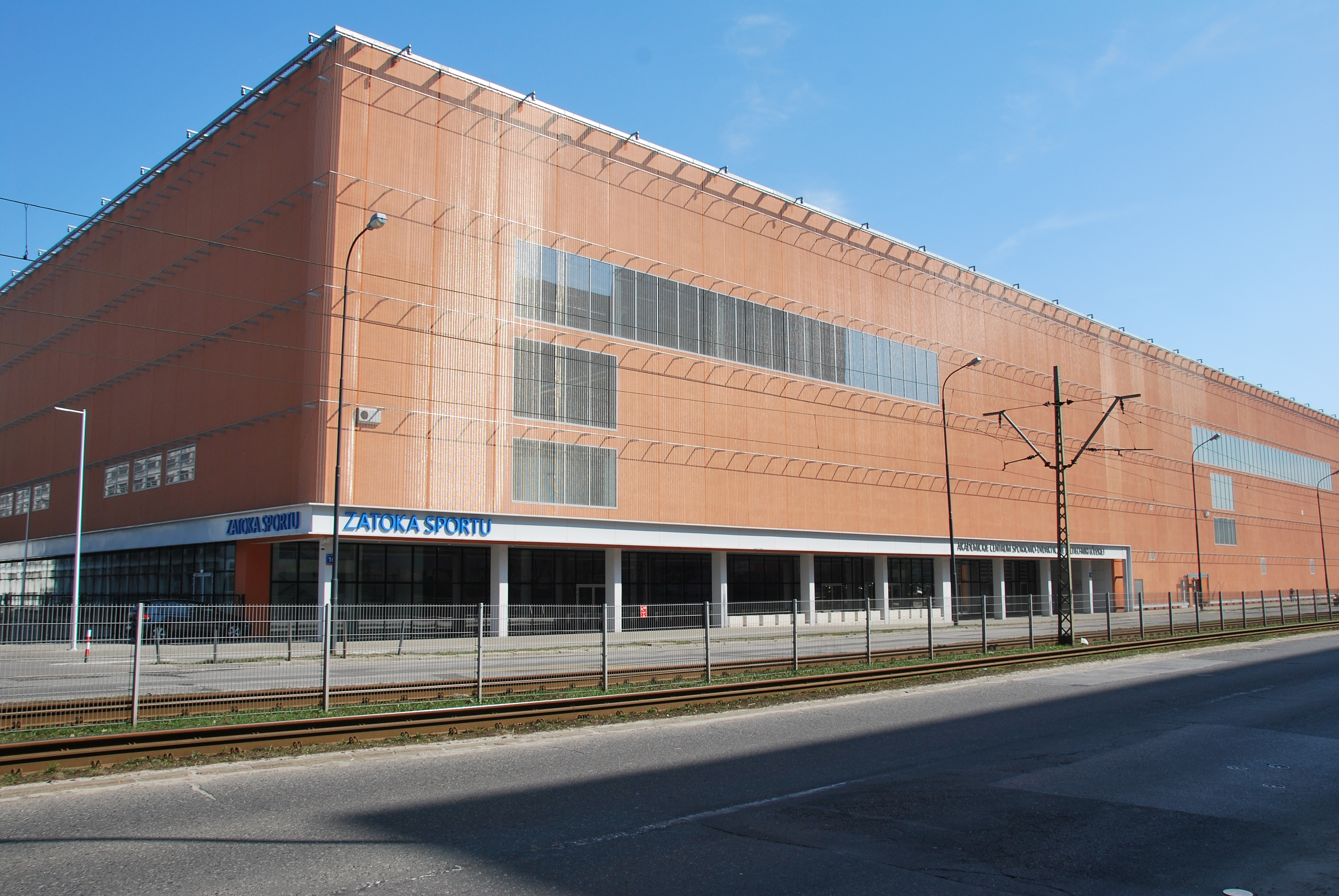
„Zatoka Sportu” przy al. Politechniki 10 (kwiecień 2018)

- (K)  odsłonięcie (18 stycznia) – na frontowej ścianie budynku siedziby Radia Łódź przy ul. Narutowicza 130 – tablicy pamiątkowej poświęconej dyrygentowi i kompozytorowi Henrykowi Debichowi; od 22 stycznia odcinek dotychczasowej ulicy Ludwika Krzywickiego na północ od ul. Narutowicza (obok siedziby Radia Łódź) nosi imię Henryka Debicha[224][225];
- (S)  halowy mityng lekkoatletyczny Orlen Cup 2017 w Atlas Arenie (16 lutego); rozegranych zostało siedem konkurencji: bieg na 60 metrów kobiet i mężczyzn, bieg na 60 metrów przez płotki kobiet i mężczyzn, skok wzwyż kobiet, skok o tyczce mężczyzn oraz pchnięcie kulą mężczyzn; zawody oglądało około 8 000 widzów[226];
- (W)  przyznanie (16 lutego) Property Design Awards 2017 w 2. edycji konkursu: w kategorii „Bryła – obiekty publiczne” – multimodalnemu dworcowi Łódź Fabryczna, w kategorii „Przestrzeń publiczna” – podwórcowi miejskiemu, w który w latach 2015–2016 została przekształcona ulica Grzegorza Piramowicza[227][228];
- (S)  zdobycie (5 marca) przez zawodników Rudzkiego Klubu Sportowego złotych medali w biegu na 800 metrów (Adam Kszczot) i skoku wzwyż (Sylwester Bednarek) podczas halowych mistrzostw Europy w lekkoatletyce w Belgradzie[229][230];
- (S)   (U)  uroczystość oficjalnego otwarcia (18 marca) nowego stadionu Widzewa Łódź przy al. Piłsudskiego 138. Otwarcia dokonała prezydent miasta Hanna Zdanowska wraz z członkami zarządu klubu[231]. Później odbył się mecz inauguracyjny drużyny Widzewa z ekipą „Motoru” Lubawa, wygrany przez gospodarzy 2:0. Bramki zdobyli: Mateusz Michalski w 23. minucie i Daniel Mąka w 91. minucie meczu[232]. Widzew Łódź sprzedał przed rundą wiosenną sezonu 2016/17 rozgrywek III ligi w piłce nożnej 15 310 karnetów na mecze ligowe rozgrywane na stadionie, ustanawiając nowy rekord Polski w liczbie sprzedanych wejściówek upoważniających do wstępu na wszystkie domowe mecze ligowe drużyny w danej rundzie[233];
- (K)  czwarty koncert z cyklu „Night of the Proms – Classic Meets Pop” (25 marca) w Atlas Arenie; wystąpili: zespół UB40, Ronan Keating, Anastacia i Margaret, którym towarzyszyli Proms Symphony Orchestra pod batutą Alexandry Arrieche, zespół NOTP Backbone i Akademicki Chór Politechniki Łódzkiej[234];
- (T)  druga rewolucja komunikacyjna (2 kwietnia) – zmienione zostały trasy i częstotliwości kursowania większości linii tramwajowych i autobusowych oraz dni kursowania niektórych linii, wprowadzono też dużą liczbę wariantów niektórych linii (np. pięć wariantów linii autobusowej „53”)[235][236][237]; ponadto wprowadzono system graficznego oznaczenia linii, uwzględniający główne ciągi komunikacyjne, częstotliwość i dni kursowania, oraz zmieniono graficzny układ przystankowych rozkładów jazdy[238]; niektóre zmiany – np. poprowadzenie trasy linii autobusowych „85A” i „85B” ul. Szklaną stanowiącą strefę zamieszkania – wywołały protesty części mieszkańców[239]; ponowne liczne korekty sieci połączeń i numeracji linii wprowadzono 4 lutego 2018 r.[240];
- (S)  13. edycja łódzkiego maratonu (23 kwietnia); w biegu wystartowało 1317 zawodników z 23 krajów, a ukończyło go 1281; zwyciężyli Kenijczyk Samson Kiprono Barmao (z wynikiem 2:14:19) oraz Algierka Kenza Dahmani (2:33:21)[241][242];
- (Ś)  otwarcie (25 kwietnia) studia S-4 w siedzibie Radia Łódź, wyposażonego w najnowocześniejszy sprzęt i oprogramowanie do emisji[243];
- (S)  zdobycie (14 maja) przez piłkarzy wodnych Ocmer Łódzkiego Sportowego Towarzystwa Waterpolowego UŁ piętnastego mistrzostwa Polski w piłce wodnej mężczyzn (siedemnastego, wliczając też tytuły mistrzowskie „Anilany” Łódź)[244];
- (E)   (K)  odsłonięcie (15 maja) na frontowej ścianie budynku Wojewódzkiej Biblioteki Publicznej im. Marszałka Józefa Piłsudskiego przy ul. Gdańskiej 100/102 tablicy poświęconej pamięci Aleksandra Heimana-Jareckiego – przemysłowca i senatora II RP, fundatora gmachu biblioteki[245];
- (P)  pierwszy w historii Kongres Sejmików Województw Rzeczyspospolitej Polskiej (18 maja) zorganizowany w auli Akademii Sztuk Pięknych im. Władysława Strzemińskiego przy ul. Wojska Polskiego 121, w którym wzięło udział ponad 400 przedstawicieli 16 sejmików wojewódzkich, reprezentanci rządu oraz liderzy partii politycznych[246];
- uroczystość odsłonięcia (19 maja) pomnika Ofiar Katastrofy Smoleńskiej na pl. Katedralnym im. Jana Pawła II w sąsiedztwie bazyliki archikatedralnej św. Stanisława Kostki; pomnik został odsłonięty przez prezesa partii Prawo i Sprawiedliwość Jarosława Kaczyńskiego, a w uroczystości uczestniczyli m.in. minister obrony narodowej Antoni Macierewicz, posłowie i senatorowie PiS, prezydent Łodzi Hanna Zdanowska, wojewoda łódzki Zbigniew Rau, abp Marek Jędraszewski, o. Tadeusz Rydzyk, członkowie rodzin ofiar katastrofy – matka mecenas Joanny Agackiej-Indeckiej i rodzina gen. Tadeusza Buka. Inicjatorem budowy pomnika był abp Marek Jędraszewski, a wykonali go łódzcy rzeźbiarze – Krystyna Fałdyga-Solska i Bogusław Solski[247][./Kalendarium_historii_Łodzi_(od_1989)#cite_note-Witkowska_2017-05-19-249 [246]];
- (Z)  założenie (20 maja) Lasu Młodej Łodzi na uroczysku Lublinek w ramach akcji Zarządu Zieleni Miejskiej w Łodzi, polegającej na sadzeniu młodych drzew na pamiątkę urodzenia lub adopcji dziecka; na założenie lasu przygotowano 50 dębów (z okazji urodzin chłopców) i 50 lip (w przypadku dziewczynek)[248]; w pierwszym dniu akcji łodzianie posadzili 30 drzew[249];
- (K)  koncert zespołu Deep Purple w Atlas Arenie (23 maja) w ramach pożegnalnej trasy koncertowej „The Long Goodbye Tour”; widownia: około 9000 widzów[250];
- (U)  rozpoczęcie (29 maja) budowy Bramy Miasta – kompleksu dwóch budynków biurowych, o łącznej powierzchni 40 000 m², w Nowym Centrum Łodzi w sąsiedztwie dworca kolejowo-autobusowego Łódź Fabryczna[251];
- (K)   (W)  nadanie (31 maja) przez łódzką Akademię Muzyczną tytułu doktora honoris causa Irenie Santor, wybitnej artystce, pierwszej damie polskiej estrady o wyjątkowej osobowości i wielkim talencie, mistrzyni polskiej piosenki tworzącej doskonałe kreacje wokalne, laureatce międzynarodowych festiwali piosenki występującej w większości krajów Europy, w obu Amerykach, Azji i Australii, której bogate dokonania artystyczne zostały utrwalone przez renomowane polskie firmy fonograficzne, laureatce prestiżowych nagród, honorowych tytułów, odznaczonej Krzyżem Komandorskim z Gwiazdą Orderu Odrodzenia Polski, Złotym Krzyżem Zasługi, Złotym Medalem „Zasłużony Kulturze Gloria Artis”[252][253];
- (S)  zdobycie (4 czerwca) mistrzostwa świata w tańcu sportowym na zawodach rozegranych w Peczu na Węgrzech przez zespół tańca sportowego „Ad Astra”, działający pod patronatem Klubu Sportowego „Ad Astra” przy współpracy z Poleskim Ośrodkiem Sztuki i debiutujący w mistrzostwach; tytuł mistrza świata ekipa zdobyła w kategoriach: drużynowej, dance show junior 11–13 i dance show junior 14–16; indywidualnie mistrzynią świata została Amelia Zagórowska (w kategoriach solo i free dance)[254];
- (K)   (W)  nadanie (8 czerwca) przez PWSFTviT tytułu doktora honoris causa prof. Kazimierzowi Karabaszowi – absolwentowi Uczelni, jej wieloletniemu wykładowcy, twórcy tzw. polskiej szkoły dokumentu[255];
- (K)  koncert Angeli Gheorghiu (10 czerwca) w Teatr Wielkim; rumuńska sopranistka wykonała z Orkiestrą Teatru Wielkiego w Łodzi pod dyrekcją Cipriana Teodoraşcu m.in. arie pochodzące z oper Adriana Lecouvreur Cilei, Gianni Schicchi, Madame Butterfly, Manon Lescaut i Toski Pucciniego oraz La Wally Catalaniego; śpiewaczce towarzyszył rumuński tenor Călin Brătescu[256];
- (G)   (P)   (V)  8. Konferencja Związku Liderów Sektora Usług Biznesowych (ABSL) w kompleksie EC1 (12–14 czerwca) przy ul. Targowej 1/3, z udziałem Davida Camerona – byłego premiera Wielkiej Brytanii – i Randi Zuckerberg – menedżera ds. marketingu serwisu społecznościowego Facebook w latach 2005–2010[257];
- (Ś)  uruchomienie (14 czerwca) „Piotrkowskiej” – aplikacji na smartfony, opracowanej przez łódzką firmę Liki Mobile Solutions dla systemów Android i iOS, obejmującej odcinek ul. Piotrkowskiej od pl. Wolności do Trasy W-Z (docelowo całą ulicę i jej przecznice) – pierwszej aplikacji w Polsce i prawdopodobnie pierwszej w Europie, która jest dedykowana jednej ulicy; początkowa wersja aplikacji zawierała mapę i listę 1034 obiektów (firm, sklepów, restauracji, przystanków komunikacji publicznej, toalet) oraz informacje o zabytkach, pomnikach i organizowanych imprezach; pomysłodawcą przedsięwzięcia był Piotr Kurzawa – menedżer ulicy Piotrkowskiej[258];
- (D)  duży pożar (14 czerwca) Fabryki Artykułów Florystycznych „Plastiflora & Florina” przy ul. Okólnej 240. Ogień pojawił się około godz. 15:30, a jego ugaszenie zajęło 20 zastępom straży pożarnej prawie 5 godzin[259];
- (L)   (S)  uroczyste otwarcie (14 czerwca) ulicy Włodzimierza Smolarka w sąsiedztwie nowego stadionu Widzewa Łódź; oficjalnego otwarcia dokonał m.in. Euzebiusz Smolarek – syn zmarłego w marcu 2012 piłkarza[260];
- (U)  oddanie do użytku (21 czerwca) Centrum Biurowo-Konferencyjnego „Comarch” przy ul. Jaracza 76/78, o łącznej powierzchni użytkowej około 8000 m², wzniesionego w okresie od czerwca 2015 do grudnia 2016 r. w miejscu dawnej fabryki włókienniczej braci Popowskich i fabryki Towarzystwa Akcyjnego Wyrobów Wełnianych Moszka Arona Wienera; główny budynek fabryczny został zrewitalizowany i wkomponowany w zespół biurowców; wykonawcą inwestycji była firma Skanska, a jej wartość wyniosła prawie 40 mln zł netto[261][262];
- (T)  włączenie (7 września) do sieci Łódzkiego Roweru Publicznego pierwszych 10 rowerów cargo, ze skrzynią ładunkową o ładowności do 100 kg[263];
- (E)   (S)   (U)  otwarcie (18 września) „Zatoki Sportu” – Łódzkiego Akademickiego Centrum Sportowo-Dydaktycznego Politechniki Łódzkiej przy al. Politechniki 10; w obiekcie wzniesionym w latach 2014–2017 znajdują się m.in.: kryte baseny 50- i 25-metrowy, pełnowymiarowa sala sportowa, siłownia, sale do aerobiku, sportów walki, tenisa stołowego i squasha, ścianka wspinaczkowa; koszt inwestycji (współfinansowanej przez Politechnikę Łódzką, Ministerstwo Sportu i Turystyki, Ministerstwo Nauki i Szkolnictwa Wyższego, Urząd Marszałkowski w Łodzi i Urząd Miasta Łodzi) wyniósł około 130 mln zł[264][265];
- (G)  podpisanie (21 września) porozumienia o współpracy między Łódzką Specjalną Strefą Ekonomiczną a zarządem międzynarodowego węzła kolejowego w chińskim Chengdu[266];
- uroczystość odsłonięcia (23 września) pomnika Legionisty (autorstwa Marcina Mielczarka) w parku im. Legionów, wzniesionego z inicjatywy członków Związku Legionistów Polskich i Ich Rodzin[267];
- (W)  przyznanie (25 września) miastu Łódź nagrody Prime Property Prize 2017 w kategorii „Miasto przyjazne inwestorom” w konkursie organizowanym przez Grupę PTWP S.A.[268];
- (K)  jubileuszowy koncert (26 września) zespołu Trubadurzy pt. „Stuknęło nam 50 lat” w Teatrze Wielkim; zespół wystąpił w pełnym składzie: Krzysztof Krawczyk, Sławomir Kowalewski, Marian Lichtman, Piotr Kuźniak, Ryszard Poznakowski i Jacek Malanowski; w trakcie gali minister kultury i dziedzictwa narodowego Piotr Gliński wręczył artystom medale „Zasłużony Kulturze Gloria Artis”[269];
- (D)  pogrzeb Grzegorza Królikiewicza (2 października), reżysera i scenarzysty, absolwenta Wydziału Prawa Uniwersytetu Łódzkiego, absolwenta i wykładowcy Wydziału Reżyserii PWSFTviT, dyrektora artystycznego Teatru Nowego w Łodzi w latach 2003–2005, członka Polskiej Akademii Filmowej (zmarł 21 września); uroczystości pogrzebowe odbyły się w części ewangelicko-augsburskiej Starego Cmentarza, a poprowadził je ks. bp Adam Lepa[270];
- (E)  uroczystość odsłonięcia (3 października) popiersia profesora Tadeusza Kotarbińskiego – pierwszego rektora Uniwersytetu Łódzkiego w latach 1945–1949 – przed gmachem rektoratu UŁ przy ul. Narutowicza 68; aktu odsłonięcia popiersia (autorstwa Wojciecha Gryniewicza) dopełnili wspólnie rektor UŁ prof. Antoni Różalski i prezydent Łodzi Hanna Zdanowska[271];
- (U)  oficjalne otwarcie (12 października) „Nowej Fabrycznej” w Nowym Centrum Łodzi przy ul. Składowej 35 – pierwszego biurowca NCŁ, w którym biura otworzyły oddziały firm Cybercom, Fujitsu, McCormick i Whirlpool; obiekt, którego budowę rozpoczęto we wrześniu 2015 r., został wzniesiony przez firmę Skanska Property Poland i dysponuje 21,5 tys. m² powierzchni biurowej[272][273]; po kilku miesiącach Skanska sprzedała go szwedzkiemu funduszowi inwestycyjnemu Niam za kwotę 52 mln euro[274];
- (K)  koncert muzyki filmowej Ennio Morricone (14 października) w Atlas Arenie w ramach trasy koncertowej „Ennio Morricone. The 60 Years of Music Tour”[275];
- (K)   (W)  przyjęcie Łodzi (31 października) jako Miasta Filmu do Sieci Miast Kreatywnych UNESCO (UCCN), skupiającej dotąd 116 miast w 54 krajach[276];
- (R)  ingres (4 listopada) do archikatedry łódzkiej siódmego ordynariusza archidiecezji łódzkiej – arcybiskupa Grzegorza Rysia[277];
- (S)  zdobycie (11 listopada) przez rugbystów „Budowlanych” Łódź siódmego mistrzostwa Polski w rugby; w finałowym meczu rozgrywek ekstraligi na stadionie Widzewa łodzianie pokonali zespół Ogniwa Sopot 16:3 (5:3); rozgrywki po raz pierwszy toczyły się w systemie wiosna-jesień[278];
- (K)   (W)  w Alei Gwiazd na ul. Piotrkowskiej odsłonił osobiście (13 grudnia) swoją gwiazdę Jacek Fedorowicz[279];
- (Ś)   (W)  Łodzianką Roku 2017 została Ewa Pilawska[280].

### 2018

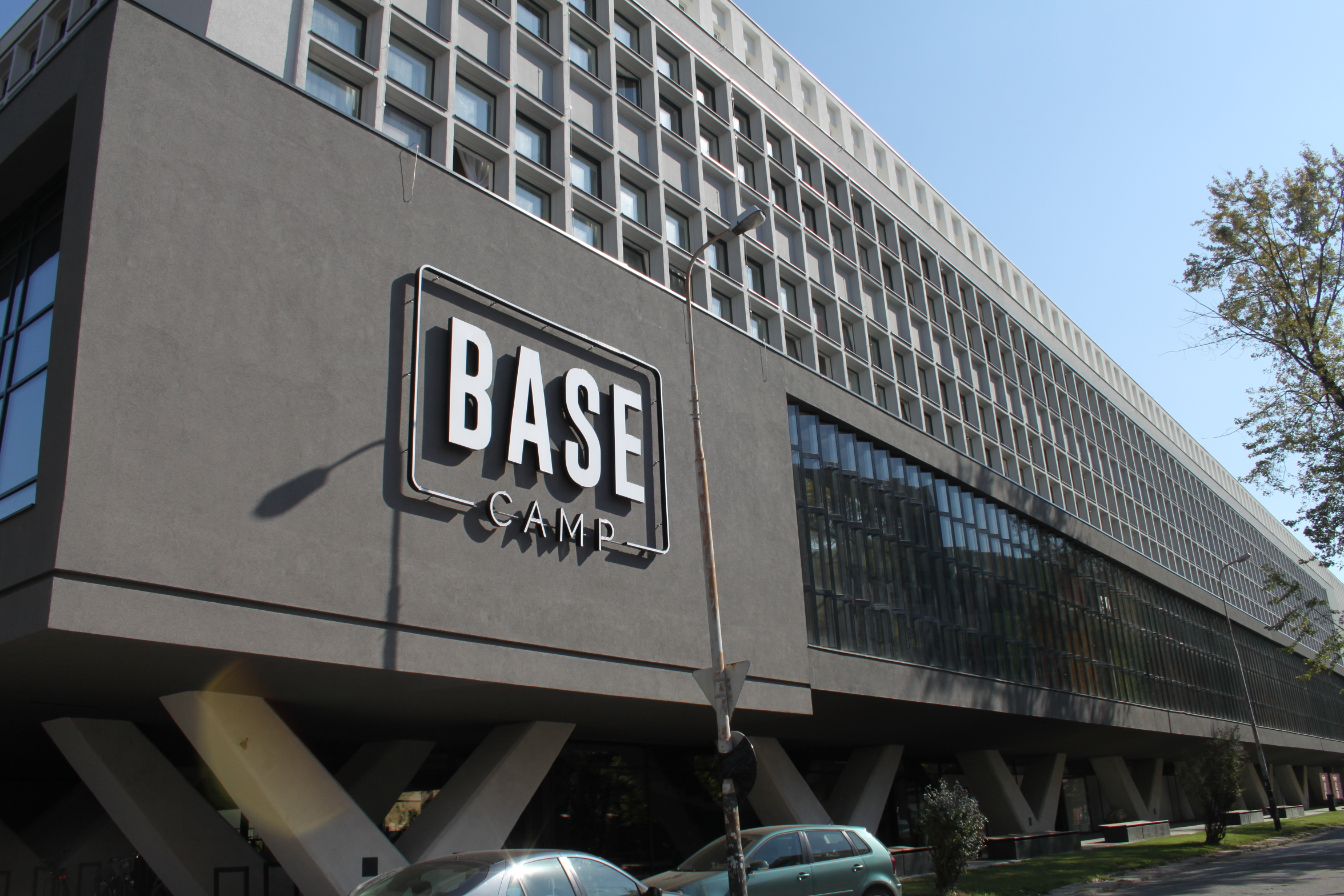
Prywatny dom studencki sieci BaseCamp Student w dawnym gmachu Łódzkiej Drukarni Dziełowej przy ul. Rewolucji 1905 r. 45 (wrzesień 2018)

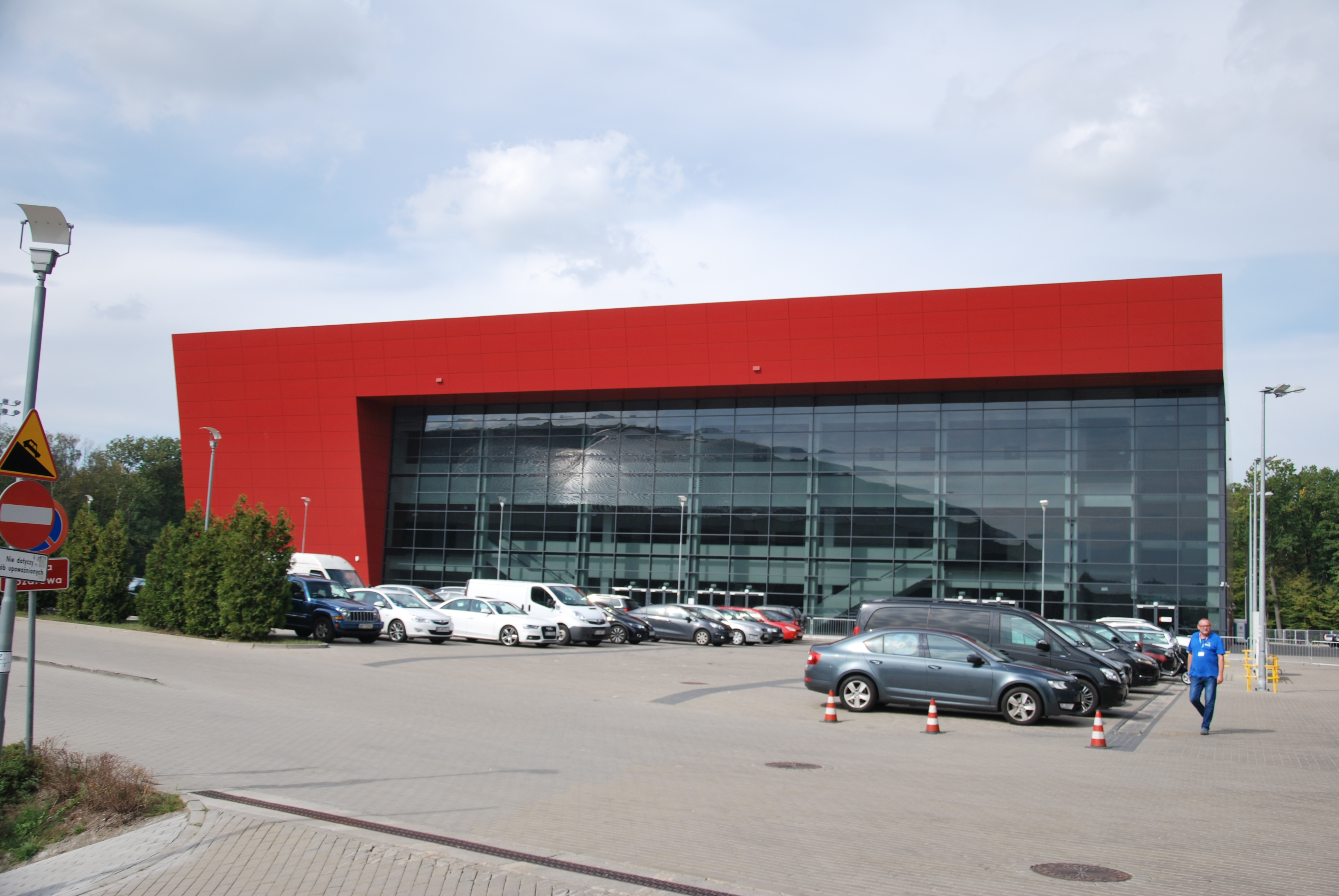
Wielofunkcyjna hala sportowa w Centrum Sportu przy al. ks. bpa Bandurskiego 7 (wrzesień 2018)

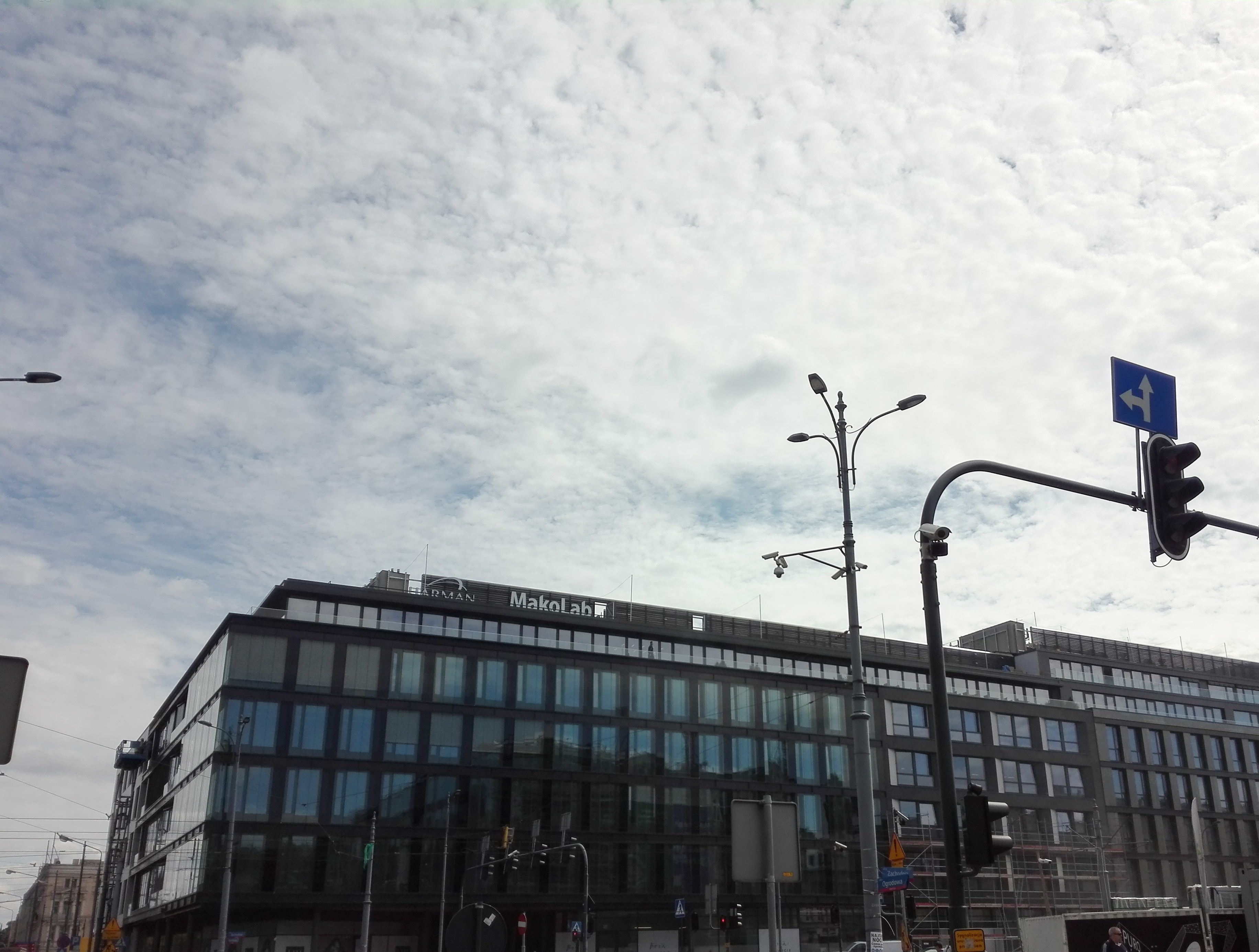
Biurowiec „Ogrodowa Office” przy ul. Ogrodowej 8 u zbiegu z ul. Zachodnią (sierpień 2018)

- (A)   (P)  wprowadzenie (1 stycznia) znacznych zmian w nazewnictwie miejskim Łodzi, narzucone Ustawą o zakazie propagowania komunizmu lub innego ustroju totalitarnego przez nazwy jednostek organizacyjnych, jednostek pomocniczych gminy, budowli, obiektów i urządzeń użyteczności publicznej oraz pomniki. Na podstawie zarządzeń zastępczych wojewody łódzkiego Zbigniewa Raua zmienione zostały nazwy 27 ulic i jednego placu[d][281][282]; 5 stycznia Rada Miejska w Łodzi przywróciła uchwałą wcześniej obowiązującą nazwę placowi Zwycięstwa, zaznaczając jednocześnie, że nazwa ta odnosi się odtąd do wojny polsko-bolszewickiej, a nie do zwycięstwa nad faszyzmem hitlerowskim[283][284]; 2 lutego w rozstrzygnięciu nadzorczym wojewoda stwierdził nieważność uchwały[285]; 12 grudnia Naczelny Sąd Administracyjny odrzucił skargę kasacyjną wojewody na orzeczenie WSA, uchylające zarządzenie zastępcze wojewody, przywracając tym samym placowi nazwę sprzed 1 stycznia 2018 r.[286];
- (E)  otwarcie (7 stycznia) Centrum Nauki i Techniki w EC1 przy ul. Targowej 1/3; placówka ma około 8500 m² powierzchni wystawienniczej, na której kosztem 45,6 mln zł urządzono trzy ścieżki edukacyjne poświęcone przetwarzaniu energii, rozwojowi wiedzy i cywilizacji oraz tajemnicom mikro- i makroświata[287];
- (U)  oficjalne otwarcie (12 stycznia) „Przystanku mBank” w Nowym Centrum Łodzi przy ul. Kilińskiego 70/76 – najnowocześniejszego biurowca w Łodzi, dysponującego 24 000 m² powierzchni biurowej, wyposażonego w 16 sal konferencyjnych, kuchnie, game roomy, strefy relaksu i taras na dachu; budynek ma 6 kondygnacji naziemnych (o łącznej wysokości 25 m) i jedną podziemną; koszt jego budowy przekroczył 100 mln zł[288];
- (K)   (W)  w Alei Gwiazd na ul. Piotrkowskiej swoją gwiazdę odsłonił osobiście w dniu 88. urodzin (13 stycznia) kompozytor i dyrygent Zdzisław Szostak[289];
- (T)  wstrzymanie (4 lutego) na czas nieokreślony eksploatacji linii tramwajów podmiejskich od Helenówka do Zgierza i Ozorkowa, z powodu zużycia jej infrastruktury w stopniu zagrażającym bezpieczeństwu pasażerów[290][291]; linia zgierska funkcjonowała przez ponad 117 lat, a ozorkowska (z trakcją elektryczną), druga pod względem długości linia tramwajowa w Polsce – przez prawie 92 lata[292];
- (S)  zdobycie (3 marca) przez zawodnika Rudzkiego Klubu Sportowego Adama Kszczota złotego medalu w biegu na 800 metrów podczas halowych mistrzostw świata w lekkoatletyce w Birmingham; Kszczot zdobył tytuł mistrza świata na tym dystansie po raz pierwszy, osiągając czas 1:47,47 i pokonując Amerykanina Drew Windle’a i Hiszpana Saúla Ordóñeza[293];
- (S)  14. edycja łódzkiego maratonu (15 kwietnia); w biegu wystartowało 907 zawodników z 15 krajów, a ukończyło go 881; w biegu głównym zwyciężyli Etiopczyk Tarekegn Zewdu Bekele (z wynikiem 2:19:41) oraz Kenijka Jane Jepkogei Kiptoo (2:43:08)[294];
- (E)   (U)  oficjalne otwarcie (17 kwietnia) najnowocześniejszego i największego w Łodzi prywatnego domu akademickiego międzynarodowej sieci BaseCamp Student (pierwsi studenci zamieszkali w nim już na początku listopada 2017 r.), mieszczącego się w dawnym gmachu Łódzkiej Drukarni Dziełowej przy ul. Rewolucji 1905 r. 45, przebudowanym w latach 2016–2017 przez łódzką firmę MCKB Sp. z o.o. (na zlecenie warszawskiej firmy Triton Academicus Sp. z o.o.) kosztem 90 mln zł; w obiekcie znajduje się 487 apartamentów studenckich (jedno- lub dwuosobowych) o powierzchni od 19 do 42 m², z pełnym węzłem sanitarnym i aneksem kuchennym, a także kawiarnia, klub studencki, pralnia, sala kinowa, siłownia, sklep spożywczy i podziemny garaż[295][296][297][298]; trzykrotnie wyższy koszt wynajmu – w porównaniu do oferowanego przez domy akademickie PŁ i UŁ – sprawił, że w dniu otwarcia spośród ponad 300 lokatorów łódzkiego BaseCampu ponad 70% stanowili studenci obcokrajowcy[299];
- (T)  uruchomienie (26 kwietnia) dwóch miejskich systemów wypożyczania elektrycznych skuterów – sieci Blinkee.city i sieci Jeden Ślad (po 30 pojazdów każda)[300];
- (T)  uruchomienie (14 maja) przez warszawską firmę Easyshare Sp. z o.o. Sp. k. systemu wspólnego użytkowania samochodów osobowych, wypożyczanych na minuty; w systemie znalazło się 50 aut marki Toyota Yaris Hybrid z napędem hybrydowym, a do końca roku zaplanowano zwiększenie ich liczby do 200; cenę za przejechany 1 km ustalono na 0,65 zł, za 1 minutę jazdy – na 0,50 zł, a za 1 minutę postoju – na 0,10 zł[301][302];
- (R)  dostąpienie godności kardynalskiej (28 czerwca) przez pierwszego w historii łodzianina – arcybiskupa Konrada Krajewskiego, jałmużnika papieskiego; uroczystość odbyła się w bazylice św. Piotra na Watykanie podczas zwykłego konsystorza publicznego[303][304][305];
- (S)   (U)  otwarcie (18 lipca) w Centrum Sportu przy al. ks. bpa Bandurskiego 7 wielofunkcyjnej hali sportowej na 3017 widzów, wzniesionej przez konsorcjum Przedsiębiorstwa Robót Mostowych „Mosty Łódź” S.A. i SKB S.A. w Warszawie kosztem 38,8 mln zł pochodzących z budżetu miasta[306][307];
- (S)   (U)  otwarcie (29 lipca) nowego stadionu Klubu Żużlowego „Orzeł” Łódź na 10 400 widzów przy ul. 6 Sierpnia 71. Inauguracyjny mecz pomiędzy KŻ „Orzeł” Łódź a Gdańskim Klubem Żużlowym „Wybrzeże”, w ramach 1. ligi Drużynowych Mistrzostw Polski na Żużlu został po dwóch biegach przy stanie 3:9 przerwany i odwołany z powodu opadów ulewnego deszczu[308][309];
- (S)  przepłynięcie wpław (27 sierpnia) kanału Catalina, oddzielającego wyspę Catalina od aglomeracji Los Angeles na południowo-zachodnim wybrzeżu Kalifornii, przez łodziankę Aleksandrę Bednarek (UKS SP 149 Łódź), 34-kilometrową trasą z kontynentu na wyspę, w czasie 12 godzin 7 minut 32 sekund. Pływaczka pokonała dystans pod wiatr wiejący z prędkością 15–19 węzłów i stała się pierwszą Polką, która dokonała tego wyczynu[310][311];
- (K)   (W)  w Alei Gwiazd na ul. Piotrkowskiej swoją gwiazdę odsłonił osobiście (24 września) kompozytor, muzyk jazzowy i aranżer Michał Urbaniak[312];
- (U)  otwarcie (4 października) biurowca „Ogrodowa Office” przy ul. Ogrodowej 8 u zbiegu z ul. Zachodnią – obiektu o powierzchni całkowitej 28 600 m² na 6 kondygnacjach biurowych, z parterem o funkcji handlowo-usługowej – wzniesionego przez austriacką spółkę Warimpex Finanz- und Beteiligungs AG kosztem ponad 50 mln euro[313];
- (K)   (W)  w Alei Gwiazd na ul. Piotrkowskiej swoją gwiazdę odsłonił osobiście (12 października) artysta grafik, twórca projektu gwiazd tworzących aleję, Andrzej Pągowski[314];
- (W)  Łódź – jako miasto, które łączy renowację industrialnych przestrzeni z odważnymi projektami architektonicznymi[315] – zajęła (w październiku) 2. miejsce (po egipskiej Dolinie Południowego Nilu) w rankingu „Best in Travel 2019”, w kategorii miejsc na każdą kieszeń („Best Value”), organizowanym corocznie przez prestiżowe wydawnictwo podróżnicze „Lonely Planet” w oparciu o głosy społeczności turystycznej (podróżników)[316][317];
- (K)  wspólny koncert Stinga i Shaggy’ego (17 listopada) w Atlas Arenie w ramach trasy koncertowej promującej album 44/876[318];
- (E)   (V)  wizyta Jego Książęcej Wysokości księcia koronnego malezyjskiego stanu Perlis, kanclerza uniwersytetu technicznego Universiti Malaysia Perlis (UniMAP) Tuanku Syeda Faizuddina Putry Jamalullaila (20 listopada) w Politechnice Łódzkiej, wraz z 10 delegatami i 32 studentami UniMAP. Podczas wizyty zostało podpisane porozumienie o współpracy między obiema uczelniami; ponadto goście obejrzeli prezentację na temat życia studenckiego w Polsce oraz zwiedzili kampus PŁ – budynek Centrum Kształcenia Międzynarodowego (IFE), Fabrykę Inżynierów XXI wieku (gmach Wydziału Mechanicznego) i LabFactor (gmach Wydziału Inżynierii Procesowej i Ochrony Środowiska)[319][320][321];
- (K)   (W)  odsłonięcie w Alei Gwiazd na ul. Piotrkowskiej (26 listopada) przez Filipa Bajona gwiazdy Witolda Adamka – łodzianina, absolwenta Wydziału Operatorskiego PWSFTviT, operatora filmowego, reżysera i scenarzysty, zmarłego w 2017 roku[322];
- (K)  koncert thrash metalowego zespołu Slayer (27 listopada) w Atlas Arenie w ramach pożegnalnej trasy „Final World Tour”[323];
- (Ś)   (W)  Łodzianami Roku 2018 zostali Jolanta Bobińska – prezeska Fundacji „Dom w Łodzi – i Marek Michalik – prezes Łódzkiej Specjalnej Strefy Ekonomicznej S.A.[324]

### 2019

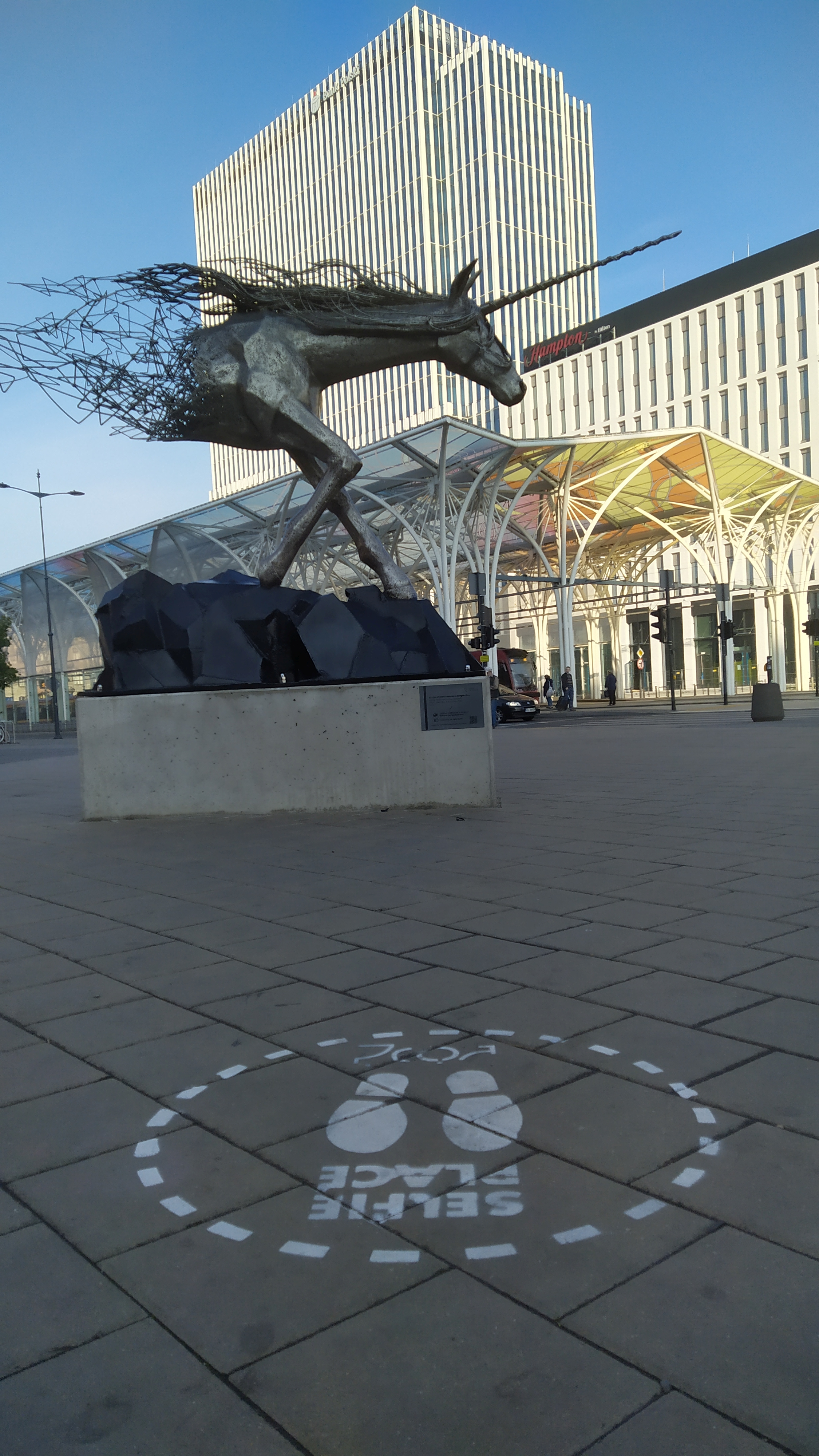
Rzeźba jednorożca przy Przystanku Centrum, w tle biurowiec „Hi Piotrkowska”

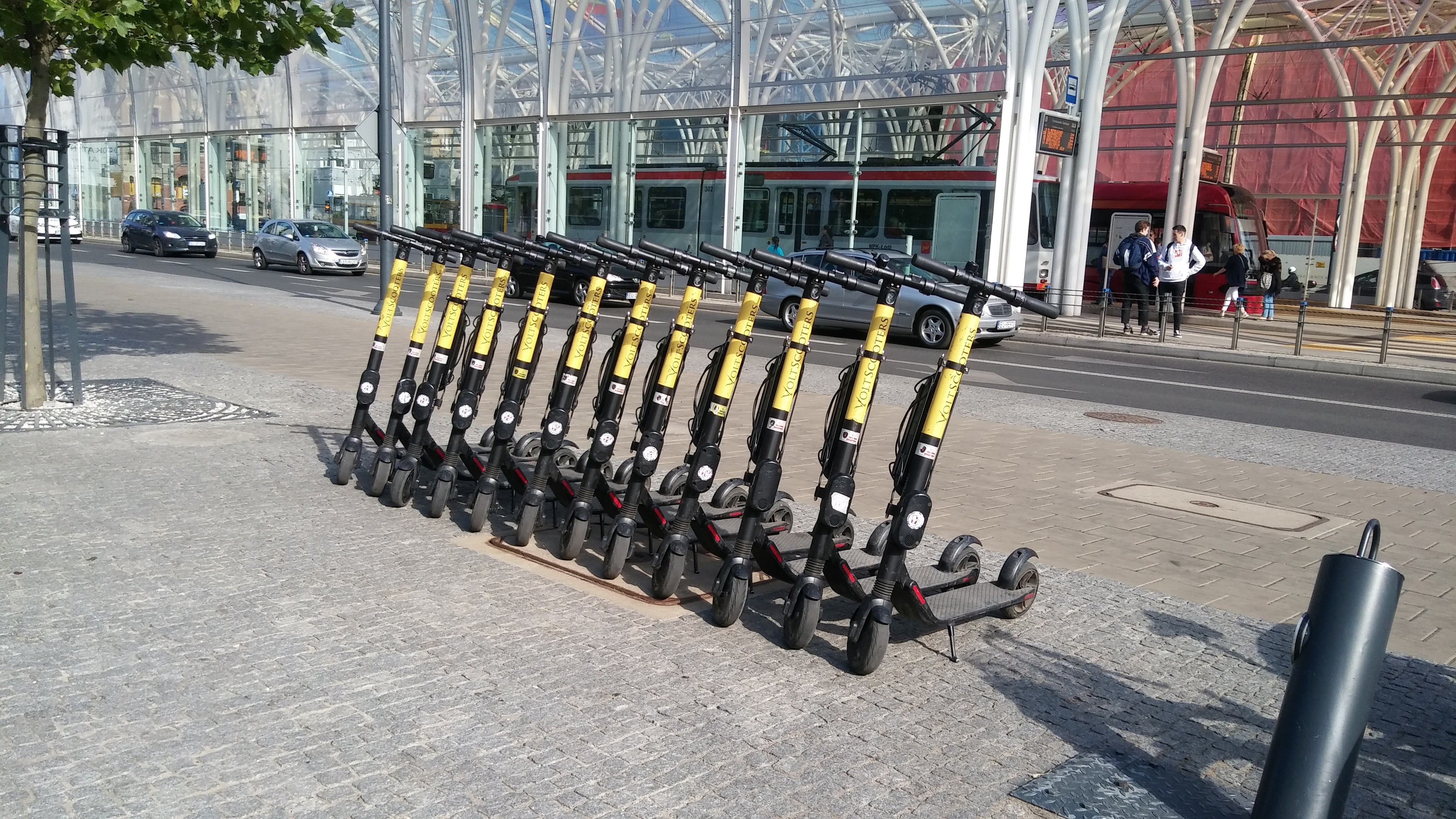
Hulajnogi elektryczne przy Przystanku Centrum

- (K)  światowa prapremiera w Teatrze Wielkim (2 lutego) dwuaktowej opery Rafała Janiaka do libretta Małgorzaty Sikorskiej-Miszczuk Człowiek z Manufaktury. Dzieło jest pierwszą operą osnutą na faktach z historii Łodzi: przedstawia epizody z życia Izraela Poznańskiego – twórcy XIX-wiecznych wielkich zakładów włókienniczych, ich upadek na przełomie XX i XXI wieku oraz plany przekształcenia w istniejące od 2006 roku Centrum Handlowo-Usługowo-Rozrywkowe „Manufaktura”[325];
- (K)  koncert Nicki Minaj (24 lutego) w Atlas Arenie w ramach trasy koncertowej promującej album Queen[326];
- (U)  otwarcie (1 marca) hotelu sieci „Puro” przy ul. Ogrodowej 16, dysponującego 130 pokojami[327];
- (T)  wstrzymanie (3 marca) na czas nieokreślony eksploatacji linii tramwajów podmiejskich od Zdrowia do Konstantynowa Łódzkiego i Lutomierska, z powodu zużycia jej infrastruktury w stopniu zagrażającym bezpieczeństwu pasażerów[328][329]; linia konstantynowska funkcjonowała przez ponad 108 lat[330], a lutomierska – przez prawie 90 lat[331];
- odsłonięcie (20 marca) pomnika Armii Krajowej na pl. gen. Józefa Hallera, autorstwa Wiktorii Leszczyńskiej-Pabich[332];
- (S)  15. edycja łódzkiego maratonu (7 kwietnia); w biegu wystartowało ponad 1700 zawodników z 22 krajów, a ukończyło go 1447; w biegu głównym zwyciężyli Etiopczyk Getaye Fisseha Gelaw (z wynikiem 2:14:39) oraz Polka Dominika Stelmach z RK Athletics Warszawa (2:39:11)[333];
- (T)  uruchomienie (25 kwietnia) przez łódzką firmę „Volt Scooters” miejskiego systemu wypożyczania elektrycznych hulajnóg ze 150 pojazdami[334];
- (K)  koncert Lenny’ego Kravitza (8 maja) w Atlas Arenie, z udziałem ponad 12 000 widzów, w ramach Raise Vibration Tour – trasy koncertowej promującej album Raise Vibration[335];
- (S)  22. turniej mistrzostw świata w piłce nożnej mężczyzn do lat 20 (23 maja – 15 czerwca), rozgrywany po raz pierwszy w Polsce; na Stadionie Miejskim Widzewa Łódź przy al. Piłsudskiego 138 odbyło się 10 meczów, w tym mecz otwarcia pomiędzy drużynami Polski i Kolumbii (zakończony wynikiem 0:2) oraz mecz finałowy drużyn Ukrainy i Korei Południowej (zakończony wynikiem 3:1)[336][337];
- (K)  na skrzyżowaniu alei marsz. Józefa Piłsudskiego i ulicy Piotrkowskiej odsłonięto (7 czerwca) Pomnik jednorożca, autorstwa japońskiego artysty Tomohiro Inaby; pomnik nawiązuje do potocznej nazwy Dworca Tramwajowego Centrum – Stajnia Jednorożców[338];
- (K)   (W)  w Alei Gwiazd na ul. Piotrkowskiej swoją gwiazdę odsłonił osobiście (13 lipca) reżyser i scenarzysta Wojciech Marczewski[339];
- (D)  pogrzeb Józefa Niewiadomskiego (14 sierpnia), prezydenta Łodzi w latach 1978–1985, ministra budownictwa, gospodarki przestrzennej i komunalnej w latach 1985–1986, komendanta Chorągwi Łódzkiej Związku Harcerstwa Polskiego w latach 1968–1970 (zmarł 7 sierpnia); w uroczystości pogrzebowej w Alei Zasłużonych na cmentarzu Doły wzięło udział około tysiąca łodzian[340][341];
- (G)  oficjalne uruchomienie (10 września) przez koncern BSH Bosch und Siemens Hausgeräte GmbH fabryki zmywarek do naczyń przy ul. Jędrzejowskiej 83 – jednej z największych fabryk sprzętu AGD w Europie. Próbny rozruch zakładu, którego potencjał produkcyjny sięga 3 mln sztuk zmywarek rocznie, odbył się w sierpniu[342];
- (D)  pogrzeb Zdzisława Szostaka (13 września), kompozytora i dyrygenta, wieloletniego wykładowcy łódzkiej Państwowej Wyższej Szkoły Muzycznej, od 1982 roku Akademii Muzycznej (zmarł 7 września); po mszy żałobnej w bazylice archikatedralnej św. Stanisława Kostki artysta został pochowany w katolickiej części Starego Cmentarza; uroczystości pogrzebowe odbyły się w oprawie muzycznej przygotowanej przez orkiestrę i chór Filharmonii Łódzkiej[343];
- (K)  koncert Michaela Bublégo (19 września) w Atlas Arenie w ramach trasy koncertowej promującej album Love[344];
- (U)  oficjalne otwarcie (3 października) zespołu biurowców „Imagine” przy al. Piłsudskiego 79–87, wzniesionego w okresie od marca 2018 do września 2019 roku przez Avestus Real Estate. Kompleks tworzą trzy budynki: dwa biurowe o łącznej powierzchni biurowej 14 800 m² i handlowo-usługowej 2400 m² oraz naziemny garaż[345];
- (K)   (W)  odsłonięcie w Alei Gwiazd na ul. Piotrkowskiej (17 października) gwiazd Bolesława Lewickiego oraz Artura Rubinsteina[346];
- (K)   (W)  w Alei Gwiazd na ul. Piotrkowskiej swoje gwiazdy odsłonili osobiście: producent filmowy Piotr Dzięcioł (27 listopada)[347] oraz Katarzyna Figura i Jerzy Stuhr (30 listopada)[348];
- (Ś)   (W)  Łodzianem Roku 2019 został Konrad Pokutycki – prezes zarządu firmy BSH w Polsce[349];

### 2020

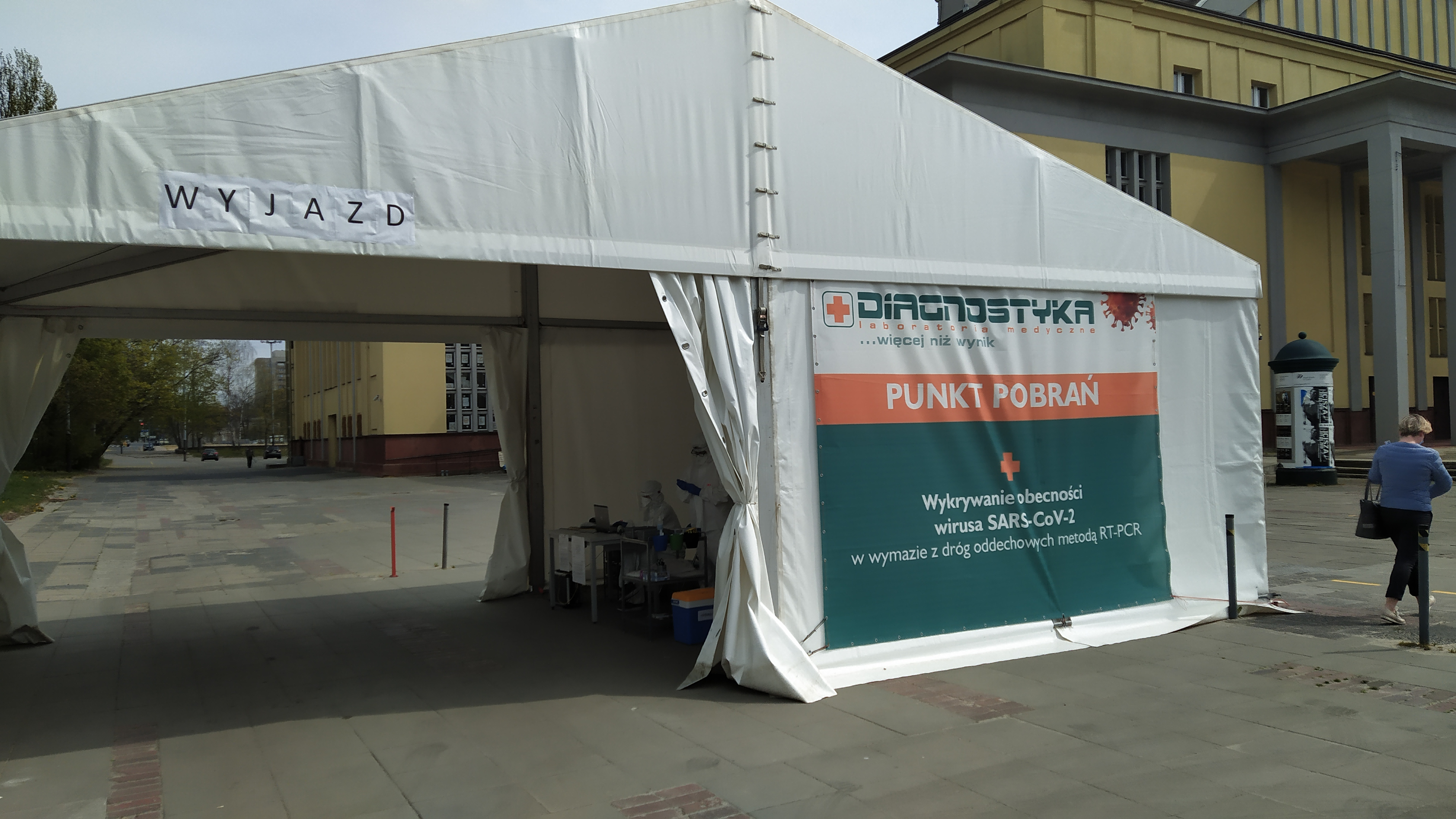
Punkt pobrań wymazów przed Halą Sportową

- (D)  rozpoznanie (11 marca) pierwszego w Łodzi przypadku zakażenia wirusem SARS-CoV-2 – u kobiety, która miała kontakt z osobą chorą na terenie Norwegii[350];
- (D)  zmarła (16 kwietnia) Ewa Żarska, dziennikarka śledcza, reporterka telewizji Polsat News, autorka głośnego reportażu z 2017 roku pt. "Mała prosiła, żeby jej nie zabijać", demaskującego działania przestępcze pedofila Krzysztofa Pomorskiego ps. "Piotr", a także ujawniającego opieszałość organów ścigania w zatrzymaniu go. Dziennikarka popełniła samobójstwo[351];
- (K)   (W)  w Alei Gwiazd na ul. Piotrkowskiej odsłonił osobiście (25 lipca) swoją gwiazdę Tomasz Bagiński[352];
- (K)   (W)  w Alei Gwiazd na ul. Piotrkowskiej odsłonił osobiście (12 września) swoją gwiazdę Paweł Edelman[353];
- (K)   (W)  w Alei Gwiazd na ul. Piotrkowskiej odsłonił osobiście (1 października) swoją gwiazdę Michał Szewczyk. Odsłonięta także została gwiazda Barbary Połomskiej, w obecności jej rodziny[354];
- (R)  387. zebranie plenarne Konferencji Episkopatu Polski (5–6 października)[e]. Głównym tematem obrad były wyzwania duszpasterskie polskiego Kościoła, m.in. strategia wobec pandemii, przemiany kulturowe, obecność Kościoła w sferze społeczno-politycznej i komunikacja medialna[355];
- (I)   (T)  zakończenie modernizacji (6 października) zajezdni autobusowej MPK – Łódź przy ul. Limanowskiego 147/149, przeprowadzonej w ciągu prawie 2 i pół roku kosztem ponad 63 mln zł[356];
- (G)   (W)  Łódzka Specjalna Strefa Ekonomiczna zajęła (15 października) 3. miejsce w świecie i 1. miejsce w Europie w rankingu za rok 2020 najlepszych stref ekonomicznych (Global Free Zones of the Year 2020) przygotowanym przez brytyjski dwumiesięcznik „Di Magazine”; ponadto ŁSSE uznano za najlepszą strefę na świecie dla firm z sektora małych i średnich przedsiębiorstw[357],
- (Ś)   (W)  Łodzianem Roku 2020 został Krzysztof Witkowski – przedsiębiorca, twórca Monopolis[358];

### 2021
- (D)  zawalenie się zabytkowej kamienicy Pinkusa Brzezińskiego (20 maja) przy ul. J. Kilińskiego 49[359]. Postępowanie w sprawie wyburzenia pozostałości kamienicy wstrzymało ruch tramwajowy na ul. Kilińskiego na ponad rok[360];
- (K)  utworzenie (1 czerwca) Muzeum Dzieci Polskich – ofiar totalitaryzmu w Łodzi zarządzeniem ministra kultury – Piotra Glińskiego. Na stanowisko dyrektora placówki powołano historyka – Ireneusza Piotra Maja[361];
- (K)   (W)  w Alei Gwiazd na ul. Piotrkowskiej odsłoniła osobiście (26 czerwca) swoją gwiazdę Maja Komorowska[362];
- (K)   (W)  w Alei Gwiazd na ul. Piotrkowskiej odsłoniła osobiście (21 września) swoją gwiazdę Agata Kulesza[363];
- (K)   (W)  w Alei Gwiazd na ul. Piotrkowskiej odsłonił osobiście (18 listopada) swoją gwiazdę Andrzej Chyra[364];
- (K)   (W)  w Alei Gwiazd na ul. Piotrkowskiej odsłonięto (24 listopada) gwiazdę reżysera Andrzeja Żuławskiego. Odsłonięcia dokonali: syn reżysera, Xawery Żuławski, brat Mateusz Żuławski oraz operator Andrzej Jaroszewicz[365];

### 2022

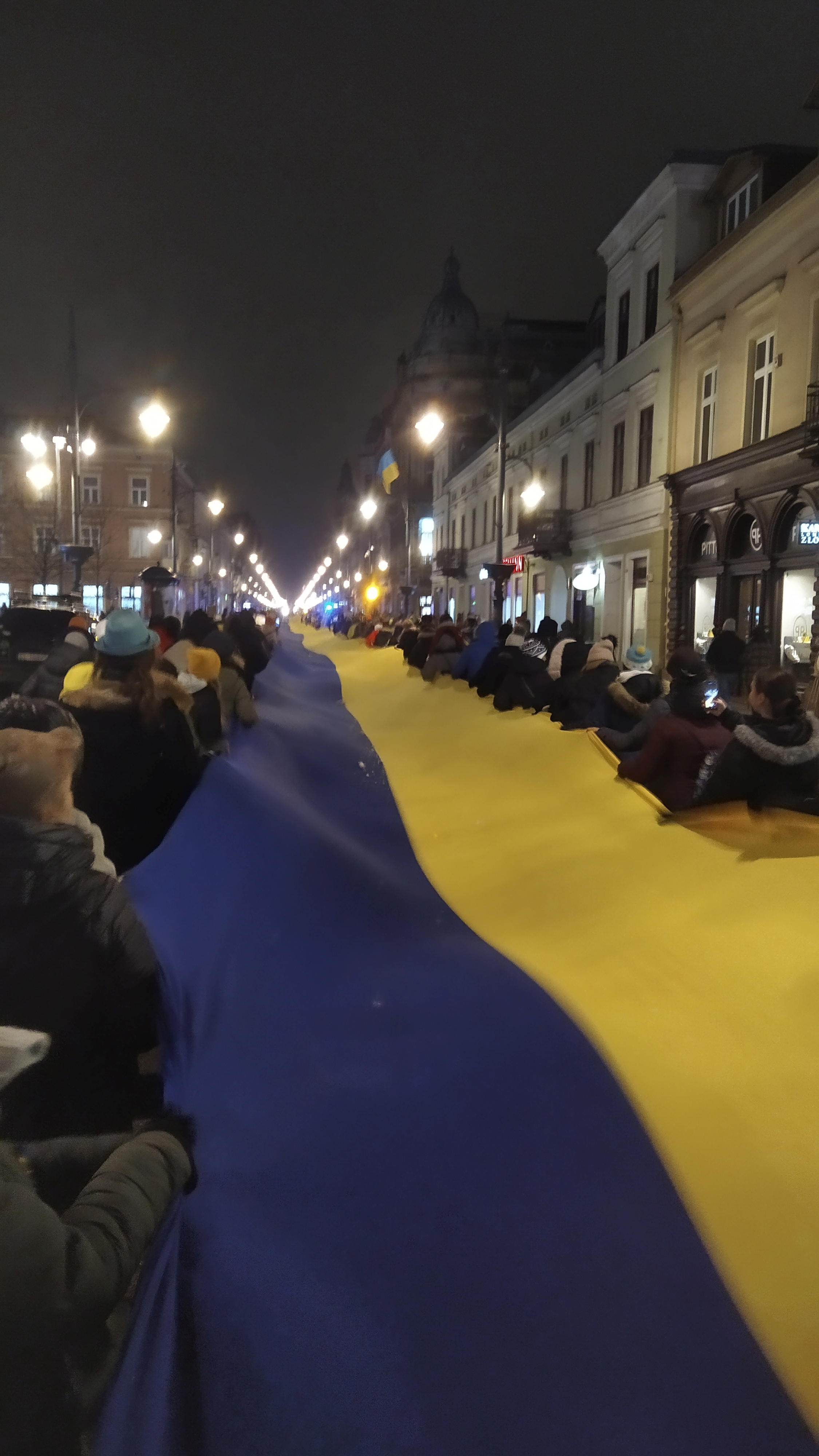
Marsz „Stop wojnie na Ukrainie” na ulicy Piotrkowskiej

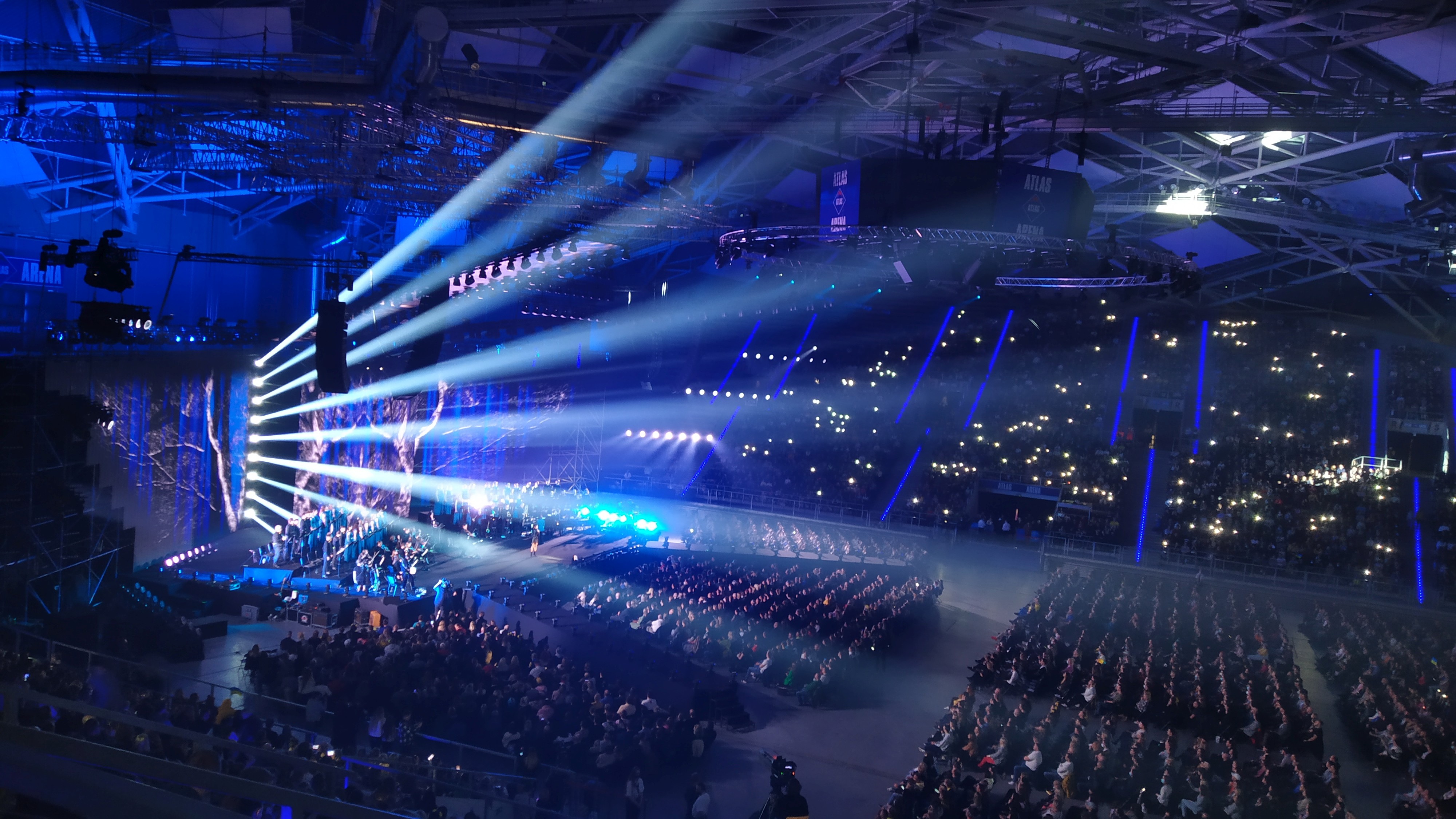
Koncert charytatywny „Razem z Ukrainą” w Atlas Arenie

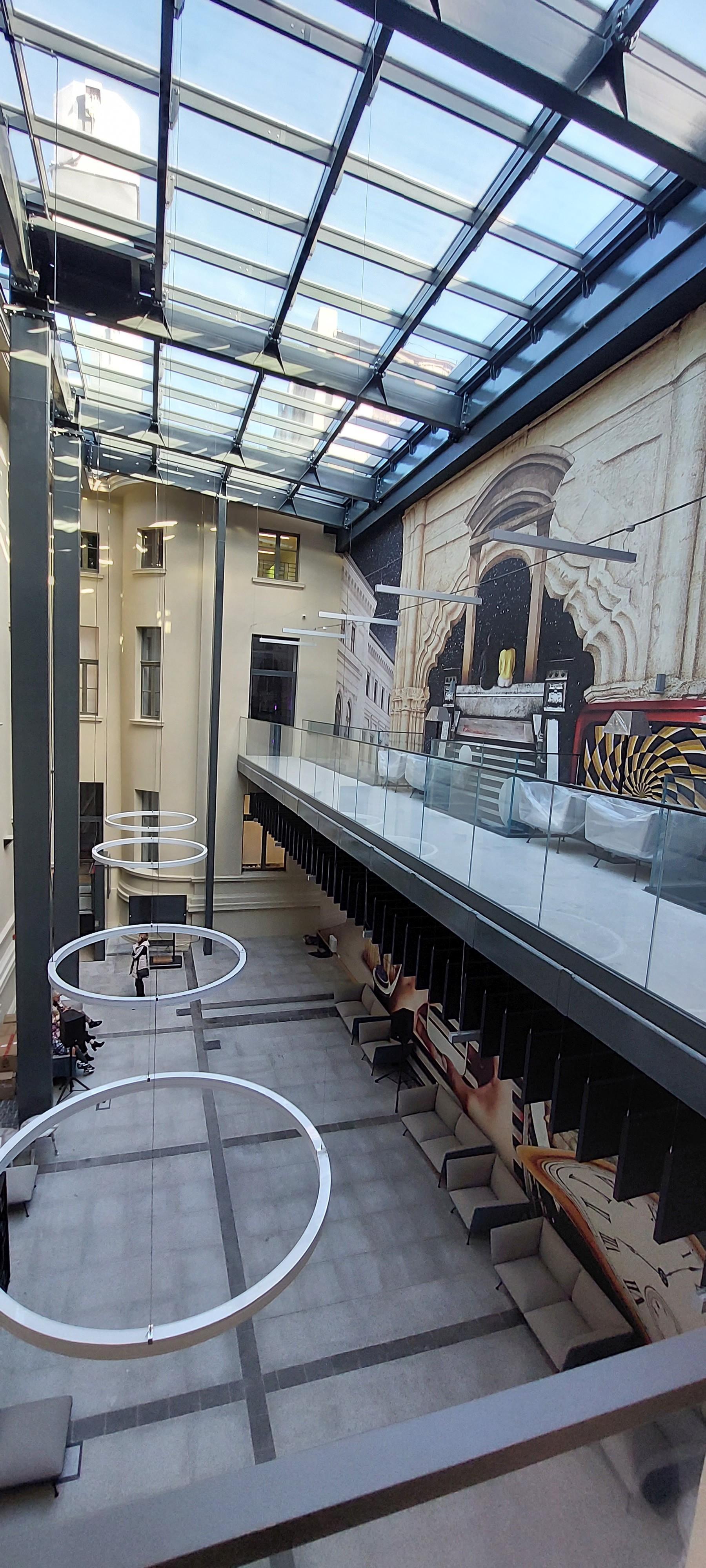
Wnętrze Mediateki MeMo przy ul. Moniuszki

- (P)  spotkanie (1 marca) przedstawicieli Trójkąta Weimarskiego w Pałacu Edwarda Herbsta Łodzi. Celem spotkania było omówienie sytuacji międzynarodowej w związku z Inwazją Rosji na Ukrainę. W spotkaniu uczestniczyli ministrowie spraw zagranicznych: Polski (Zbigniew Rau), Niemiec (Annalena Baerbock) i Francji (Jean-Yves Le Drian)[366][367];
- (P)  marsz (4 marca) „Stop wojnie na Ukrainie” przeszedł ulicą Piotrkowską. Łodzianie przemaszerowali od Placu Wolności do Pasażu Rubinsteina niosąc kilkusetmetrową flagę ukraińską[368];
- (K)  w Atlas Arenie odbył się (22 marca) koncert charytatywny „Razem z Ukrainą” zorganizowany przez telewizję TVN i transmitowany do 50 krajów. Cały dochód został przeznaczony na rzecz Polskiej Akcji Humanitarnej, zebrano około 8 milionów złotych. Na scenie wystąpiły gwiazdy polskiej i ukraińskiej sceny muzycznej i teatralnej, m.in.: Natalia Kukulska, Kayah, Dana Winnycka, Stanisław Soyka, Vito Bambino, Krzysztof Zalewski, Daria Psekho, Daria Zawiałow, Tina Karol, a także Andrzej Seweryn i Maja Komorowska[369].
- (K)  otwarcie (22 listopada) Mediateki MeMo w willi „Trianon” przy ul. Moniuszki 5 – jednej z najnowocześniejszych bibliotek w Polsce. Na inwestycję przeznaczono około 36 mln zł[370]. W dniu otwarcia w bibliotece odbyło się spotkanie autorskie z Katarzyną Nosowską[370][371].
- (P)  obrady (1–2 grudnia) Rady Ministerialnej OBWE. w gmachu EC1 salach konferencyjnych dworca Łódź Fabryczna[372]. Gospodarzem spotkania był szef MSZ i przewodniczący OBWE Zbigniew Rau. W obradach wzięło udział 200 delegatów ZPE OBWE z ponad 50 krajów świata, w tym m.in.: szefowie MSZ Wielkiej Brytanii James Cleverly, Niemiec Annalena Baerbock, Ukrainy Dmytro Kułeba, wysoki przedstawiciel Unii Europejskiej ds. zagranicznych i polityki bezpieczeństwa Josep Borrell, przedstawiciel Rosji przy OBWE Aleksander Łukaszewicz(inne języki) (w związku z niewydaniem przez Polskę wizy szefowi MSZ Rosji Siergiejowi Ławrowowi), podsekretarz stanu USA – Victoria Nuland. Obrady dotyczyły inwazji Rosji na Ukrainę i jej wpływu na bezpieczeństwo w Europie oraz przekazania przewodnictwa w OBWE ministrowi spraw zagranicznych Macedonii Północnej Bujarowi Osmaniemu, w związku z przejęciem przewodnictwa OBWE przez ten kraj w 2023 roku[373].

### 2023
- (K)  I edycja (27-30 marca) Festiwalu Sztuki Aktorskiej Teatropolis organizowanego a Scenie Monopolis z inicjatywy Krzysztofa Witkowskiego i Andrzeja Seweryna[374],
- (P)  szczyt (30-31 marca) Bukaresztańskiej Dziewiątki[375] – oprócz państw B9 w szczycie wzięli udział przedstawiciele kwatery głównej NATO, Szwecji, Finlandii, a także przedstawiciel Hiszpanii. Tematem szczytu było bezpieczeństwo[376].
- (K)  inauguracja (2 kwietnia) Teatru „Pinokio” w nowej siedzibie przy ul. Sienkiewicza 75/77 w zrewitalizowanym gmachu dawnej fabryki „Wigencja”[377]. W ramach inauguracji odbyły się m.in. trzy premiery teatralne: „Sekrety życia”, „Alfabe-Ty” oraz „Kubuś Puchatek”[378].
- (K)  w EC1 odbył się (24–25 czerwca) Wiedźmin Fest, poświęcony premierze 3 sezonu serialu Netflixa – Wiedźmin. Wśród gości wydarzenia znaleźli się aktorzy znani z serialu: Henry Cavill, Anya Chalotra, Freya Allan i Joey Batey, a także twórca postaci Wiedźmina – Andrzej Sapkowski i zespół tworzący muzykę do serialu i gry poświęconej Wiedźminowi – Percival Schuttenbach[379],
- (P)  w pałacu Alfreda Biedermanna[380] odbyła się (29 czerwca) XXXII sesja Konferencji Utrechckiej – spotkania Ministra Spraw Zagranicznych RP Zbigniewa Raua z Ministrem Spraw Zagranicznych Królestwa Niderlandów Wopke Hoekstrą w ramach corocznego forum konsultacji polsko-holenderskich na poziomie eksperckim, obejmująca spotkania i konsultacje urzędników i ekspertów obu państw[381]. Wśród omawianych tematów znalazły się m.in.: sytuacja polskich pracowników w Niderlandach, współpraca biznesowa i dotycząca bezpieczeństwa w kontekście obecnej sytuacji w Rosji, na Ukrainie i na Białorusi[380].
- (D)  wystawienie listu gończego (29 września) za mieszkańcem Łodzi Sebastianem Majtczakiem podejrzewanym o spowodowanie 13 dni wcześniej (16 września) śmiertelnego wypadku drogowego na autostradzie A1 w okolicach Sierosławia, w wyniku którego zginęła trzyosobowa rodzina[382][383];
- (K)  otwarcie (13 października) Narodowego Centrum Kultury Filmowej[384] w gmachu EC1 przy ul. Targowej 1/3 w Łodzi[385];
- (K)  odsłonięcie (1 grudnia) na cmentarzu katolickim św. Wojciecha w Łodzi pomnika Pamięci Dzieci Polskich – Ofiar Niemieckich Obozów na terenie Łodzi i okolic, wg projektu Macieja Jagodzińskego-Jagenmeera, upamiętniający około 500 polskich dzieci, które zginęły w utworzonych przez hitlerowców obozach w Łodzi oraz Konstantynowie Łódzkim. Pomnik odsłonięto z okazji 81. rocznicy powołania obozu koncentracyjnego przeznaczonego dla polskich dzieci, znanego jako Polen-Jugendverwahrlager der Sicherheitspolizei in Litzmannstadt[386].

### 2024
- (K)  koncerty (27 i 29 lutego) brytyjskiego zespołu Depeche Mode w Atlas Arenie[387];
- (K)  otwarcie (11 listopada) przy ul. Wschodniej 19 w Łodzi oddziału Muzeum Józefa Piłsudskiego w Sulejówku, pod nazwą „Bibuła” – Tajna Drukarnia Józefa i Marii Piłsudskich[388].

## Zmiany statusu Łodzi
| Okres     | Państwo | Państwo                   | Jednostka administracyjna | Status miasta                    |
| --------- | ------- | ------------------------- | ------------------------- | -------------------------------- |
| 1989–1998 | Polska  | III Rzeczpospolita Polska | województwo łódzkie       | Łódź (gmina miejska)             |
| od 1999   | Polska  | III Rzeczpospolita Polska | województwo łódzkie       | Łódź (miasto na prawach powiatu) |